# Charles Le Brun
Pour les articles homonymes, voir Le Brun.
Charles Le Brun, né le 24 février 1619 à Paris, où il est mort le 12 février 1690, est un artiste
Peintre et décorateur français, premier peintre du roi Louis XIV, directeur de l'Académie royale de peinture et de sculpture, et de la Manufacture royale des Gobelins.
Il s'est surtout illustré dans la décoration du château de Versailles et notamment de la galerie des Glaces.

## Jeunesse et formation (1619 - 1645)

### Famille

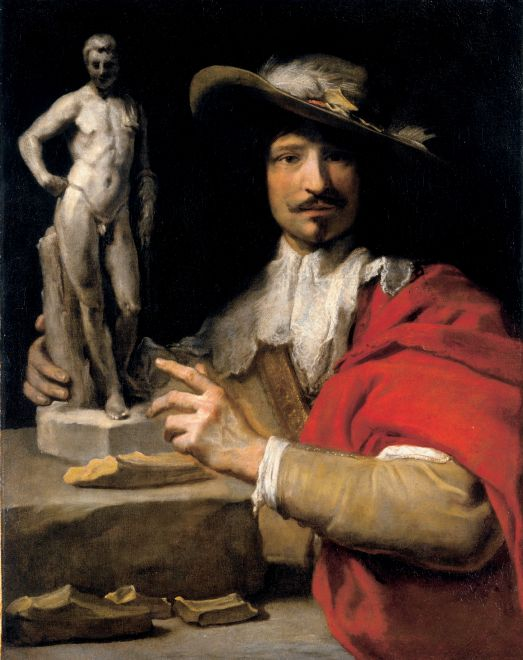
Portrait de Nicolas Le Brun, père de l'artiste vers 1632, Salzbourg, Residenzgalerie.

Charles Le Brun est baptisé en l'église Saint-Nicolas-des-Champs de Paris le dimanche 24 février 1619. Fils de Nicolas Le Brun, maître sculpteur, et de Julienne Le Blé, la famille demeure rue Saint-Martin à Paris. Charles est le troisième enfant du couple, après la naissance de Nicolas (en 1615) et de Marie (en 1617). Cinq autres enfants naitront, dont Gabriel (en 1625) qui deviendra lui aussi peintre.
Le berceau de la famille Le Brun se situerait à Crouy-en-Thelle, près de Beaumont-sur-Oise, en Picardie, localité pour laquelle la famille Le Brun semble accorder un certain attachement tout au long du XVIIe siècle. La tradition familiale fait remonter la généalogie à un dénommé Jacques Le Brun, gentilhomme servant de la reine Marie Stuart, réfugié auprès de l'évêque de Boulogne. Cette ascendance pourrait expliquer l'existence d'un portrait de Marie Stuart, gravé et édité par J.Couvray, souvent reconnu comme une œuvre de jeunesse de Le Brun, bien qu'il ne soit pas signé.
Julienne Le Blé est la fille de Pierre Le Blé, maître écrivain, demeurant rue Montmartre. Le frère de Pierre, André Le Blé, est aussi un homme de plume, et la famille Le Blé semble avoir joui d'une certaine culture, qui aurait pu servir de base à l'éducation de Charles Le Brun, à son goût pour les lettres, et sa famille maternelle lui aurait fait bénéficier de quelques relations. Ainsi, son oncle André Le Blé est-il signalé comme le maître à écrire des enfants du chancelier Pierre Séguier, et aurait recommandé le jeune Charles Le Brun auprès de l'homme d'état, avec le soutien de Mathurin Renaud de Beauvallon, avocat au conseil et époux de la cousine de Le Brun. Le rôle majeur tenu par Mathurin Renaud de Beauvallon dans la rencontre entre Séguier et Le Brun transparait dans une lettre écrite à Rome par le peintre à l'attention du chancelier, datée du 17 octobre 1644.
L'éveil de Charles Le Brun à l'art semble avoir été précoce : Nivelon indique qu'à l'âge de neuf ans, il savait déjà sculpter la glaise et tailler le bois, produisant ainsi plusieurs masques, aigles, griffons, ainsi qu'un petit Bacchus en bois. Pour autant, le petit Charles Le Brun montre vite une prédilection pour le dessin et la peinture, et semble refuser de suivre son père dans l'art de la sculpture. Le rôle de Nicolas Le Brun dans l'apprentissage de son fils fut néanmoins minime : Charles apprit probablement chez lui les premiers rudiments du dessin, mais reçu surtout de son père une assez bonne connaissance des mécanismes de la Maîtrise et du système corporatif, qui lui seront d'une grande utilité dans sa participation à la fondation de l'Académie Royale de Peinture et de Sculpture en 1648. C'est dans l'entourage de son père que le jeune Le Brun rencontre des sculpteurs, tels Simon Guillain (le maître de Nicolas Le Brun), Jacques Sarazin et Gilles Guérin, ainsi que des peintres avec qui il aura l'occasion de collaborer dans sa carrière, comme Pierre Patel et François Bellin, ainsi que les Butay, famille de peintre d'armoiries à laquelle appartient la future femme du peintre, Suzanne Butay.

### L'atelier de François Perrier (1632 - 1634)
Grâce peut-être à l'intercession du graveur Le Blond, ou des sculpteurs Jacques Sarazin et Thomas Boudin, le jeune artiste fait son entrée dans l'atelier de François Perrier aux alentours de 1632 (voire dès 1630 - 1631), ce qui offre à Le Brun une alternative à la peinture maniériste de Georges Lallemand et des autres ateliers parisiens, en lui faisant découvrir la grande peinture baroque italienne. Par le prisme de François Perrier, Charles Le Brun découvre la nouvelle esthétique de Lanfranco et des Carrache, et se familiarise pour la première fois avec les modèles antiques. Cet enseignement marque durablement le peintre qui gardera longtemps une empreinte de son premier maître.
C'est probablement à cette époque que Le Brun, âgé en 1632 de seulement 13 ans, exécute le portrait de son père Nicolas Le Brun (Salzbourg, Residenzgalerie). Longtemps catalogué comme une œuvre de Jacques Blanchard représentant le portrait du sculpteur François Duquesnoy, ce tableau est aujourd'hui rendu à Le Brun, et Guillet de Saint-George avait d'ailleurs indiqué dans son mémoire prononcé à l'Académie royale que l'artiste « fit le portrait de son père et celui de son oncle, et chacun remarque dans tous les deux une grande force de pinceau ; aussi ses héritiers les conservent avec soin... ». Le sculpteur, richement vêtu, désigne une réduction de l'Antinoüs du Belvédère. Le traitement rapide et le pinceau assez brusque s'accompagne également de certaines maladresses propres à un très jeune peintre : on distingue une atrophie du bras droit du personnage, et à l'inverse une hypertrophie de son bras gauche, tandis que sa main se détache sur une matière indistincte. Malgré ces imperfections, le portrait du père de Le Brun démontre déjà la volonté de présenter l'artiste comme un gentilhomme, lettré, et d'élever ainsi les arts plastiques de sculpture et de peinture au rang d'arts « libéraux » au même titre que la philosophie et la théologie, dans une revendication qui guidera l’institutionnalisation des arts en France durant tout le XVIIe siècle, et dont Le Brun sera l'un des principaux acteurs.

### L'atelier de Simon Vouet (1634 - 1642)

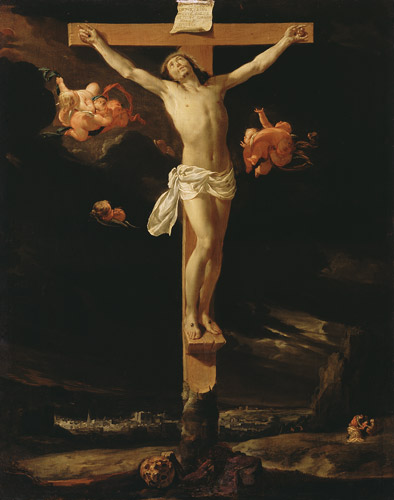
Le Christ en Croix, 1637
Moscou, musée Pouchkine.

Pierre Séguier, qui vient d'acquérir l'hôtel de Bellegarde, réunit une équipe d'artistes pour en réaliser les décors. Il emploie Nicolas Le Brun, père de Charles, ainsi que Simon Vouet auprès duquel il le recommande. Le Brun intègre ainsi l'atelier de Vouet et fait la connaissance de Louis Lerambert (légèrement plus jeune que lui) et André Le Nôtre, qu'il aura maintes fois l'occasion de revoir. Cependant, apparemment lassé des missions subalternes auxquelles le cantonne l'atelier de Vouet, Le Brun quitte momentanément Paris pour visiter Fontainebleau et y étudier les collections royales. Il exécute ainsi une copie de la Grande Sainte Famille de Raphaël, ainsi qu'un portrait de Voltigeant (sans doute Henri Ier de Voltigeant).
En 1637, il signe une petite huile sur bois représentant le Christ en Croix (Moscou, musée Pouchkine), tableau gravé par Gilles Rousselet avec une dédicace à Séguier, comportant encore quelques maladresses mais révélant déjà le début des inclinaisons de l'art de Le Brun dans un dramatisme assumé de la scène, une mise en valeur du corps, une recherche expressive, accentuée par les effets d'atmosphère et le vaste panorama qui se développe à l'arrière plan. L'œuvre illustre cependant une influence certaine de Simon Vouet, dans les minuscules saintes femmes représentées en arrière plan et qui semblent directement copiée de la Crucifixion peinte par Vouet pour l'hôtel Séguier en 1636, et dans les petits anges dodus venant animer le tableau, de manière un peu mièvre et artificielle. Le tableau a peut-être été peint spécialement pour être gravé, ce qui expliquerait la petitesse des saintes femmes et les vifs contrastes de lumières qui frappent le Christ d'un éclairage blafard.
C'est également autour de cette année que Le Brun aurait peint pour le chancelier Séguier Thomiris faisant plonger dans le sang la tête de Cyrus, tableau perdu mais autrefois conservé dans la salle haute de la maison professe des Jésuites. Il réalise, aux alentours de 1639, une petite huile sur bois : Le Baptême du centurion Corneille à Césarée (Nancy, musée des Beaux-Arts), peinte probablement pour le chancelier Séguier, peut-être lorsque Vouet réalisait dans le même temps une Délivrance de saint Pierre pour l'oratoire du chancelier en 1638 (perdu, connu par une gravure de Michel Dorigny). Le tableau de Le Brun a longtemps posé des problèmes iconographiques (identifié comme le Baptême de l'Eunuque, Saint Pierre en prison, ou encore Saint Paul à la prison mamertine), et le nom de son auteur a aussi posé débat (on y voyait une œuvre de Simon Vouet, de son frère Aubin, de Charles Poërson, ou plus récemment de Michel Corneille l'aîné).

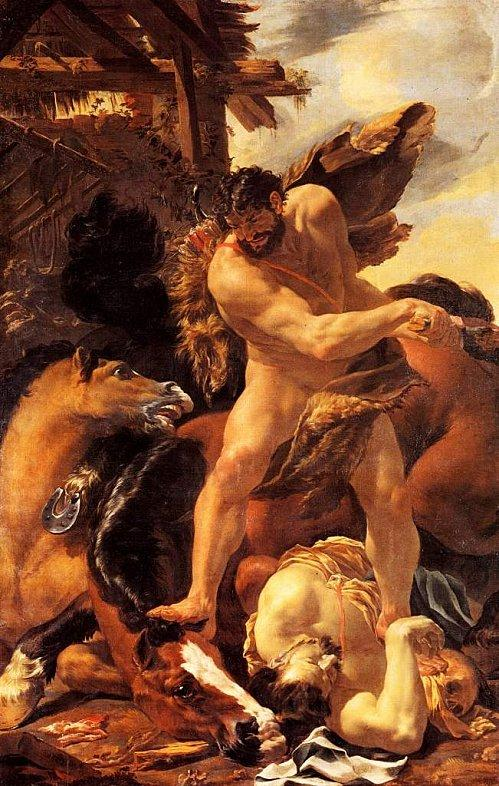
Hercule et les juments de Diomède, 1641, Nottingham, Art Gallery.

Présenté au cardinal de Richelieu, ce dernier lui confie le 9 mai 1641 une commande pour le décor du Palais Cardinal (actuel Palais Royal), Le Brun étant chargé de réaliser trois tableaux pour surmonter les cheminées des appartements d'été du cardinal : L'Enlèvement de Proserpine (perdu ou non réalisé), Hercule sur le bûcher (idem), et Hercule et les chevaux de Diomède (Nottingham, Art Gallery ; esquisse à Bayonne, musée Bonnat), toile qui illustre déjà le goût du peintre pour les sujets violents et mouvementés. La redistribution des appartements du cardinal entre 1638 et 1643 pourrait expliquer l'inexistence des deux autres toiles dont l'exécution n'aurait ainsi plus lieu d'être. La figure d'Hercule écrasant les monstres évoque d'habitude le triomphe du souverain sur ses ennemis, comme le représente Toussaint Dubreuil (Henri IV en Hercule écrasant l'Hydre de Lerne, Paris, musée du Louvre) et d'autres artistes. Ici, Le Brun utilise le célèbre héros pour illustrer l'anagramme Hercules admirandus : Armandus Richeleus, en l'honneur du commanditaire du tableau. La mise en page audacieuse et la force dramatique de la scène sont dépositaires de l'enseignement de Vouet, mais Le Brun signe une œuvre puissante et tourmentée, attirant le regard sur le bras musculeux du héros sur le point de frapper (dont la pose s'inspire d'une gravure d'Antonio Fantuzzi d'après Rosso Fiorentino représentant Hercule et Cacus, Paris, bibliothèque nationale de France), sur les regards effrayés ou résignés des chevaux, et la torsion douloureuse de leurs corps. L'artiste s'attarde également sur quelques détails macabres destinés à réveiller l'émotion du spectateur : un crâne, des ossements, des lambeaux de chairs sont répandus sur le sol. Nicolas Poussin, qui arrive à Paris en 1640, aurait admiré le tableau, lequel ne s'accordait pourtant pas avec le style plus ordonné du peintre. Cette commande prestigieuse permet à Le Brun d'obtenir un brevet « de la charge de l'un des peintres et vallets de chambre du Roy », bien qu'il soit désigné comme « peintre de sa Majesté » dès 1638.

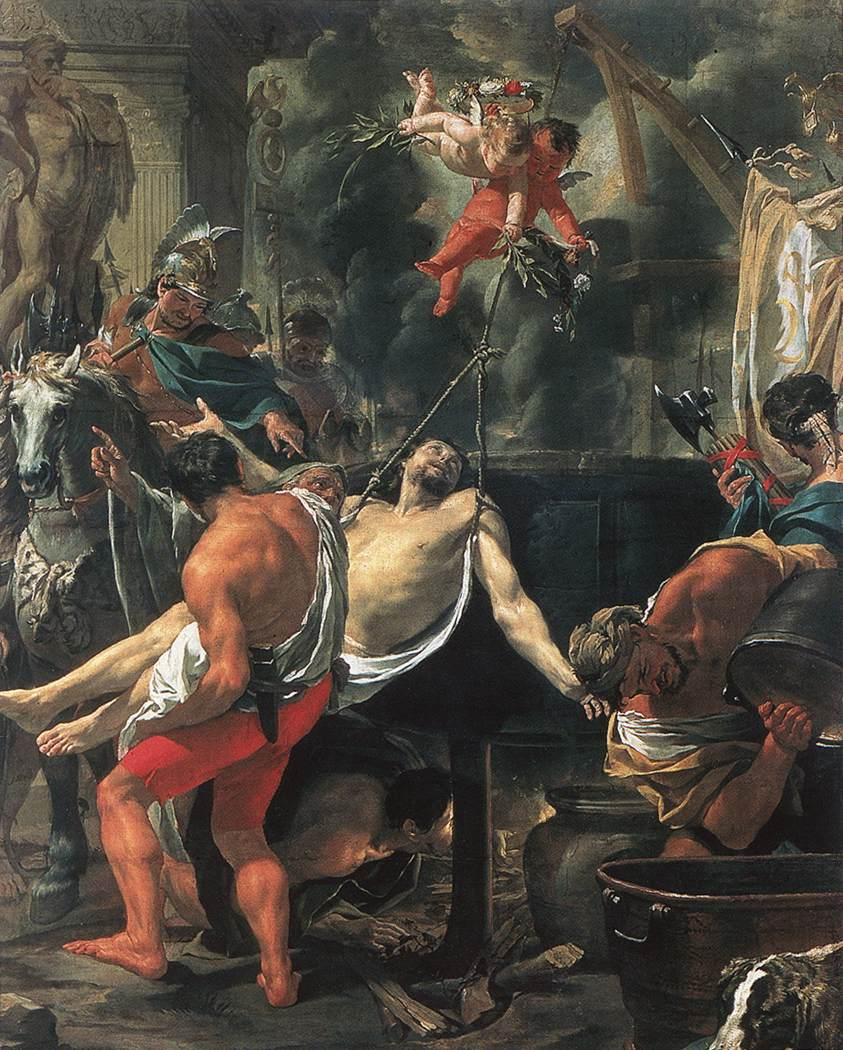
Le martyre de saint Jean l'Évangéliste, 1642, Paris, église Saint-Nicolas-du-Chardonnet.

En 1642, la corporation des peintres et des sculpteurs confie à Charles Le Brun l'exécution d'une grande toile sur le Martyre de saint Jean l’Évangéliste (Paris, église Saint-Nicolas-du-Chardonnet ; esquisse à Paris, musée Carnavalet), pour orner la chapelle de leur confrérie à l'église du Saint-Sépulcre, rue Saint-Denis. L'œuvre déménage à Saint-Symphorien en 1704, disparait en 1791 avant de réapparaitre pour être achetée par la ville de Paris en 1857, et déposée à Saint-Nicolas-du-Chardonnet. Bien que légèrement tronqué sur les côtés, le tableau montre une vigueur de la touche et une émotion qui se détache de l'enseignement de Vouet, tout en s'inspirant quelque peu du Martyre de saint Laurent de Rubens, dont Le Brun a certainement admiré la gravure exécutée en 1621 par Lucas Vosterman. Le Brun semble déjà chercher à traduire l'expression des passions dans les figures courroucées des bourreaux, ou le regard extatique du saint martyr. La figure du cavalier ayant noué une peau de tigre sur le poitrail de sa monture se retrouvera dans plusieurs œuvres postérieures de l'artiste. Pour la première fois dans le travail de Le Brun s'exprime le souci du « costume », c'est-à-dire la volonté de rendre la réalité historique d'une scène par la représentation précise et scientifique des objets et des éléments du décor : l'enseigne romaine, le faisceau du licteur ou les bandelettes dans les cheveux illustrent déjà cette recherche de vraisemblance archéologique.

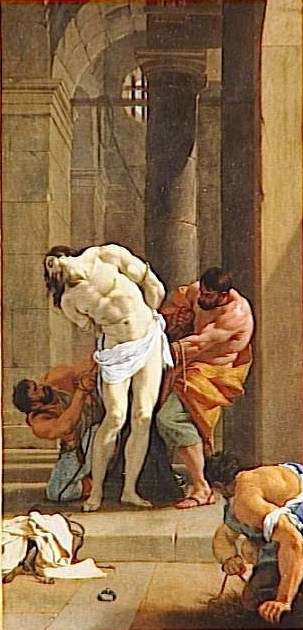
Le Christ à la colonne, vers 1639,
Paris, musée du Louvre.

La même démarche s'observe dans Le Christ à la colonne (vers 1639, Paris, musée du Louvre) toile ambigüe qui fut tour à tour attribuée à Simon Vouet (par Alain Mérot), Eustache Le Sueur (par Arnauld Brejon de Lavergnée), et Le Brun (récemment, par Lorenzo Pericolo). L'œuvre, citée en 1697 parmi les tableaux des magasins du roi à Saint-Germain-en-Laye, fut probablement peinte vers 1639, lorsque Vouet engage une série de travaux de décorations au château. Le tableau a été mis en relation par Pericolo avec le décor de l'oratoire du roi, qui évoquait différents épisodes de la Passion du Christ : Le Christ au Jardin des Oliviers (Coutances, musée Quesnel-Morinière), La Cène (idem), Le Crucifixion et La Descente de Croix (perdus), inventoriés ensemble en 1673. Le tableau aurait aussi pu être peint pour un oratoire de la reine au château Vieux. L'idée du « costume » est en tous les cas bien visible, et écarte l'œuvre du reste de la production de Simon Vouet : l'artiste y a placé une borne, remplaçant la colonne habituelle (qui n'est représentée qu'en arrière-plan), et insiste sur les différences de carnations entre le Christ et ses bourreaux. De plus, la composition très construite, rigoureuse, rythmée par des lignes verticales et horizontales, diffère des autres tableaux, plus instables, de la main de Vouet. Il n'est donc pas impossible d'y reconnaitre une toile du jeune Le Brun.
C'est au sein de l'atelier de Vouet que Le Brun reçoit également ses premières commandes pour l'illustration d'ouvrages et les frontispices de thèse, favorisées par sa fréquentation des cercles précieux et des salons parisiens. En 1637 déjà, Daret grave d'après des dessins de Le Brun un frontispice pour la Didon de Georges de Scudéry, parue chez le libraire Courbé. Ce premier essai dans ce domaine trahit encore la main d'un jeune peintre, proche du milieu maniériste des élèves de Georges Lallemand. En 1638, il dessine la thèse de La Providence apportant du ciel un enfant nouveau-né et venant le présenter à Louis XIII, en l'honneur de la naissance du dauphin Louis (futur Louis XIV). La même année sont gravés par Daret d'après des dessins de Le Brun encore assez médiocres les frontispices de L'amant libéral de Georges de Scudéry et de L'aveugle de Smyrne de Boisrobert, Corneille, Rotrou, Colletet et L'Estoile. D'autres dessins de Le Brun, gravés par Daret, ornent en 1639 le frontispice d'une édition du Pastor Fido de Guarini, et de L'Amour tyrannique de Georges de Scudéry. En 1640, Le Brun fait graver un double portrait de Louis XIII et d'Anne d'Autriche à cheval, portant une dédicace et des vers adressés au roi (gravure par Pierre Daret, Paris, Bibliothèque Nationale de France). C'est d'ailleurs aux alentours de cette année que le peintre s'essaye brièvement à la gravure, exécutant à l'eau forte Les Parties du Jour, dans un style encore proche de son premier maître François Perrier. Un style encore tâtonnant s'observe dans les gravures de Daret, d'après Le Brun, exécutées en 1641 pour les frontispices de Horace de Corneille, et Eudoxe de Scudéry, tandis qu'un art plus sûr et maîtrisé apparait la même année sur l'estampe réalisée pour les conclusions d'une thèse « en l'honneur de Séguier », gravée par Rousselet avec un grand portrait en pied du chancelier, auprès d'Apollon et des neuf muses. Une composition solide et bien définie, gravée par Rousselet, illustre en 1642 une thèse « en l'honneur de Claude Bouthillier » soutenue par Louis Girard.

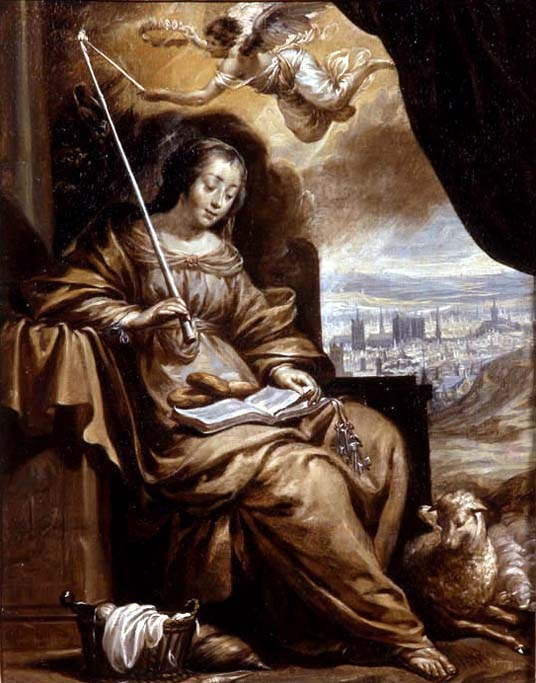
Sainte Geneviève tenant un cierge, 1637 - 1639,
Rouen, musée des Beaux-Arts.

Le Brun a également exécuté un certain nombre de petits tableaux, à l'huile sur bois, destinés spécialement à la gravure. Quelques exemples nous sont connus, tels un Saint Bruno et un Saint Hyacinthe (vers 1634 - 1638, localisation actuelle inconnue), servant de modèles à des gravures de Gilles Rousselet, de même qu'un Iesus Amabilis (vers 1635 - 1638, collection particulière), aussi gravé par Rousselet. Ces petits tableaux se caractérisent par une palette réduite, semblable à un camaïeu, exécutés rapidement, et sur un support aux dimensions presque identiques aux estampes pour lesquelles ils servent de modèle. Le même principe s'observe pour une petite huile sur bois représentant Sainte Geneviève tenant un cierge (vers 1637 - 1639, Rouen, musée des Beaux-Arts), gravée par Jeremias Falck en 1639 (Paris, Bibliothèque Nationale de France). La gravure fut probablement commandée en 1637 par Roland Le Blond pour remercier Geneviève Fayet, épouse du président de la chambre des Comptes, d'avoir accepté de parrainer l'un de ses enfants. Le Brun réalise encore à l'huile sur bois quatre petites peintures représentant les quatre Saisons, sous la forme de femmes richement vêtues (Le Printemps et L'Été furent gravés par Guillaume de Geyn, et L'Automne et L'Hiver par Jérémias Falck, Paris, Bibliothèque Nationale de France). Deux de ces petits modèles peints furent retrouvés par Nicolas Saint-Fare Garnot (collection particulière). Le même procédé dut être employé pour un Saint-Étienne, gravé par Jean Humbelot d'après Le Brun (vers 1634 - 1642, Vienne, Albertina Museum), et qui devait être le pendant d'une gravure disparue mais dont le modèle peint sur bois nous est parvenu : un Saint Laurent retrouvé par Jennifer Montagu (Aix-la-Chapelle, Suermondt Ludwig Museum). Enfin, Le Brun exécute vers 1640 une mystérieuse Allégorie avec une femme et deux putti (collection particulière) destinée à être gravée par Gilles Rousselet (Vienne, Albertina Museum). La figure féminine désigne le soleil, et s'accoude à une cippe ornée de têtes de béliers. À l'arrière-plan se détache une ville, peut-être Orléans.

### Séjour à Rome (1642 - 1645)

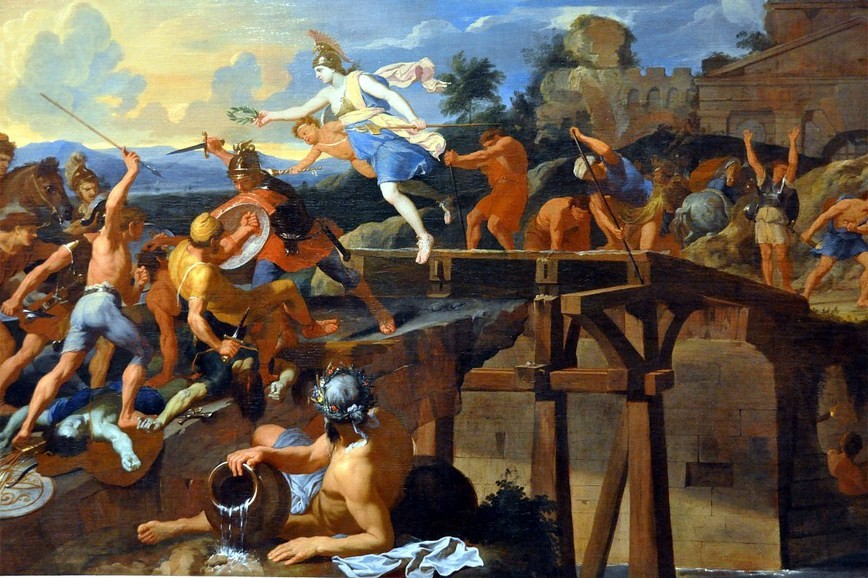
Horatius Coclès défendant le pont du Sublicius
Londres, Dulwich Picture Gallery.

Très tôt, Charles Le Brun exprime son souhait de se rendre à Rome, centre de production artistique phare et capitale culturelle de l'Europe du Grand Siècle. Le bref séjour de Nicolas Poussin à Paris entre 1640 et 1642 accentue le désir du jeune peintre, et il semble que le retour du grand maître à Rome fut l'élément déclencheur de ce voyage. Ce séjour, peut-être ordonné par Séguier lui-même comme le prouvent les lettres de Le Brun à son protecteur, intervient dans un climat d'émulation des artistes et des mécènes, Sublet de Noyers ayant eu la même démarche en 1640 auprès de son protégé, Charles Errard. À Lyon, Le Brun rejoint Poussin prenant le chemin du retour vers l'Italie. Ils arrivent probablement à Rome ensemble, le 5 novembre 1642. Le Brun avait reçu du chancelier Séguier la promesse d'une pension de 200 écus par an pendant la durée de son séjour, ainsi qu'une recommandation au cardinal Antonio Barberini, tandis que Louis XIII avait fait transmettre au pape une dépêche réclamant sa bienveillance auprès de l'artiste.
Sur place, il retrouve son ancien maître François Perrier, et se lie d'amitié avec Gaspard Dughet, peintre et beau-frère de Poussin, avec qui il collabore dans la réalisation de certaines peintures, Le Brun peignant les personnages et Dughet se chargeant du paysage en arrière-plan, comme dans L'Allégorie du Tibre (collection particulière, réplique à Beauvais, musée départemental de l'Oise). Le Brun partage un logement avec le peintre français Daniel Boulanger, dans l'isola incontro Santo Isidoro, de la paroisse Sant'Andrea delle Fratte.
Le séjour de Le Brun à Rome est extrêmement fécond. Il rapporte en France plus de cinq cents dessins et peintures, et notamment un carnet de dessins d'après les monuments et les sculptures antiques : Livre d'antiques tirrées d'après celles qui sont à Rome (Paris, Bibliothèque Nationale de France), rassemblant 65 feuillets, dédié au chancelier Séguier, représentant diverses sculptures, en ronde-bosse ou en bas-reliefs, issues des plus prestigieuses collections romaines (Médicis, Mattei, Verospi, Giustiniani, Ludovisi...) et des plus célèbres monuments (l'arc de Constantin, le Palais des Conservateurs, la basilique Sainte-Constance). On loue, comme l'explique le peintre Alexandre-François Desportes, sa capacité « à bien observer les différents usages et les habillements des anciens, leurs exercices de paix et de guerre, leurs spectacles, leurs combats, leurs triomphes, sans oublier leurs édifices et les règles de leur architecture ».
Il s'emploie également à copier les grands maîtres italiens. Il copie en réduction les peintures de Raphaël et de Jules Romain (Giulio Romano), dont la Madone du Divin Amour au palais Farnèse (aujourd'hui à Naples, musée de Capodimonte) comme nous l'apprend une lettre de mars 1643, ou encore une Adoration de Raphaël qui restera inachevée (citée dans une lettre écrite par Le Brun à Lyon). Il doit envoyer au chancelier des copies réduites pour orner sa demeure, dont l'une représente le Char de l'Aurore, d'après la fresque de Guido Reni au Casino Rospigliosi. Le Brun exécute également des copies d'après Raphaël pour son propre usage, afin de s'inspirer de ses figures et de son style. C'est ainsi que dans son inventaire après décès sont recensés des copies de La Bataille de Constantin, L'École d'Athènes, La Rencontre de Léon Ier et Attila, et Le Baptême de Constantin, et que l'inventaire de ses biens comporte des copies d'après les Actes des Apôtres et les peintures des chambres du Vatican et de la villa Farnésine. Vers 1643, il peint un projet de thèse « du roi en sa jeunesse » (huile sur toile, collection particulière), gravée par Rousselet, dans laquelle il montre d'ailleurs ses progrès dans l'étude des œuvres Raphaël : la figure de femme sur la gauche reprend la pose d'un personnage de L'Incendie du Borgo peint par le maître italien dans la chambre de L'Incendie, au Vatican.

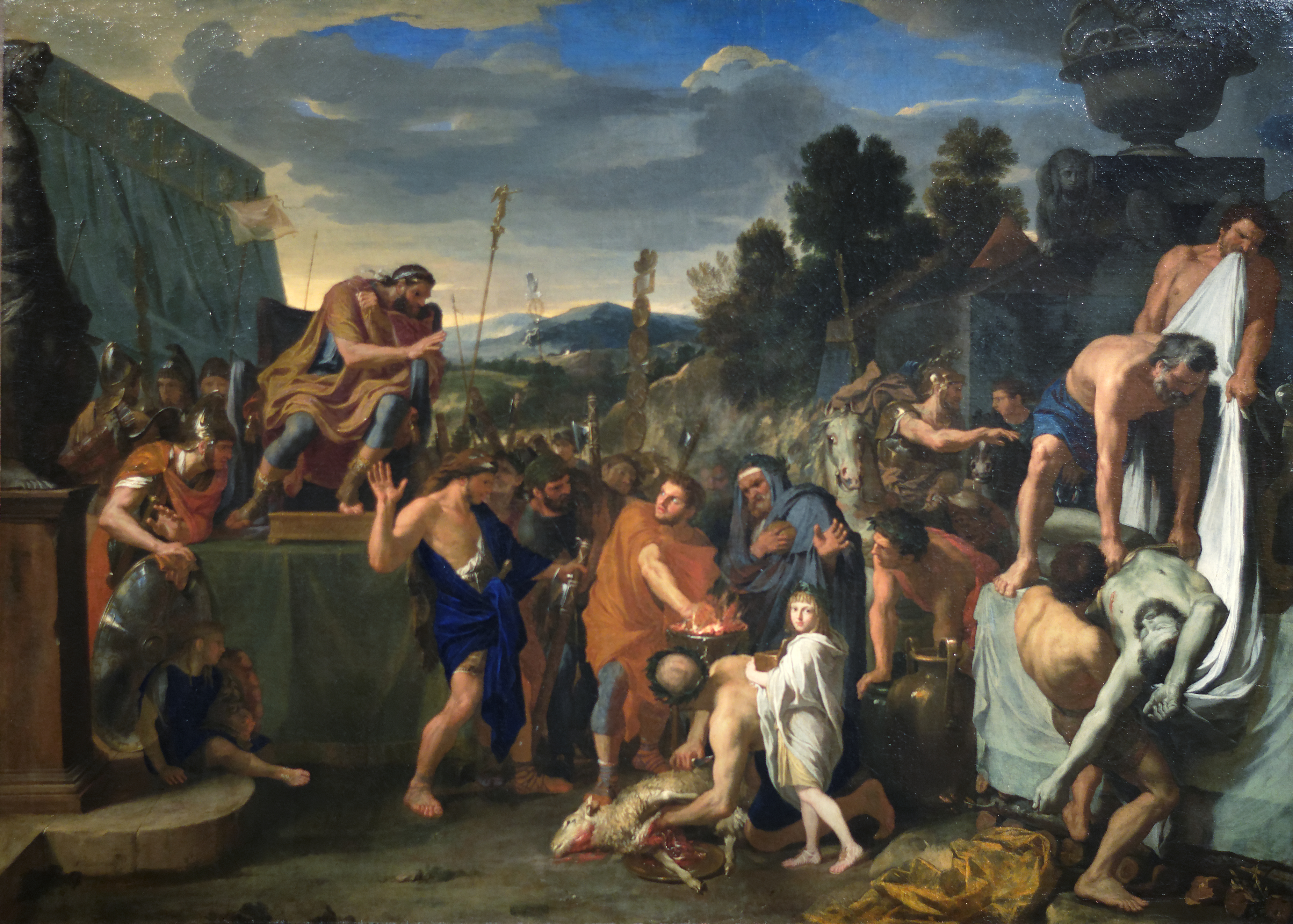
Mucius Scaevola devant Porsenna, 1643 - 1645, Mâcon, musée des Ursulines.

Il se force surtout à copier le plus fidèlement possible le style de Nicolas Poussin dont il est devenu un fervent admirateur. Son étude de l'œuvre de Poussin mène presque à la confusion, comme nous l'apprend une anecdote livrée par Nivelon à propos de la réalisation de Horatius Coclès (Londres, Dulwich Picture Gallery) : en effet, il fit un jour « un tableau, à l'insu de tout le monde, et s'arrangea de telle manière à le faire exposer publiquement, un jour de fête, sans que personne en connût l'auteur. Le clergé de Rome avait estimé que l'œuvre était pourvue d'originalité et on y chercha la trace d'un peintre français. L'opinion publique désigna Poussin comme le peintre de cette toile intitulée Horatius Coclès. Le maître apprit rapidement ce qui se passait. De plus d'un côté, on lui fit des compliments d'avoir peint l'Horatius Coclès » et Nivelon ajoute que « Poussin lui-même, qui vint voir l'œuvre, loua sa beauté et cacha mal le fait que l'auteur pourrait être un rival dangereux pour lui ». Le tableau, qui reprend la palette de couleurs de Poussin, s'inspire entre autres de son célèbre Jeune Pyrrhus sauvé (Paris, musée du Louvre). D'autres peintures, exécutées pendant son séjour à Rome, témoignent de cette admiration pour l'art de Poussin. À cet égard, Mucius Scaevola devant Porsenna (1643 - 1645, Mâcon, musée des Ursulines ; esquisse dans la collection Motais de Narbonne) est exemplaire. Véritable exercice de style, le tableau imite l'art de Poussin dans les détails archéologiques, le thème traité en « péripéties » et le groupement des personnages, mais va au-delà du pastiche poussinien en y intégrant un réalisme nouveau, soulignant l'expression des passions dans des regards farouches et tendus au centre de la narration de l'œuvre, dans le détail macabre de la bête éventrée au premier plan, dont on arrache le cœur pour le présenter en sacrifice, dans le canon trapu et les carnations rougies des personnages, et en créant un espace plus saturé et tumultueux. Le Brun transcrit une vérité archéologique, s'inspirant des ouvrages célèbres de Guillaume du Choul : Discours sur la lastramétation et discipline militaire des Romains et Discours de la Religion des anciens Romains (1556), notamment dans la figure du victimaire torse nu et couronné de lauriers.

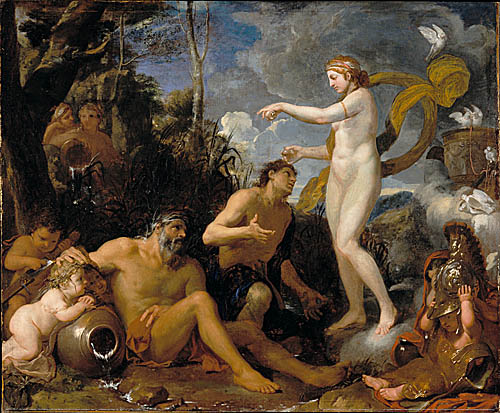
La Déification d'Énée, vers 1642 - 1644, Montréal, musée des Beaux-Arts.

Dans La déification d'Énée (Montréal, musée des Beaux-Arts), Le Brun s'attache à traduire la vérité littéraire du récit d'Ovide. Autrefois attribué à Poussin ou à Perrier, le tableau est aujourd'hui rendu à Le Brun grâce à un dessin retrouvé par Jennifer Montagu dans le fonds du Louvre, issu de la collection de Philippe de Chennevières, et qui semble préparer la composition peinte. Le Brun s'inspire sensiblement du tableau de Poussin Vénus montrant ses armes à Énée (1639, Rouen, musée des Beaux-Arts), qu'il a probablement eu l'occasion d'observer avant son départ pour Rome, dans la demeure parisienne de Jacques Stella. À la solennité de la cérémonie décrite par Ovide, Le Brun ajoute une poésie des gestes et des regards et une note d'humour et d'anecdote dans le putto figuré sur la droite, réfugié dans l'armure du héros, et essayant son casque démesurément grand. Le paysage en arrière plan est peut-être le fruit d'une nouvelle collaboration avec Gaspard Dughet.
Le Brun reçoit plusieurs commandes qui lui permettent de se construire un nom sur la scène artistique romaine, et dans laquelle il témoigne de son talent, de sa maîtrise des grands maîtres et de ses nouvelles connaissances dans l'étude d'après l'antique : on peut citer une Purification de la Vierge (1645, Detroit, Institute of Art), ou encore une Pietà et un Saint Sébastien commandés en 1644 et vendus par Étienne Cochardet, marchand drapier, à l'hôtel-Dieu de Lyon en 1647 pour orner le maître-autel de l'église.

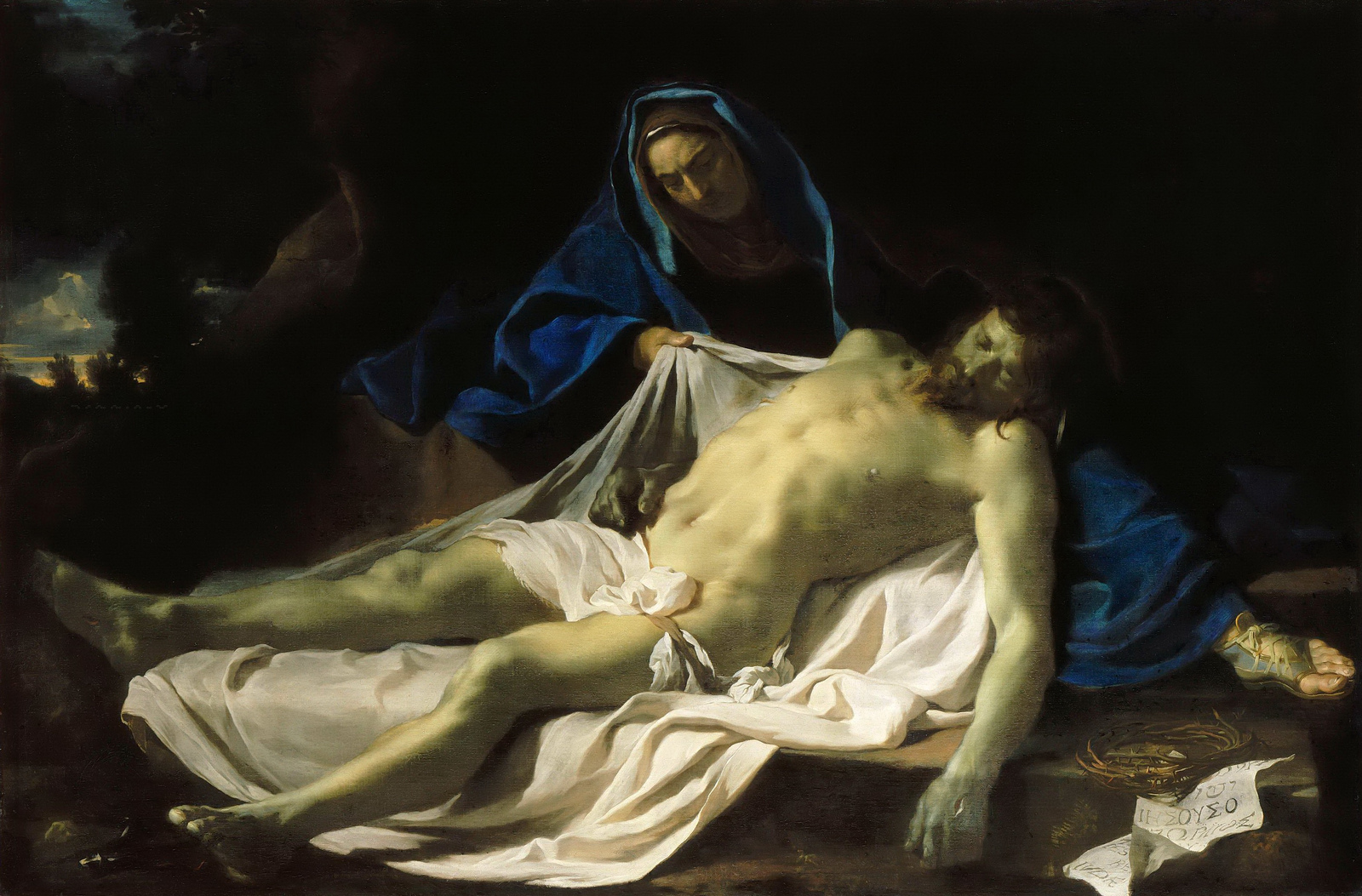
Le Christ mort sur les genoux de la Vierge, Paris, musée du Louvre.

Le 25 juillet 1643, Le Brun adresse au chancelier Séguier une lettre dans laquelle il lui demande la permission de revenir en France, mais le début de troubles politiques après la mort du cardinal de Richelieu et de Louis XIII le contraint à reporter son retour. Le 29 juillet 1644, la mort du pape Urbain VIII suivie de la disgrâce progressive des Barberini rend difficile le séjour des artistes français dans la capitale pontificale. Dès le mois de décembre 1644, une lettre de Le Brun nous apprend son souhait de visiter Venise, mais il préfère finalement commencer son retour vers la France, en passant peut-être par Bologne. C'est sans doute au contact des peintres bolonais que Le Brun exécute Le Christ mort sur les genoux de la Vierge (Paris, musée du Louvre), signalé par Guillet de Saint-Georges parmi les tableaux envoyés à Séguier depuis Rome. Dans cette œuvre, Le Brun présente un art à contre-courant de l'enseignement poussiniste, et témoigne au contraire d'une réaction violente et soudaine, peut-être pour prouver que, à l'inverse de Poussin, il est tout à fait à l'aise dans la peinture de grand format. La science du clair-obscur enveloppant les personnages, les formes puissamment modelées, le dramatisme de la scène montrent une influence probable de l'école bolonaise, des Carrache et de Guerchin notamment, s'inspirant peut-être de la Pietà d'Annibal Carrache (Naples, musée de Capodimonte).

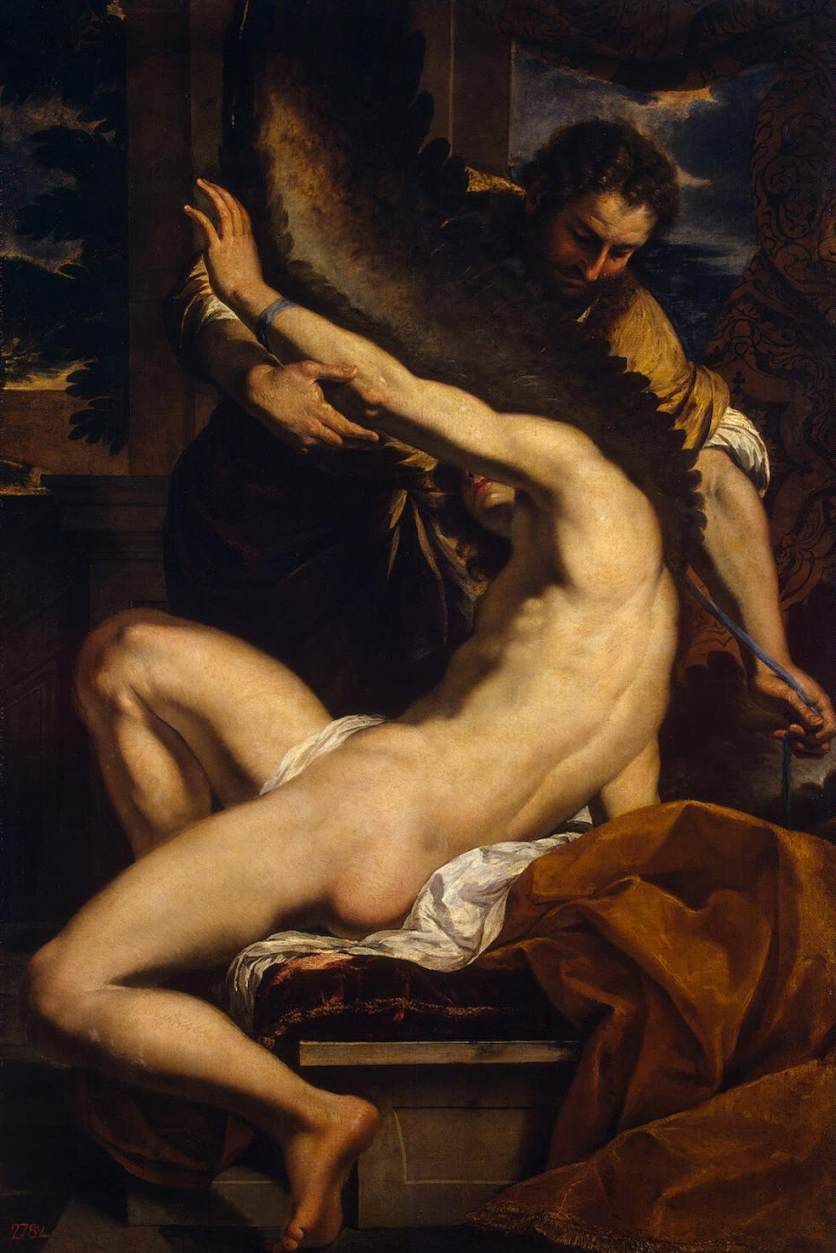
Dédale et Icare, vers 1645,
Saint-Pétersbourg, musée de l'Ermitage.

Les mêmes influences se font sentir dans Dédale et Icare (Saint-Pétersbourg, musée de l'Ermitage), toile qui n'est pas datée avec précision mais qui fut probablement exécutée à la fin de son séjour romain. Ce tableau prend une place singulière dans la production de l'artiste, qui reprend les effets lumineux de l'école bolonaise mais installe ses personnages dans un cadre rapproché qui monumentalise le corps, et donne à Icare une silhouette serpentine et élancée qui n'est pas sans rappeler le maniérisme parmesan ou les ignudi de Michel-Ange.

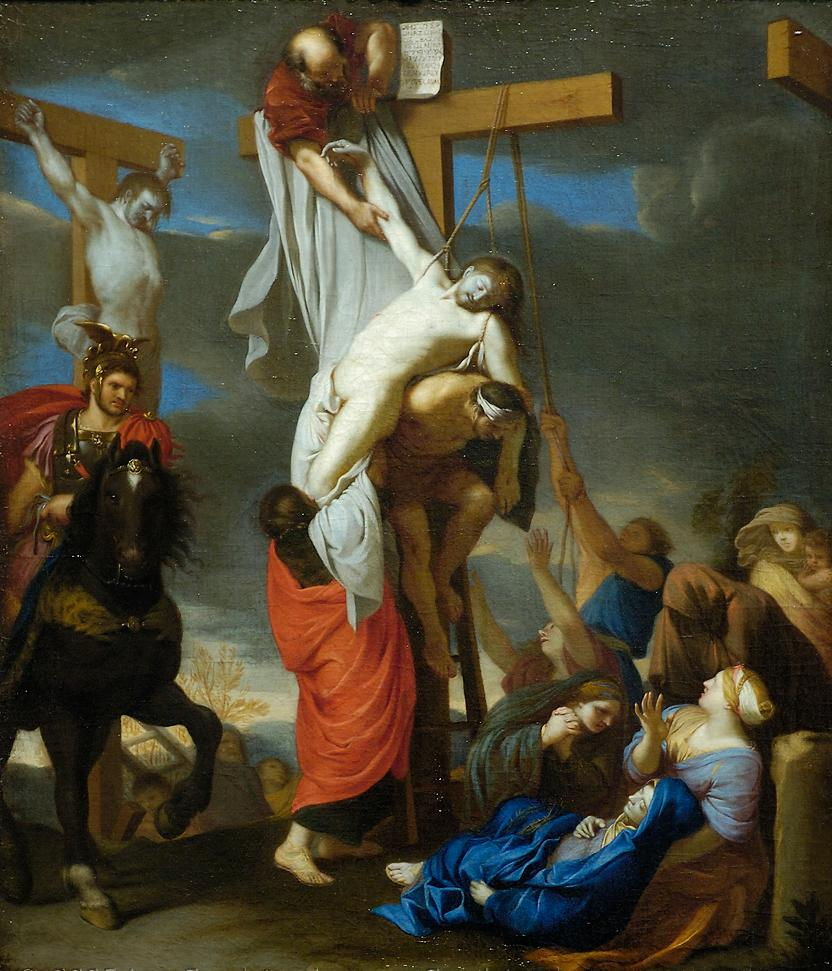
La Descente de Croix
vers 1645, Los Angeles, County Museum of Art.

Le Brun a réalisé d'autres peintures durant son séjour romain, mais la grande majorité a aujourd'hui disparu. Le Crucifix peint sur cuivre pour le Grand maître de Malte Jean-Paul de Lascaris est perdu mais a été gravé avec quelques modifications par Nicolas Tardieu. Il en va de même pour certaines peintures adressées au chancelier Séguier, comme une Descente de Croix (vers 1645, perdue, gravée par François de Poilly et connue par plusieurs répliques peintes en réduction, notamment au Victoria and Albert Museum de Londres, à Prague, au musée de Saint-Germain-en-Laye et au County Museum of Art de Los Angeles), L'Ange Raphaël conduisant le jeune Tobie (perdue), ou encore La Charité romaine (perdue, mais dont la toile signée par Dubois en 1696, et conservée au musée de Saint-Lô pourrait être une copie). Il quitte l'Italie à la fin de l'année 1645, laissant derrière lui une Rome de plus en plus hostile à la colonie d'artistes français. C'est à cette époque qu'il aurait décliné, selon Nivelon, des propositions de l'ambassadeur d'Espagne et de cardinaux espagnols qui l'invitaient à se mettre au service du roi très catholique.

## Charles le Brun, peintre à Paris
Le Brun arrive à Paris le 2 mars 1646. Dès lors, il se trouve confronté à de nombreux changements intervenus dans la capitale pendant son absence : après la mort de Louis XIII et du cardinal de Richelieu à quelques mois d'intervalle, la Régence a été confiée à la reine mère Anne d'Autriche, qui a pris pour bras droit le cardinal Mazarin. Parallèlement à ces changements politiques, on observe de nombreuses évolutions au sein de la communauté artistique : l'art de Simon Vouet et de son atelier semble perdre la main face à l'impulsion donnée par le séjour de Poussin à Paris entre 1640 et 1642, qui oriente le style des peintres d'Histoire vers un art plus mesuré, à la fois élégant et sobre, dans une veine que l'on qualifie aujourd'hui d'Atticisme parisien, en référence aux changements qui s'opèrent au même moment dans les milieux littéraires. Si Simon Vouet reçoit toujours de prestigieuses commandes, c'est néanmoins la nouvelle génération de ses élèves (Eustache Le Sueur, Charles Poërson...) et celle des suiveurs de Poussin (Sébastien Bourdon, Jacques Stella...) qui séduit la clientèle parisienne, autant pour l'ornement des églises que pour les grands décors des hôtels particuliers. C'est dans ce contexte que Charles Le Brun apparait comme l'un des plus légitimes successeurs de Poussin, et bénéficie dès son arrivée d'une brutale accélération de sa carrière, facilitée par la disparition de Simon Vouet en 1649, et d'Eustache Le Sueur en 1655. À son retour à Paris, Le Brun loue d'abord une petite maison « grande rue du Pont en l'île Notre-Dame » (actuel 15, rue des Deux-Ponts), pour 320 livres par an. Le 26 février 1647, Le Brun épouse Suzanne Butay, fille du peintre Robert Butay et de Marguerite Le Grin (les parents de la mariée, assez fortunés, constituent une rente de 200 livres aux nouveaux époux). En juin 1649, la mort de Vouet laissait libre un logement au Louvre pour la reprise duquel Le Brun se porte candidat, avec l'aide du chancelier Séguier qui adresse au cardinal Mazarin une lettre dans ce sens le 7 août 1649. Cependant, c'est finalement Michel Dorigny, gendre de Vouet, qui reçoit le logement en octobre de la même année. Le couple Le Brun s'installe en 1649 dans un logis rue Neuve-Saint-Paul (actuelle rue Charles V), moyennant un loyer de 600 livres par an. Les Le Brun déménagent le 19 janvier 1651 pour s'installer dans le faubourg Saint-Victor, « sur le fossé d'entre les portes Saint-Marcel et Saint-Victor » (actuelle rue du Cardinal Lemoine) où ils se portent acquéreur de leur logement, et achètent même la maison adjacente à la leur en 1657, avant que Le Brun n'y fasse construire un nouveau logis. Durant les années 1650, l'ascension sociale de Le Brun et son rapprochement des chantiers royaux vont s’accélérer. Le 8 mai 1656 par exemple, Séguier fait sceller un privilège du roi sur la diffusion de l'œuvre de Le Brun, interdisant à quiconque de copier, graver, ou faire commerce de son art sans sa permission. Durant ces années, les achats de biens immobiliers se multiplient à Paris en même temps que se développe la fortune de l'artiste. Il loue à partir de 1659 une maison et des terres à Varennes-en-Brie, près de Vaux-le-Vicomte et de Fontainebleau, lieux de résidence de ses principaux commanditaires du moment. Enfin, sommet de la distinction, il reçoit les lettres de noblesse par le roi en 1662, et reçoit pour armes : d'azur à la fleur de lys d'or, au chef cousu de sable chargé d'un soleil d'or, au timbre de face.

### Sur le chemin du retour: le passage à Lyon

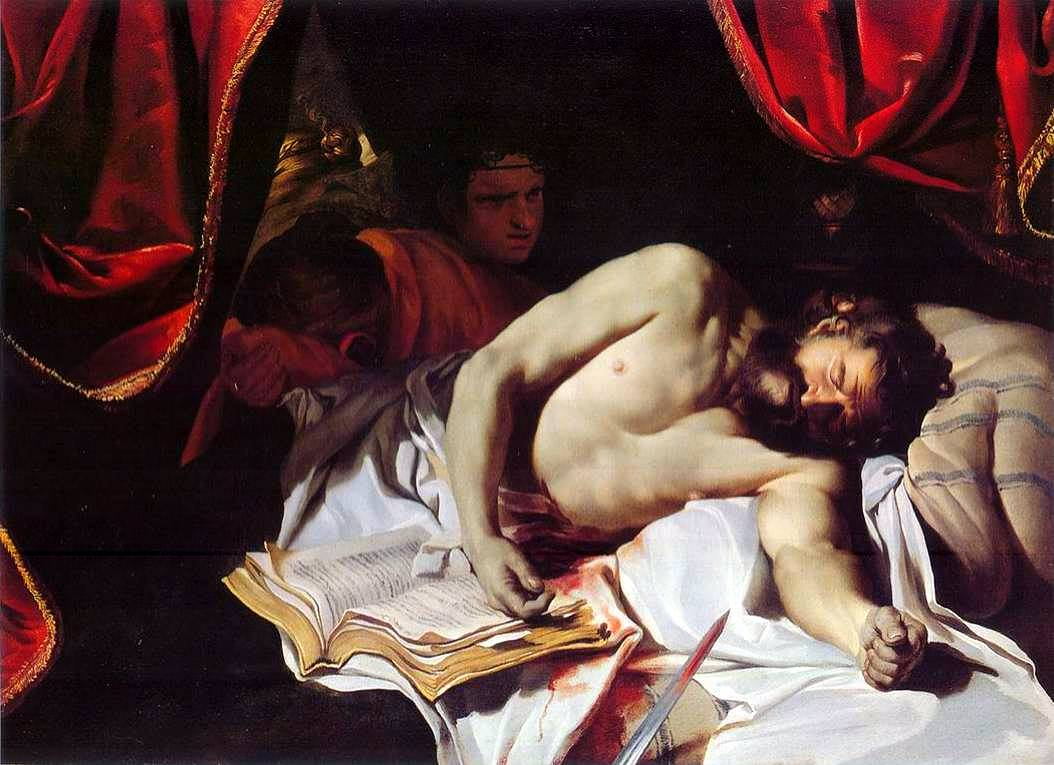
La mort de Caton d'Utique, 1646, Sao Paulo, collection particulière.

Le Brun arrive à Lyon le 18 janvier 1646. Le peintre retourne ainsi en France sur le conseil de Poussin, sans avoir attendu la permission du chancelier Séguier. Il se justifie d'ailleurs dans une lettre datée de cette année. Son séjour à Lyon semble avoir été assez long. Il exécute durant cette période une série de « portraits d'amis », dont un Portrait de monsieur Pentheau (perdu, signalé par Nivelon), dans lequel il faut reconnaitre le peintre lyonnais Panthot ou Panthod, ami de Le Brun dont il possédait plusieurs œuvres. Un petit portrait en émail, cité dans l'inventaire après décès de Charles Le Brun, témoigne de l'amitié entre les deux hommes. C'est à Lyon que Le Brun aurait peint un Christ au sépulcre (perdu, cité par Guillet de Saint-Georges et Nivelon), et Guillet de Saint-Georges parle également d'un Martyre de saint Barthélemy dont on ne trouve aucune trace. La seule œuvre peinte de cette période parvenue jusqu'à nous est La mort de Caton d'Utique (1646, Arras, musée des Beaux-Arts ; version réduite à Sao Paulo, collection particulière), dans laquelle Le Brun pousse les effets dramatiques et les accents réalistes à leur extrême, dans un style pleinement maîtrisé, celui d'un peintre fraichement rentré d'Italie. Nivelon indique que « ce tableau est beaucoup à estimer pour la beauté de l'étude, bien que triste à l'égard du sujet ».
Le peintre est de retour à Paris le 2 mars 1646 après un bref arrêt à Dijon.

### Le Brun et la fondation de l'Académie: première victoire, première déception

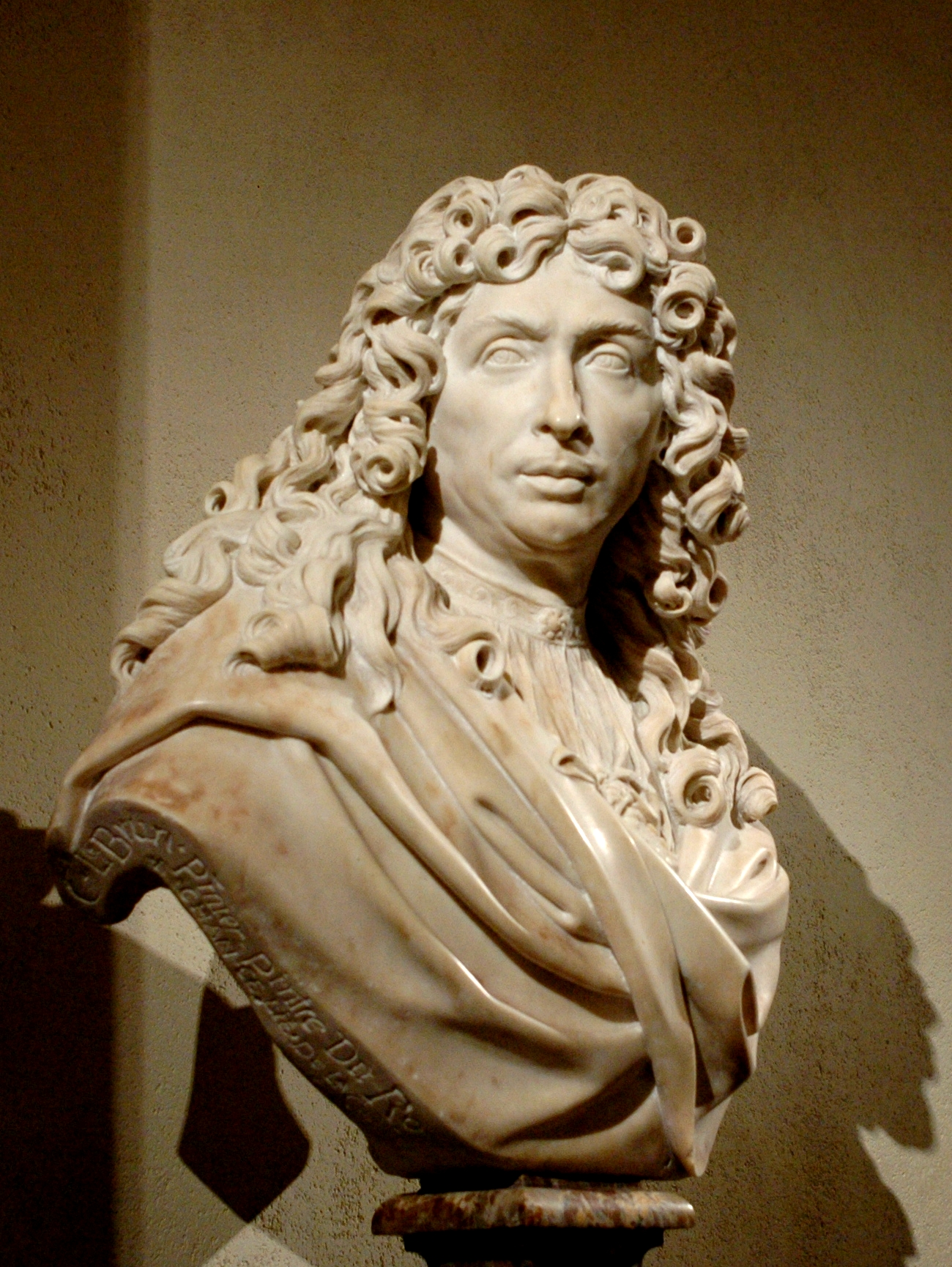
Antoine Coysevox, Portrait de Charles Le Brun, marbre, 1679, Paris, musée du Louvre.

Les arts de peinture et de sculpture étaient depuis le Moyen Âge soumis aux règles des corporations, au sein d'une organisation hiérarchisée entre maîtres et apprentis, suivant des règles strictes s'appliquant à tous les principaux corps de métiers. La « Maîtrise », qui rassemblait la majorité des peintres et sculpteurs français, fut confrontée à partir du début du siècle à un petit groupe d'artistes protégés par le pouvoir royal, bénéficiant de privilèges exceptionnels, et qui à ce titre échappaient aux règles éditées par les corporations. Face à cette dérive, les corporations des peintres et des sculpteurs adoptèrent un comportement offensif visant à faire cesser cette pratique et à faire revenir ces artistes privilégiés sous l'autorité des jurandes respectives de chaque corporation. De l'autre côté, les peintres et sculpteurs bénéficiaires de privilèges royaux, français ou d'origine étrangère (notamment flamande), et qui représentaient les plus talentueux artistes du royaume, avaient à cœur de rompre avec le système des corporations afin de détacher leur art du simple métier d'artisanat pour le faire entrer dans la catégorie plus cérébrale et noble des « Arts Libéraux », dans une vision de l'artiste « savant », rejoignant une évolution des mentalités amorcée par la Renaissance italienne. Au système corporatif, les artistes privilégiés souhaitaient ainsi opposer une « Académie », similaire à celles qui existaient déjà en Italie depuis le XVIe siècle, et que nombre d'artistes français (dont Le Brun) avaient eu l'occasion de côtoyer lors de leur voyage dans la péninsule.

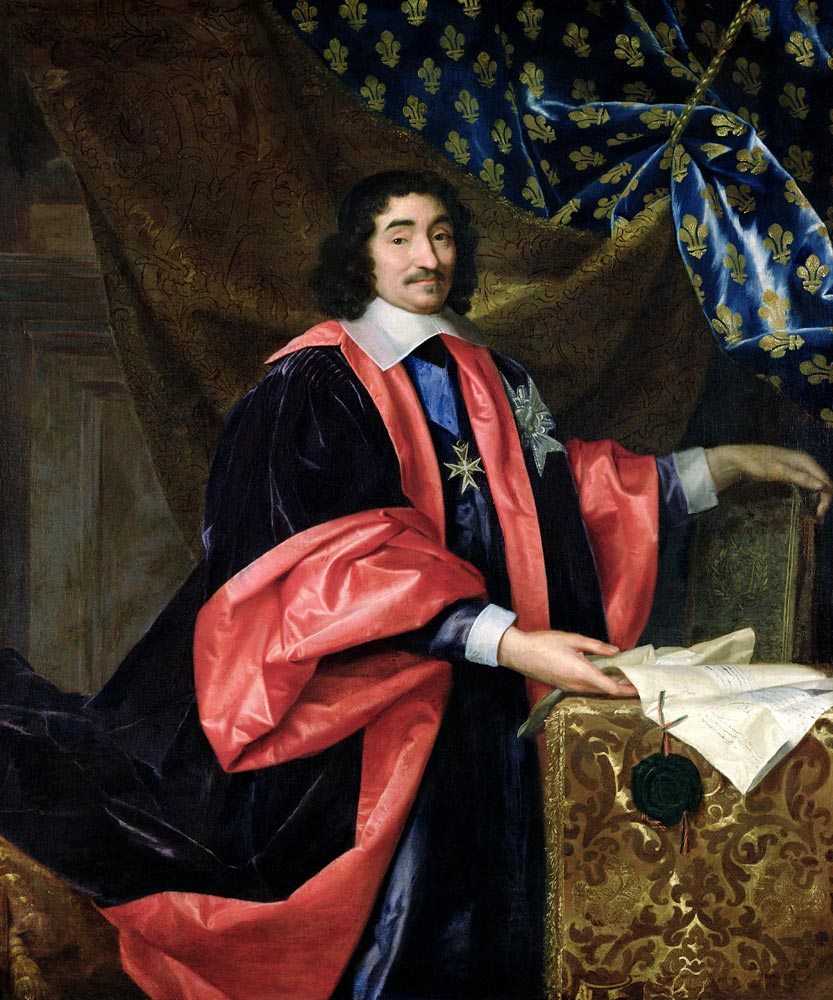
Henri Testelin
Portrait du chancelier Séguier
vers 1668, Versailles, musée national du château.

Les premiers statuts d'une Académie royale rassemblant les arts de peinture et de sculpture furent rédigés en février 1648, sur le modèle de l'académie florentine, l'une des plus anciennes du genre. Cette institution nouvelle, protégée par le chancelier Séguier, suit la politique déjà entamée par Richelieu lors de la création de « L'Académie française » en 1635, dans laquelle Séguier siège dès sa fondation, et dont il devient le protecteur à la mort du cardinal. La fondation de l'Académie Royale de Peinture et de Sculpture intervient à un moment où se cristallise le conflit entre maîtrise et peintres privilégiés. Le Brun pourtant ne sera pas victime du courroux des corporations (il faut noter qu'il en était très proche dans sa jeunesse et qu'il bénéficie à ce moment de la protection du chancelier Séguier). Le binôme formé par Le Brun et Séguier va d'ailleurs faciliter la création de l'Académie, et les deux hommes vont servir d'intermédiaire avec le Conseil du Roi. Les statuts du 1er février 1648, signés par près de quatorze peintres et sculpteurs, déterminent par procès-verbal les règles de l'institution naissante, mettant en place l'organigramme et les modes de recrutement. On choisit de faire circuler chaque mois à tour de rôle l'ordre des « anciens » (les premiers membres de l'académie), dont le premier sur la liste aura la responsabilité du bon fonctionnement de l'institution, afin de ne pas créer de conflit d'ambition entre les artistes. Le premier « ancien » à être nommé est Le Brun, tandis que Charles Errard se place deuxième. À ce titre, Le Brun doit dès lors organiser le calendrier, mettre en place les registres, et dessiner le sceau aux armes de l'Académie. Le peintre décide en outre d'exposer ses copies faites à Rome d'après Raphaël, afin d'instruire les élèves. Les premiers temps, le chancelier Séguier s'efforce de protéger l'Académie contre la maîtrise qui agit par le biais de son garant, le procureur du roi au Châtelet. La situation se complique lorsque le chancelier perd la garde des sceaux le 1er mars 1650 au profit de Charles de l'Aubespine, marquis de Châteauneuf. Errard, à ce moment premier parmi les anciens de l'Académie, propose de lui rendre visite comme l'atteste un procès-verbal du 5 mars de la même année.
L'un des points les plus sensibles concernant la création de l'Académie est celui de la « jonction » éventuelle de l'institution avec la Maîtrise, opération qui devrait résoudre les difficultés financières de l'Académie et régler la question de son existence juridique. En 1651, la Maîtrise saisit le Parlement et lui demande notamment de ne pas enregistrer les lettres patentes portant sur la fondation de l'Académie royale. Le Parlement de Paris, à cette période en situation de force pendant la Fronde qui avait fait perdre à Séguier son autorité et envoyé Mazarin en exil, aurait pu annuler les lettres patentes et mettre un terme définitif à l'existence de la jeune institution. La nécessité de créer une jonction avec la Maîtrise est donc alors d'autant plus nécessaire, et Errard soutient cette solution. Cependant, Le Brun apparait davantage favorable à un bras de fer entre les deux organisations, et entame des discussions avec les parlementaires. Une de ses connaissances, Jean Doujat, est d'ailleurs rapporteur de l'affaire en 1651. Le Brun adopte en parallèle un comportement conciliateur, faisant partie d'une délégation comptant notamment Errard, La Hyre, Guillain, Bourdon et Testelin, créée pour aller négocier avec les maîtres. Le Brun participe également à la désignation d'un arbitre, Charles Hervé, une connaissance de Le Brun qui avait répondu à une commande de celui-ci pour la troisième chambre des Enquêtes du Parlement. Le conflit sur la jonction et ses modalités dure jusqu'en 1655. Le Brun est relativement absent de ces débats, et assiste peu aux activités de l'Académie à partir de fin 1652, mais se rend tout de même à l'assemblée extraordinaire du 20 octobre 1653. Le reste du temps, il n'est probablement pas à Paris (n'étant pas présent au mariage de son frère Gabriel le 24 février 1653), et n'assume pas ses responsabilités d'ancien.

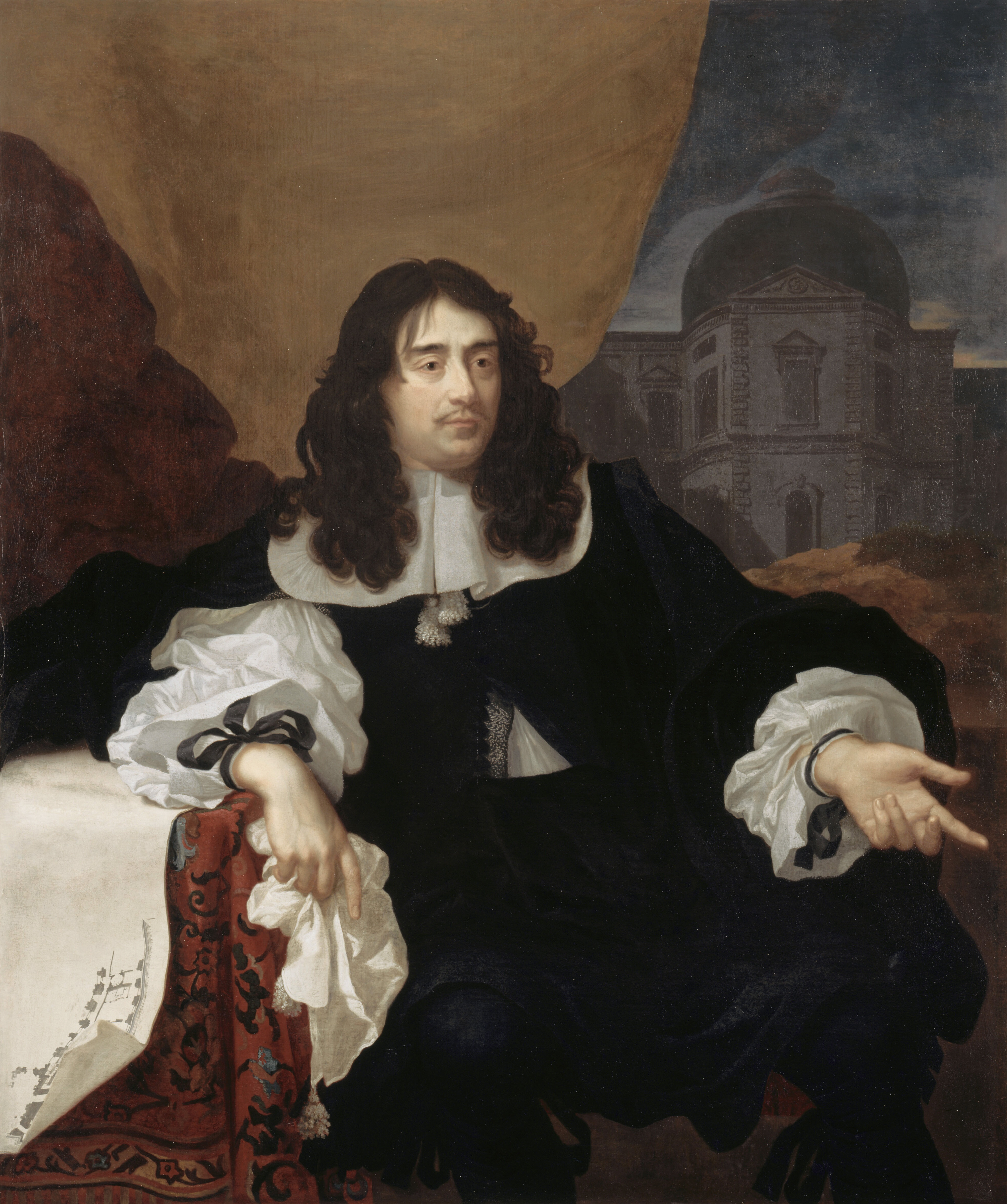
Pierre Rabon, Portrait d'Antoine de Ratabon, morceau de réception à l'Académie Royale en 1660
Versailles, musée national du château.

À partir de 1655, s'ouvre une période de concurrence entre les artistes, notamment entre Errard et Le Brun. Errard décore en 1653 des plafonds de l'appartement de Mazarin au Louvre, et on lui confie la décoration de la chambre du billard en 1655, tandis que son ami, Antoine de Ratabon, reçoit la charge prestigieuse de Surintendant des Bâtiments du Roi en 1656. En parallèle, Le Brun garde la protection du chancelier Séguier qui retrouve tout son pouvoir après l'épisode de La Fronde et récupère les sceaux en 1656, tout en restant le protecteur de l'Académie. Le Brun reçoit également la protection du premier président du Parlement, Pomponne II de Bellièvre, qui lui passe commande de plusieurs œuvres. La gestion de l'institution est finalement divisée entre Ratabon et Le Brun, recevant respectivement la direction et la chancellerie de l'Académie royale.
Un nouveau conflit s'ouvre à propos du graveur Abraham Bosse, qui est notamment chargé d'enseigner l'art de la perspective. Lorsqu'en 1653 l'Académie songe à instaurer un système de conférences auxquelles participeraient les académiciens, Bosse propose un programme complet et cohérent, mais raille Le Brun qui lui oppose la simple lecture du Traité de la peinture de Léonard de Vinci (traduit par Fréart de Chambray en 1651). Les tensions reviennent lorsqu'en 1655 Sébastien Bourdon indique à son ami Bosse que ce dernier sort quelquefois de ses attributions (l'enseignement de la perspective) dans certains de ses cours, provoquant le mécontentement de l'intéressé. En 1657 encore, la colère de Bosse resurgit lorsque le peintre Jacques Le Bicheur prépare un Traité de perspective, avec une méthode que Le Brun annonce meilleure que la sienne. La parution en 1660 de ce traité De la perspective, dont Le Brun est sûrement l'instigateur, réveille l'animosité du graveur, qui accuse Le Bicheur de plagiat. En 1660 enfin, c'est Charles Errard qui s'en prend à Bosse en demandant des sanctions contre celui-ci, soulevant l'indignation de Sébastien Bourdon qui tient à défendre son ami. Ces querelles à répétitions tiennent notamment du fait que Bosse, en tant que graveur, n'a pas accès au poste de « professeur de l'Académie » (poste qui avait remplacé celui « d'ancien » en 1654 - 1655), et que s'opposent, à travers ces querelles, de fortes personnalités ayant chacune une conception différente de l'art et de son enseignement.
Enfin, un dernier différend éclate en 1657, à propos de la décoration d'une chambre de l'hôtel Séguier, que les Académiciens projettent de réaliser en remerciement des bienfaits et de la protection du chancelier. Douze petits tableaux sont à peindre, et trois peintres se proposent : Montagne, Girard Gossin, et Lemoine. Cependant, le chantier prend du retard et le 4 mai 1658, Ratabon désigne Charles Errard pour conduire le reste de l'ouvrage (qui ne concerne plus que quatre ou cinq emplacements de tableaux à pourvoir). À la fin des travaux en 1659 Séguier en est très satisfait. Peut-être Le Brun a-t-il pu prendre ombrage de cette faveur accordée par son protecteur à un autre peintre, mais on note cependant une certaine porosité des allégeances entre artistes et protecteurs (c'est ainsi que Le Brun réalise un portrait de Ratabon, cité dans l'inventaire après décès du peintre).
Il faut ajouter à toutes ces querelles les absences répétées de Le Brun, notamment entre 1658 et 1661, lorsque ce dernier est occupé au chantier de Vaux-le-Vicomte. Ces absences, de la part du chancelier de l'Académie, entravaient sensiblement le bon fonctionnement de celle-ci, et Le Brun finit par remettre les sceaux de l'Académie à Ratabon en 1661, année capitale qui voit la disgrâce de Fouquet et l'arrivée du nouveau vice-protecteur de l'Académie, Colbert.

### Les grandes commandes religieuses
L'art de Le Brun pendant cette période se caractérise par une grande diversité de styles, l'artiste empruntant tantôt à ses maîtres Perrier et Vouet, tantôt aux modèles antiques, aux canons raphaëlesques ou aux peintres bolonais découverts en Italie. Cette pluralité de sources ne s'explique pas seulement par l'influence de ses différents maîtres, mais aussi par une culture riche acquise auprès des salons parisiens et des ateliers romains, et par la variété des commanditaires et de leur sensibilité : il reçoit de nombreuses commandes des cercles dévots parisiens et des congrégations religieuses, tels les carmélites du faubourg Saint-Jacques, l'église Saint-Côme, l'église Saint-Germain-l'Auxerrois, le collège de Beauvais, le collège Saint-Sulpice, et se voit chargé à deux reprises de réaliser le may des orfèvres pour Notre-Dame de Paris. Il poursuit également ses liens avec les cercles littéraires, auprès desquels il reste très apprécié : il dessine la thèse de Claude Foucault (soutenue au collège Montaigu le 22 juillet 1646) en l'honneur du président Henri de Mesmes (la composition est gravée par Michel Lasne). Il réalise également le frontispice de Rodogune de Corneille, paru chez Courbé en 1647, tandis que dans le Cabinet de M. de Scudéry (1646), deux poèmes décrivent avec admiration une Mort de Sénèque et un Borée qui ravit Orithie en célébrant « l'art charmant » du peintre.

#### Les premières commandes et les «Mays» de Notre-Dame

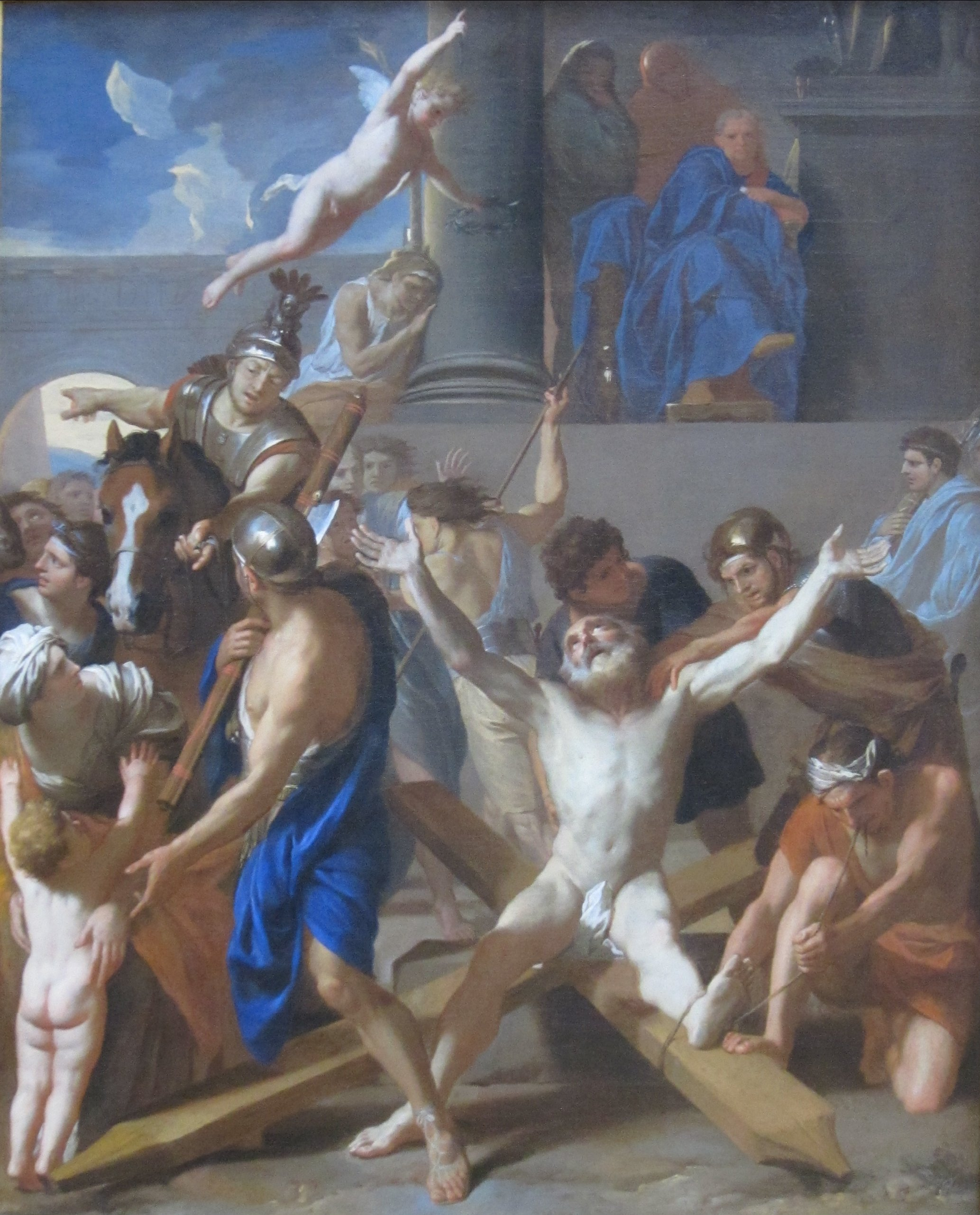
Le martyre de saint André (version réduite), 1647, Los Angeles, Getty Center.

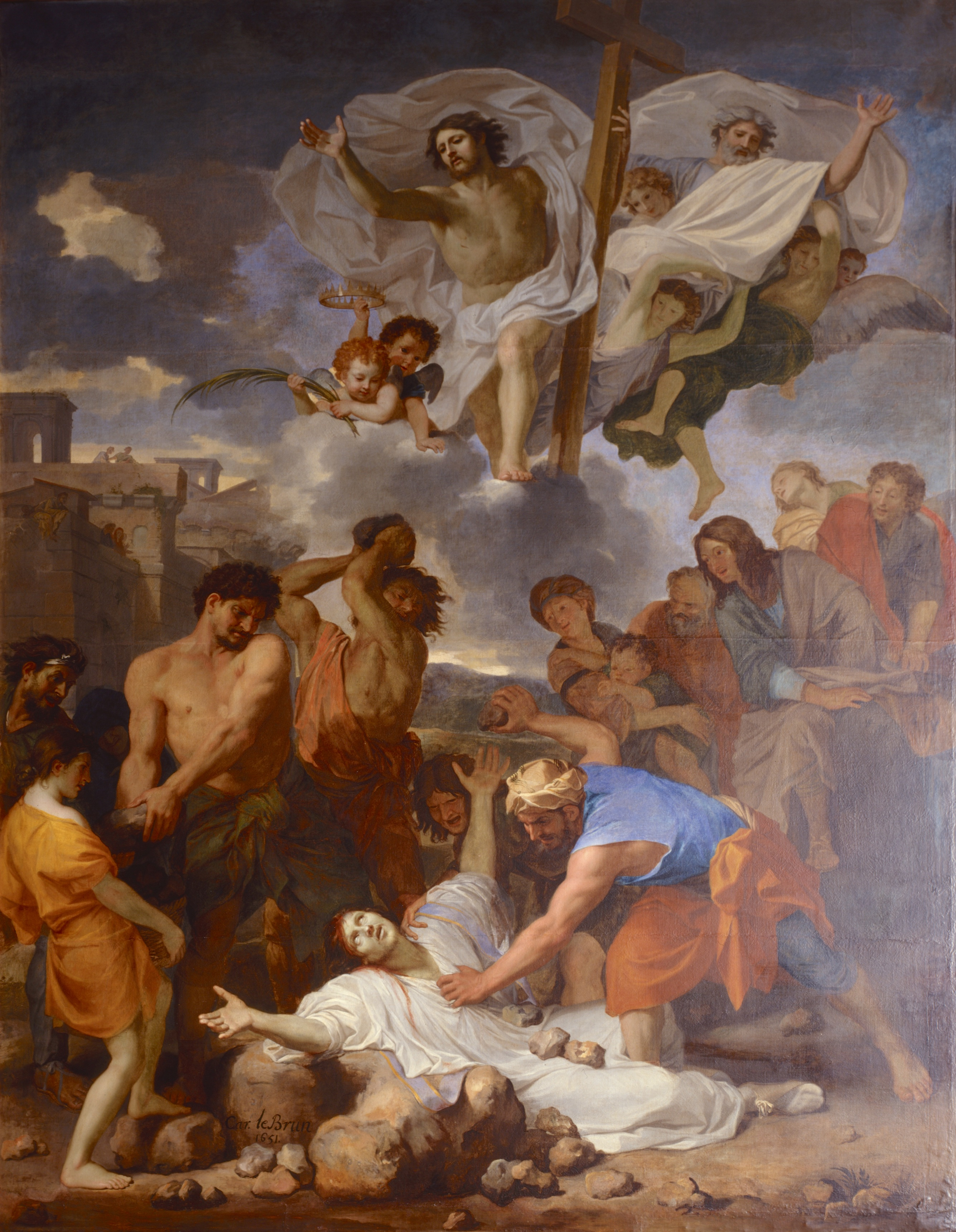
Le martyre de saint Étienne, 1651, Paris, cathédrale Notre-Dame.

La protection du chancelier Séguier se poursuit, ce dernier employant le peintre pour réaliser l'inventaire de sa collection de tableaux, et lui passant commande de plusieurs œuvres pour le couvent des Petit-Pères de Nazareth (fondé par le chancelier) dès son retour de Rome. Le Brun réalise plusieurs tableaux pour la chapelle personnelle du chancelier, ainsi qu'une Annonciation pour le maître-autel de l'église (perdue, gravée par Rousselet et Gabriel Le Brun). Les Pères Capucins du faubourg Saint-Jacques (congrégation protégée par le chancelier Séguier) lui font la commande de deux tableaux aujourd'hui perdus : La Présentation de la Vierge au Temple (gravé par Gérard Scotin, Paris, bibliothèque nationale de France) et L'Assomption (gravé par Claude Duflos, Paris, bibliothèque nationale de France, et connu par un dessin préparatoire à Vienne, Albertina Museum). Enfin, c'est entre 1646 et 1650 que le peintre peint pour les Jésuites du collège de Clermont un « tableau d'énigme » intitulé Le Supplice ordonné par Mézence (localisation actuelle inconnue, esquisse préparatoire en collection particulière). Le tableau, autrefois attribué à Testelin, traite un sujet particulièrement rare, et pour lequel on connait quatre dessins préparatoires, dont trois sont conservés au Louvre.
À la mi-juin 1646, une première grande commande officielle lui est passée : la corporation des orfèvres, par le biais de Nicolas Boucher et Simon Grouard (maîtres de la confrérie Saint-Anne et Saint-Marcel de la corporation) le charge de la réalisation du may de Notre-Dame, exposée dans la cathédrale le 1er mai de l'année 1647. Il s'agit du Martyre de saint André (Paris, cathédrale Notre-Dame ; versions réduites à Los Angeles, Getty Center, et à Northampton, collection Spencer, gravée par Picart). Saisi à la Révolution, le tableau est exposé au musée spécial de l'École Française de Versailles avant d'être restitué à Notre-Dame en 1803. On observe, dans ce qui constitue l'un des premiers grands tableaux de Le Brun après son retour d'Italie, une capacité d'adaptation au climat « atticiste » de l'art parisien : le peintre élimine les clairs obscurs, atténue son goût pour le réalisme au profit d'une composition très ordonnée et lisible, qui éloigne le peintre de la tradition de Vouet. Le tableau, très apprécié, incite peut-être les orfèvres à renouveler leur demande auprès de Le Brun pour le may de 1651, commandé cette fois par les maîtres Jean Crochet et Nicolas de Laize, et intitulé le Martyre de saint Étienne (Paris, cathédrale Notre-Dame). L'œuvre, qui s'inspire de l'art ordonné de Raphaël et de Poussin tout en retenant la force mystique de l'école des Carrache, bénéficie d'une description élogieuse dans un sonnet des Œuvres poétiques de Charles de Beys, parues cette année. On admire notamment le souci du costume cher à Le Brun, comme le loue le Mercure Galant de novembre 1686 qui indique que le peintre « faisoit voir combien il étoit instruit des coutumes, étant certain que dans ce premier temps du christianisme les diacres ne se servoient point de ces habillements qu'ils ont pris depuis, et qu'ils portoient les cheveux longs à cause du vœu de Nazaréen que les diacres faisoient, et surtout ceux qui étoient juifs ». Le tableau fait toutefois l'objet de quelques critiques, Bourdon reprochant par exemple à Le Brun d'avoir copier un bas-relief de Jean Goujon. L'œuvre est cependant fort admirée, et fait l'objet de plusieurs copies réduites (une notamment au musée de Narbonne, et une autre à l'église de Livry-sur-Seine), et de gravures par Étienne Picart et Gérard Audran. Le tableau a d'ailleurs influencé Louis Testelin pour son Saint Louis soignant les malades (Grenoble, musée des Beaux-Arts).

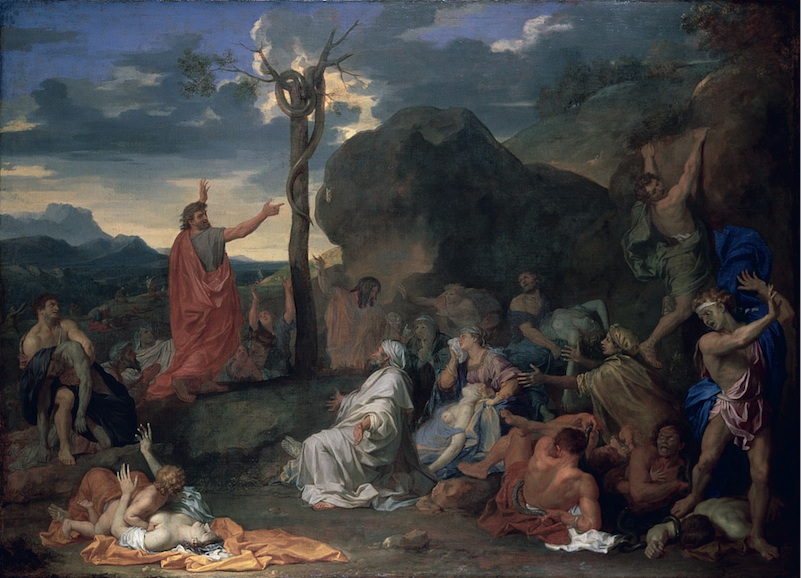
Le serpent d'Airain, 1650, Bristol, Art Gallery.

Nivelon nous indique qu'en 1650, Le Brun commence « en grand dans le réfectoire des religieux de Saint-François proche Vincennes » (il s'agit du couvent de Picpus, monastère principal des tiercelins) une toile intitulée Le Serpent d'Airain (perdue), dont la première version plus petite avait été exécutée pour monsieur Lenoir et nous est parvenue (Bristol, Art Gallery). Le Brun démontre dans cette œuvre un retour sensible à la tradition poussinesque, peut-être influencé par l'arrivée des Sacrements de Poussin chez Paul Fréart de Chanteloup. La composition, restée inachevée, est cependant très appréciée. Gravée par Benoît Ier et Louis Audran, elle fait l'objet de plusieurs copies (dont une au musée des Beaux-Arts de Tours, inspirée par la gravure) et servira plus tard de modèle à la Vie de Moïse tissée aux Gobelins d'après des œuvres de Poussin et Le Brun.

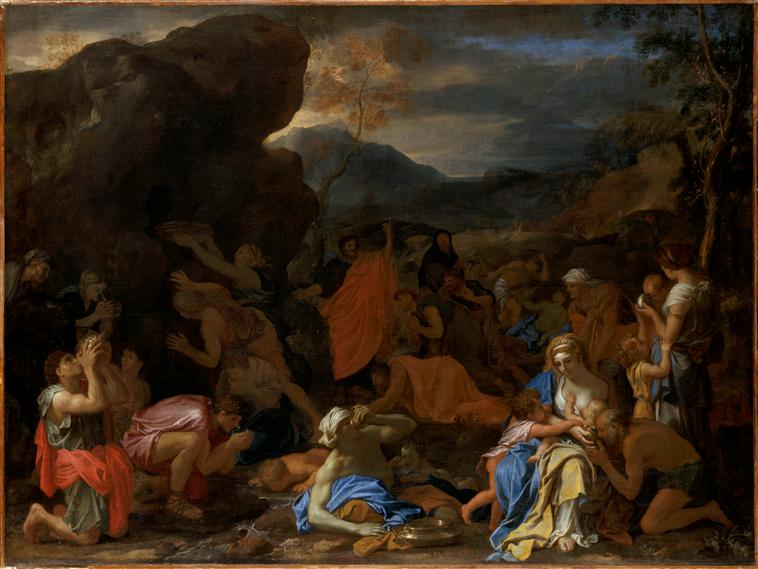
Le Frappement du rocher
vers 1648 - 1650, Paris, musée du Louvre.

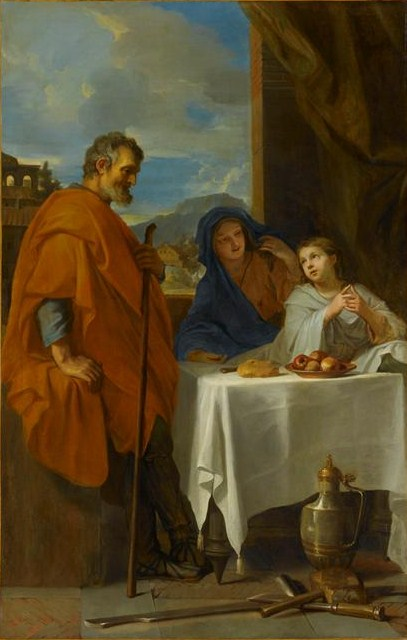
La Sainte Famille ou Le Bénédicité, vers 1655 - 1656,
Paris, musée du Louvre.

D'autres tableaux religieux peints par l'artiste durant ces années témoignent de l'influence de Poussin, réinterprétée dans une verve dramatique caractéristique de Le Brun. C'est notamment le cas pour le Frappement du rocher (vers 1648 - 1650, Paris, musée du Louvre). L'œuvre, qui s'inspire sensiblement de La Manne de Poussin (Paris, musée du Louvre) a longtemps été attribuée à ce dernier, mais a été rendue à Le Brun grâce à la découverte de cinq dessins préparatoires. Enfin, les multiples Sainte Famille peintes par Poussin ont certainement inspiré Le Brun dans la réalisation de La Sainte Famille ou Le Bénédicité (vers 1655 - 1656, Paris, musée du Louvre), qui ornait la chapelle Saint-Joseph de la Confrérie des maîtres Charpentiers à l'église Saint-Paul. Le tableau, s'il doit beaucoup à l'art de Poussin, transcrit également une douceur singulière qui résonne comme un hommage à l'œuvre de Le Sueur, décédé la même année.
Les commandes religieuses se poursuivent dans les années 1650. Vers 1653, le duc de Richelieu lui commande un tableau représentant Saint Jean l'évangéliste dans l'île de Patmos (Versailles, musée national du château ; modello à Montpellier, musée Fabre), acquis par le roi avec toute la collection du duc vers 1662 - 1663 et installé dans la chambre royale de Trianon en 1695 à la place d'une Annonciation de Véronèse. Le Brun avait déjà peint le sujet de Saint Jean à Patmos pour le collège de Beauvais (Munich, Alte Pinakothek ; gravé par Picart). La toile fait l'objet de nombreuses copies (visibles aux musées des Beaux-Arts de Rouen, Nîmes, et à l'église Saint-Denis-du-Saint-Sacrement à Paris), qui montre le vif succès qu'elle remporta lors de sa réalisation.

#### Pour le Séminaire de Saint-Sulpice

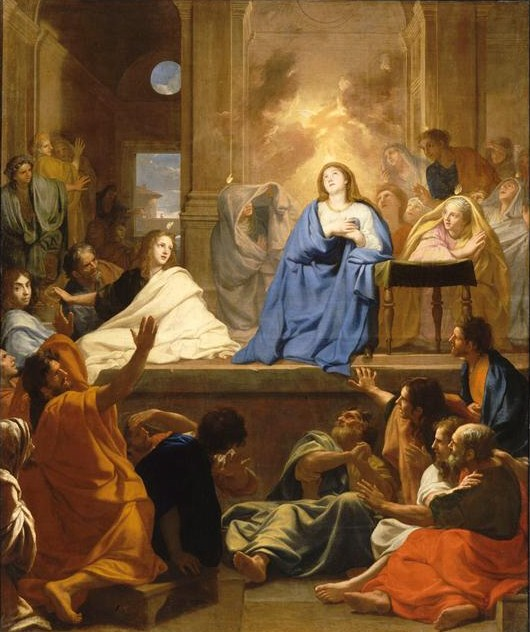
La Descente du saint Esprit, 1654, Paris, musée du Louvre.

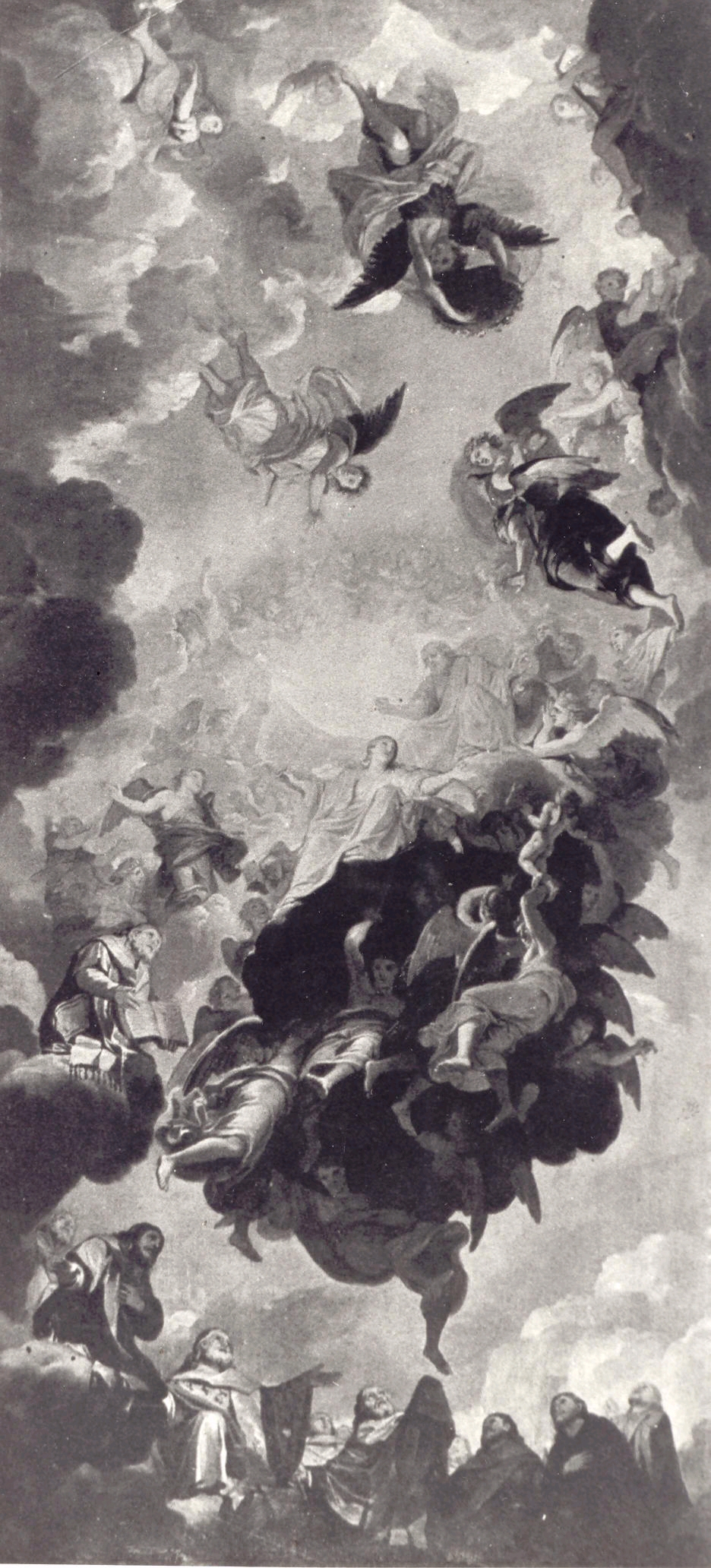
Triomphe de la Vierge
vers 1654, perdu (autrefois au musée de Wilanow).

Le 7 décembre 1654, un contrat est passé chez le notaire Marreau entre Charles Le Brun et Jean-Jacques Olier, fondateur et premier supérieur du Séminaire de Saint-Sulpice, pour la décoration de la chapelle du séminaire et l'exécution de dix tableaux « représentant les mistères de la Sainte Vierge », pour lesquels Le Brun devra être payé 14 000 livres. Le décor du plafond est achevé l'année suivante, avec l'aide du jeune Charles de La Fosse (âgé de 19 ans) et des frères de Sève, tandis que les peintures d'ornements de l'architecture et des menuiseries sont confiés à Nicolas Le Brun (un projet dessiné nous est d'ailleurs parvenu, 1656, Paris, Archives Nationales). De l'ensemble, détruit, il ne reste que quelques dessins et une gravure en trois feuilles réalisée par Simonneau (dont une gravure du Triomphe de la Vierge devant orner la voûte, 1690, Vienne, Albertina Museum). Une copie réduite, aujourd'hui perdue, se trouvait autrefois au musée de Wilanow (des photographies anciennes de la composition existent). Le seul vestige peint de ce programme décoratif reste La Descente du saint Esprit (Paris, musée du Louvre), exécuté pour l'autel principal de la chapelle, et payé 900 livres. Le tableau fut peint en vitesse afin qu'Olier, malade, puisse l'admirer avant sa mort. Le Brun a intégré, à l'intérieur de la composition, son autoportrait en apôtre, à gauche de la scène, regardant le spectateur. L'œuvre, légèrement inspirée du may de Notre-Dame peint par Jacques Blanchard, joue sur le jeu des attitudes et le groupement des personnages, ainsi que sur les effets de lumière mettant en valeur la figure centrale de la Vierge, qui capte le regard et évoque par là la mission du clergé, dont elle est la patronne. Le tableau a fait l'objet de plusieurs copies, dont une pour les carmélites de la rue Saint-Jacques, deux peintes par François Verdier, et une aujourd'hui visible au séminaire de la rue du Regard.

#### Pour les carmélites du faubourg Saint-Jacques

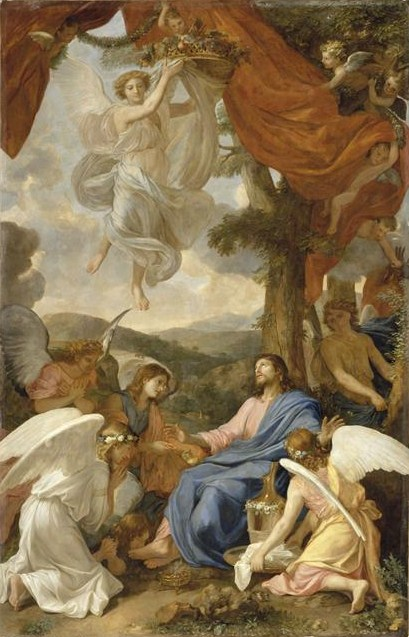
Le Christ au désert servi par les anges, vers 1653, Paris, musée du Louvre.

Le programme religieux le plus ambitieux auquel Le Brun est associé pendant cette période est sans nul doute le décor du couvent des Carmélites de la rue Saint-Jacques, dont le chancelier Séguier est le protecteur. Le couvent passe alors pour l'un des plus riches de Paris, et avait déjà reçu des décors de la main de Philippe de Champaigne (vers 1628). L'abbé Édouard Le Camus, bienfaiteur du couvent, demande à Le Brun de réaliser un ensemble de tableaux pour orner la partie droite de la nef de l'église, dans une commande de six grands tableaux sur la Vie du Christ associant également les peintres Jacques Stella et Laurent de La Hyre. Les deux tableaux peints par Le Brun nous sont parvenus. Dans Le Repas chez Simon le Pharisien (vers 1653, Venise, Galleria dell'Accademia), on observe plus que jamais un réel souci du « costume », dans le banquet à l'antique, les coiffures juives des convives et le réalisme des vêtements, ainsi que dans les objets du premier plan (cassolette fumigatoire, strigile et linge) qui évoquent les ablutions prises avant le repas. La figure de la Madeleine, qui fait l'objet d'une dévotion particulière dans ce milieu proche des réflexions théologiques du cardinal Pierre de Bérulle, est très admirée et sera souvent copiée au sein de compositions isolées. Le Christ au désert servi par les anges (vers 1653, Paris, musée du Louvre) montre sept anges descendant auprès du Christ, tandis qu'un chardonneret s'est posé au premier plan, symbolisant la Passion prochaine.

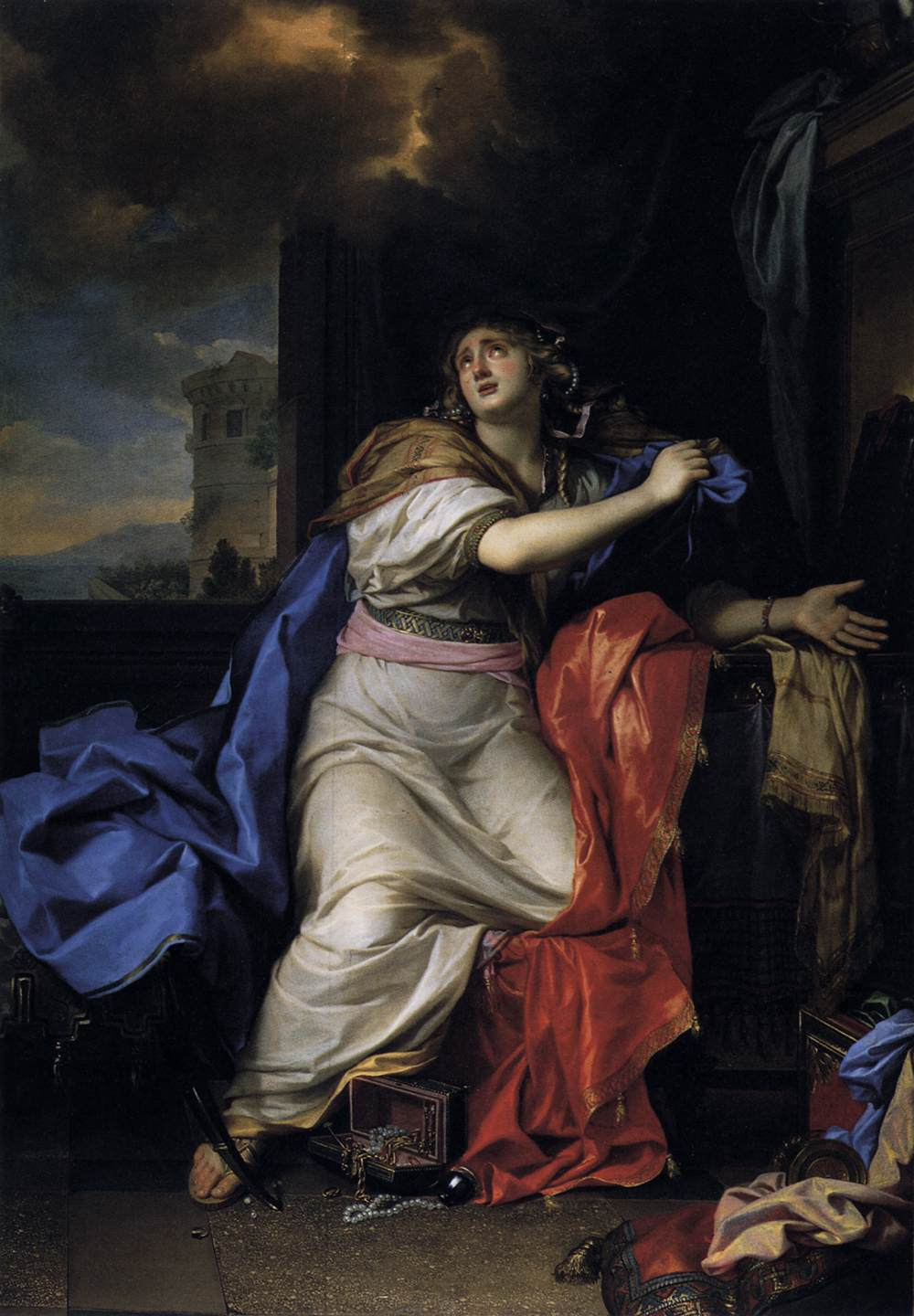
Marie Madeleine repentante, 1656, Paris, musée du Louvre.

Un autre décor est confié à Le Brun au sein du couvent : il est chargé d'orner la chapelle Saint-Charles (concédée à l'abbé Le Camus qui souhaitait s'y faire inhumer) vers 1653 - 1657, de plusieurs tableaux de lambris évoquant la vie de la Madeleine (six dessins nous sont parvenus) et dessine un projet pour un tabernacle en argent en 1654 (Paris, musée des Arts décoratifs) associé à un ostensoir en 1657. La Madeleine repentante (vers 1656, Paris, musée du Louvre) est l'un des rares tableaux survivants de cet ensemble (avec La Madeleine dans la grotte de la Sainte-Beaume, Grenoble, musée des Beaux-Arts). Peint pour l'autel de la chapelle, il était placé en face du monument du cœur de Pierre de Bérulle (aujourd'hui à Paris, musée du Louvre), sculpté par Jacques Sarazin et représentant le cardinal à genoux, en prière. Il s'agit ainsi d'un véritable commentaire des réflexions de Pierre de Bérulle sur l'importance donnée à Marie-Madeleine dans le message chrétien. Le Brun dote la Madeleine d'un regard pathétique et angoissé, montrant sa maîtrise de l'expression des Passions, et plaçant son personnage dans un moment clé : Marie-Madeleine n'est pas encore séparée de ses richesses, elle porte encore ses vêtements et ses bijoux de courtisane et vient seulement de prendre conscience de sa condition, renforçant ainsi la tension dramatique du moment choisi. Les liens entre Le Brun et les cercles de la pensée bérullienne s'expliquent notamment par la parenté de Pierre de Bérulle et de Pierre Séguier (ils étaient cousins germains), et le chancelier, assez fier de ce lien familial, avait commandé à Germain Habert, abbé de Cerisy, une biographie du cardinal parue en 1646, et ornée d'un frontispice dessiné par Le Brun illustrant La mort du cardinal de Bérulle pendant l'office (Paris, bibliothèque nationale de France). Le Brun reçoit également la commande de la part d'Anne-Geneviève de Bourbon, duchesse de Longueville, du retable de la chapelle Sainte-Geneviève représentant Sainte Geneviève elle-même (connu par la gravure, copie visible à Paris, église Saint-Nicolas-du-Chardonnet).
Enfin, c'est vers le milieu des années 1650 que la reine-mère Anne d'Autriche en personne commande au peintre six tableaux (tous perdus) pour les oratoires de l'enceinte intérieure du couvent : listés par Guillet de Saint-Georges, ils représentent Le Christ au jardin des oliviers, Le Christ en gloire adoré par les anges, Le Christ au désert, Un ange apparait à saint Joseph, Le Couronnement de sainte Thérèse (peut-être le tableau aujourd'hui conservé à la chapelle se Sucy-en-Brie), et L'Assomption de la Vierge.

### Les grands décors parisiens

#### Premiers travaux: l'hôtel de Nouveau, l'hôtel de Jars, et les demeures Hesselin

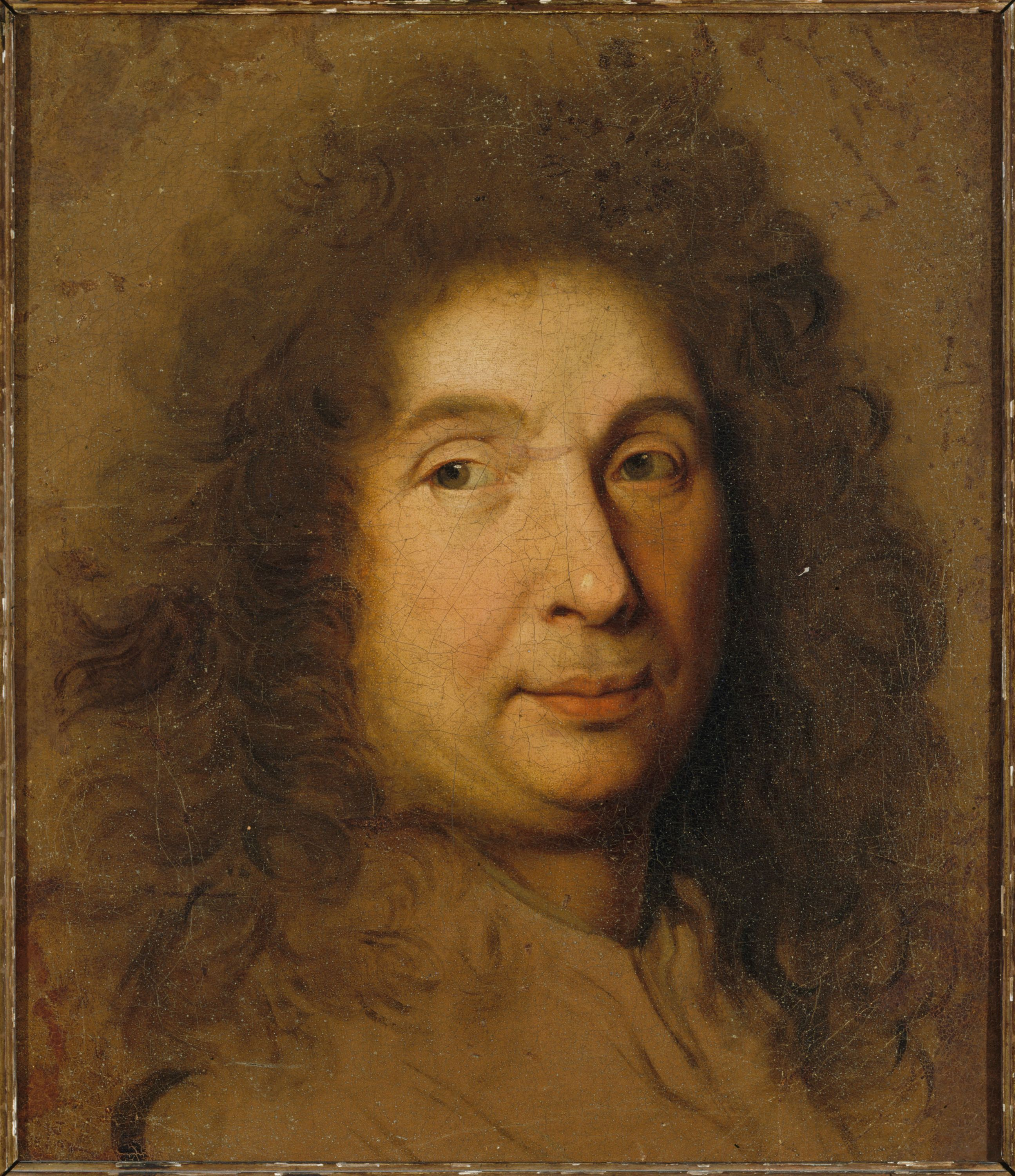
Autoportrait (1651). Paris, musée Carnavalet.

Les liens étroits que Le Brun entretient avec l'entourage du chancelier Séguier et les cercles littéraires de Paris lui permettent d'être sollicité très tôt pour l'exécution de décors profanes dans les hôtels particuliers de la capitale. Le 3 août 1650 déjà, Le Brun s'engageait à peindre, pour 4650 livres tournois, les décors d'une pièce de l'hôtel particulier acquis en 1645 par Jérôme de Nouveau (actuel 12, place des Vosges), seigneur de Fiennes et surintendant général des postes et relais du royaume. Ces décors ont aujourd'hui disparu. Le marché est passé en collaboration avec le décorateur et doreur Guillaume Guignard, qui avait déjà travaillé en 1646 au château du Raincy aux côtés de Louis Testelin. Eustache Le Sueur, également employé aux décors de l'hôtel, réalise les plafonds de deux pièces sur les thèmes de Zéphyr et Flore, et Diane accompagnée du Sommeil et de la Mort. Le Brun, qui était chargé de décorer une chambre dans l'aile en retour sur la cour de l'hôtel, réalise pour le plafond un Apollon quittant Thétis (décrit par Guillet de Saint-Georges comme Le Soleil se levant), dont un dessin préparatoire de forme octogonale nous est parvenu (1650 - 1652, Rouen, musée des Beaux-Arts), ainsi qu'une peinture aux dimensions réduites (1650 - 1652, Dublin, National Gallery of Ireland). Les voussures du plafond représentent notamment Le Triomphe de Thétis, L'Enlèvement de Proserpine et La Métamorphose du jeune Stellion. Une troisième voussure représentait peut-être Cybèle sur son char, comme pourrait l'indiquer un dessin conservé au Louvre représentant les lions du char de Cybèle. Enfin, les lambris de la pièce sont ornés par Le Brun de compositions ovales représentant des paysages, bas-reliefs rehaussés d'or et pots de fleurs.
Nivelon indique également les décors réalisés pour la maison du commandeur François de Rochechouart, chevalier de Jars. Ce dernier, attaché au chancelier Séguier par des liens financiers, a peut-être eu l'occasion de rencontrer Le Brun à Rome en 1643. Les décors de son hôtel particulier, que Le Brun réalise en collaboration avec Testelin, se limitent à la chambre à alcôve et au cabinet de l'appartement bas : au plafond de la chambre, Le Brun peint Renaud et Armide parmi les délices du jardin enchanté, et réalise pour le plafond du cabinet une allégorie de La Noblesse entourée d'enfants jouant avec des trophées autour d'une tapisserie feinte (élément illusionniste que l'artiste reproduira dans la galerie de l'hôtel Lambert), tandis que les écoinçons sont ornés de masques évoquant les quatre saisons. Probablement pour l'appartement du premier étage (peut-être pour le plafond de la grande chambre à alcôve), le peintre réalise enfin La Vérité ou Thémis enlevée aux cieux par le Temps.
En 1642, Louis Le Vau avait construit pour Louis Hesselin (trésorier de la Chambre aux Deniers et maître des Plaisirs du roi), un hôtel particulier situé quai de Béthune, sur l'île Saint-Louis. Le Brun est chargé d'en orner la chambre, tandis qu'Eustache Le Sueur conçoit le décor de la chapelle. Il est possible qu'un dessin conservé au Louvre représentant La chute des Titans, copie par un collaborateur de Le Brun d'après un calque, témoigne de l'un des projets de décors de Le Brun dans la chambre de l'hôtel, mais aucun documents ne permet de le prouver avec certitude. Le Vau construit aussi pour Hesselin une demeure de campagne, près d'Essonne, sur la route de Paris à Fontainebleau. Peu après 1648, Le Brun y réalise un tableau pour un plafond, représentant Junon et Éole ordonnant aux Vents. Ce plafond, déposé après la mort d'Hesselin en 1662, est aujourd'hui perdu. Un dessin conservé au Louvre, représentant Junon demandant à Jupiter de libérer les Vents (dessiné par un collaborateur de Le Brun d'après un original de sa main) garde peut-être le souvenir d'une peinture de cette demeure.

#### L'hôtel de La Rivière

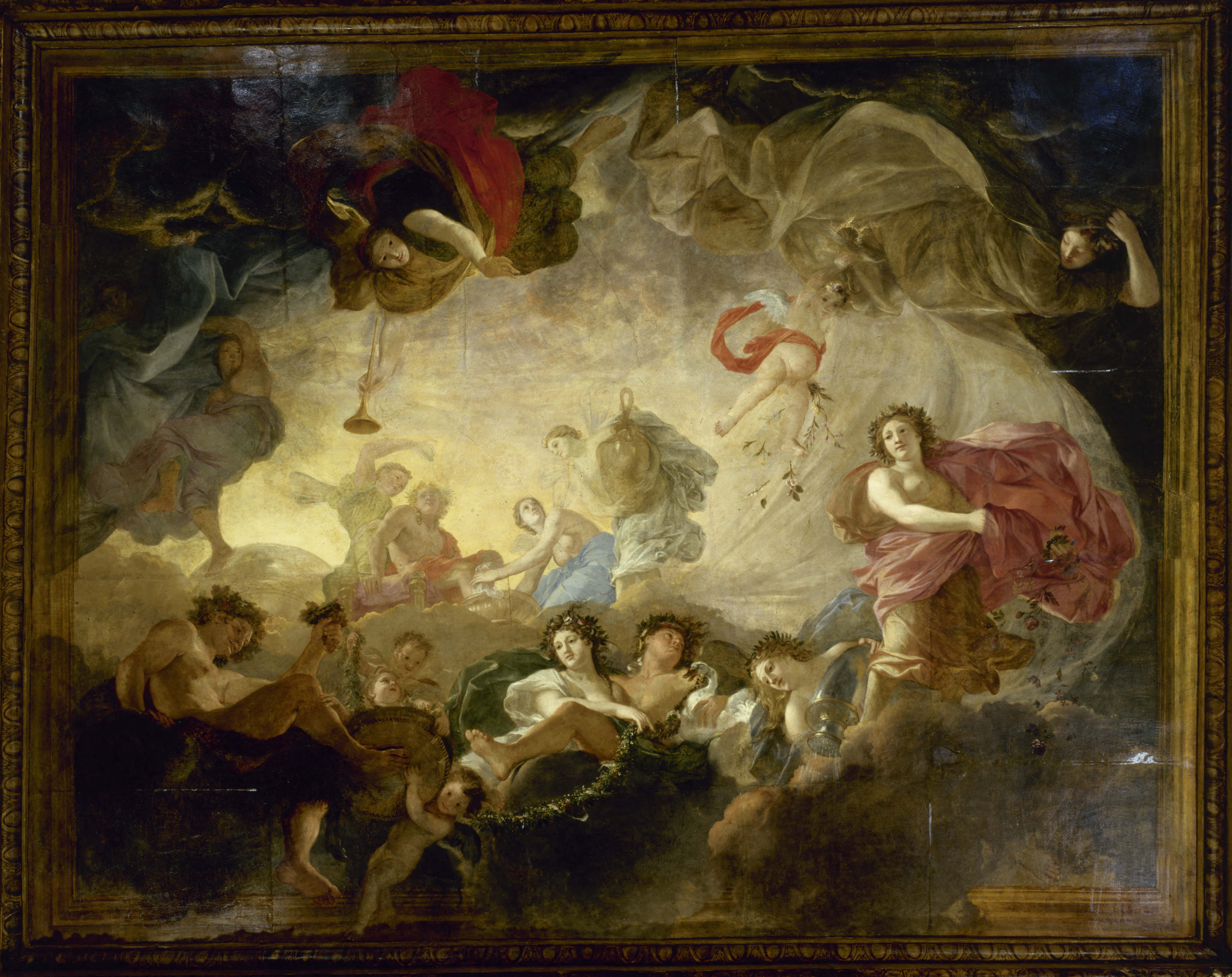
Le Lever de l'Aurore ou Apollon et les Heures, vers 1653, Paris, musée Carnavalet.

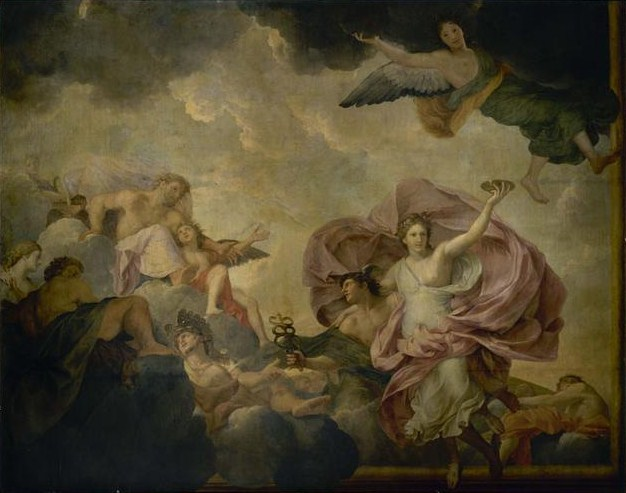
Mercure amène Psyché devant l'assemblée des dieux sur l'Olympe
vers 1653, Paris, musée Carnavalet.

Le 31 décembre 1652, un devis est passé devant les maîtres Moufle et Goguyer, dans lequel Le Brun s'engage, pour 10 000 livres tournois, à réaliser les décors de la chambre et du cabinet de l'ancien hôtel d'Antoine Ribauld sur la place Royale (actuel 14 place des Vosges), fraichement acquis par l'abbé Louis de La Rivière. L'abbé de La Rivière, qui donna ainsi un nouveau nom à l'hôtel, était un homme puissant, protégé par Gaston d'Orléans, et devint le premier aumônier de Madame, sœur du roi, le maître de l'oratoire de Monsieur, frère du roi, avant de devenir chancelier et garde des sceaux des ordres du roi, puis grand aumônier de la reine et enfin évêque de Langres en 1655. Amateur d'art, l'abbé possédait entre autres une collection de tableaux italiens que Le Brun a peut-être eu l'occasion d'admirer. Le décor, l'un des premiers exécutés par Le Brun après son retour d'Italie, s'inspire de l'Histoire de Psyché, d'après le célèbre récit d'Apulée. Démonté en 1872, l'ensemble est restauré et remonté au musée Carnavalet en 1878. Le Brun témoigne ici de sa capacité à s'adapter à la sensibilité des peintres « atticistes », en s'inspirant notamment du style d'Eustache Le Sueur, dans les figures douces et les gestes retenus des personnages, tout en intégrant une ampleur nouvelle à ses compositions, jouant sur les effets de profondeur. Dans la Grande Chambre de l'hôtel, il peint Psyché enlevée au ciel (toile qui ornait la partie centrale du plafond) dans une trouée de ciel clair au centre de l'œuvre, et place Jupiter da sotto insu tandis que Psyché elle-même est figurée de face, et fait déborder certains éléments de leur cadre afin d'accentuer l'effet d'espace. La composition centrale est encadrée de moulures dorées et de voussures peintes à l'huile sur plâtre, encadrées de consoles dorées en trompe-l’œil : deux sont rectangulaires sur les longs côtés du salon (Psyché, après avoir tenté de se noyer, est consolée par Pan, et Vénus ordonne à Psyché de trier un tas de grains) et deux de format octogonal sur les petits côtés (Psyché implore la protection de Cérès et Psyché implore la protection de Junon). Les écoinçons illustrent huit des neuf muses (il manque Polymnie), réunies deux par deux et adossées à un décor de trompe-l'œil fait d'un bas-relief circulaire surmonté d'un buste de chimère supportant un vase en bronze doré. Derrière les muses sont peints des ornements de guirlandes de fleurs. Dans le Grand Cabinet, Le Brun peint Le levé de l'Aurore ou Apollon et les Heures dans la partie centrale du plafond, entouré de stucs attribués à Gérard van Obstal. Les cartouches des voussures sont restés vides, mais ils sont cantonnés de huit médaillons peints représentant des divinités associées aux éléments ou aux saisons : Vesta ou la Terre, Junon ou l'Air, Diane ou l'Été, Saturne ou l'Hiver, Bacchus ou l'Automne, Vulcain ou le Feu, Naïade ou l'Eau, Vénus ou le Printemps. Derrière les médaillons, qui surmontent des vases et festons de fleurs, le décor se compose de fond d'écailles bordées d'or (inspirées des cuirasses antiques). Les écoinçons du plafond sont placés huit médaillons liés deux à deux représentant les dieux de la fable.

#### La galerie d'Hercule à l'hôtel Lambert

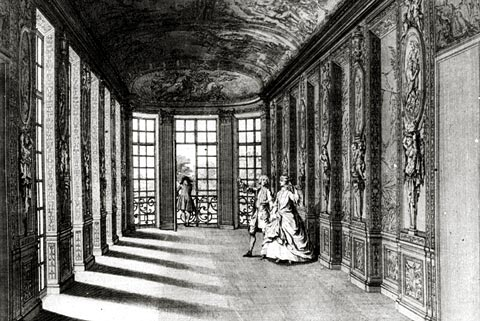
Bernard Picart, Vue de la galerie de l'hôtel Lambert, gravure, 1713 - 1719.

Le décor le plus fameux réalisé par Le Brun pendant ces années de reconnaissance est sans nul doute celui de la voûte de la galerie de l'hôtel Lambert. Bien qu'aucun marché ne soit conservé, il semble que la commande ait été passée en 1649. Le jeune Nicolas Lambert de Thorigny commence alors une fructueuse carrière dans les finances de l'État, qui le mènera jusqu'à la présidence de la Chambre des Comptes en 1671. Après le décès de son frère Jean-Baptiste en 1644, il hérite d'une conséquente fortune et d'un hôtel particulier à l'extrémité est de l'île Saint-Louis. L'hôtel est notamment doté d'une galerie, conçue par Louis Le Vau, couverte d'une voûte en plâtre de 22 mètres de long, assez surbaissée, sur le modèle italien. Lambert songe ainsi à employer un artiste connaisseur de la manière italienne pour orner sa galerie. Les autres exemples de galeries parisiennes contemporaines montraient d'ailleurs de fortes affinités avec l'Italie : Simon Vouet (à la galerie de l'hôtel Séguier), ou François Perrier (à la galerie de l'hôtel de la Vrillière) avaient réalisé un séjour important en Italie, tandis que la galerie de Mazarin avait été ornée par l'italien Romanelli. Or, Vouet et Perrier décèdent précisément en cette année 1649, et Eustache Le Sueur, qui leur survit de six ans, n'est jamais allé en Italie. La commande est donc passée à Le Brun, dont les travaux antérieurs avaient déjà fait forte impression. On lui confie le décor de la voûte, sur le thème de l'Apothéose d'Hercule, tandis que les éléments sculptés traitant des travaux d'Hercule sont confiés à Gérard Van Opstal. Le Brun va travailler au décor de la galerie par intermittence, entre 1650 et 1658. L'enjeu pour Le Brun est de corriger les proportions trapues de la galerie, et le cintre assez surbaissé de la voûte, en créant l'illusion de profondeur.

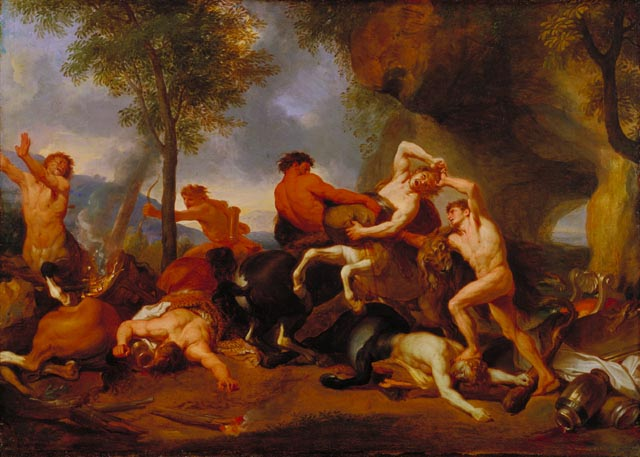
Le Combat des centaures d'Arcadie
vers 1649 - 1650, Ottawa, National Gallery of Canada.

L'espace est segmenté en plusieurs scènes indépendantes prenant place dans un ciel bleu et nuageux, séparées par des trompe-l’œil peints, une quadratura composée d'arches à caissons et de corniches moulurées. Les figures qui empiètent et franchissent les limites des cadres accentuent l'effet illusionniste. Au centre de la voûte, Le Brun a peint de fausses tapisseries rapportées, inspirées des procédés employés par Raphaël à la Villa Farnesine. Les deux scènes qui y prennent place représentent Le Combat des centaures d'Arcadie (dont une peinture préparatoire est conservée à Ottawa, National Gallery of Canada) et La Délivrance d'Hesione. Aux extrémités de la galerie se répondent les scènes de Hercule sur son char (un beau dessin préparatoire est conservé au Louvre) et des Dieux préparant le festin des noces d'Hercule et Hébé (un dessin préparatoire à cette scène est également au Louvre). Le Brun joue également sur les effets de raccourcis et les forts da sotto in su, sans pour autant les rendre systématiques, et les adaptant à l'importance de chaque figure peinte. L'artiste reprend la modénature classique de la galerie imaginée par Le Vau, qu'il transpose dans ses architectures feintes. L'espace est ainsi doté de quantités d'artifices que Le Brun expérimente et qu'il reprendra dans les nombreuses autres occasions qui lui seront données d'orner le plafond d'une grande demeure. De ces procédés résulte une harmonie inédite entre peinture, sculpture, et architecture, et une unification du décor à la fois par le sujet et par les effets illusionnistes qui créent un ensemble cohérent et lisible.

#### Autres décors et tableaux de chevalet

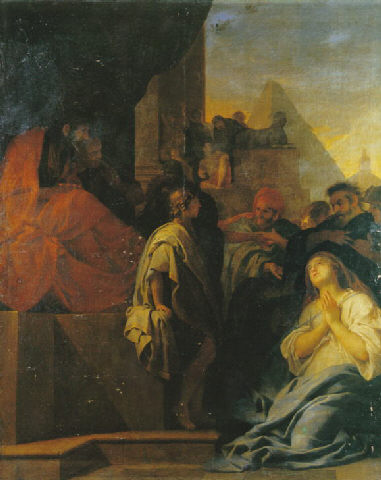
Suzanne que Daniel fait absoudre, 1653 - 1657, collection particulière.

De nombreux travaux de Le Brun se succèdent dans les années 1650, pour la plupart aujourd'hui perdus ou fragmentaires, principalement connus par les descriptions anciennes ou de rares dessins. Il orne par exemple la troisième chambre des Enquêtes du Palais de Justice de Paris, pour le compte de Charles Hervé, d'une Suzanne que Daniel fait absoudre (vers 1653 - 1657, collection particulière), placée sous un Jugement Dernier de la main de Vouet, tandis que Sébastien Bourdon peint pour le même ensemble Le Christ et la femme adultère (perdu, connu par une gravure de Louis de Chastillon), les deux peintres réunissant ainsi les évocations de la Justice sous l'Ancien et le Nouveau Testament.
L'artiste intervient également aux décors de la chambre de Pomponne II de Bellièvre (premier président du Parlement de Paris), à l'hôtel des premiers présidents du Palais, vers 1653 - 1657. Le thème central du plafond de la chambre portait sur Junon descendant des cieux (des dessins préparatoires aux décors des voussures sont conservées au département des Arts graphiques du musée du Louvre), tandis qu'un Sacrifice d'Iphigénie ornait le dessus-de-cheminée. Le décor, très élaboré, se composait également de sculptures feintes évoquant les Quatre Âges du Monde, de camaïeux ornés d'attributs allégoriques (La Justice, l'Histoire...), et de médaillons représentant des héros de l'Antiquité.
C'est aux alentours de 1655 que Le Brun est mis en relation avec Suzanne de Bruc, marquise du Plessis-Bellière, qui avait acheté en novembre 1655 une maison à Charenton. Après avoir commandé à l'artiste un portrait en Artémise veuve du roi Mausole (vers 1654, perdu, faisant référence à son récent veuvage), elle lui commande l'ornement de son oratoire. Celui-ci, longuement décrit par Nivelon, possédait un décor divisé en trois registres sur les murs ornés de 17 compositions : en partie supérieure étaient représentés Le Christ au désert, Saint Jean-Baptiste, Saint Joseph en méditation, Sainte Anne en prière, Le reniement de saint Pierre et Marie-Madeleine dans le désert. Au registre médian étaient représentés Saint Paul, Saint Antoine, Saint Jérôme, Sainte Marie l'égyptienne avec saint Zosime (connue par deux estampes d'Antoine Trouvain et Nicolas Bazin). Enfin, le registre inférieur était orné d'un Saint Benoît, Saint Bernard, Saint François, Saint Bruno, Saint Guillaume d'Aquitaine, Saint Jean Calimaque, Sainte Catherine de Sienne et Sainte Thérèse. La plupart de ces petits tableaux se trouvaient en 1713 chez Catherine Rougé, veuve du maréchal de Créqui et fille de la marquise. L'oratoire était en outre orné d'un Christ en croix (vers 1658 - 1661, marché de l'art), gravé par Renard de Saint-André en 1690 (Paris, bibliothèque nationale de France).

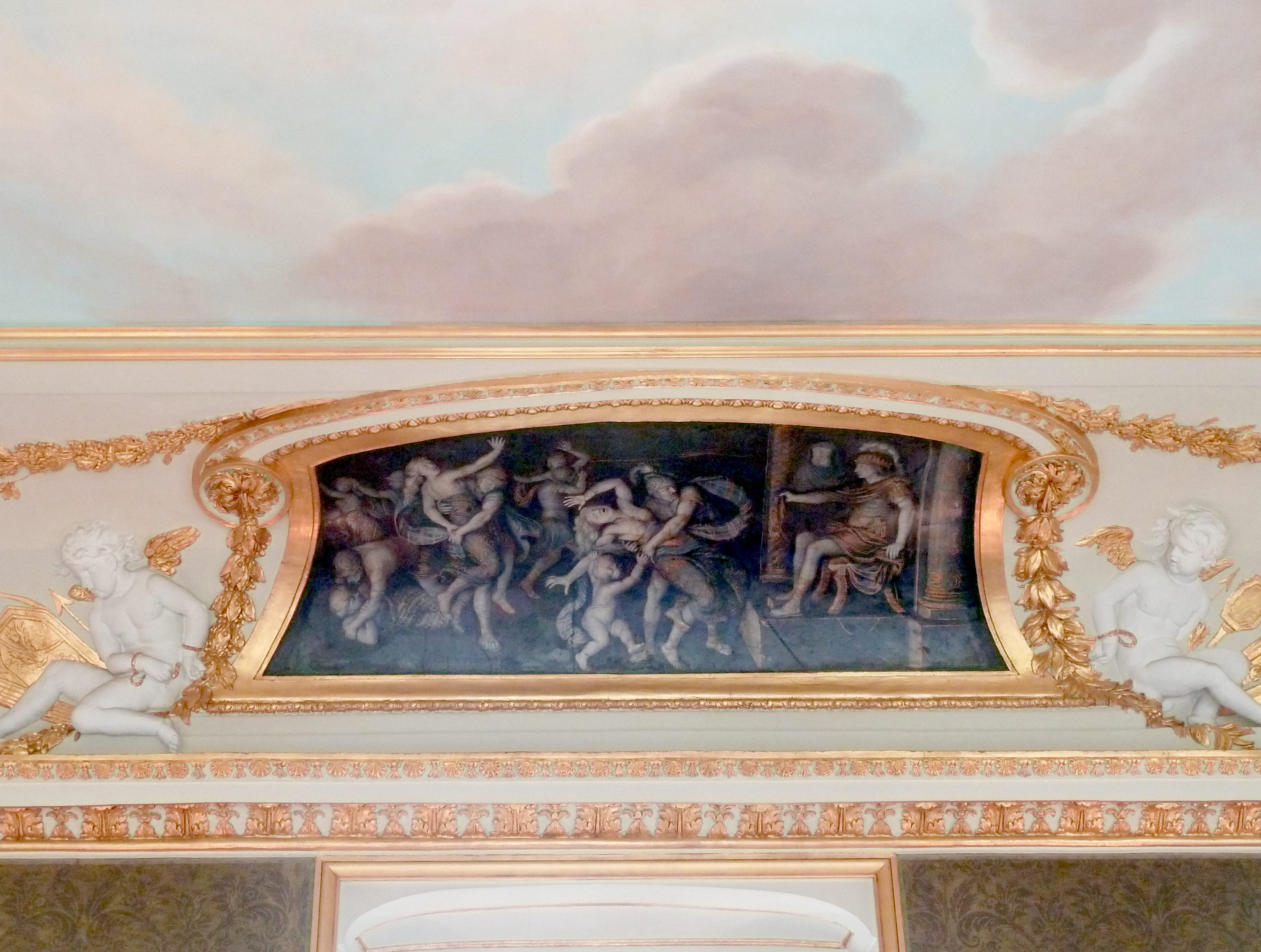
L'enlèvement des Sabines
vers 1660, Paris, hôtel d'Aumont, Tribunal administratif de Paris.

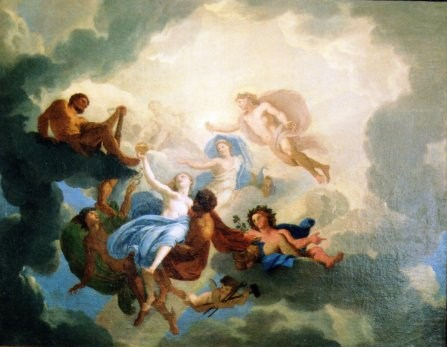
Pandore menée parmi les dieux
1658, Vic-sur-Seille, musée Georges de La Tour.

En 1655, le duc d'Aumont, maréchal de France, achète l'hôtel bâti entre 1631 et 1650 par Michel-Antoine Scarron, et l'agrandit. Vers 1660, il charge Le Brun de peindre le plafond à voussures de sa chambre (actuelle bibliothèque du Tribunal administratif de Paris), orné de stucs, d'un Triomphe de Romulus, sujet tiré du XVème livre des Métamorphoses d'Ovide. Le plafond, détruit, est connu par un dessin à la pierre noire et sanguine, rehaussé de craie blanche (Paris, musée du Louvre). Sur les voussures sont encore visible des scènes en camaïeu doré, peintes par Le Brun ou son atelier, évoquant divers épisodes de la vie de Romulus : Le berger Faustulus ramène Romulus et Rémus à sa femme, Romulus établissant la fondation de Rome, L'enlèvement des Sabines et La mort de Romulus. Les écoinçons possèdent des petits médaillons peints eux aussi en camaïeu.

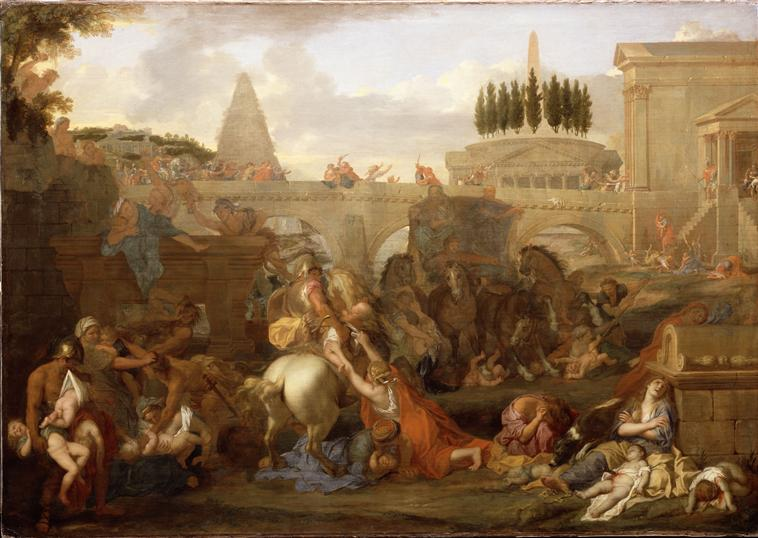
Le Massacre des Innocents
après 1647, Londres, Dulwich Picture Gallery.

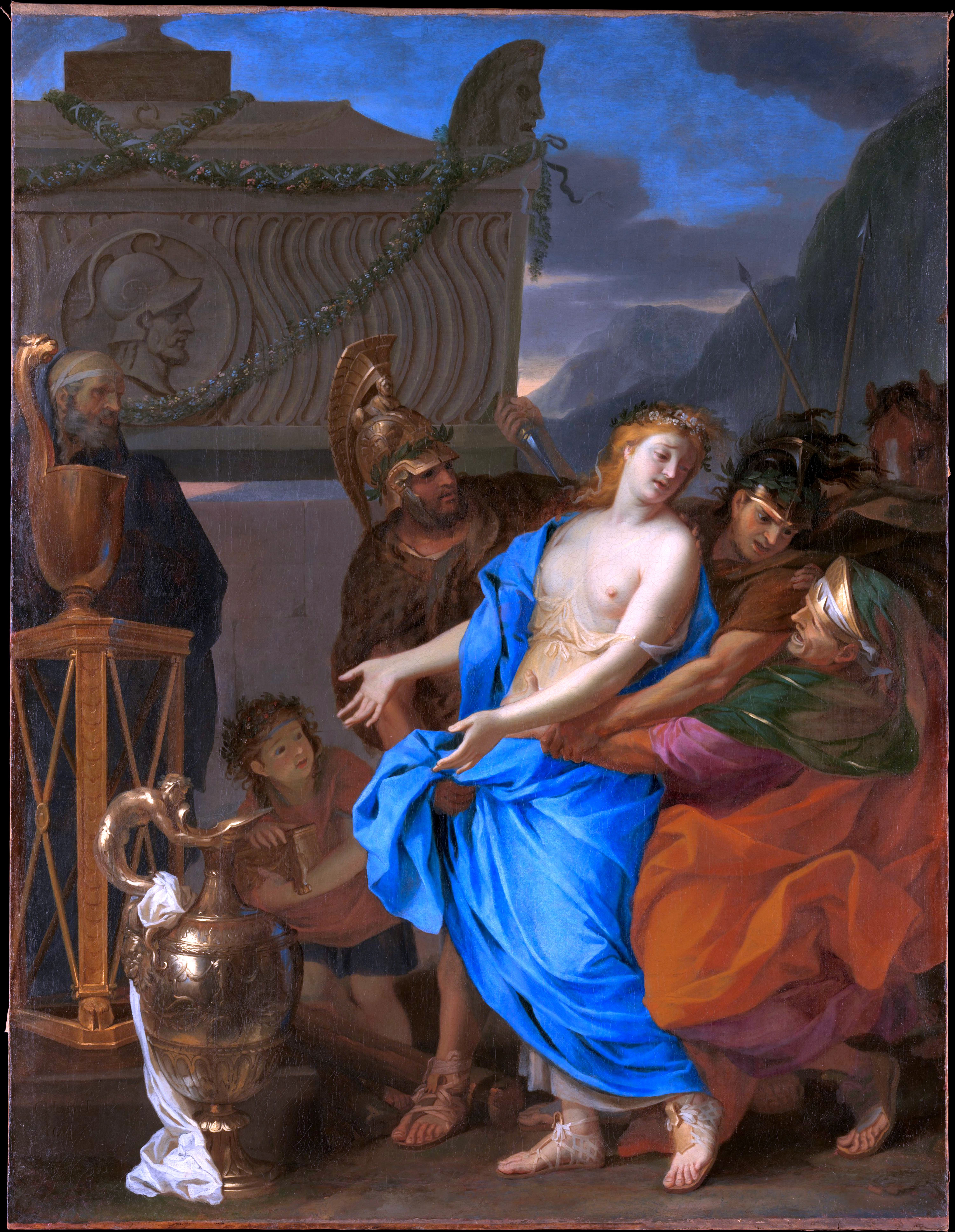
Le Sacrifice de Polyxène
1647, New York, The Metropolitan Museum of Art.

Par marché du 19 novembre 1658 (passé entre Macé II Bertrand, sieur de la Bazinière, le peintre Daniel Hallé et l'ornemaniste Charles Baccot, qui devront travailler d'après les dessins de Le Brun) il décore le plafond du cabinet des Sciences de l'hôtel de la Bazinière (actuel hôtel de Chimay, quai Malaquais), d'une Pandore amenée parmi les dieux (perdue, esquisse à Vic-sur-Seille, musée départemental Georges de La Tour). Cette esquisse, où les personnages rapetissent et ternissent selon leur éloignement (suivant un procédé que Le Brun abandonnera par la suite), reprend le thème de la Pandora Genesis, la création de Pandore, sujet assez rare dans la peinture de l'époque. Ce morceau central était entouré des Nations de la Terre encastrées dans les menuiseries. Le Brun réalise également les décors de la grande salle de l'hôtel sur le thème des Neuf muses.
Le Brun est aussi associé à des décors plus exceptionnels : Le 16 juin 1660, Charles Poerson et Daniel Hallé d'une part, Jacques Lhomme, François Francart et Charles Baccot d'autre part, signent deux marchés avec le prévôt des marchands et les échevins de la ville de Paris, pour orner de peintures l'arc de triomphe éphémère construit sur la place Dauphine en l'honneur de l'entrée solennelle du roi et de la reine à Paris. Ces travaux sont réalisés d'après les dessins de Le Brun (le monument est aujourd'hui connu par une eau-forte de François Chauveau, Nancy, musée des Beaux-Arts).
Le Brun réalise également plusieurs tableaux de chevalet, plus modestes, pour orner les demeures des amateurs parisiens. C'est le cas de la commande passée par Pierre Poncet, conseiller de la cour des aides, seigneur de Parousel et petit cousin éloigné du chancelier Séguier, pour son oratoire de la rue d'Anjou (bâti par son père à partir de 1635). Le Brun réalise pour lui un Repos pendant la fuite en Égypte ou Le Christ enfant expliquant l'écriture sainte. Le tableau, perdu, a été gravé par Rousselet (Paris, Bibliothèque Nationale de France) et a fait l'objet de plusieurs répliques (une version est au musée de Minneapolis, une autre a été découverte dans une collection particulière par Alessandro Agresti en 2010). Deux autres tableaux seront peints pour cet oratoire : un Christ en Croix (perdu, gravé par Rousselet, Paris, Bibliothèque Nationale de France) et surtout un Sacrifice de Jephté (vers 1656, Florence, musée des Offices), peint probablement comme dessus de cheminée . L'œuvre, d'une étonnante qualité, affiche une mise en scène théâtrale et dramatique, tandis que la figure de la fille de Jephté, au premier plan, fit l'objet de nombreux éloges, et n'est pas sans rappeler les figures de Madeleine repentantes peintes à la même époque par l'artiste. Le Brun peint également un Massacre des Innocents (Londres, Dulwich Picture Gallery) pour Guillaume Thomas, « conseiller, aumônier du roi et chanoine de l'église collégiale Saint-Honoré ». Le tableau, estimé 350 livres dans l'inventaire après décès du commanditaire, est alors acquis par Gédéon Berbier du Metz, intendant des meubles de la couronne et garde du trésor royal. Commencé en 1647 et inachevé, le tableau est terminé à cette occasion (peu après 1670), date à laquelle François Verdier en exécute une copie, citée dans la Succession de Le Brun. Autre œuvre probablement commandée par un riche amateur dont le nom reste inconnu, Le Sacrifice de Polyxène (1647, New-York, The Metropolitan Museum of Art) illustre les connaissances historiques du peintre, qui intègre au fond de la scène une représentation du tombeau d'Achille, sous la forme d'un imposant sarcophage romain à strigiles et masques corniers.

### Le Brun et le portrait

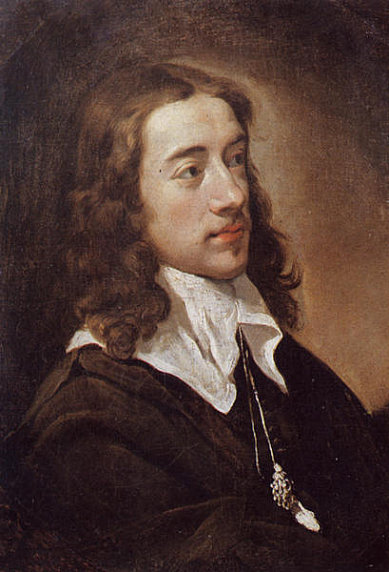
Portrait de Louis Testelin, vers 1648 - 1650, Paris, musée du Louvre.

L'art de Le Brun en tant que peintre de portraits a été encore peu étudié, bien qu'il semble attaché à ce genre depuis ses débuts, et qu'il poursuit cette activité toute sa vie. Il réalise notamment des portraits de ses proches : de ses parents et de ses amis : Jodelet, Panthot, Jacques Stella notamment, mais aussi de Gilles Rousselet et sa femme (le portrait est cité dans l'inventaire après décès du graveur). Plusieurs mentions sont faites d'un Portrait du graveur Michel Lasne, dont une version appartenait au graveur Chauveau, avec un portrait de Lasne et de sa fille, et un portrait individuel de madame Lasne. Une autre version est connue par une estampe réalisée par Nicolas Habert vers 1700, représentant le graveur en buste, tenant une planche sur laquelle est représentée un âne, par analogie avec le nom du personnage. Enfin, un Portrait de Michel Lasne récemment attribué à Le Brun par Sylvain Laveissière puis Bénédicte Gady (vers 1655 - 1660, collection Milgrom) représente le graveur au milieu d'œuvres d'art évoquant sa fameuse collection. S'inspirant sensiblement de L'Autoportrait de Nicolas Poussin (Paris, musée du Louvre), Le Brun place sur le côté de la composition un coin de tableau où est représentée une vieille femme contant à la Charité l'histoire de Psyché, dans lequel le peintre semble se citer lui-même, les deux personnages reprenant des figures de certains de ses tableaux antérieurs. Le Brun a également peint un Portrait de Charles Dufresnoy (Paris, musée du Louvre). Le tableau a probablement été réalisé lors du séjour romain, où les deux artistes ont pu se rencontrer. Cette hypothèse, retenue par Jacques Thuillier, s'explique par la jeunesse du modèle, ainsi que par la mise en scène qui évoque clairement les grands portraits italiens du XVIe siècle : la pelisse de fourrure mettant en valeur le buste du personnage s'inspire notamment l'art de Titien, pour lequel Dufresnoy portait un vif intérêt. Enfin, Le Brun portraiture l'un de ses plus proches amis dans un Portrait de Louis Testelin (Paris, musée du Louvre), autrefois de format ovale, portant une inscription sur le dos indiquant : « Louis Testelin l'aîné par Charles Le Brun son ami ». Le tableau a probablement été peint du temps de la fondation de l'Académie, aux alentours des années 1648 - 1650, comme l'atteste le costume du modèle. Véritable portrait d'ami, empreint de douceur et de simplicité, le tableau étonne par son traitement rapide et virtuose, le peintre brossant rapidement les éléments du costume et de la chevelure, pour s'attarder davantage sur la douceur du visage, saisi dans une pose naturelle et tourné de trois-quarts. Le Brun passe également pour l'auteur d'un Portrait de Corneille (collection particulière ; copie du XIXe siècle à Versailles, musée national du château, gravé par Henri-Simon Thomassin), et d'un Portrait de Molière (Moscou, musée Pouchkine).

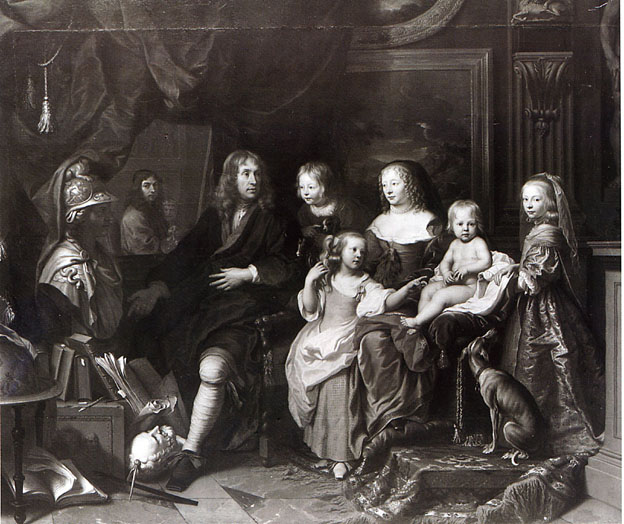
Portrait d'Evrard Jabach et de sa famille
vers 1655 - 1660, détruit.

Le Brun a également réalisé les portraits de ses commanditaires et de ses protecteurs, associant cette fois un faste et une mise en scène somptueuse qui place ces quelques rares tableaux parmi les plus beaux portraits du Grand Siècle français. Un célèbre Portrait d'Evrard Jabach et de sa famille (vers 1655 - 1660, détruit), autrefois conservé au Kaiser Friedrich Museum de Berlin, a été anéanti à la fin de la Seconde Guerre mondiale. Dans ce vaste portrait collectif, le peintre s'est représenté lui-même, son buste se reflétant dans un miroir au fond de la composition. Une réplique de cette œuvre se trouve aujourd'hui au Metropolitan Museum de New-York. Evrard Jabach, ami et commanditaire de Le Brun, possède entre autres une collection de peintures et de dessins dont l'artiste a sans doute pu profiter. Le Brun a par la suite fait acquérir la collection de Jabach par le roi en 1671. Le Brun aborde de nouveau le type du portrait de groupe dans un Portrait collectif du prévôt des marchands et des échevins de la ville de Paris, cité par Nivelon, et connu par une quittance datée de 1651.

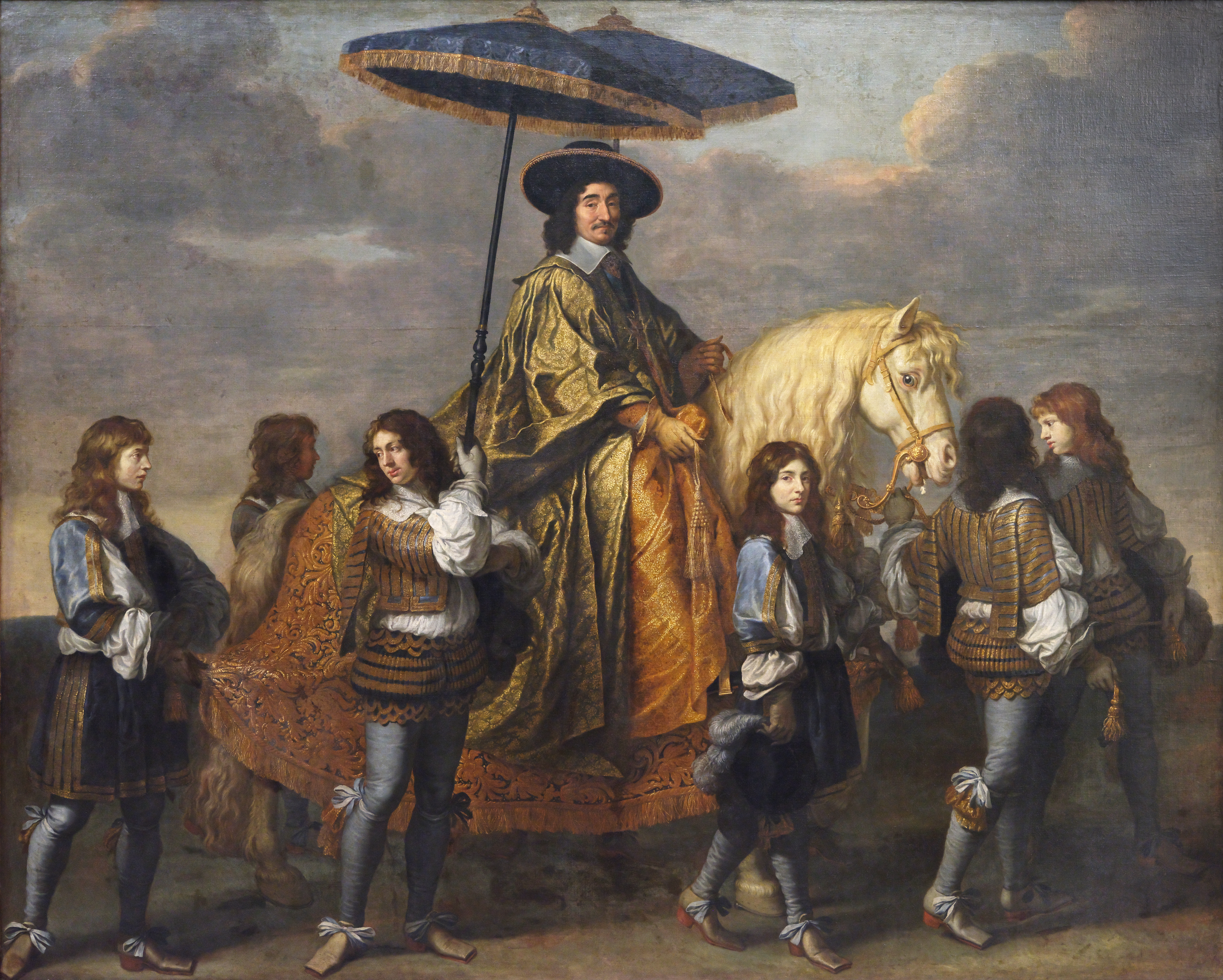
Portrait du chancelier Séguier à cheval
1660, Paris, musée du Louvre.

Le plus fameux portrait peint par Charles Le Brun demeure celui du chancelier Séguier (Paris, musée du Louvre), aujourd'hui l'une des œuvres les plus célèbres de l'artiste. Le chancelier est représenté à cheval, vêtu d'un splendide costume doré, assisté de huit pages (six sont visibles) exécutant un pas de danse formant une ronde, symbole de continuité monarchique en ce début de règne de Louis XIV. La date de réalisation de ce grand tableau d'apparat est difficile à déterminer, l'occasion de sa commande restant aujourd'hui encore sujet de débat : on y a vu une référence à la cérémonie du sacre de Louis XIV à Reims en 1654 (selon Jacques Thuillier), à l'entrée du chancelier à Troyes en 1658, ou à un évènement plus ancien évoquant l'entrée solennelle du chancelier à Rouen en 1640 (thèse aujourd'hui largement rejetée). Une dernière hypothèse, proposée par Sylvain Laveissière et reprise notamment par Bénédicte Gady, place la commande en 1660, à l'occasion de l'entrée du jeune roi et de la reine à Paris. Cette proposition se base sur la redécouverte d'un dessin (Stockholm, Nationalmuseum) représentant la procession officielle, où l'on remarque le chancelier à cheval. La partie du dessin où l'on observe le chancelier a été découpée et remplacée par une copie, peut-être réalisée par Le Brun pour préparer son tableau. Le tableau était autrefois conservé au château d'Estissac (cité dans les « Éphémérides troyennes » pour l'année bissextile de 1764), ancienne propriété des descendants du chancelier Séguier, avant d'être envoyé au musée de Troyes après le Révolution. De retour à Estissac sous l'Empire, le tableau est acquis par le musée du Louvre en 1942.
Le Brun a réalisé d'autres portraits du chancelier, dont l'un (perdu) a été gravé par Robert Nanteuil en 1657, avant d'inspirer un tableau de Van Schuppen en 1662. Le peintre François Lemaire dut en faire la copie comme morceau de réception en 1657. Un autre portrait du chancelier Séguier, attribué à Le Brun, est aujourd'hui conservé au château de Saint-Brisson-sur-Loire (Loiret).
Le Brun est également amené à réaliser son propre Autoportrait à plusieurs reprises. Dans les années 1650, il signe un Autoportrait tenant le portrait d'un soldat (Versailles, musée national du château), tableau de format ovale dans lequel l'artiste se plait à se mettre en scène et à vanter ses mérites de portraitiste. Il réalise un célèbre Autoportrait (Florence, musée des Offices, autre version à Paris, École Nationale Supérieure des Beaux-Arts), commandé en 1683 par le grand duc de Toscane Cosme III de Médicis pour sa collection d'Autoritratti, et peut-être exécuté en réalité par Nicolas de Largillière. Le tableau, envoyé en 1684, fait forte impression, et le grand duc lui envoie une lettre de remerciement et plusieurs cadeaux. Le peintre s'est représenté en buste dans une mise en scène sobre, mais néanmoins richement vêtu, portant fièrement autour du cou le médaillon que le roi lui avait fait remettre en 1667, et qui comportait un portrait du roi inscrit dans un ovale serti de diamants. On note l'importance du regard, qui fixe intensément le spectateur. Cet autoportrait va notamment influencer Nicolas de Largillière qui présente un Portrait de Charles Le Brun comme morceau de réception à l'Académie Royale.

### Au service de Nicolas Fouquet

#### Les premières commandes du surintendant

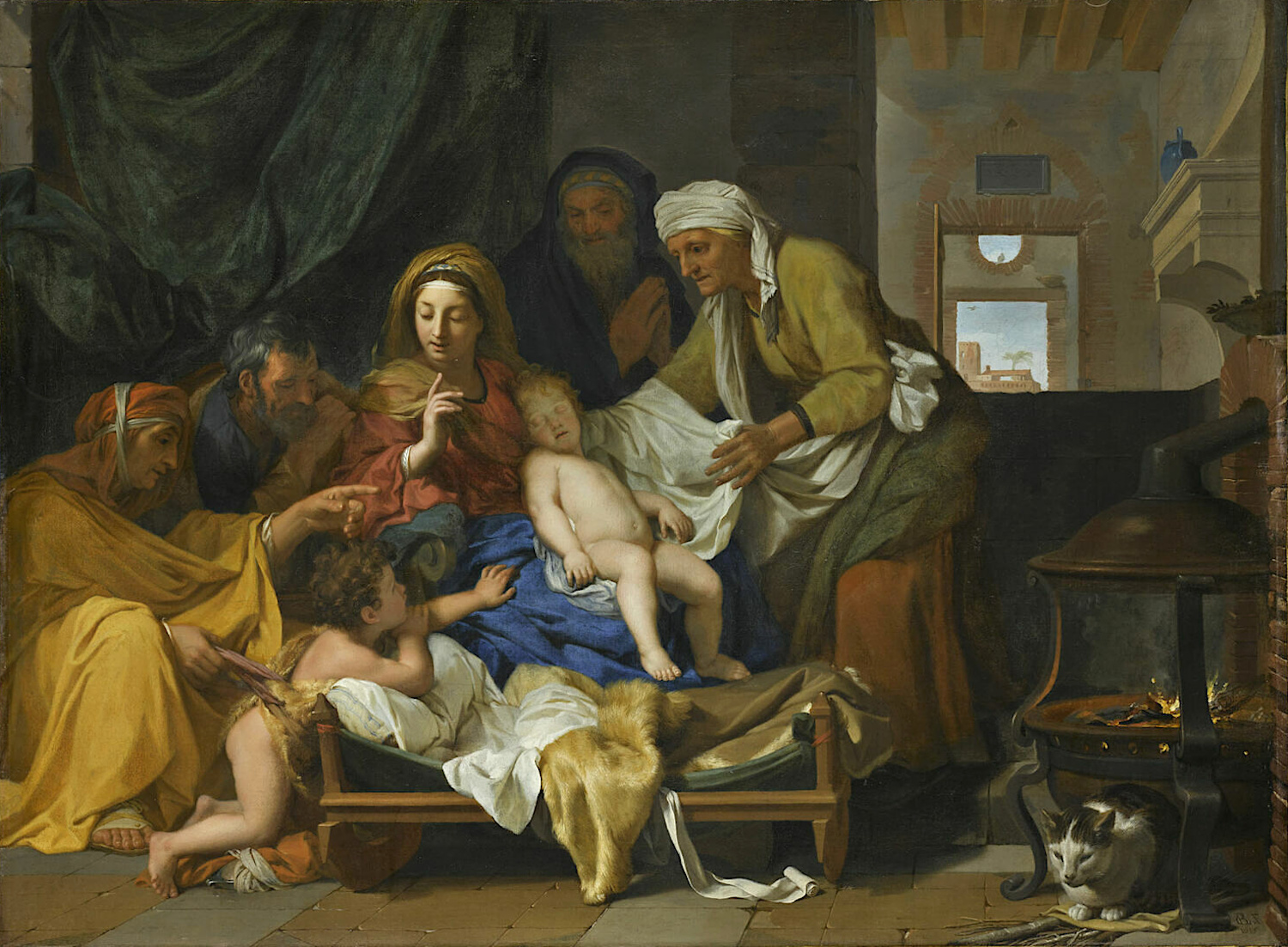
Le Sommeil de l'Enfant Jésus ou Le Silence, 1655, Paris, musée du Louvre.

L'arrivée de Le Brun auprès de Nicolas Fouquet répond à sa volonté de retrouver la responsabilité de grands travaux, après avoir été écarté du chantier des appartements du Louvre au profit de Charles Errard, ce dernier recevant les commandes des décors des appartements d'hiver de la reine-mère, de ces appartements d'été à partir de 1657, et des appartements de la future reine au premier étage du palais. Les liens qui unissent Le Brun à Nicolas Fouquet remontent bien avant le début des travaux de décors du château de Vaux-le-Vicomte, et doivent être placés pour leurs débuts vers 1655. C'est durant l'année 1655 que Le Brun signe Le Sommeil de l'enfant Jésus, dit aussi Le Silence (Paris, musée du Louvre) pour le compte de Nicolas Fouquet. Le tableau s'inspire grandement d'une toile d'Annibal Carrache (Hampton Court), que Le Brun connaissait par la gravure, et dont Le Dominiquin avait exécuté une copie. Dans une douce scène d'intérieur, la sainte famille est rassemblée autour de Jésus endormi dans les bras de la Vierge, cette dernière exécutant le geste d'Harpocrate pour faire taire le petit saint Jean-Baptiste, retenu à sainte Élisabeth par une lisière. Le teint légèrement basané de la Vierge ferait référence, selon Jacques Thuillier, à un extrait du Cantique des Cantiques : « Je suis noire, mais je suis belle ». Ce tableau, plein de retenu et de détails réalistes (comme le chat sur la droite se reposant à la chaleur du brasero), a fait l'objet de nombreuses copies, qui témoignent de son succès : certaines sont conservées à Dresde, à Dijon (musée Magnin), à Potsdam (Neues Palast, détruit pendant la dernière guerre mondiale). Le tableau du Louvre, cité dans la collection du comte d'Armagnac en 1693 avant que celui-ci ne l'offre au roi en 1696, a perdu l'écureuil (symbole de Fouquet) que saint Jean-Baptiste tenait autrefois dans sa main, et que le comte d'Armagnac a pris soin de faire supprimer avant d'en faire cadeau au roi.

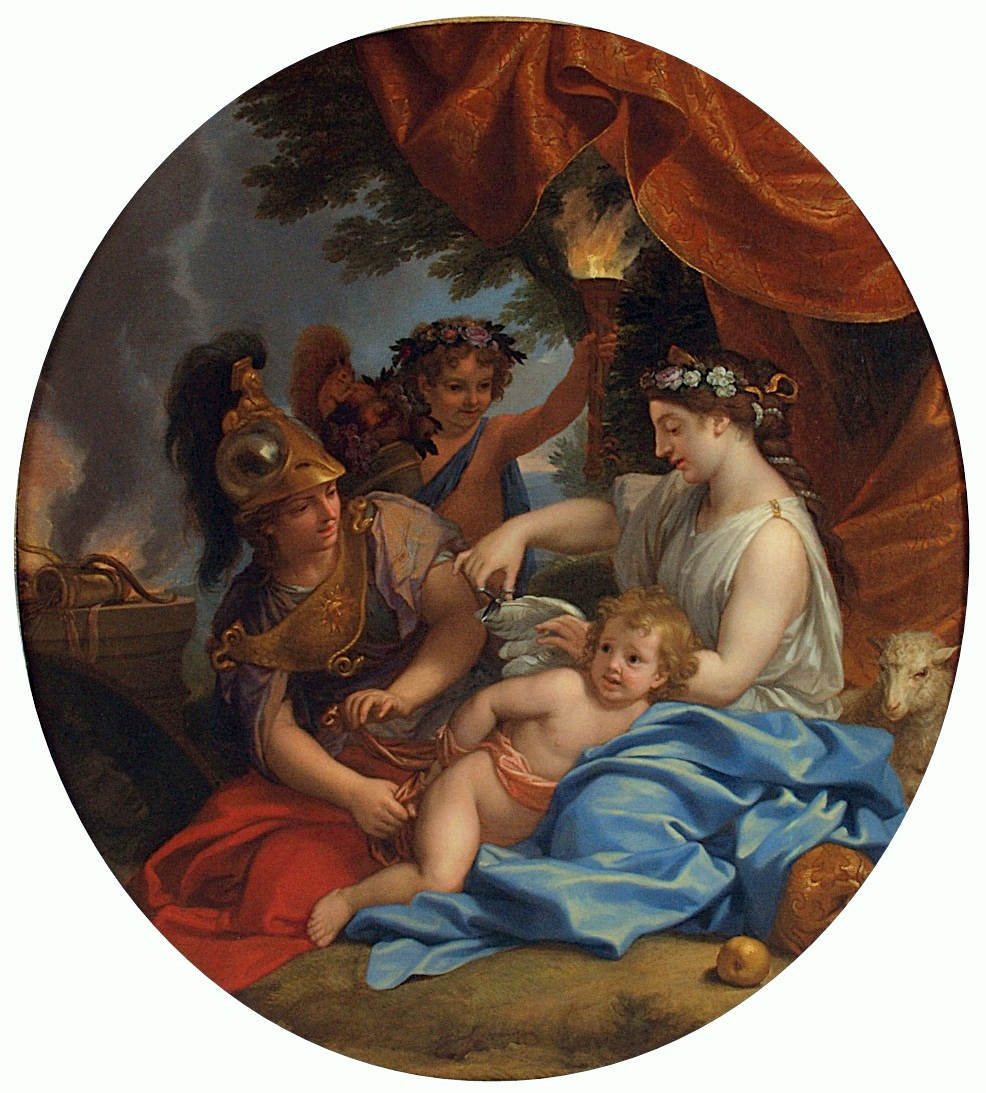
Vénus coupant les ailes de l'Amour
vers 1655, Ponce, Museo de Arte.

C'est probablement avant l'année 1658 que Le Brun peint une Vénus coupant les ailes de l'Amour (Ponce, Museo de Arte), peut-être installée comme dessus-de-cheminée au château de Vaux, ou destinée à orner les appartements privés de madame Fouquet, née Marie-Madeleine de Castille, mariée au surintendant en 1651. Dans ce tableau, l'Allégorie de la Beauté coupe les ailes de l'Amour, dont le carquois et les flèches sont livrés au feu, aux côtés de la Sagesse (casquée), et de l'Hymen tenant une torche, ainsi qu'une corne d'abondance surmontée d'un petit écureuil (symbole de Nicolas Fouquet). Symbolisant ainsi l'Amour conjugal et la fidélité maritale, on a proposé de voir dans la figure de la Beauté un portrait historié de madame Fouquet elle-même. L'œuvre est gravée en 1763 par Antoine Marceney de Guy sous le nom L'Amour fixé. Une copie d'époque est aujourd'hui conservée au musée du château de Vaux-le-Vicomte.

#### Le chantier de Vaux (1657 - 1661)

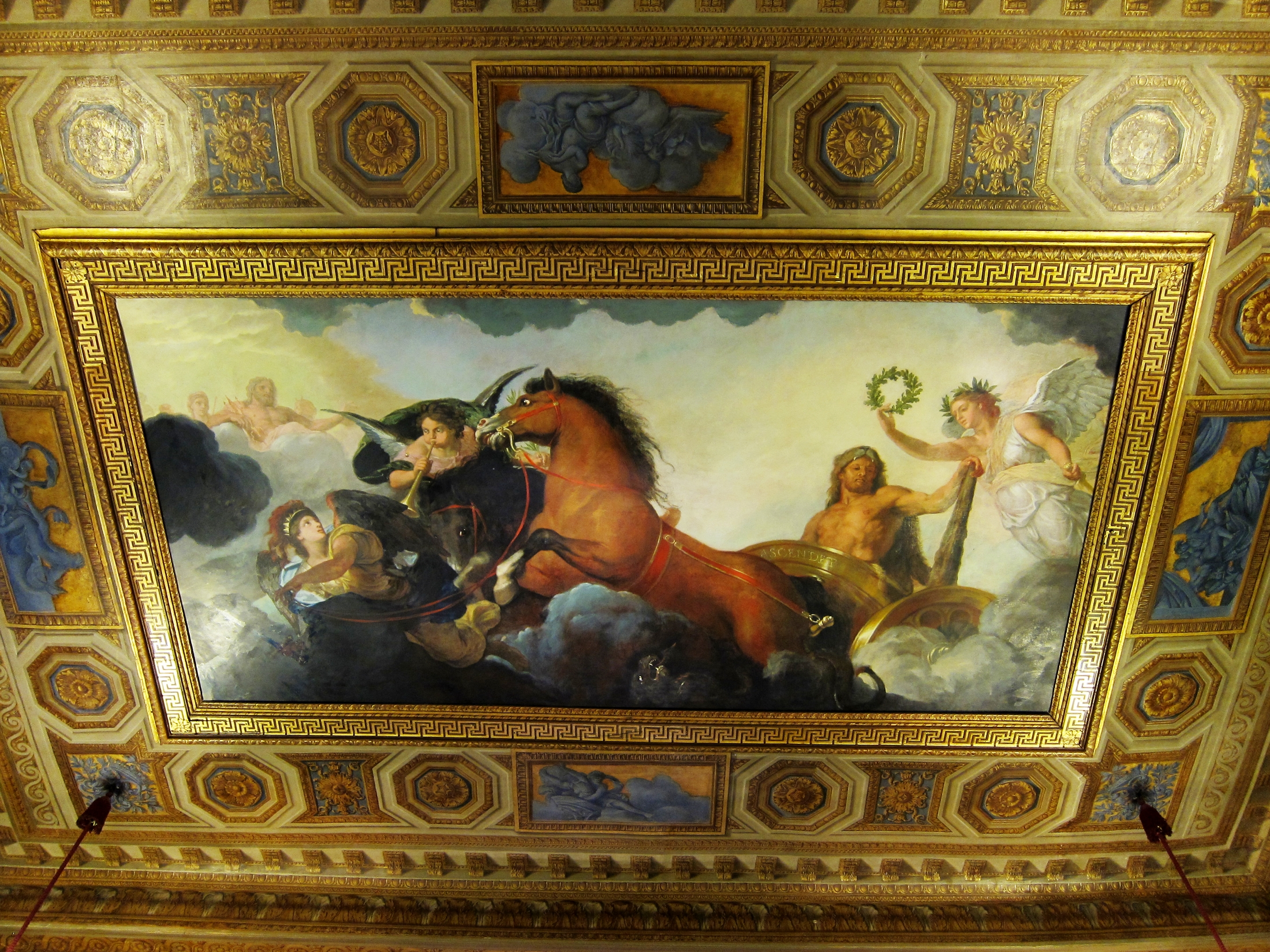
Hercule accueilli par l'Olympe
vers 1659, Maincy, château de Vaux-le-Vicomte.

Le chantier du château de Vaux-le-Vicomte, près de Melun, consacre le triomphe de la peinture dans les décors des grandes demeures françaises. Auparavant, l'ornement des plafonds répondait à une compartimentation des espaces, et laissaient la part belle aux éléments de sculptures, et aux lignes de l'architecture, qui construisaient en grande partie l'esthétique des intérieurs aristocratiques. À Vaux, cette tradition française du plafond compartimenté (visible dans la salle à manger) coexiste avec une tendance italianisante, qui suit le principe d'un plafond uni par une composition centrale, entourée de voussures peintes et d'écoinçons peints et stuqués (dans la chambre de Fouquet et celle du roi). Le premier paiement versé à Le Brun pour ses travaux de décors à Vaux sont datés du 11 décembre 1657. Sous sa conduite, une riche équipe de peintres, sculpteurs, doreurs, ornemanistes et menuisiers se succèdent à l'exécution des décors intérieurs, tandis que les jardins sont l'œuvre d'André Le Nôtre. Le Brun dirige les peintres Jeuffin, La Verdure, de La Chaize, Pierre Le Bœuf, Paul Gougeon dit "La Baronnière" (qui fera une carrière de doreur dans d'autres chantiers royaux), le jeune Charles de La Fosse, de même que son frère Nicolas Le Brun. Il fait également appel à des peintres spécialisés pour venir compléter les ensembles décoratifs : le peintre Jean Duhamel est ainsi spécialisé dans les ornements, Nicasius Bernaerts est un peintre d'animaux (et travaillera par la suite à Versailles et aux Gobelins), Baudrain Yvart (qui travaillera également à 
Versailles et aux Gobelins) est une véritable seconde main, François Bellin est peintre de paysage, et Nicolas Lance excelle dans la représentation des fleurs et des fruits. En outre, les travaux de sculptures sont exécutés par Nicolas Legendre, François Girardon et Mathieu Lespagnandelle, tandis que l'oncle de ce dernier, Jacques Prou, se charge des travaux de menuiserie des lambris.

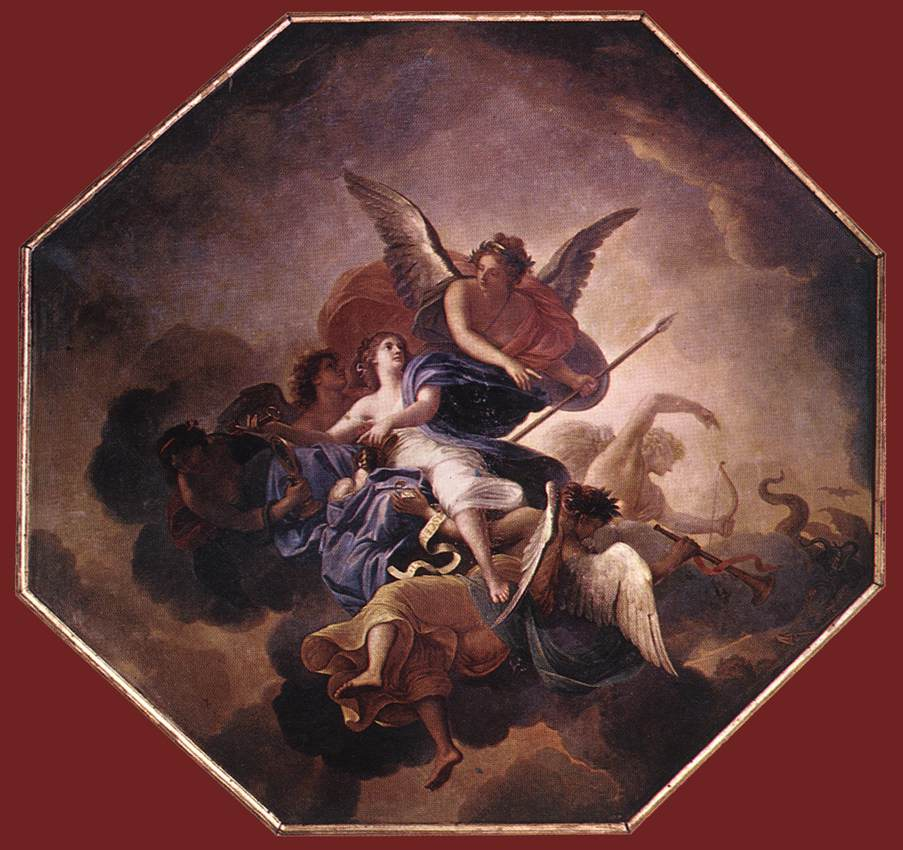
Le Triomphe de la Fidélité
vers 1659, Maincy, château de Vaux-le-Vicomte.

Les peintures exécutées par Charles Le Brun sont principalement visibles aux plafonds des salles d'apparat du rez-de-chaussée. Le salon d'Hercule (antichambre de l'appartement de Nicolas Fouquet) est orné d'un plafond peint représentant Hercule accueilli par l'Olympe, interprété par Félibien comme une allégorie du triomphe de la Vertu de Fouquet. Hercule est représenté couronné par la Victoire, tandis que la figure de la Raison tient les rênes des chevaux, symboles des Passions, et que les roues du char écrasent les Vices. Les camaïeux peints aux angles de la voussure illustrent divers travaux d'Hercule (Les Oiseaux du lac Stymphale, La Délivrance de la fille de Laomédon, Le Lion de Némée, et La Capture de Cerbère), tandis que les quatre panneaux entourant la composition centrale représentent Junon, L'Amour et Psyché, L'Enlèvement de Proserpine et L'Enlèvement d'Amphitrite. Le décor de la chambre du surintendant, dite « chambre des Muses » évoque par son iconographie savante le mécénat artistique du surintendant. Au plafond est représenté dans un cadre octogonal le Triomphe de la Fidélité (en référence à la loyauté de Fouquet envers le roi pendant la Fronde), tandis que les angles des voussures sont ornés des huit Muses (il manque Clio, représentée dans la composition centrale), groupées deux à deux entre de petits camaïeux illustrant les quatre genres poétiques: la Poésie satyrique, la Poésie lyrique, la Poésie héroïque et la Poésie rustique. Dans la partie centrale des voussures, le Brun a représenté La Paix et La Noblesse dans des tondi en camaïeux bleus sur fond d'or, tandis que La Victoire des Muses sur les satyres et La Victoire des Muses sur les Piérides se font face sur les deux autres voussures opposées. Cette référence aux arts est encore évoquée par les petites compositions des dessus-de-portes. Dans l'alcôve de la chambre, Le Brun a représenté La Nuit dans un ovale, signant une œuvre empreinte de poésie et de douceur, propice à faciliter le sommeil du surintendant. Le Cabinet des Jeux, petite pièce privée des appartements du surintendant, est orné de lambris de toute hauteurs, pourvus de pilastres, dorés en 1659 par Gougeon dit La Baronnière. Au plafond, Le Brun a peint une émouvante Allégorie du Sommeil. Donnant sur la cour, la Salle à manger de Fouquet a reçu un plafond à caissons orné en son centre de La Paix ramenant l'Abondance, en référence à la Paix des Pyrénées signée en 1659. Les peintures des huit autres caissons représentent les quatre Saisons (dans les compartiments octogonaux) et les quatre Éléments dans les compartiments rectangulaires (Apollon ou le Feu, Diane ou l'Air, Cérès ou la Terre, et Tritons et naïades ou l'Eau). Enfin, la Grande chambre carrée, également côté cour, a conservé sa frise en partie haute, un Triomphe romain attribué à Le Brun même s'il semble que ce décor ne devait être que provisoire, en vue de réaliser une voûte à l'italienne.
Dans les Appartements du roi au rez-de-chaussée, seule la décoration de la Chambre du roi, dite Chambre des stucs, a pu être achevée par Le Brun. Les figures ailées en stucs aux angles de la voussure, à l'origine du nom de la pièce, sont l'œuvre des sculpteurs Thomas Legendre et François Girardon. Au centre du plafond, Le Brun a peint La Vérité soutenue par le Temps, tandis que les quatre lunettes représentent Jupiter ou la Puissance, Mercure ou la Vigilance, Mars ou la Valeur, et Bacchus ou l'Abondance, et que les médaillons octogonaux illustrent, dans un choix iconographique encore assez mystérieux, Léda, Diane, Les Parques, et Des cavaliers combattants. Cette pièce, où se conjuguent les arts de peinture et de sculpture, s'inspire du salon de Jupiter au Palais Pitti de Florence, ou, plus proche, des appartements d'Été d'Anne d'Autriche au Louvre, décorés seulement quelques années auparavant par le peintre italien Romanelli et le sculpteur Michel Anguier.
Le point d'orgue des décors exécutés par Le Brun à Vaux aurait du être ceux du Grand Salon ovale, vaste salle ovoïde au centre du corps de bâtiment, faisant le lien entre les appartements de Fouquet, ceux du roi, et le Vestibule d'honneur. Inachevée lors de la grande fête donnée par Fouquet en l'honneur du roi le 17 août 1661, la décoration grandiose imaginée par Le Brun ne verra jamais le jour. Elle aurait dû proclamer le triomphe de l'influence italienne dans les grands décors français. Seuls les éléments sculptés, douze termes représentant les mois, surmontant les douze médaillons des signes du zodiaques, ont été réalisés. Le Brun devait peindre sur la voûte Le Palais du Soleil, une vaste composition unifiée, connue aujourd'hui par plusieurs dessins préparatoires (Paris, musée du Louvre), et par une gravure réalisée par Gérard Audran en 1681. S'inspirant des Métamorphoses d'Ovide, Le Brun avait prévu la présence de plus de 200 figures, entourées de l'Ouroboros, le serpent cosmique dont la queue devait parcourir la base de la voûte. Au centre, Apollon dans un portique devait commander à l'Aurore d'illuminer le médaillon central de la composition, orné d'un écureuil, comparant l'emblème de Fouquet à une nouvelle planète. L'œuvre, qui aurait dû frapper par sa monumentalité, aurait pu concurrencer par son ampleur le décor de la coupole du Val-de-Grâce, peint par Mignard quelques années plus tard (1663).
Le Brun a également participé à la réalisation des décors sculptés de la façade du château, comme en témoigne un dessin conservé au Louvre, préparant le groupe sculpté du fronton de l'avant-corps côté cour. La sculpture, réalisée par Michel Anguier en 1659, représente Apollon et Cybèle, réinterprète de manière assez libre les dessins de Le Brun et de Le Vau.

#### La manufacture de Maincy et les cartons de tapisseries
La manufacture de Maincy, fondée par Nicolas Fouquet dans un ancien couvent en ruine du village situé à l'entrée du château de Vaux, suit la tradition italienne des manufactures de tapisseries fondées par les grandes familles. Par lettres patentes de mai 1660, elle devient manufacture de tapisseries de haute lisse privilégiée. À la chute de Fouquet, la manufacture n'est pas scellée et Colbert fait transférer les métiers aux Gobelins.

Gérard Audran, gravure d'après Charles Le Brun, La Bataille de Constantin.

Fouquet avait commandé un grand nombre de cartons à Le Brun. Il demande notamment au peintre de réaliser des cartons afin de compléter la tenture de l'Histoire de Constantin d'après Raphaël. Le Brun réalise un Triomphe de Constantin (gravé par Gérard Audran en 1666), œuvre aussitôt admirée par le cardinal de Mazarin qui lui commande alors une Bataille de Constantin (bataille du pont Milvius) d'après la célèbre composition des chambres du Vatican, que Le Brun a peut-être eu l'occasion de copier à Rome. Un troisième carton est réalisé avec pour thème Le mariage de Constantin. Les trois compositions furent tissées sous la protection de Fouquet. Une étude peinte pour la Bataille de Constantin nous est parvenue (112 x 170 cm, Château-Gontier, musée). Cette étude, peut-être restée dans la famille de Fouquet, a probablement été donnée au prieuré Saint-Jean de Château-Gontier par un membre de la famille venu se fixer dans cette ville. On sent dans cette composition une double influence, entre l'héritage raphaëlesque et la fougue de Rubens : le peintre se souvient des chambres du Vatican (le personnage de Constantin reprend notamment la figure d'Héliodore chassé du Temple), tandis qu'il s'inspire de La Défaite de Maxence et de La Bataille des Amazones de Rubens, qu'il a probablement vu par la gravure, et peut-être même copié (une copie de cette dernière composition, par Le Brun, figurait dans la collection Phalecque à Douai au XIXe siècle, mais est aujourd'hui perdue). L'influence rubénienne s'observe globalement dans le tumulte de la scène et la violence de l'action (un soldat porte même la tête décapitée de son ennemi par les dents, selon un motif que l'on retrouve dans la peinture de Rubens).

## Le Brun au service de Louis XIV

### Au Louvre: les premières commandes royales

#### Les appartements du Louvre

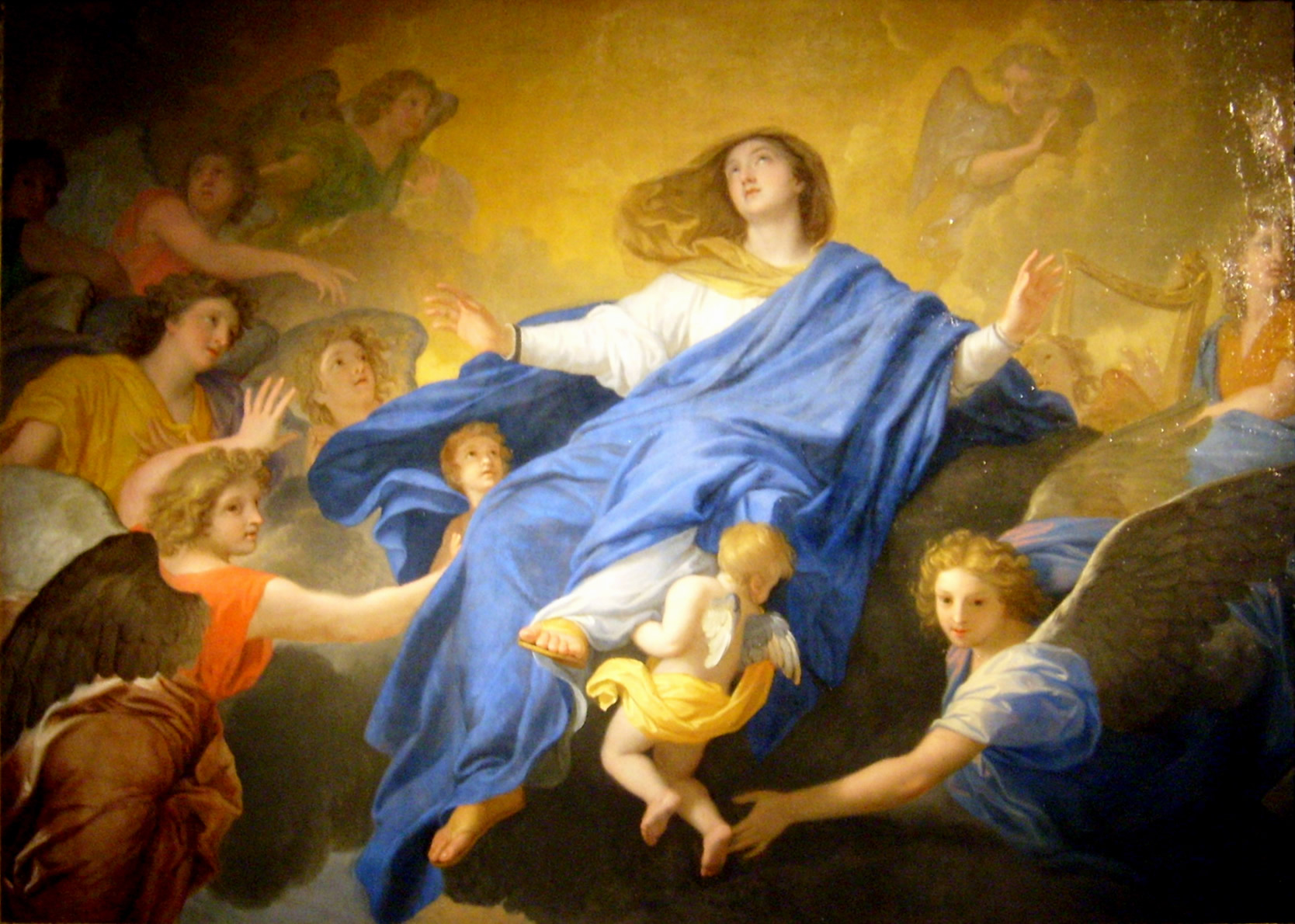
L'Assomption de la Vierge, vers 1656, Cherbourg, musée Thomas-Henry.

Après l'épisode de la Fronde, la cour se réinstalle enfin au Louvre en 1652. Un grand nombre de commandes prestigieuses vont être engagées pour embellir le palais et assurer la solidité du pouvoir encore fragile. En 1653, un projet d'appartement pour le Conseil du roi est avancé sous l'impulsion du chancelier Séguier, afin d'asseoir la pérennité des conseils royaux dont ce dernier gardait la présidence. Aménagé sur les plans de Le Vau, il se situait dans la partie nord de l'aile ouest de la cour carrée. Pour la grande chambre du Conseil, Le Brun réalise un plafond richement orné, connu par un mémoire explicatif daté de 1653, ainsi qu'un dessin préparatoire aux voussures représentant les Quatre Âges du monde (Paris, musée du Louvre). La composition centrale du plafond, qui devait illustrer Anne d'Autriche sous les traits de la Justice entourée d'un conseil des Vertus des ministres, est perdue.

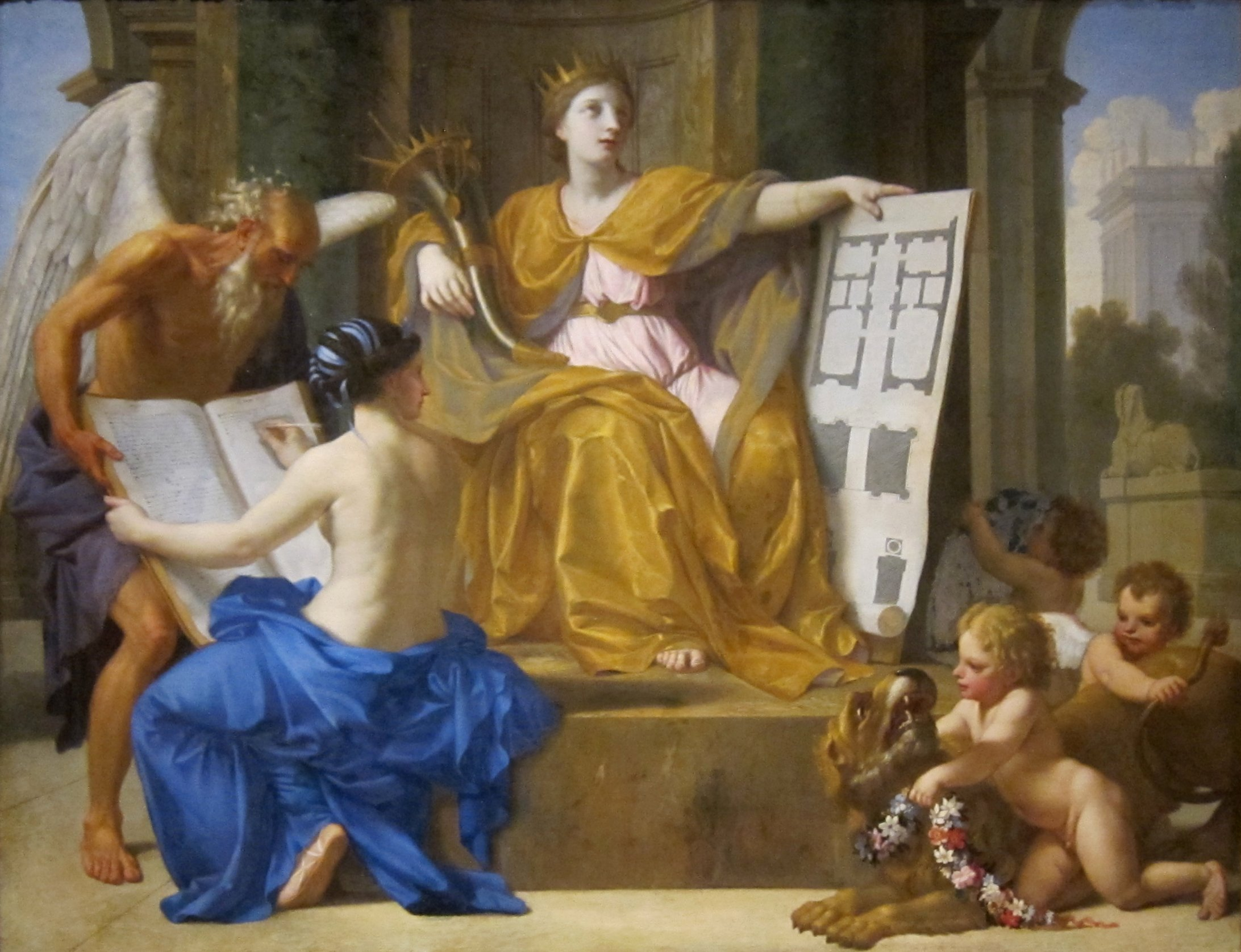
Eustache Le Sueur, Allégorie de la Magnificence, 1654 - 1655, Dayton, Art Institute.

Après les travaux de l'appartement du Conseil, achevés au début de l'année 1654, Le Brun intervient aux décors des appartements du roi, au premier étage du pavillon du roi. Très peu de temps après le couronnement du jeune Louis XIV, l'artiste participe aux décors de la chambre et du petit cabinet du souverain, aux côtés d'une équipe rassemblant les plus grands artistes du moment : Eustache Le Sueur et Charles Errard pour les peintures, et Gilles Guérin, François Girardon et Thomas Regnaudin pour les sculptures notamment, tandis que l'agencement des lambris et les compartiments des plafonds sont établis par Louis Le Vau et Jean Cotelle. L'intérieur du petit cabinet du roi est connu par deux dessins de Le Vau (Oxford, Ashmolean Museum) illustrant les compartiments du plafond et l'élévation du mur est de la pièce. Pour le mur ouest, Le Sueur avait peint une Allégorie de la Magnificence (1654 - 1655, Dayton, Art Institute). En 1655 (année de la mort de Le Sueur), Le Brun reçoit la charge de l'exécution du plafond représentant Louis XIV dirigeant le char de l'État (perdu, gravé par Augustin Renard de Saint-André, Paris, bibliothèque nationale de France, et connu par un dessin préparatoire à Stockholm, Nationalmuseum), et du dessus-de-cheminée du mur est illustrant La France triomphante (perdue, gravée par Augustin Renard de Saint-André, et connue par deux dessins préparatoires, Paris, bibliothèque nationale de France). Le Brun est également l'auteur du décor d'un plafond dans un autre cabinet du roi, situé à l'entresol de ses appartements. Le dessin d'un projet de plafond (Paris, musée du Louvre) témoigne de ce décor aujourd'hui perdu. C'est probablement grâce à ces travaux que l'artiste reçoit le 2 mars 1656 le brevet de peintre ordinaire du roi, par lequel il se doit dès lors de participer aux décors royaux, et entre véritablement au service du jeune roi.

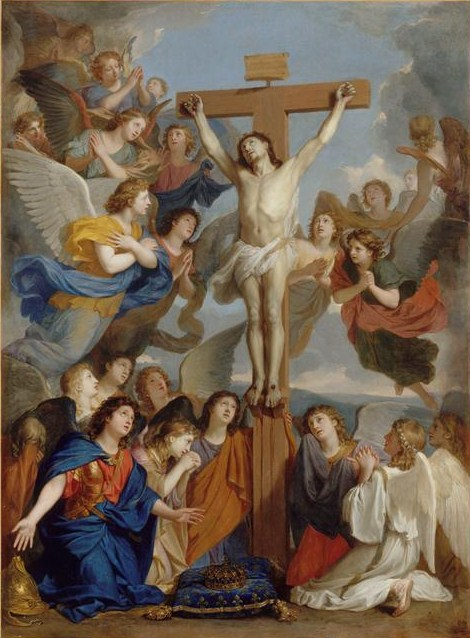
Le Crucifix aux anges
1661, Paris, musée du Louvre.

Le Brun reçoit par la suite la commande de trois compositions destinées à orner l'oratoire de l'appartement d'hiver d'Anne d'Autriche : sur le plafond est peint une Assomption (Cherbourg, musée Thomas-Henry), et sur les murs sont installés une Ascension du Christ et une version du Christ au jardin des Oliviers peint pour la marquise du Plessis-Bellière (gravé par Rousselet en 1664, Paris, bibliothèque nationale de France). Au-dessus de l'autel est placé le célèbre Crucifix aux Anges, l'une des peintures les plus célèbres de Le Brun. Le tableau fut commandé en 1661 par Anne d'Autriche, comme le souligne Nivelon : « Les fréquents voyages que la reine mère faisait, de quelques lieu où elle fut en résidence, pour voir la conduite de ce grand ouvrage, se reposant souvent dans les carmélites de la rue Saint-Jacques et entrant dans les lieux que j'ai marqués être peints de M. Le Brun, cette princesse en fut tellement touchée et se fit une telle impression spirituelle à la vue de la chapelle des anges qu'elle manda M. Le Brun, lui récita un songe qu'elle avait eu pendant le sommeil, qui était celui de la vue d'un Christ expirant en croix, environné de plusieurs anges, et le pria de lui en peindre le sujet pour le mettre dans son oratoire. M. Le Brun entra si bien dans la dévote pensée de cette reine qu'elle lui témoigna, voyant ce tableau, qu'il était pareil à celui qu'elle avait vu. ». Guillet de Saint-Georges quant à lui attribue l'initiative de la réalisation de l'œuvre à Le Brun lui-même, l'artiste ayant eu la volonté selon lui de plaire à la reine-mère en réalisant un tableau d'après un songe qu'elle avait eu et qu'elle lui avait raconté. Le tableau traduit parfaitement les caractéristiques stylistiques de Le Brun dans les années de la régence d'Anne d'Autriche, celui-ci intégrant déjà l'expression des passions dans les visages des anges, mais évitant tout pathos, et gardant une certaine pudeur des gestes et des émotions propre à l'Atticisme parisien. La variété des gestes des anges et la richesse de la palette sont néanmoins mis au service d'une unité d'action, et les visages doux et idéalisés des anges correspondent au système de représentation des anges prôné par Le Brun dans la conférence qu'il fera en 1667 sur le Grand Saint Michel de Raphaël, appartenant à la collection royale. Les passions sont ici traduites discrètement par les mouvements des têtes et les positions des bras, évoquant tantôt le « ravissement », tantôt la « vénération » ou « la foi ». L'adoration des anges se rapproche particulièrement de la dévotion des carmélites, auxquelles Anne d'Autriche était très attachée, et la proximité de la reine-mère avec ce célèbre ordre religieux est à l'origine de tels choix iconographiques pour son oratoire du Louvre, comme l'explique Anne Le Pas de Sécheval. En récompense de ce travail, la reine aurait offert au peintre une chaine d'or et une montre couverte de diamants.
Enfin, Le Brun tente en 1658 ou 1659 d'obtenir la commande du décor du salon ovale (ou « salon du dôme », situé entre le Grand Cabinet du roi et la Petite Galerie), qui va être à l'origine d'un premier conflit avec le peintre Errard et plus généralement avec l'Académie royale, notamment relaté par Nicolas Guérin. Ratabon avait en effet confié les dessins du décor aux deux artistes, et Le Brun s'était permis de proposer un projet pour l'ensemble de la pièce, voulant créer une harmonie de l'ensemble décoratif et une adéquation des parties au tout. Les deux projets sont montrés à Anne d'Autriche, et il est finalement décidé que Charles Errard devra réaliser les ornements, tandis que Le Brun recevra la réalisation des tableaux, provoquant son mécontentement. On connait ses travaux par un dessin préparatoire aux décors du plafond (collection particulière) représentant au centre une Allégorie du Mariage de Louis XIV et Marie-Thérèse d'Espagne et sur les voussures des évocations des Quatre Âges du Monde, représentés également par deux petits tableaux sur bois (Paris, musée du Louvre) : L'Âge d'airain et L'Âge de fer (copies réduites attribuées au peintre François Bonnemer), tandis qu'une eau-forte de François Verdier représente L'Âge d'or (Vienne, Albertina Museum).

#### La Galerie d'Apollon

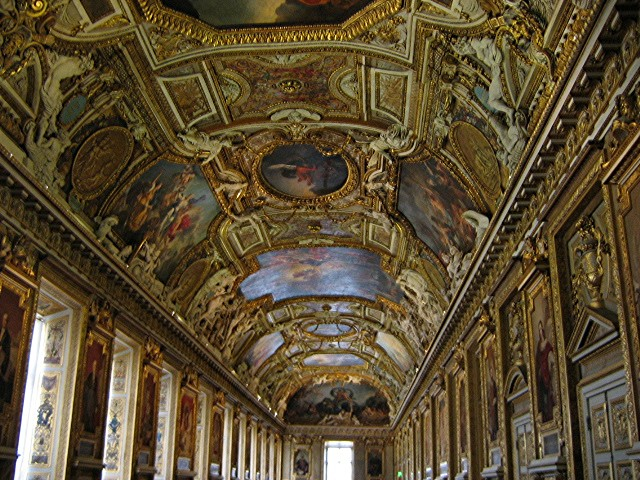
Vue de la galerie d'Apollon au Louvre.

Le 6 février 1661, la Galerie des Rois, qui reliait au premier étage l'aile Lescot et la Grande Galerie du Louvre, est ravagée par un incendie provoqué par un rideau ayant pris feu durant la préparation d'un opéra. Très vite, décision est prise de reconstruire la galerie dans un style nouveau, dans la lignée des réaménagements des intérieurs du palais menés depuis le début des années 1650. Seul un marché de sculptures et de stucs, passé le 3 mai 1663 et citant Le Brun comme conducteur des travaux nous est parvenu. La même année, il avait été nommé chancelier et recteur à vie de l'Académie royale de Peinture et de Sculpture, et entreprend de réunir une équipe d'artistes issus de cette institution : on cite notamment les peintres décorateurs Léonard Gontier, Jacques Gervaise, Jean-Baptiste Monnoyer, les Lemoyne, tandis que les sculptures seront l'œuvre de François Girardon, Thomas Regnaudin, et les frères Gaspard et Balthazar Marsy. Le Brun agit comme un chef-d'orchestre, donnant les dessins des peintures, sculptures, ornements, et même ceux du mobilier, dont des cabinets et surtout des tapis de la Savonnerie, pour certains encore conservés (Paris, musée du Louvre et Mobilier National...). Le thème choisi pour le décor peint de la voûte se rapporte à la course d'Apollon du levé du jour au crépuscule, le jeune Louis XIV ayant pris en 1662 le soleil pour emblème personnel. Le Brun opte pour un rythme complexe et riche, jouant sur les cadres quadrangulaires ou ovales, malgré un désir de symétrie, articulée autour d'une vaste composition centrale. Sur les deux culs-de-four, Le Brun devait représenter les bienfaits du soleil sur les Eaux et la Terre, au sein de compositions allégoriques et triomphales. Tous les décors ne furent pas achevés, le roi ayant délaissé le Louvre au profit de Versailles alors que les travaux de la galerie n'étaient pas terminés.

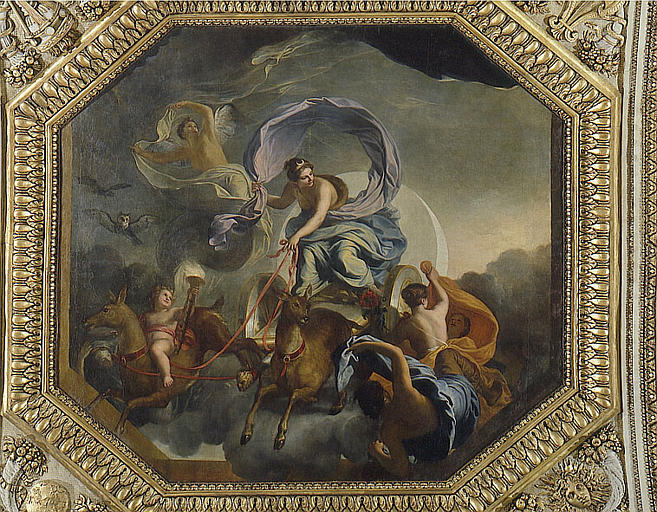
La Nuit ou Diane, 1663, Paris, musée du Louvre.

Les décors peints sont réalisés à l’huile sur toile marouflées sur plâtre. Au cul-de-four nord, Le Brun a peint Le Triomphe de Neptune, huile sur enduit de 12 m de long prenant place dans un rideau feint. Le dieu de la mer est assis en compagnie d’Amphitrite dans une grande conque marine tirée par un attelage vigoureux. Il ordonne aux vents de rentrer sous terre, lesquels se livrent à un violent combat sur la partie gauche, évoquant le fameux thème du Quos ego de Neptune, décrit par Virgile dans l'Énéide. À droite, des nymphes et tritons présentent des offrandes au dieu (coraux, perles, coquilles), tandis que le cyclope Polyphème est assis à l’arrière plan, évoquant avec une certaine mélancolie le mythe d’Acis et Galatée. La composition se divise ainsi entre une partie violente (à gauche) et plus sereine (à droite), séparées par le couple divin et par la figure d’Hippocrène, sculptée dans la partie inférieure par François Girardon. Le Brun est également l’auteur de la composition ovale représentant Le Soir ou Morphée, sous les traits d’un vieillard endormi sur des nuages, portant dans le creux de son drapé un bouquet de fleurs de pavot (symbole du sommeil), dont la réalisation très minutieuse est attribuée à Jean-Baptiste Monnoyer. La composition, très poétique, montre le talent de coloriste de Le Brun dans le rendu du tissu moiré aux reflets changeants des « cangianti » italiens, bien que la peinture soit dominée aujourd’hui par des tonalités rougeâtres, dues notamment à la préparation peinte sous-jacente, composée à base de carbonate de calcium. Dans le tableau octogonal de La Nuit ou Diane, la déesse de la chasse est représentée sur son char tiré par deux biches, entourée des figures des Heures et de la Nuit, ailée, tirant son voile pour en recouvrir la terre. Là encore, Le Brun montre ses qualités de coloriste, de même que son talent de peintre animalier. Les autres peintures de la voûte ne sont pas l’œuvre de Le Brun, soit parce qu’elles ont été détruites, soit parce que le peintre n’a pas eu le temps d’achever son travail avant la fin prématurée du chantier. L’Aurore par exemple, a été détruite vers 1775, mais est connue par une gravure de Saint-André datée de 1695 (Paris, bibliothèque nationale de France). Représentée sur son char tiré par des chevaux, elle jetait des fleurs, tandis que l’allégorie de la Rosée versait des gouttes d’eau à l’aide d’un arrosoir. La composition actuelle, peinte d’après la gravure, a été réalisée par Charles-Louis Müller en 1850. Pour Le Triomphe de Cybèle, qui devait prendre place sur le cul-de-four sud, Le Brun n’a réalisé que l’esquisse, également gravée par Saint-André en 1695. Le tableau actuellement visible, datant de 1851, est l’œuvre du peintre Joseph Guichard.

### Le maître de Versailles

#### Le chantier des Grands appartements
La grande entreprise architecturale du règne de Louis XIV est le chantier du château de Versailles, à l'emplacement d'un petit château de chasse bâti par Louis XIII en 1626 et légèrement agrandi au début des années 1630. Décision est prise d'agrandir le château à la fin de l'année 1668, de concevoir de grands appartements d'apparat, et de développer les jardins. Colbert organise alors un concours d'architecture, et c'est l'idée de Louis Le Vau qui est retenue en 1670 : un projet « d'enveloppe » de trois corps de logis, entourant le vieux château de Louis XIII, dans un nouveau style plus ample, et une nouvelle symétrie. L'enveloppe sera divisée au premier étage entre les Appartements du Roi au nord, et ceux de la reine au sud, séparés par une terrasse au premier étage. Chaque appartement comprend une série de sept pièces (vestibule, salle des gardes, antichambre, chambre d'apparat, grand cabinet, cabinet particulier et petite chambre). Par la suite, les projets seront modifiés par la destruction des pièces du corps de logis ouest afin de mener à bien la construction de la galerie des Glaces et des salons de la Guerre et de la Paix. Le programme iconographique des décors peints illustre les sept planètes sous la forme de sept divinités, une pour chaque pièce : la Lune (Diane), Mars, Mercure, le Soleil (Apollon), Jupiter, Saturne, et Vénus. Les travaux de peintures et de sculptures sont réalisés par des membres de l'Académie Royale de Peinture et de Sculpture, dirigés par Charles Le Brun, en sa qualité de Premier peintre du Roi.
Le Brun donne ainsi les dessins pour l'exécution des éléments décoratifs des appartements, les peintures en grisailles, les stucs (réalisés par Tuby, les frères Marsy, Mazeline, Regnaudin, Hutinot, Legros, et Massou), et les ornements des portes (exécutés par Philippe Caffiéri et Mathieu Lespagnandel). Pour les décors peints des plafonds, la conception des décors est à la charge de chaque peintre de l'Académie, à quelques exceptions près : Charles Le Brun a fourni plusieurs dessins préparatoires à ses plus proches élèves, notamment René-Antoine Houasse et Claude II Audran, qui sont alors les peintres les plus jeunes, et n'étaient pas encore membres de l'Académie en 1671 (ils seront agréés et reçus les années suivantes). C'est ainsi que Le Brun dessine pour Houasse les futures compositions des voussures du salon de Vénus (un dessin à la pierre noire et au lavis représentant Nabuchodonosor et une princesse est aujourd'hui conservé à Vienne, Albertina Museum), Houasse ne modifiant sur les compositions finales que quelques minces détails. Le Brun donne aussi des dessins pour la peinture centrale du plafond du salon de Vénus, et dessine des figures nues pour représenter les allégories du salon de l'Abondance (La Magnanimité et la Magnificence, dont les dessins sont aujourd'hui au musée du Louvre). Pour les peintures en camaïeux illustrant des scènes d'enlèvement du salon de Vénus, Houasse s'inspire des dessins réalisés par Le Brun pour la grande commande de sculpture de 1674. Le Brun donne aussi les dessins pour les frises de putti portant les attributs militaires du salon de Mars, et peut-être aussi pour la composition centrale de ce plafond, peinte par Audran. Pour les salons suivants en revanche, Charles de La Fosse et Gabriel Blanchard marquent leurs différences et leur originalité par rapport au premier peintre, tant au niveau du dessin qu'au niveau de l'emploi des couleurs.
Cette omniprésence de Charles Le Brun dans la conception des décors des grands appartements de Versailles affirme la volonté de trouver une unité de style, en même temps qu'une unité iconographique, autour des divinités de l'Olympe associées aux sept planètes connues au XVIIe siècle, créant ainsi une grande cohérence dans les partis pris décoratifs.

#### L'escalier des Ambassadeurs (1674 - 1678)

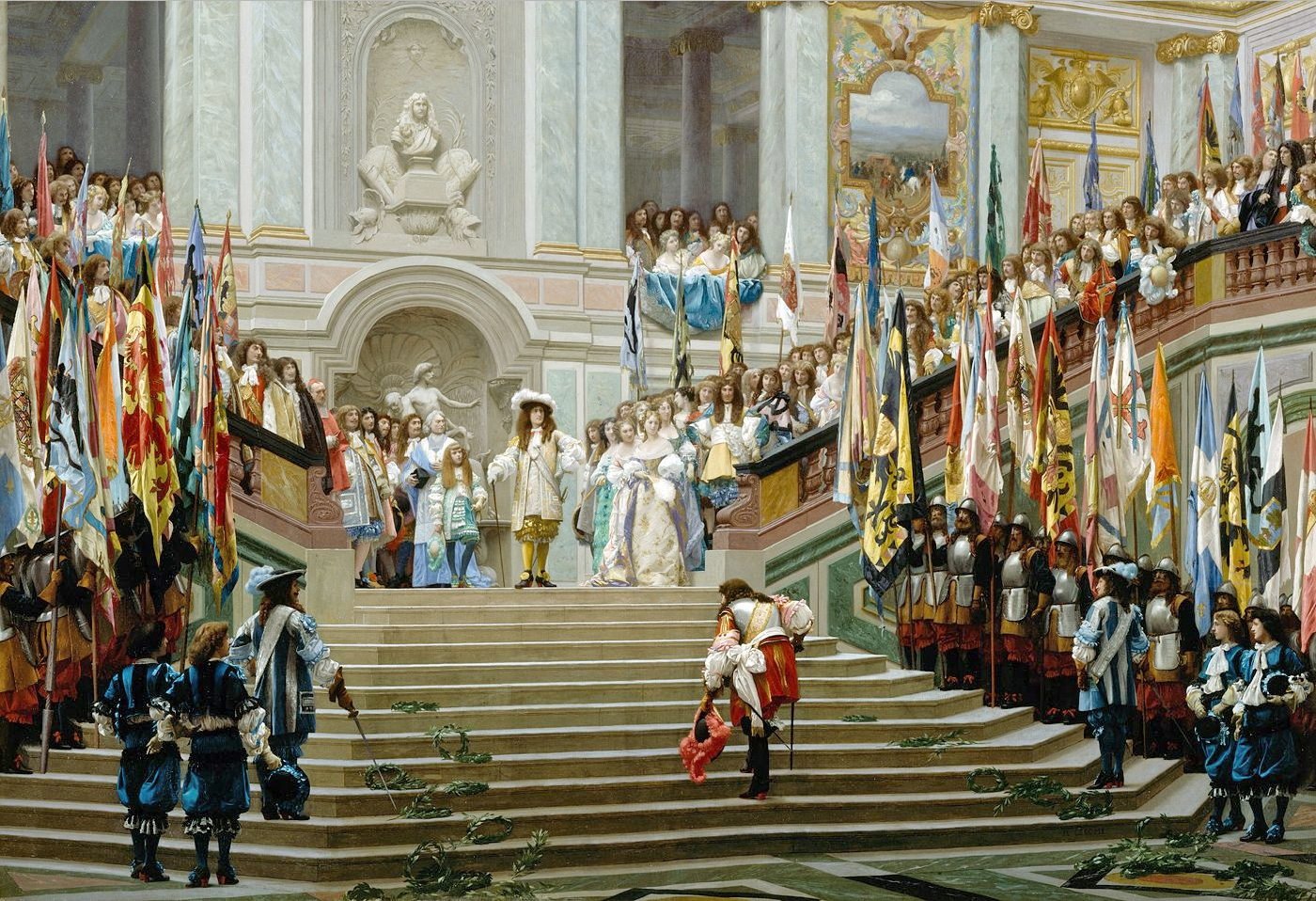
Jean-Léon Gérôme, La Réception du Grand Condé dans l'escalier des Ambassadeurs, 1878, Paris, musée d'Orsay.

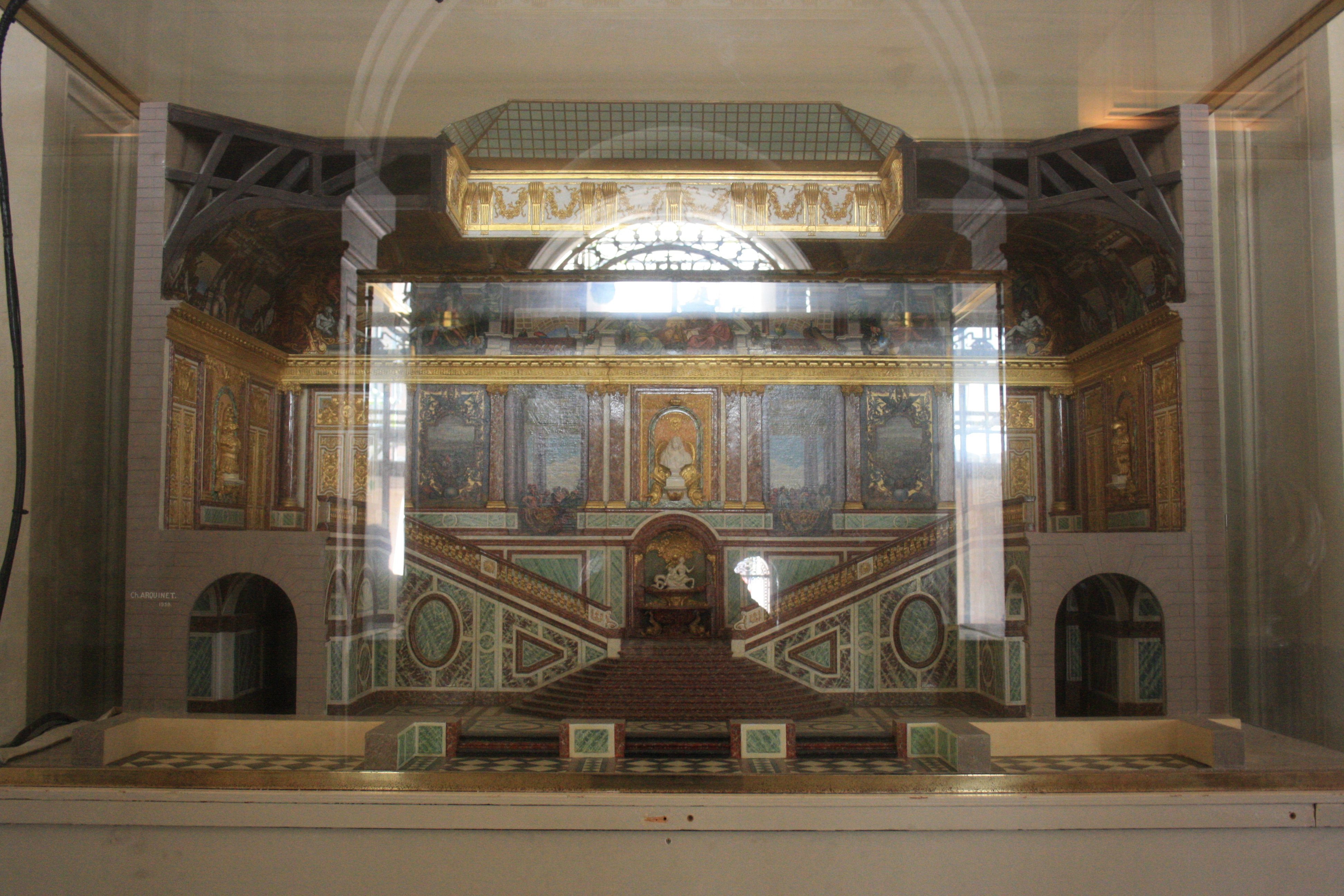
Maquette de l'escalier des Ambassadeurs, Versailles, musée national du château.

Très tôt, un projet de grand escalier d'apparat est associé aux chantiers d'agrandissements du château de Versailles sous Louis XIV. Lors de l'édification de « l'enveloppe » de Le Vau, la nécessité d'un grand volume d'accès, destiné tant à la circulation de la Cour qu'aux grandes représentations royales, amène la création d'un vaste escalier dans la partie nord de la cour royale, à la jointure entre l'enveloppe et le vieux château de Louis XIII. Cependant, l'espace manque de profondeur et de lumière, et l'enjeu de sa construction sera de remédier à ces deux défauts majeurs. Dès 1664 - 1665, un premier projet est connu, et dans ce premier état de 1669 l'escalier se compose de trois volées de marches, longeant trois côtés d'une grande salle. Cet escalier avait nécessité la construction d'une galerie au premier étage afin d'accéder à la salle des Gardes du roi (actuel salon de Mars). Des modifications sont apportées entre 1671 et 1674, période pendant laquelle l'escalier est doublé dans sa largeur, et où l'on redessine ses volées de marches : une volée de marche centrale se divise ensuite en deux volées latérales, collées à la paroi nord, se prolongeant en deux autres volées sur les murs est et ouest. L'ensemble est alors décoré entre 1671 et 1672 de colonnes, marbres de couleurs, ainsi que de cinq bustes en marbre de François Girardon.
C'est en 1674 que des changements majeurs interviennent. Les 122 000 livres alloués au chantier sont d'abord destinées à la poursuite normale des travaux. Les premiers changements se font jour dans le modello du Grand Escallier présenté par Prou, Anguier et Théodon, proposant un modèle sensiblement différent, et optant notamment pour un grand éclairage zénithal, dispensé par une vaste verrière de 35 pieds sur 12. C'est à cette date que le roi, Colbert, et l'architecte Dorbay songent à repenser totalement le décor de l'escalier, et confient à Le Brun la conception de ce nouvel ensemble décoratif. Travaillant en collaboration avec Dorbay, il réunit une grande équipe d'artistes, sculpteurs, doreurs, et peintres. Des marbres de couleurs sont plaqués sur les murs de l'escalier, du vestibule qui y mène, ainsi que des salons de Diane et de Vénus auxquels il donne accès, affirmant un goût sensible pour la polychromie architecturale, à laquelle Le Brun semble très attaché. Les paiements successifs, versés entre 1674 et 1680, permettent de comprendre l'avancée progressive du chantier. Le Brun donne des modèles de sculptures, exécutées par Caffieri, Lespagnandelle, Tuby, Coysevox, Desaigne, Mazeline et Jouvenet. Il réalise également des dessins et esquisses pour les compositions peintes, dont les exécutants sont hélas mal connus. Les décors peints, de l'invention de Le Brun, occupent les parois du premier étage, ainsi que la voussure et la partie du plafond entourant la verrière centrale. La préparation de la surface picturale a été confiée à Rossignol en 1674, 1676 et 1678. Les projets dessinés par Le Brun sont mis au net par Guillaume Anguier en 1675, et l'on décompte, parmi les artistes chargés de les retranscrire en peinture, Paillet et Yvart notamment.

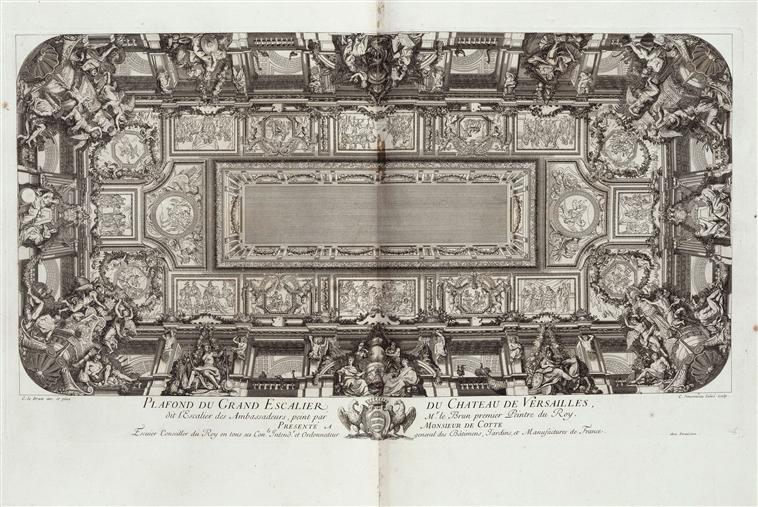
Charles-Louis Simonneau, Vue générale du plafond de l'escalier des Ambassadeurs, 1720.

Le Brun compense la faible profondeur de l'espace en créant un jeu de trompe l'œil, recourant volontiers aux architectures et tapisseries feintes, et compense le manque de lumière en mettant en valeur l'éclairage de la verrière, la brillance des dorures, et la polychromie des marbres. Sur les parois des murs, quatre panneaux représentent « les Nations des quatre Parties du Monde qui admirent les beautez de Versailles, et les exploits héroïques de nôtre grand monarque, et s'attirent à leur tour l'admiration de tous les Curieux et Sçavans, tant elles sont belles et naturelles », selon la description de Combes. Ces panneaux sont encadrés de quatre tapisseries feintes où figurent des compositions de Van der Meulen évoquant des batailles victorieuses de 1677 : Valenciennes et Cambrai (victoires du roi), et Saint-Omer et Cassel (victoires de Monsieur, frère du roi). Au-dessus de la corniche, au niveau des voussures, des figures allégoriques et des Muses prennent place dans des architectures feintes : sur la voussure nord, Hercule et Minerve aux côtés de Clio et Polymnie, entre les figures de L'Amérique et de L'Europe ; sur la voussure sud Apollon vainqueur du serpent Python auprès de Thalie, Calliope et Melpomène, entre L'Asie et L'Afrique ; et sur les petits côtés les Muses Euterpe et Uranie font face à Erato et Clio. Aux angles sont peintes des poupes de navires cantonnées d'esclaves enchaînés et surmontés de Victoires ailées. Le plafond entourant la verrière présente des panneaux en camaïeu bleu lapis à fond d'or, illustrant les grandes actions du roi : Le Passage du Rhin, La Conquête de la Franche-Comté, entre les figures de La Poésie, La Sculpture, La Peinture, et L'Architecture. Entre ces compositions sont représentés d'autres scènes de la vie du roi dans des cadres circulaires : L'Ordre donné d'attaquer quatre places de Hollande, La Réformation de la Justice, La Réception des ambassadeurs étrangers, Réparation apportée par l'Espagne et par Rome, sur les petits côtés sont évoqués La Création des maréchaux, Mercure et Pégase, Le rétablissement du Commerce et La Renommée, tandis qu'aux angles du plafond sont figurées des Vertus : La Force, La Magnificence, L'Autorité Royale, La Vigilance. Les scènes choisies traitent ainsi d'un accord ingénieux entre épisodes historiques réels (notamment tirés de la guerre de Hollande) et Allégories célébrant le pouvoir royal. Le chantier de l'escalier des Ambassadeurs intervient alors que Le Brun est déjà occupé au château de Sceaux, et doit organiser les grandes fêtes de 1674 et 1677. Pour autant, son travail de grand ordonnateur du décor, et son rôle important dans la réalisation des compositions peintes est indéniable, si l'on en juge par le nombre important de dessins, et même quelques esquisses peintes, qui nous sont parvenues (conservées au musée du Louvre et à Versailles). On peut ainsi citer une esquisse à l'huile sur toile représentant Minerve et trois Muses, où l'on observe les Muses Melpomène et Polymnie assises de part et d'autre d'un char écrasant l'hydre, avec en arrière-plan les figures de Minerve et d'Erato s'appuyant sur un globe surmonté d'une couronne. Deux esquisses peintes permettent également d'évoquer les compositions en trompe-l'œil des murs : Les différentes nations de l'Asie et Les différentes nations de l'Europe (toutes deux conservées à Versailles) montrent l'inventivité de Le Brun dans des compositions proches d'une scène de genre. Elles ont été complétées par deux modelli de sa main achetés en 2020 par le musée de Versailles :  Les différentes nations de l'Afrique et à nouveau Les différentes nations de l'Asie. De nombreuses esquisses des batailles de Van der Meulen ont également été conservées (Paris, musée du Louvre), tandis que le musée national du château de Versailles abrite l'un des rares vestiges du décor ayant survécu : La Reddition de la citadelle de Cambrai.
L'escalier des Ambassadeurs a été détruit au XVIIIe siècle, entre 1750 et 1752. En 1750, on demandait déjà à Picault d'enlever les peintures des murs et de les transposer sur toile. Quelques éléments sont alors entoilés, et figurent dans la vente du marquis de Marigny en 1782, où le comte d'Orsay en achète quelques-uns. Les éléments en marbres sont conservés et remisés en vue d'une réutilisation prochaine, avant d'être dispersés à leur tour : le duc de Chaulnes en réclame plusieurs en 1754, puis le duc d'Ayen en 1759, le duc de Chevreuse en 1760, de même que la princesse d'Armagnac en 1760.

#### Un projet de décor pour la chapelle royale (1678 - 1680)

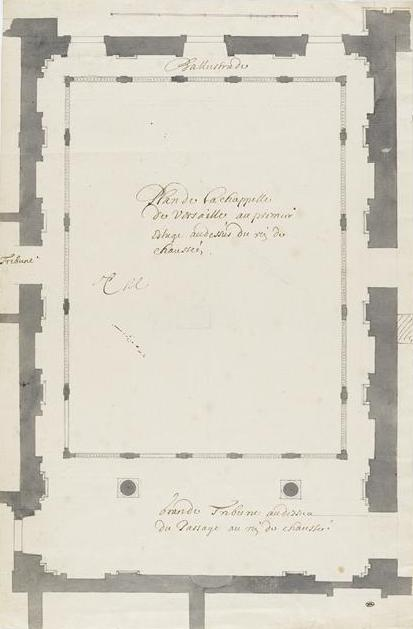
Agence des bâtiments du roi, Plan de la chapelle de 1672 à l'étage de la tribune
pierre noire, plume et encres noire et brune, lavis gris foncé, Paris, musée du Louvre.

À partir de 1670, débute la construction d'une chapelle royale dans l'aile sud du château de Versailles, s'étendant sur deux niveaux. Terminée en 1672, celle-ci affecte une forme rectangulaire, avec un balcon au premier étage faisant le tour de la salle, et une grande tribune réservée au roi, desservie par les grands appartements de la reine. Plusieurs réaménagements sont envisagés à partir de 1675, et des paiements pour l'embellissement de la chapelle sont signalés jusqu'en 1680. Le thème général de la chapelle évoque la figure de saint Michel, terrassant les anges rebelles. Si le cadre architectural est défini par l'architecte François d'Orbay, c'est encore à Le Brun que revient la conception générale du décor, tant peint que sculpté. L'artiste propose notamment une grande composition unifiée devant orner la voûte de la chapelle, ainsi qu'un tableau d'autel illustrant L'Annonciation (jamais réalisé) pour orner le monumental retable s'élevant jusqu'à la voûte. Pour le plafond, Le Brun réalise un projet ambitieux devant représenter Dieu le père dans les cieux environné d'anges, auquel répond de l'autre côté de la voûte saint Michel, armé d'un bouclier et d'un foudre divin, terrassant une masse confuse de personnages réunit aux côtés d'un dragon à sept têtes. Autour des damnés, des anges armés de foudres évoquent les Vertus terrassant ainsi les Vices. L'ensemble de la voûte est parcourue d'une balustrade feinte reprenant le décor architectural de la chapelle. Les décors sculptés des murs et les anges de stucs sont confiés au sculpteur Jean-Baptiste Tuby. La cohérence décorative est là encore l'une des caractéristiques fondamentales de l'esthétique prônée par Le Brun, qui songe à lier l'ensemble du décor (retable, décor sculpté, composition plafonnante) par une vision unifiée et harmonieuse.

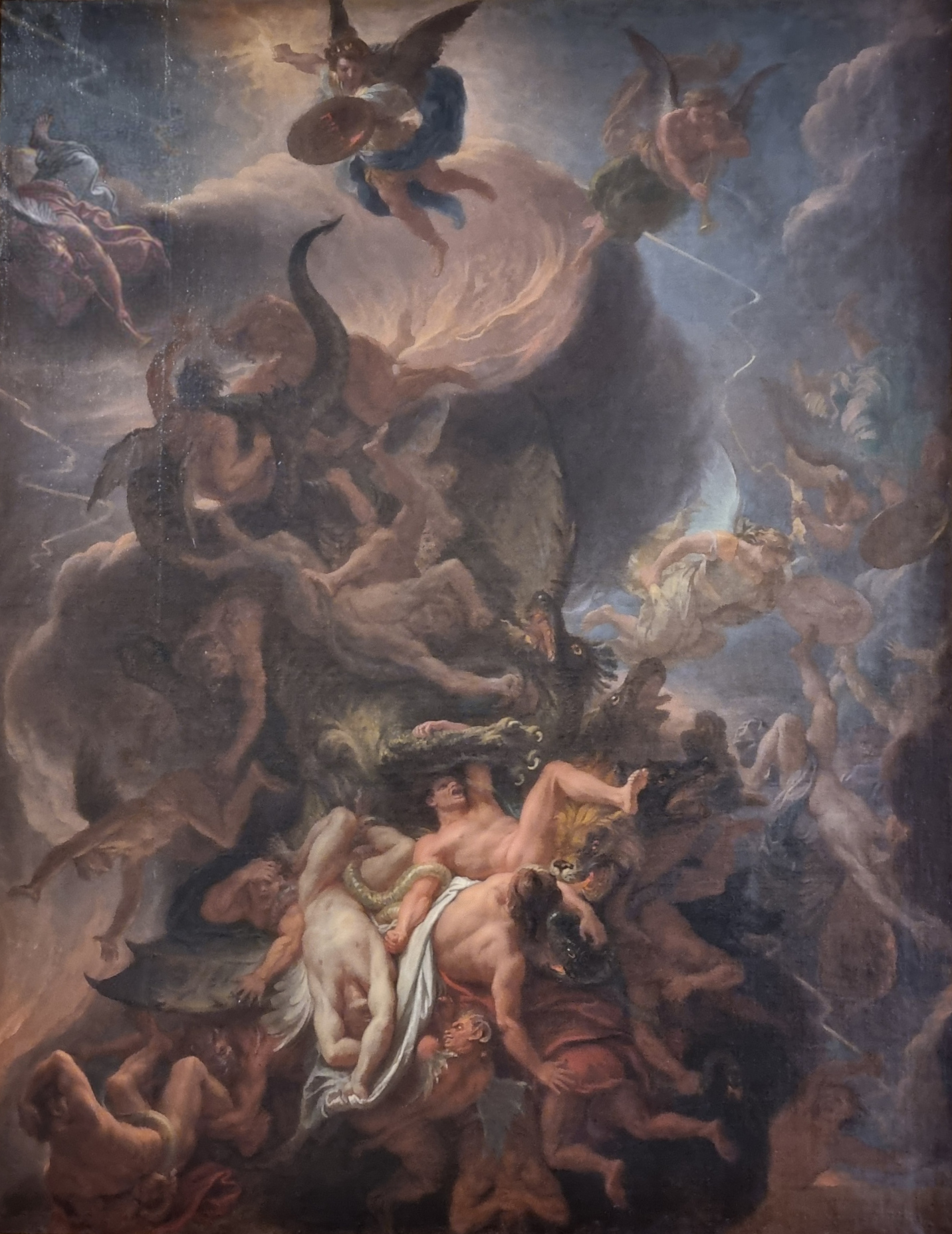
La chute des anges rebelles
vers 1678, Dijon, musée des Beaux-Arts.

Le Brun commence la réalisation de ses projets vers 1678, mais est contraint de cesser son travail vers 1680, après l'arrêt soudain du chantier. Le début de la construction de l'aile du Midi a rendu problématique l'existence de la chapelle, qui occulte le passage vers la nouvelle aile. Désaffectée, la chapelle est intégrée aux grands appartements (il s'agit de l'actuelle salle du Sacre, dédiée à Napoléon Ier), tandis qu'une chapelle provisoire est installée dès 1682 dans l'aile Nord. Pour autant, Le Brun n'abandonne pas son projet : il songe à faire réaliser son décor dans une nouvelle chapelle, dont la construction est envisagée dès mai 1682, mais le projet n'aboutit pas. L'artiste présente à Louvois son projet en mai 1686, avec la gravure réalisée un an plus tôt par Alexis Loir. Il propose même d'offrir son modello à Louvois, qui refuse. C'est le début de la lente disgrâce du peintre, qui commence à subir les effets de la préférence de Louvois pour l'art de son rival Pierre Mignard. Les différentes esquisses et modelli préparatoires resteront dans l'atelier de Le Brun jusqu'à sa mort. L'artiste laisse aussi près de 67 dessins préparatoires à son projet de décor.
Plusieurs compositions peintes concernant le projet de décor de la voûte de la chapelle sont aujourd'hui connues. Le Brun avait fait réalisé une maquette de la voûte, par Jacques Prou et Jean-Baptiste Tuby, dont des fragments ont été conservés : les deux longs côtés des retombées de la voûtes sont aujourd'hui au musée du Louvre. Les petits côtés ont disparu des inventaires du Louvre après 1945. La partie centrale de la maquette a brûlé dans l'incendie du musée des Beaux-Arts de Strasbourg en 1870, où elle avait été déposée. On connait également un grand modello final, complet, peint par François Verdier d'après les projets de Le Brun (Versailles, musée national du château). L'œuvre permet d'appréhender l'ensemble du projet conçu par Le Brun. D'autres tableaux proposent des vues rapprochées de certaines partie de la vaste composition : une peinture représentant La chute des anges rebelles (Dijon, musée des Beaux-Arts), et une autre illustrant Dieu dans sa gloire (Le Mans, musée de Tessé). Une autre esquisse, très différente du projet de Le Brun, représentant également Dieu dans sa gloire (Versailles, musée national du château) est peut-être une variante du premier projet, réalisée par Le Brun en vue d'une transposition sur un autre chantier décoratif, qui n'a finalement jamais vu le jour.

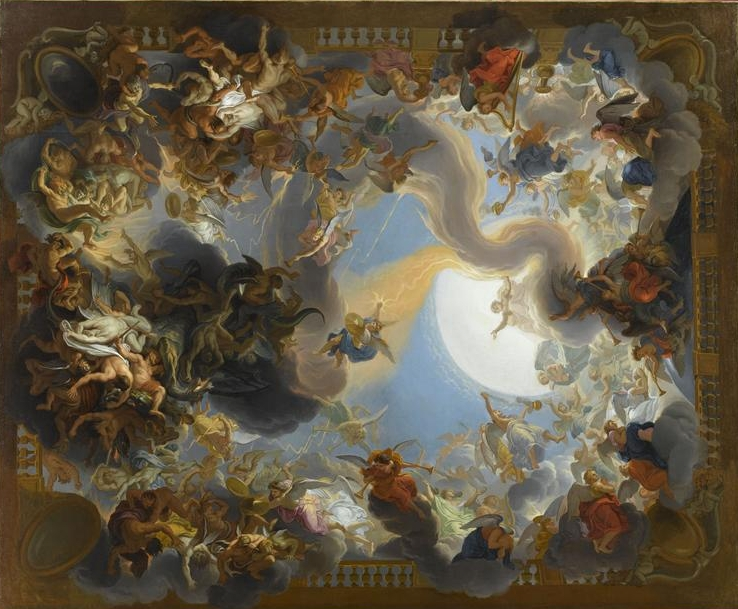
François Verdier, d'après Charles Le Brun
La chute des anges rebelles, vers 1678
Versailles, musée national du château.

Le projet de Le Brun témoigne de la variété des sources d'inspiration du peintre : il reprend notamment la célèbre composition de Rubens, La chute des damnés (Munich, Altepinakothek) dans les effets dramatiques, les contrastes de lumière, les enchevêtrements de corps nus. Il emprunte à Raphaël la figure de saint Michel, puisée dans le Grand saint Michel (Paris, musée du Louvre), conservé alors dans les collections royales, et auquel Le Brun avait consacré sa conférence à l'Académie royale en 1667. L'artiste témoigne également de son attachement aux modèles italiens découverts lors de son voyage à Rome (déjà exprimé dans les décors de la chapelle du séminaire de Saint-Sulpice et dans ceux de la chapelle du château de Sceaux) : la vaste composition unifiée et mouvementée évoque le décor du grand salon du Palais Barberini, peint entre 1633 et 1639 par Pierre de Cortone. Durant les mêmes années que les travaux de Le Brun, le peintre Giovanni Battista Gaulli propose une vaste composition plafonnante pour la voûte de l'église du Gesù à Rome (1676 - 1679), optant pour la même mise en scène, le même vocabulaire ornemental, et une iconographie analogue. Cette similarité entre le décor proposé par Le Brun pour la chapelle de Versailles, et les productions italiennes contemporaines s'expliquent par une intensification des relations artistiques entre la France et Rome dans les années 1670, signalée par Alexandre Maral : Le Brun devient membre de l'Académie romaine de saint Luc en 1674, puis reçoit le titre de « prince » de cette académie l'année suivante, tandis qu'est fondée pendant ces années l'Académie de France à Rome.
Pour autant, Le Brun s'inspire aussi d'exemples rencontrés sur la scène artistique française : il reprend peut-être le parti pris proposé par Simon Vouet à la chapelle de l'hôtel Séguier, et par Charles Errard à la chapelle de l'Assomption.

#### La Galerie des Glaces (1678 - 1684)

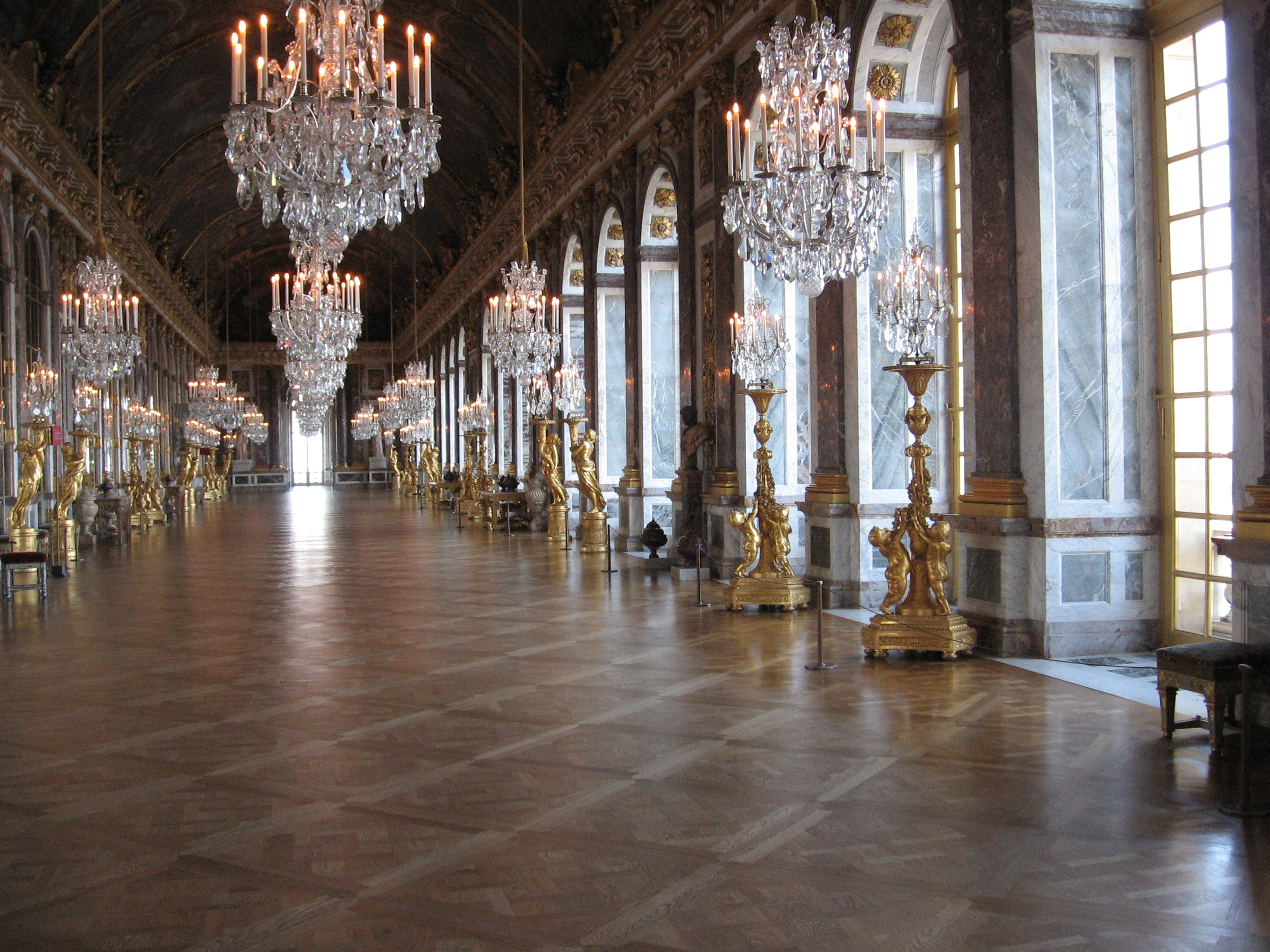
Vue de la Galerie des Glaces à Versailles.

En 1677, Louis XIV prend la décision d'installer définitivement la cour et le gouvernement à Versailles. De grands travaux sont alors envisagés sous la direction de l'architecte Jules Hardouin-Mansart, qui intervient à partir de « l'enveloppe » édifiée par Le Vau autour du vieux château. Face aux jardins, Hardouin-Mansart décide de supprimer la terrasse centrale du premier étage et les salons d'apparat qui y donnaient accès, pour édifier à la place une longue galerie sur toute la longueur de l'aile cantonnée d'un salon d'angle à chaque extrémité, selon une disposition déjà présente au château de Clagny, et qui dérive du modèle de la galerie Colonna à Rome, réalisée par Le Bernin. Colbert approuve le projet de Mansart en septembre 1678, et les travaux commencent en octobre. Jacques IV Gabriel est chargé des travaux de maçonnerie, tandis que le décor architectural est confié aux sculpteurs Jean-Baptiste Tuby (pour les bases des pilastres) et à Philippe Caffiéri (pour les chapiteaux d'ordre français).
Charles Le Brun est chargé d'exécuter les décors du plafond de la galerie. Le peintre commence ses études préparatoires en 1679. Les décors commencent à être réalisés sur la voûte au début de l'année 1681. La moitié nord de la galerie est décorée entre 1681 et 1682. À la fin de l'année 1682, la galerie est séparée en deux par une paroi peinte (par François Ricard et François Francart). À l'automne 1684, les travaux sont achevés, et Le Mercure galant en fait une description élogieuse.

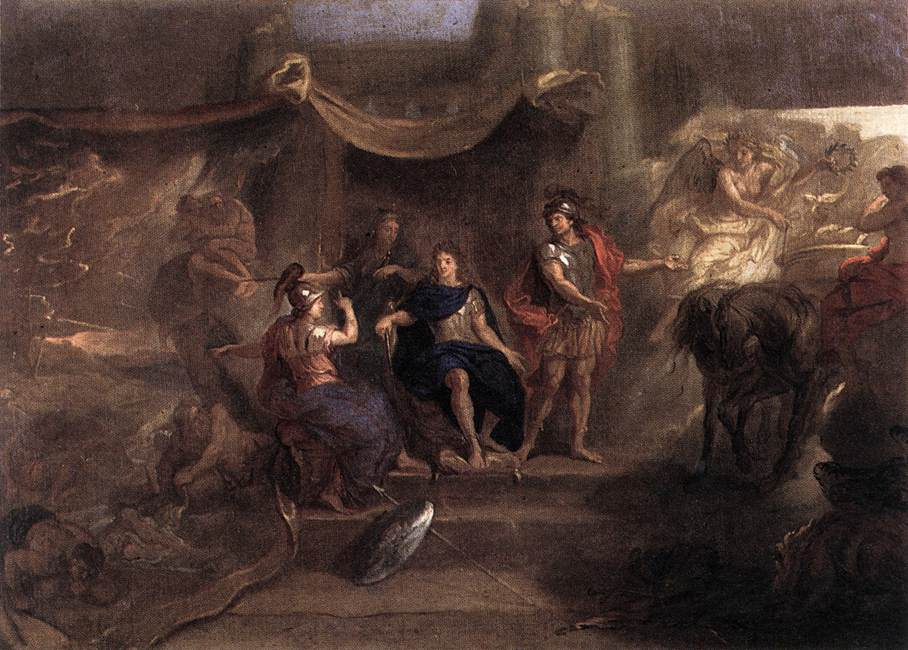
La Résolution prise de faire la guerre aux hollandais, 1671, vers 1680, Auxerre, musée des Beaux-Arts.

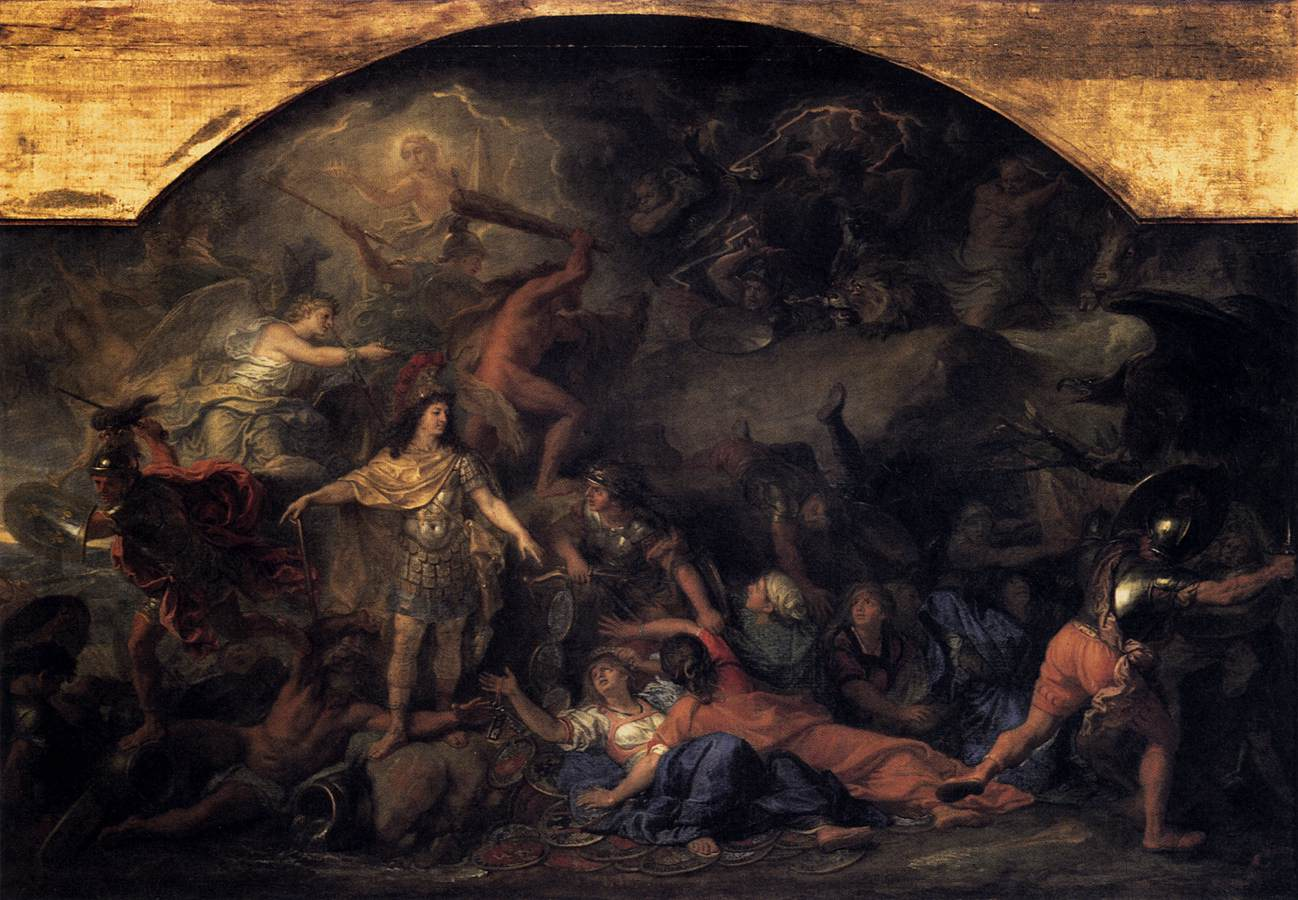
La Conquête de la Franche-Comté pour la seconde fois, 1674, vers 1680, Versailles, musée national du château.

Dans les premiers projets fournis par Le Brun, l'iconographie du décor peint s'oriente autour de la figure d'Apollon, dieu du soleil, emblème du roi, et qui est déjà très présent dans les décors des jardins. Cette première idée est vite abandonnée par le premier peintre, qui songe à un autre thème. Il était peut-être nécessaire de renouveler l'iconographie royale, après les victoires militaires éclatantes du roi et la signature du traité de Nimègue (1678 - 1679), qui annoncent un tournant dans le règne. D'autre part, le peintre Pierre Mignard, rival de Le Brun, avait réalisé en 1678 le décor de la galerie de Monsieur, frère du roi, au château de Saint-Cloud, sur le thème d'Apollon. Le Brun a peut-être préféré se tourner vers un autre thème pour que les deux réalisations ne fassent pas l'objet de comparaisons. Le peintre s'oriente alors vers la geste d'Hercule, qu'il avait déjà eu l'occasion d'illustrer à la galerie de l'hôtel Lambert à Paris. Un grand dessin (Paris, musée du Louvre, département des Arts Graphiques), très fini, permet d'appréhender le projet de Le Brun. Finalement, ce deuxième projet est également abandonné, le roi ayant décidé en son Conseil Secret que le décor de la galerie représenterait directement l'histoire militaire, diplomatique et civile des 18 premières années du règne personnel de Louis XIV. Le Brun se met aussitôt au travail, et commence par concevoir la grande composition centrale du plafond. Pour savoir comment représenter directement le roi et les évènements contemporains (déjà évoqués par Le Brun dans ses cartons de tapisserie pour la tenture de l'Histoire du roi), l'artiste fait appel à la Petite Académie (ancêtre de l'Académie des Inscriptions et Belles lettres), qui joue ici un rôle consultatif déterminant concernant les choix iconographiques. L'abbé Tallemant, membre de la Petite Académie, assiste Le Brun en lui donnant des informations concernant la vie du roi, les armoiries des nations et des villes, etc. En ce qui concerne la mise en scène des différentes composition, Le Brun dispose d'une entière liberté. Le peintre réalise un nombre impressionnant d'études dessinées, pour les figures, les groupes, les accessoires, les détails. Il réalise parfois des esquisses ou des modelli peints, datés vers 1680 - 1681, dont plusieurs ont été conservés : pour les grandes compositions du plafond, sont conservées des esquisses représentant La Résolution prise de faire la guerre aux hollandais (Auxerre, musée des Beaux-Arts), La Conquête de la Franche-Comté pour la seconde fois (Versailles, musée national du château) et une autre illustrant Le roi arme sur terre et sur mer (Auxerre, musée des Beaux-Arts). On conserve également une esquisse illustrant La prise de Gand en six jours (Troyes, musée des Beaux-Arts), ainsi qu'une esquisse pour la composition du cul-de-four sud de la galerie : La Hollande accepte la Paix et se détache de l'Allemagne et de l'Espagne (Compiègne, musée Vivenel).
Pour mener à bien l'exécution des décors, des cartons dessinés à grandeur d'exécution sont réalisés sur des feuilles, et appliqués à la voûte. Les revers sont frottés à la pierre noire grasse ou au fusain, et les contours repassés au stylet. Cette entreprise, qui s'échelonne pendant l'été 1680, est exécutée par Guillaume Anguier et Henri Le Breton. Certains des cartons sont directement dessinés par Le Brun, tandis que d'autres sont réalisés par les collaborateurs du maîtres, celui-ci intervenant cependant pour corriger les détails. Le Brun ne semble pas être intervenu pour les cartons de la moitié sud de la galerie. L'exécution des compositions du plafond (entre 1680 et 1682 pour la moitié nord, entre 1682 et 1684 pour la moitié sud), est menée par Charles Le Brun et son équipe de collaborateurs. Certaines compositions sont entièrement peintes par des élèves du maître, d'après ses dessins : c'est le cas de La Hollande secourue contre l'évêque de Münster attribuée à François Verdier, ou de La Jonction des Deux mers attribuée à René-Antoine Houasse.
Le décor peint de la galerie des glaces est tout entier dédié à la célébration de Louis XIV et de son règne. Le roi est au centre de l'iconographie. Toujours vêtu à l'antique, avec une cuirasse romaine mettant l'accent sur son rôle de roi guerrier, il est également enveloppé d'un grand manteau royal, tantôt fleurdelisé tantôt doré, agrafé sur l'épaule. Pour chaque scène, l'évènement représenté est explicité par la présence de nombreuses allégories : évocations des nations d'Europe et des villes, Victoires et Renommées, représentations de Vertus et de Vices, et présence des dieux de l'Olympe qui assistent le roi et sont spectateurs de ses actions. La composition centrale du plafond, pièce clef du décor, appelée Le Roi gouverne par lui-même, 1661, évoque la première grande décision du règne de Louis XIV, après la mort de Mazarin, et qui signe le début du règne personnel du roi.

#### Le Brun et la sculpture de Versailles
Le Brun est aussi intervenu dans l'élaboration du décor sculpté du château de Versailles et de ses jardins. Il a fourni de nombreux dessins préparatoires, traduits ensuite dans la pierre par les sculpteurs de l'Académie royale. C'est le cas notamment des sculptures de l'aile du Midi, construite par Jules Hardouin-Mansart, ornée de trente deux statues en pierre réalisées entre 1681 et 1682. Trois groupes de huit statues, réunies par couples, sont placées sur l'étage d'attique, au-dessus des trois avant corps de l'aile du Midi, ainsi que huit autres statues sur le retour, face au sud. Au nord figurent les huit muses, au sud les huit arts et sciences, et sur l'aile en retour quatre couples célèbres, tandis que l'avant-corps central présente huit allégories à la signification complexe, mais indiscutablement liées au triomphe de l'État. La place de Le Brun dans l'élaboration de ces décors est peu connue, ses interventions n'ayant eu aucun cadre juridique et n'ayant fait l'objet d'aucun contrat précis. Seize dessins préparatoires de Le Brun sont connus pour ces sculptures : Les Mathématiques (collection particulière), La Musique (Stockholm, Nationalmuseum), quatre dessins préparant cinq figures sont à la Bibliothèque Nationale de France, dix dessins sont au cabinet des Arts Graphiques du musée du Louvre. On note également l'existence de six dessins (quatre Vertus, et deux Dieux) qui n'ont pas fait l'objet d'une transcription en pierre, et furent laissés à l'état de projet. Ces dessins témoignent d'une collaboration étroite entre Le Brun et d'autres artistes. Certains dessins furent parfois repris d'anciens modèles sculptés, notamment des sculptures du parterre d'eau.

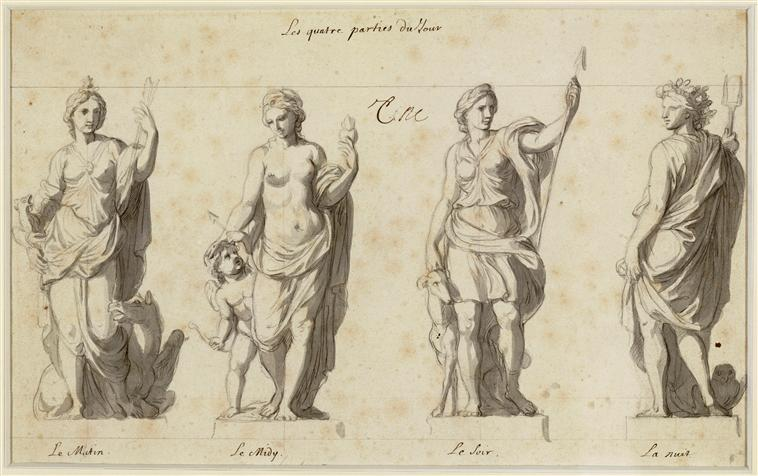
Études pour les Quatre parties du Jour
plume, Versailles, musée national du château.

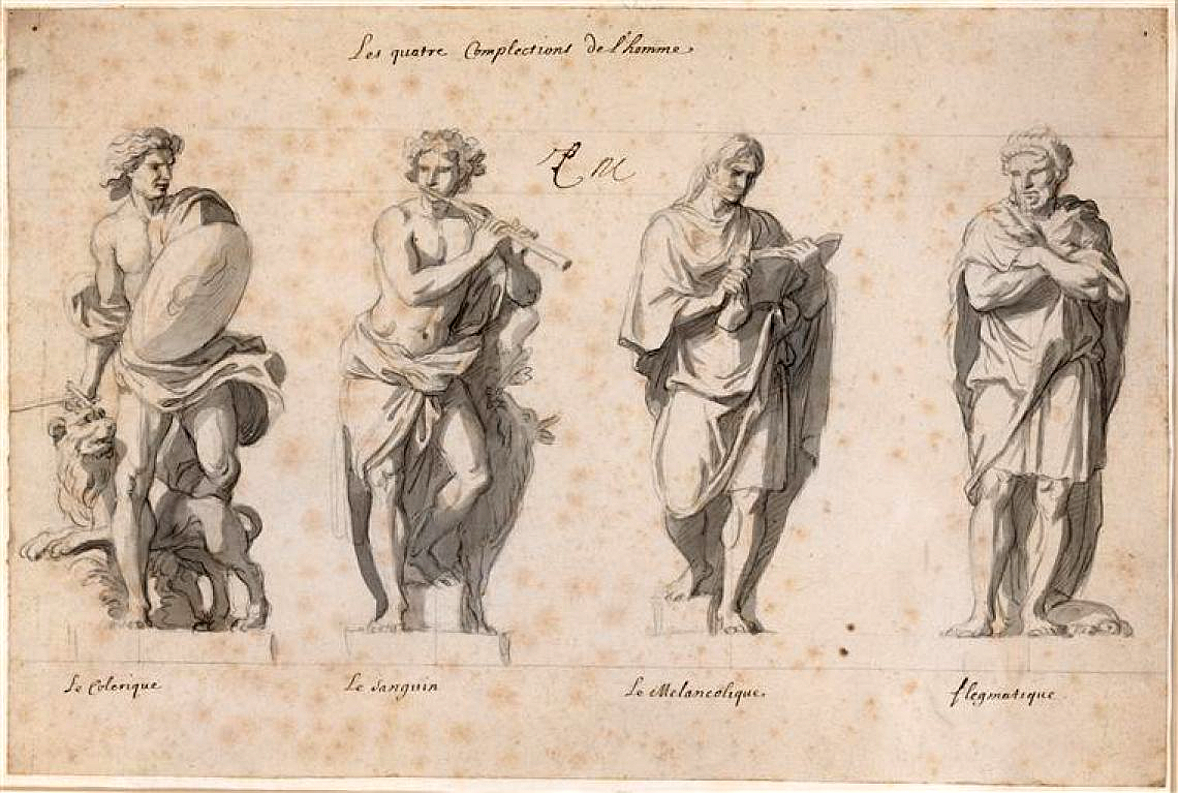
Études pour les Quatre Tempéraments
plume, Versailles, musée national du château.

Le Brun dessine également plusieurs projets pour les sculptures devant orner le « Parterre d'eau », point central des jardins du château. Le lieu devait abriter plusieurs groupes sculptés (illustrant quatre enlèvements mythologiques) ainsi que de nombreuses figures allégoriques illustrant les quatre éléments, les quatre heures du jours, les quatre parties du monde, les quatre poèmes, les quatre saisons et les quatre tempéraments. Le Brun fournit un projet d'ensemble, et plusieurs dessins pour les figures isolées (dessins à Versailles, musée national du château), dont l'iconographie est élaborée avec le concours de la Petite Académie, avec des reprises directes de L'Iconologia de Cesare de Ripa. Le peintre propose des attitudes variées, censées concorder avec l'installation des figures dans l'espace. Il s'inspire particulièrement de la sculpture antique, issue des collections italiennes et royale. Selon Alexandre Maral, Le Brun s'inspire pour l'allégorie de l'Air, d'une figure de même sujet ornant la cour de l'hôtel Carnavalet. Bien que le style relève pleinement de l'art de Le Brun, l'artiste veille à laisser une marge de manœuvre aux sculpteurs de l'Académie, comme en témoignent certaines variantes entre le dessin du premier peintre et l'œuvre finale. Alexandre Maral suppose que Le Brun aurait même réalisé ses dessins en fonction du style du sculpteur à qui la figure avait été attribuée. Comme dans les projets de décors peints, l'artiste démontre sa conscience de l'harmonie d'ensemble, et son souci de la mise en scène. Celle-ci s'étend sur le parterre d'eau et sur le parterre de Latone, et tire parti de l'espace tridimensionnel permis par la sculpture. Pour le centre du parterre d'eau, Le Brun avait projeté une Fontaine des Muses, connue par deux gravures de Louis de Chastillon (Recueil de divers desseins de fontaines et de frises maritimes). L'abondance des sculptures pour un espace trop réduit aurait conduit à l'abandon du projet, qui aurait pourtant constitué l'un des plus grands ensembles sculptés des jardins de Versailles.

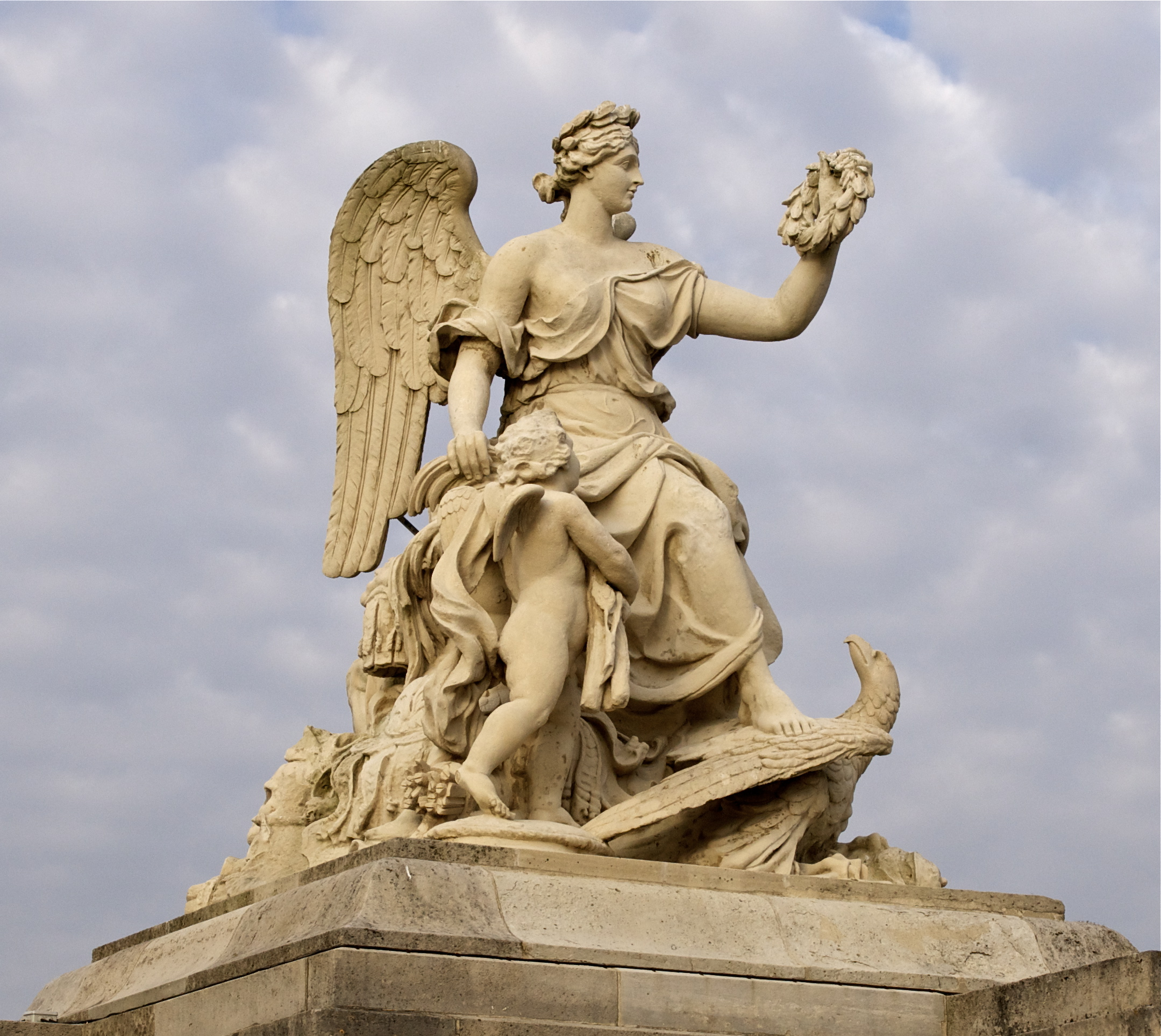
Gaspard Marsy et François Girardon, d'après Charles Le Brun, La Victoire de la France sur l'Empire, 1680 - 1682, Versailles, musée national du château.

Pour l'avant-cour du château, Le Brun fournit vers 1683 un projet de Monument à la gloire de Louis XIV (étude d'ensemble à Paris, musée du Louvre), sous la forme d'une montagne de rocher sommée du portrait équestre de Louis XIV (qui devait être réalisée par François Girardon). Deux groupes, La Victoire de la France sur l'Espagne (dessin à Paris, musée du Louvre) et La Victoire de la France sur l'Empire, devaient prolonger le monument.
Le Brun dessine également le dessus-de-cheminée sculpté pour le Salon de la Guerre, un Louis XIV à cheval (dessin à Paris, musée du Louvre), réalisé vers 1681 par Antoine Coysevox. Il donne peut-être aussi l'impulsion à une commande au sculpteur italien Domenico Guidi en 1677 pour un groupe sculpté représentant La Renommée du Roi (œuvre définitive à Versailles, musée national du château), qui reprend d'ailleurs un dessin de Le Brun.

### À Sceaux

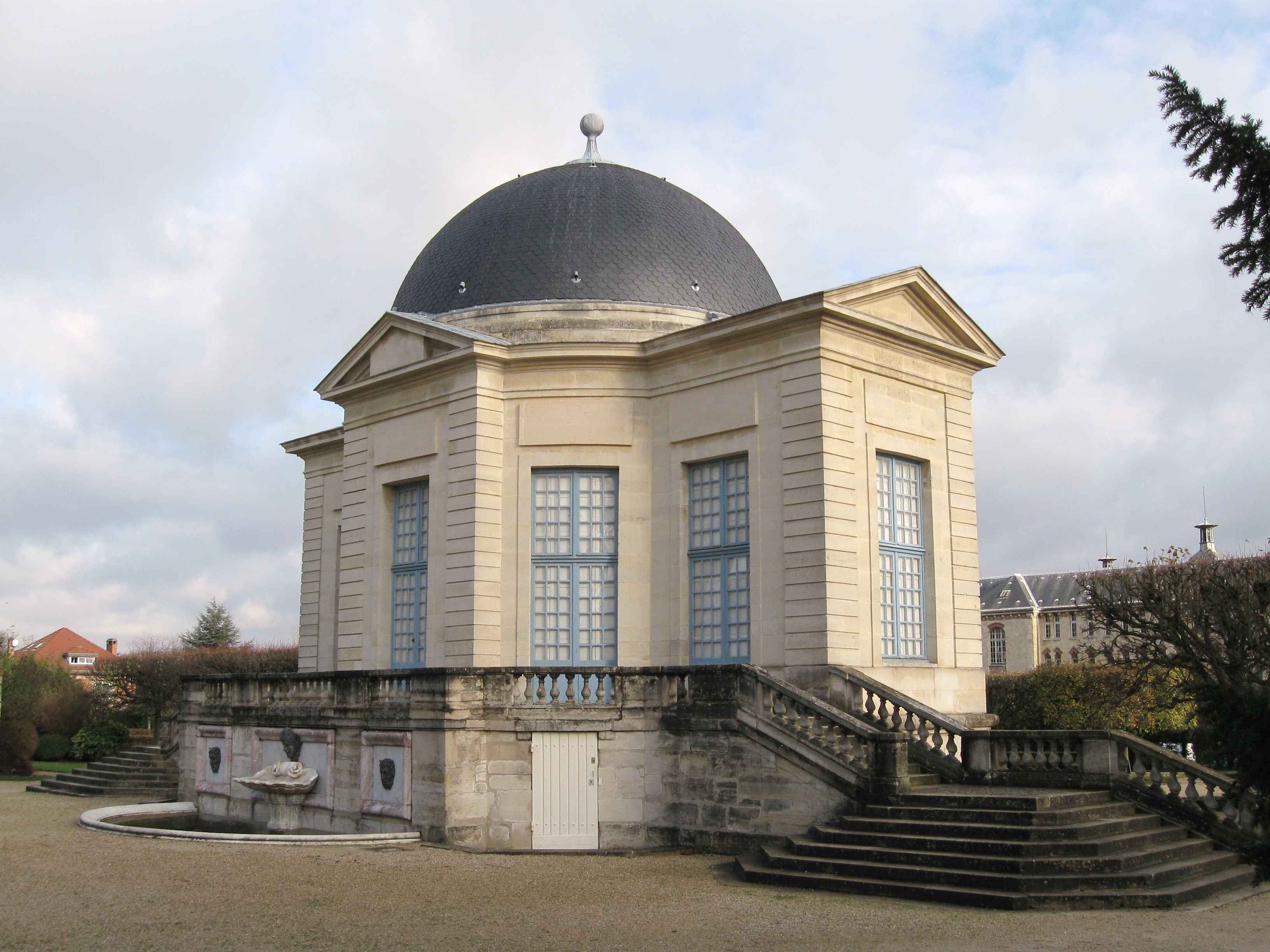
Vue du pavillon de l'Aurore à Sceaux.

Les terres de Sceaux, au sud-ouest de Paris, sont acquises par Jean-Baptiste Colbert en 1670. Il fait appel à Le Nôtre et Le Brun pour les décors de son domaine.

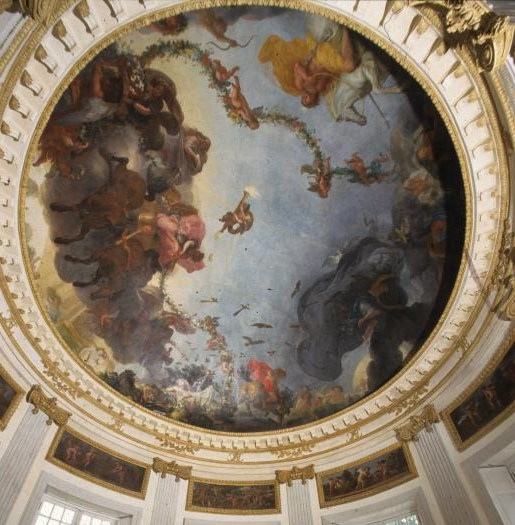
L'Aurore, voûte du pavillon de l'Aurore, Sceaux, musée de l'Ile-de-France.

Le Brun est notamment intervenu au pavillon « de l'Aurore », construit par Louis Le Vau, Antoine Le Pautre ou Claude Perrault, dans une architecture sobre et classique. Le pavillon, qui sert de bureau d'été à l'homme d'État, et où il tient parfois le conseil des ministres, doit son nom à la volonté de Colbert de préparer chaque jour la voie de la politique du roi, comme l'Aurore annonce la course du Soleil. Au plafond de la voûte du pavillon, Le Brun a peint L'Aurore précédant le Soleil. La figure de l'Aurore prend place sur son char, précédent celui du Soleil qui s'apprête à sortir de son palais. Le char de l'Aurore (dont une esquisse peinte est conservée en collection particulière) s'oppose à la Nuit qui lui fait pendant de l'autre côté de la composition (représentée avec son voile sombre d'où surgissent, de manière fantastique, les Rêves et les monstres), tandis que de part et d'autre sont représentés les Dioscures à cheval, environnés d'un charmant cortège illustrant les Saisons et les Jours le long de la corniche. Jean-Baptiste Monnoyer assiste Le Brun dans la peinture de fleurs, tandis que Pieter Boel se charge des figures animales. La composition générale se distingue par une recherche d'équilibre, évitant les forts contrastes colorés. Le Brun puise probablement son inspiration dans L'Aurore peinte par Guido Reni au palais Rospigliosi de Rome, et qu'il avait eu l'occasion de copier.
Le Brun a également été employé aux décors de la chapelle du château, à l'extrémité de l'aile gauche de celui-ci, aujourd'hui détruite comme tout le château ancien. Le Brun avait donné les dessins pour la peinture de la voûte, représentant L'Ancienne Loi accomplie par la Nouvelle, exécutée par le peintre François Verdier (perdue, copie en réduction au musée des Beaux-Arts de Nantes, dépôt du musée de l'Ile-de-France de Sceaux). Le peintre y avait représenté le Père éternel adoré par des anges portant des instruments de musique et des objets liturgiques liés à l'Ancien testament (le chandelier à sept branches, l'Arche d'Alliance...) sur une balustrade feinte, en compagnie de différentes Vertus (La Charité, l'Obéissance, La Pureté du cœur...). Pour l'autel, le sculpteur Jean-Baptiste Tuby avait réalisé Le baptême du Christ en marbre (Sceaux, église paroissiale), d'après le modèle du Baptême du Christ que Le Brun avait achevé pour l'église Saint-Jean de Caen en 1670, tandis que les deux panneaux latéraux avaient été peints par Le Brun sur le thème des Patriarches et des Prophètes sortant des Limbes. À droite étaient représentés Eve, Adam, Abel, Noé et Moïse, tandis qu'à gauche prenaient place Samuel, Michée, David et Salomon. L'association de ces figures de l'Ancien Testament avec l'image du Baptême du Christ au centre, fait référence à la pensée de saint Augustin évoquant le rachat par le Christ du Péché originel. Les compositions peintes furent très tôt remplacées, du vivant de Colbert, par des bas-reliefs de marbre de Jean Cornu et Jacques Prou, perdus après 1806. L'ensemble du décor évoquait ainsi la sainte Trinité, puisque l'un des vitraux de la chapelle illustrait, selon Nivelon, l'image du saint Esprit. La décoration générale de la chapelle est connue par plusieurs gravures de Gérard Audran réalisées en 1681, et par six petits dessins préparatoires pour les Patriarches et les Prophètes.

### A la tête de l'Académie royale de Peinture et de Sculpture

#### Le Brun et la querelle du coloris: le conciliateur
Dans la « querelle du coloris » qui oppose certains membres de l'Académie royale et des amateurs éclairés, Le Brun joue le rôle de conciliateur, cherchant à éviter l'affrontement tout en sauvegardant les grands principes théoriques qui fondent l'enseignement académique. C'est dans cet objectif que le peintre, répondant à Blanchard dans une conférence donnée à l'Académie en 1872, préfère se ranger du côté du dessin, arguant que le coloris est la « matière » de l'œuvre, mais reste « accidentelle », car dépendant des circonstances de la lumière, de l'heure du jour, et attendant d'être habitée par la « forme » offerte par le dessin. Globalement, Le Brun nourrit une certaine hostilité à l'égard de la matière, qui doit impérativement être soumise à l'autorité souveraine de la « raison ». Ancien élève de Poussin et grand dessinateur, Le Brun défendait l'héritage de son maître, dont l'esthétique restait toujours la base de l'enseignement de l'Académie. Jusque dans les années 1660, Le Brun avait utilisé la couleur dans une optique classique et raisonnée, comme la définissait Félibien et que la voyait déjà Poussin : « Comme un instrument de musique l'on met en unisson les cordes qui sont de différentes grosseurs, il a aussi trouvé cet art si excellent d'unir ensemble les couleurs qui sont de force inégale ». Dans le domaine du grand décor, l'art du dessin relève pour lui d'une importance capitale, créant la mise en scène et devant clarifier le message : l'agencement des figures, l'organisation spatiale de la composition, sont au service du sens globale du décor, tout comme l'expression des passions.
Cependant, l'art de Le Brun connait une évolution à partir des années 1670, qui trahissent une position beaucoup moins tranchée à l'égard des statuts du dessin et de la couleur. Accordant davantage de place au coloris, il nuance ces définitions de la peinture, et prend en exemple d'autres références : ses premiers maîtres Perrier et Vouet, mais aussi les peintres baroques, tels Pierre de Cortone et surtout Rubens. Dans les décors peints de la Galerie des Glaces, son usage raffiné de la couleur illustre l'importance accordée à la palette dans le processus créatif : usage d'une gamme élargie de couleurs, jeux de reflets, contrastes d'ombre et de lumière, montrent que le peintre affirme une place nouvelle au coloris dans son œuvre. Ce phénomène connait son paroxysme dans le projet proposé par Le Brun pour la chapelle de Versailles : largement inspirée de La Chute des damnés de Rubens (Munich, Alte Pinakothek) qui se trouvait alors dans la collection du cardinal de Richelieu, sa Chute des anges rebelles témoigne de ce nouveau tropisme, bien plus « rubénien » que « poussinien », s'adaptant ainsi au nouveau goût des élites pour la couleur.

### Le Brun et la manufacture royale des Gobelins: les cartons de tapisseries

#### Une première grande tenture: L'Histoire de Méléagre
La première grande tenture à laquelle Le Brun est associé est celle de l'Histoire de Méléagre, commandée vers 1658 par Jean Valdor et Evrard Jabach qui avaient créés le 30 juin 1654 une société de marchandises, notamment destinée au commerce de tapisseries. Après la réalisation des cartons entre 1658 et 1659, un marché est passé entre Valdor et le tapissier Jean Jans, demeurant aux Gobelins, pour une première exécution de la tenture. Réalisée en basse-lisse, elle est achevée alors que les Gobelins sont devenus, entre-temps, une manufacture royale. Les cartons de la tenture sont ensuite rendus à Valdor, qui les remet en 1672 à trois lissiers de Bruxelles, avant de les donner aux Leyniers en 1673, qui recevaient au même moment une commande de Louvois. Certains cartons peints par Le Brun pour la tenture de l'Histoire de Méléagre nous sont parvenus, d'autres sont connus par des répliques réduites. À sa mort, Jabach possédait ainsi quatre tableaux sur ce sujet (dont trois étaient indiqués sous le nom de Le Brun) : Méléagre offre la hure à Atalante (Liverpool, Walker Art Gallery), La Mère de Méléagre met le tison au feu (perdu), La Chasse d'Atalante et Méléagre (Paris, musée du Louvre), et La Mort de Méléagre (Paris, musée du Louvre).

#### Les batailles d'Alexandre

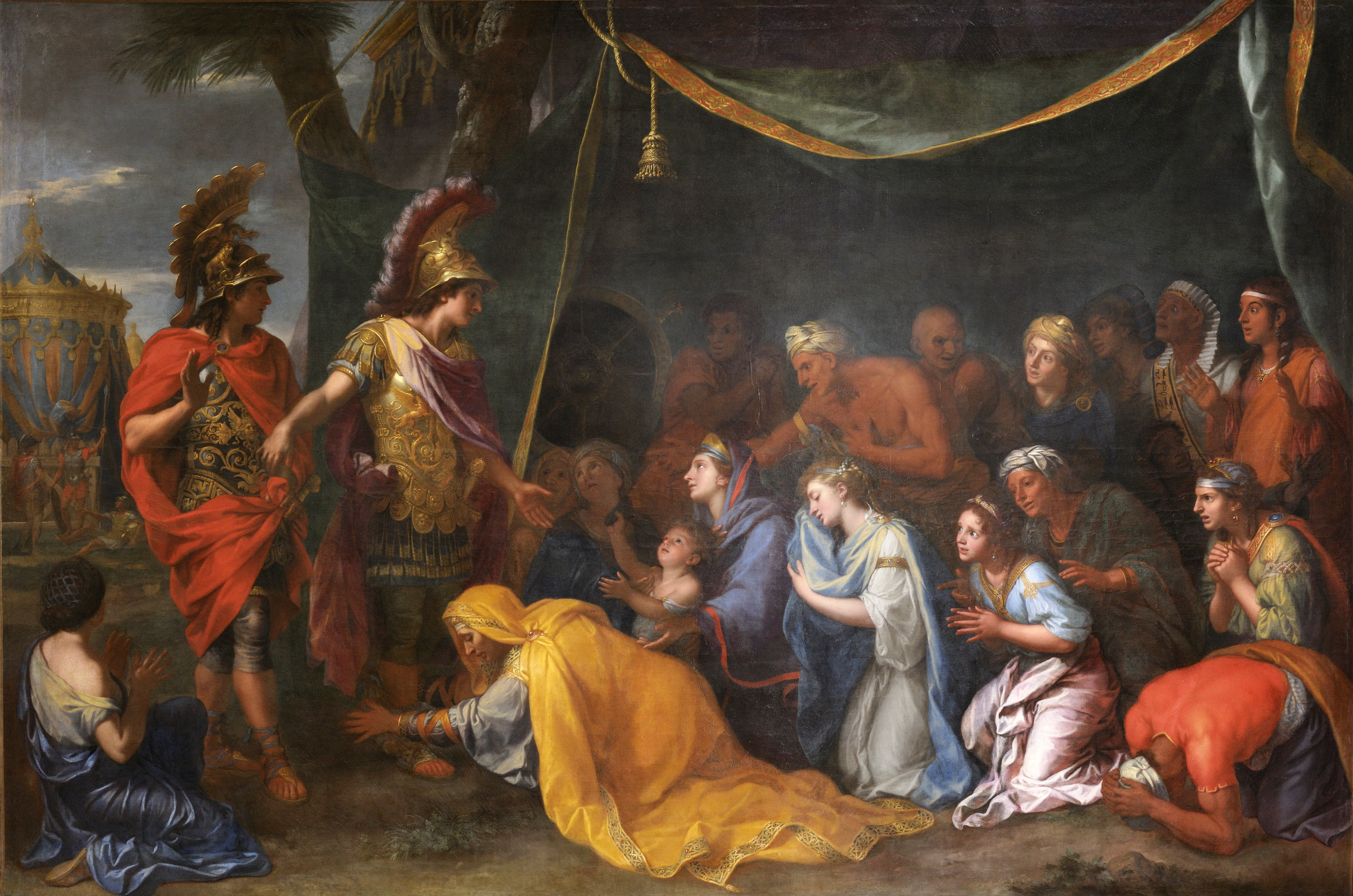
La Tente de Darius, ou Les reines de Perse aux pieds d'Alexandre, 1660 - 1661, Versailles, musée national du château.

La plus célèbre tenture dont Le Brun a fourni les modèles est la suite illustrant la vie d'Alexandre Le Grand, entreprise à partir de 1660, et qui connaîtra un grand succès. La pièce majeure de la série, Les Reines de Perse aux pieds d'Alexandre, est l'une des compositions les plus célèbres du peintre. La série des batailles d'Alexandre est l'une des premières tentures réalisées par la jeune manufacture royale des Gobelins, et a beaucoup participé à la réputation de l'institution en France et à l'étranger, en même temps qu'elle consacrait Charles Le Brun comme le maître de la peinture française de son siècle.
La première composition réalisée par Le Brun (Les Reines de Perses aux pieds d'Alexandre, dite aussi La tente de Darius), et qui donne son origine au sujet de la tenture, est une grande toile commencée en 1660, alors que le peintre séjourne à Fontainebleau, où il a été présenté au roi. La réalisation de cette grande composition a permis au roi et au peintre de nouer une relation particulière, comme nous le signalent les biographes de l'artiste : le roi avait installé Le Brun dans un appartement voisin du sien, et s'y rendait fréquemment pour le voir peindre>. La genèse de cette composition reste sujet à questionnements : le thème d'Alexandre aurait été choisi par le roi, ou par Le Brun lui-même, et la destination initiale de l'œuvre n'est pas connue. Il se pourrait que Le Brun ait eu dès l'origine le projet de constituer une suite destinée à la tapisserie, comme certains dessins (présentant des projets de bordures) peuvent l'indiquer. La figure d'Alexandre le Grand, d'ordinaire associée au Grand Condé, convient parfaitement à l'image du jeune roi, âgé de seulement 22 ans en 1660, et qui n'a pas encore fait ses preuves sur la scène militaire (les autres pièces de la tenture, plus martiales, seront réalisées ensuite). Pour mener à bien l'exécution de son œuvre, Le Brun se documente en lisant La Vie d'Alexandre de Quinte Curce, ouvrage traduit en français par Claude Favre de Vaugelas en 1653, et qui avait fait l'objet d'une réédition en 1659 (Le Brun possédait un exemplaire de l'ouvrage de Quinte-Curce dans sa bibliothèque). L'épisode choisi permet de mettre en lumière la vertu et la magnanimité d'Alexandre, face aux reines de Perse : à la suite de la bataille d'Issos (en 333 av.JC, pendant laquelle Alexandre remporte une victoire éclatante malgré l'infériorité numérique de l'armée macédonienne), le roi Darius III prend la fuite, et son armée se disperse, en déroute, laissant le campement perse à la merci d'Alexandre et de ses soldats. Les macédoniens se livrent au pillage des trésors laissés sur place, et réservent la découverte de la tente de Darius à leur roi. À l'intérieur de la tente, Alexandre, qui arrive en compagnie de son ami Héphaestion, découvre la famille de Darius : sa mère Sysigambis, son épouse portant son jeune fils Œchus, et les deux filles du monarque, Statira et Parysatis. Les princesses sont entourées de leurs serviteurs, perses et égyptiens. Les femmes se précipitent aux pieds d'Héphaestion, qu'elles pensent être Alexandre, pour implorer sa clémence. Lorsqu'elles prennent conscience de leur erreur, elles sont prises d'effroi et se jettent aux pieds du véritable Alexandre. Le jeune roi les relève et indique qu'elles avaient raison, car Héphaestion est « aussi un Alexandre ». Le sujet a plusieurs fois été traité par les peintres : à la Renaissance, Giovanni Antonio Bazzi, dit Il Sodoma, illustre cet épisode à la villa Farnésine, à Rome, et Véronèse peint une œuvre sur le même thème (Londres, National Gallery). En 1641 - 1642, c'est Pierre de Cortone qui peint Sysigambis devant Alexandre dans une lunette du salon de Vénus, au Palais Pitti à Florence.

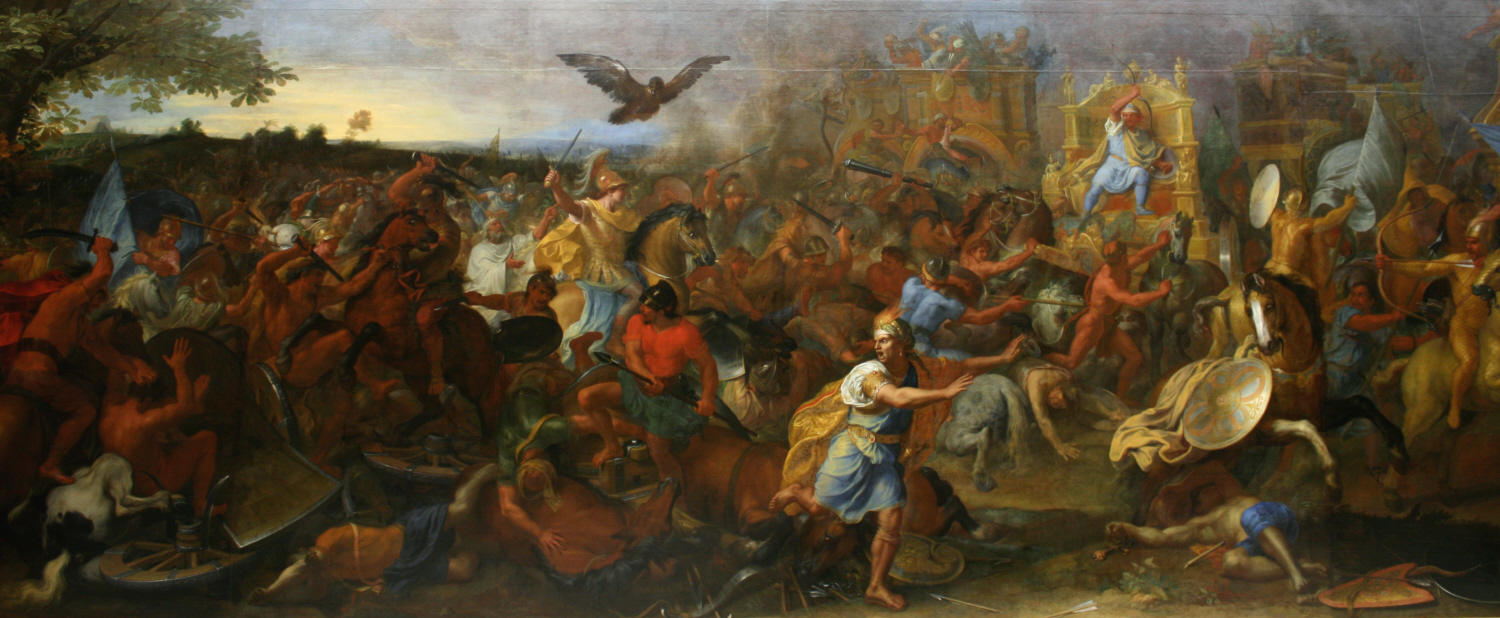
La bataille d'Arbelles vers 1669, Paris, musée du Louvre.

Le tableau, que Le Brun termine à Paris en 1661, reçoit de nombreux éloges, et devient l'une des pièces maîtresses de la collection royale. Les esthètes lui font soutenir la comparaison avec les chefs-d'œuvre de la Renaissance italienne : Le Bernin, qui visite la manufacture des Gobelins le 10 octobre 1665, découvre le tableau et les autres éléments de la série, et ose une comparaison avec Le Repas chez Simon de Véronèse. Lorsque l'œuvre est installée en 1668 dans le grand Cabinet du roi aux Tuileries, elle est placée en dessus-de-cheminée, face aux Pèlerins d'Emmaüs, autre œuvre de Véronèse. Dès lors, les deux tableaux sont associés, et Louis XIV entend les faire fonctionner en pendant. Il décide de les installer sur le mur sud du salon de Mars à Versailles, en 1682. Afin que leurs dimensions correspondent et que la symétrie soit parfaite, la peinture de Le Brun est réduite de près d'un tiers : on sectionne d'importants morceaux de toile, en hauteur et en largeur. Parallèlement, on agrandit le tableau de Véronèse en posant, sur le pourtour, une bande de toile d'environ 20 cm. L'association des deux chefs-d'œuvre permet aux critiques de comparer la peinture italienne de la Renaissance, et la peinture française contemporaine, dont la toile de Le Brun devient le manifeste. Aux yeux d'André Félibien, qui décrit le tableau en 1663, l'œuvre réunit toutes les règles qui doivent guider le métier du peintre, et fait de la composition de Le Brun le modèle à suivre pour tous les peintres de l'Académie royale. On établit, autour de l'œuvre de Le Brun, un ensemble de critères que devront désormais respecter les artistes : Félibien parle notamment de l'unité du tableau, où chaque figure participe à l'action principale et ne détourne pas l'attention du spectateur. Charles Perrault va plus loin en 1688, parlant « d'unité d'action », « de temps », et « de lieu », attribuant à la peinture les normes qui régissent alors le théâtre classique. Félibien parle aussi du « costume », soit le respect de la vérité historique de l'évènement, et du souci presque archéologique qui doit guider les peintres dans l'exécution de leur œuvre. En 1719, l'abbé Du Bos indiquait notamment que Le Brun avait reçu une médaille, au revers de laquelle était inscrite le nom d'Alexandre, et qui présentait sur une face le profil de Minerve. Le Brun aurait alors copié le visage de Minerve, et aurait rectifié son erreur par la suite. Ce souci du « costume » n'était pas visible dans l'œuvre de Véronèse, et Jean Nocret (qui décrit le tableau lors d'une conférence à l'Académie royale le 1er octobre 1667) reprochait au peintre italien d'avoir placé au milieu de la scène religieuse plusieurs personnages en costume contemporain. Félibien critique chez Véronèse la « juxtaposition » des couleurs, et loue au contraire la « dégradation des tons » choisie par Le Brun, selon un principe dérivé de l'harmonie musicale qui hiérarchise les couleurs entre elles. Félibien note aussi l'importance des passions exprimées par les personnages (il anticipe en cela les théories de Le Brun), et qui doivent faire participer affectivement le spectateur à la scène représentée.

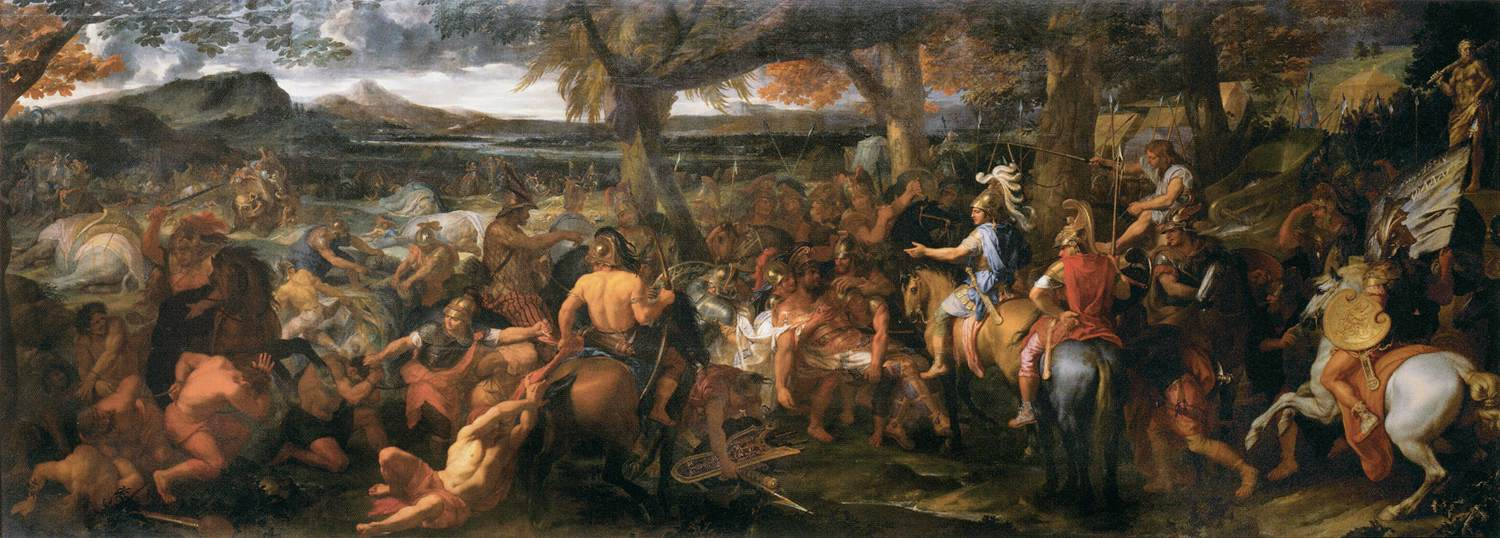
Alexandre et Porus, vers 1672, Paris, musée du Louvre.

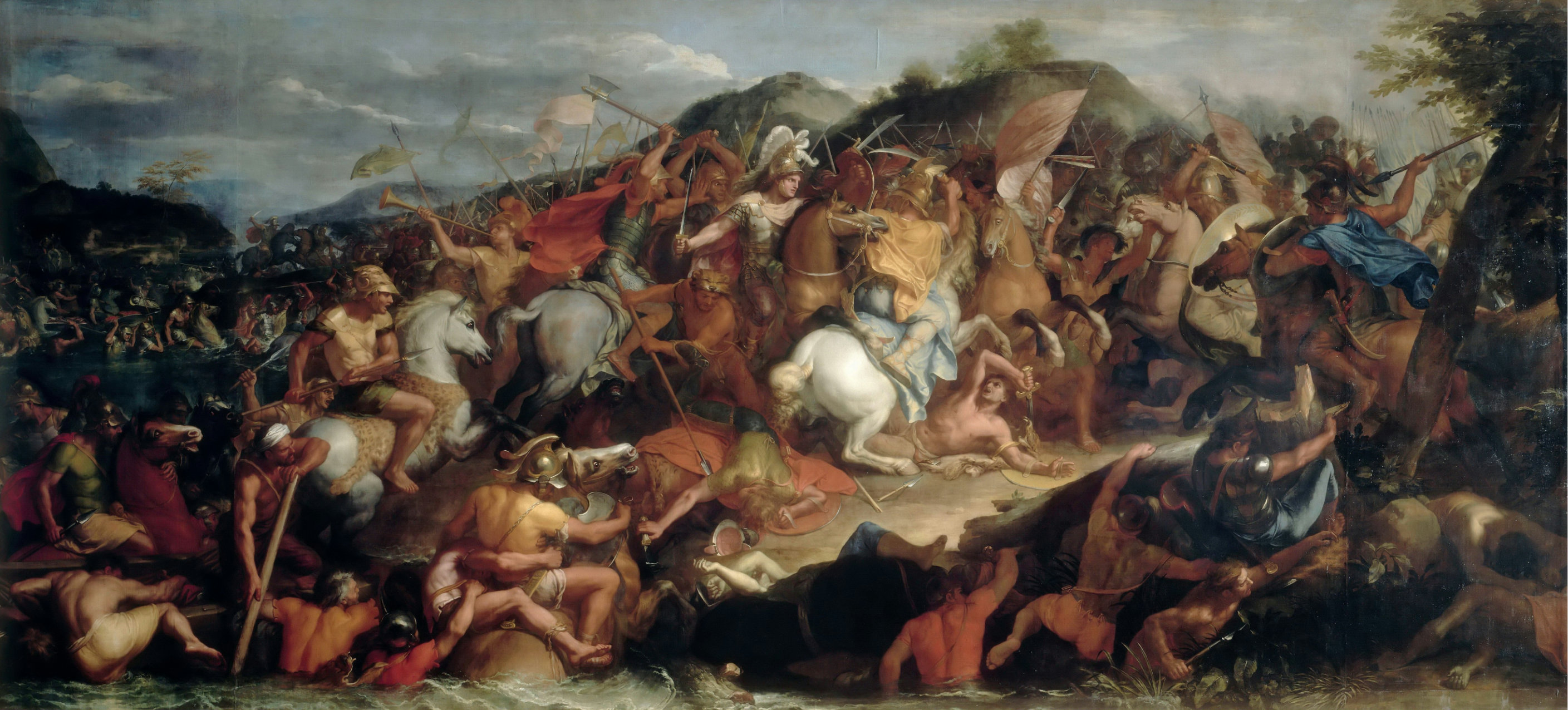
Le passage du Granique
avant 1665, Paris, musée du Louvre.

L'entrée d'Alexandre Le Grand à Babylone ou Le Triomphe d'Alexandre
avant 1665, Paris, musée du Louvre.

La Tente de Darius devient la première pièce d'une suite de tapisseries sur le thème d'Alexandre. Le Brun commence vite ses recherches, et réalise de nombreux dessins préparatoires (près de 250 sont conservés au Louvre). L'artiste se documente en consultant les biographies anciennes d'Alexandre : Quinte-Curce reste sa principale source, mais il se nourrit également des ouvrages de Diodore de Sicile (la Bibliothèque historique), de Plutarque (les Vies parallèles des hommes illustres), et d'Arrien (L'Anabase). Quatre grands sujets (outre La Tente de Darius) seront peints en grands formats, puis traduits en tapisserie : La Bataille d'Arbelles, L'entrée d'Alexandre dans Babylone, Le Passage du Granique, et Alexandre et Porus. Le Brun avait également fourni des dessins pour douze autres sujets, qui ne seront jamais traduits en peinture : Alexandre pardonne à Timoclée, Alexandre tranchant le nœud gordien, Alexandre guéri par son médecin Philippe, Alexandre en Judée, La mort de l'épouse de Darius, La mort de Darius, Alexandre et la reine des Amazones, Alexandre et la femme du satrape Spitaménès, Le combat de Porus et Alexandre (aussi connu par la gravure), Alexandre et Cœnos, Le dernier banquet d'Alexandre, et La mort d'Alexandre. Le Brun poursuit son travail dans son nouvel atelier des Gobelins, à Paris. Les peintures à grandeur d'exécution du Triomphe d'Alexandre et du Passage du Granique, sont achevées avant 1665, tandis que La bataille d'Arbelles est terminée vers 1669, et Alexandre et Porus en 1672. Un membre de la Petite Académie rédige des devises qui sont associées à chaque tapisserie : « La vertu surmonte tout obstacle » (Le Passage du Granique), « Il est d'un roy de se vaincre soy mesme » (La Tente de Darius), « La vertu est digne de l'empire du monde » (la bataille d'Arbelles), « Ainsi par la vertu s'élèvent les héros » (L'entrée d'Alexandre à Babylone), et La vertu plaist quoy que vaincue (Alexandre et Porus). Les collaborateurs du peintre réalisent ensuite des cartons, également à grandeur d'exécution, afin de ne pas endommager les compositions originales de Le Brun. Le carton de la Tente de Darius est réalisé par Henri Testelin, et est encore conservé : il orne aujourd'hui le plafond du salon des Nobles à Versailles, installé en 1861 pour remplacer la grande composition représentant Saint Marc couronnant les Vertus théologales de Véronèse (aujourd'hui au Louvre), elle-même installée à la place d'un Mars avec le capricorne et le scorpion, plafond original de Claude-François Vignon, détruit en 1819.

Gérard Audran, d'après Charles Le Brun
Le Passage du Granique, 1672, gravure.

La mise sur le métier des compositions de Le Brun, à partir des cartons de ses collaborateurs, commence à la mi-1662. Les premiers tissages sont de haute-lisse, assurés par Jean Jans le père, Jean Jans le fils, Henri Laurent, et Jean Lefebvre. Les trois plus grandes compositions (les trois scènes de bataille), sont réalisées en trois parties (une partie centrale et deux ailes latérales). La tenture complète est présentée au public lors de la Fête-Dieu, à l'été 1677, à Versailles. Elle jouit immédiatement d'un grand succès, et on la compare sans hésiter aux autres tentures de la collection royale : les tapisseries d'après Raphaël, et la tenture de Scipion acquise par François Ier. La première tenture complète est livrée en quatre fois, entre 1670 et 1683. La deuxième et la troisième sont livrées en 1685 (elles sont aujourd'hui conservées au Mobilier National). Une quatrième tenture est réalisée en haute-lisse, et livrée en 1689. D'autre part, quatre tentures sont réalisées en basse-lisse, avec des bordures de fleurs, plus simples. L'une est offerte à Monsieur, frère du roi, une deuxième à un ministre du roi du Danemark, et une troisième à la Grande Mademoiselle. Une tenture complète en haute-lisse est offerte à Léopold de Lorraine en 1699 (aujourd'hui conservée à Vienne, Kunsthistorisches Museum). Gérard Edelinck et Gérard Audran sont chargés par Colbert de tirer cinq grandes estampes d'après les compositions de Le Brun, afin de constituer le recueil du cabinet du roi. Les gravures sont réalisées entre 1672 et 1678, et participent à la diffusion de la série dans toute l'Europe. Les ateliers d'Aubusson, mais surtout de Bruxelles, vont se servir des gravures pour réaliser leurs propres tentures. À Bruxelles, plusieurs ateliers vont réaliser des tentures d'après la gravure : Jan-Frans Van den Hecke est le premier à mettre la série sur le métier, et créera six versions (aujourd'hui conservées à Francfort, à la Residenzgalerie de Würzbourg, au château de Skokloster à Stockholm, au musée de l'Ermitage à Saint-Pétersbourg, et au château des Beauvau-Craon à Haroué, en Lorraine. Une sixième tenture est passée en vente à Baden-Baden en 1995). Gerard Peemans réalisera deux versions (à la Residenzgalerie de Würzbourg, et au musée Narosowe de Poznań). Marcus de Vos se verra commander une version par Bernard Ier de Saxe-Meiningen (deux pièces sont aujourd'hui dans les musées de Munich, une autre est conservée au Staatliche Museum de Meiningen). Au XVIIIe siècle, les ateliers bruxellois poursuivent la mise sur le métier de la série : Judocus de Vos réalise une série sans doute commandée par George Ier d'Angleterre (aujourd'hui à Londres, Hampton Court Palace), Jan-Frans Van der Borght réalise une série aujourd'hui à l'hôtel de Ville de Bruxelles, et Pieter Van den Hecke en crée une dernière, dont deux pièces sont conservées (Gand, ancienne châtellerie du Vieux-Bourg). Dans les années 1680, la série est même traduite en miniatures peintes, par Antoinette Château, tandis que Sébastien Le Clerc réalise en 1694 une suite de six planches gravées, à petite échelle.

#### L'Histoire du roi
Dès le début des années 1660, le développement de la manufacture des Gobelins amène l'idée de la mise sur le métier d'une grande tenture historiée dédiée à la gloire du jeune roi Louis XIV. Projetée dès 1662, la tenture de l'Histoire du Roi doit raconter en un ensemble de pièces de tapisserie la vie diplomatique et militaire de Louis XIV entre 1654 et 1668. Cet ensemble, qui doit marquer l'essor de la tapisserie française et concurrencer les productions flamandes, s'inscrit dans la continuité des grandes tentures « biographiques » réalisées à la Renaissance : tenture des Chasses de Maximilien, de la « Vie d'Henri III », de l'Histoire de Laurent le Magnifique, de Cosme Ier. Charles Le Brun, qui est nommé directeur de la jeune manufacture dès le 8 mars 1662, est chargé d'en concevoir les compositions. Quatorze sujets (auxquels s'ajouteront plus tard trois sujets complémentaires) viennent illustrer les hauts faits du jeune souverain :
Le premier sujet représente le Sacre de Louis XIV, qui eut lieu le 7 juin 1654 dans le chœur de la cathédrale de Reims. L'évêque de Soissons Simon Legras (assisté de l'abbé Pierre Duflos qui tient sa crosse) place sur la tête du jeune roi (représenté de dos) la couronne dite « de Charlemagne », aux côtés des pairs de France et des grands ecclésiastiques : à gauche sont représentés les pairs laïcs, à savoir de gauche à droite le maréchal de Villeroy, le duc de Bournouville, le duc de Roannez, le duc de Candale, le duc d'Elbœuf, le duc de Vendôme. On distingue également à gauche Thomas de Savoie, prince de Carignan, tenant le bâton de Grand Maître. À droite sont représentés les ecclésiastiques : de droite à gauche on distingue le cardinal Mazarin (qui regarde le spectateur), le cardinal Grimaldi (de dos), François III de Harlay de Champvallon, archevêque de Rouen, Anne de Levis Ventadour, archevêque de Bourges, Henri de Baradas, archevêque de Noyon, Félix Vialart, évêque de Châlons, et Choart de Buzenval, évêque de Beauvais, qui tend la main. Près du roi, on reconnait son frère le duc d'Orléans, ainsi que François Faure, évêque d'Amiens, tenant le livre des Évangiles ouvert. De chaque côté de l'évêque de Soissons sont représentés le maréchal d'Estrées tenant l'épée (il endosse le rôle de connétable, étant premier maréchal de France), et Mathieu Molé, garde des Sceaux. Le Brun a représenté les tapisseries qui ornaient le chœur de la cathédrale, issues de la tenture des « Actes des Apôtres » tissée à Bruxelles d'après les cartons de Raphaël (on distingue à droite la pièce évoquant La mort d'Ananias). On observe également l'autel orné d'un grand crucifix et de six chandeliers, et la tribune à droite où prend place la reine-mère Anne d'Autriche, tandis qu'à gauche a été dressée la « tente de Confession » où le roi s'est "réconcilié" avant de communier.

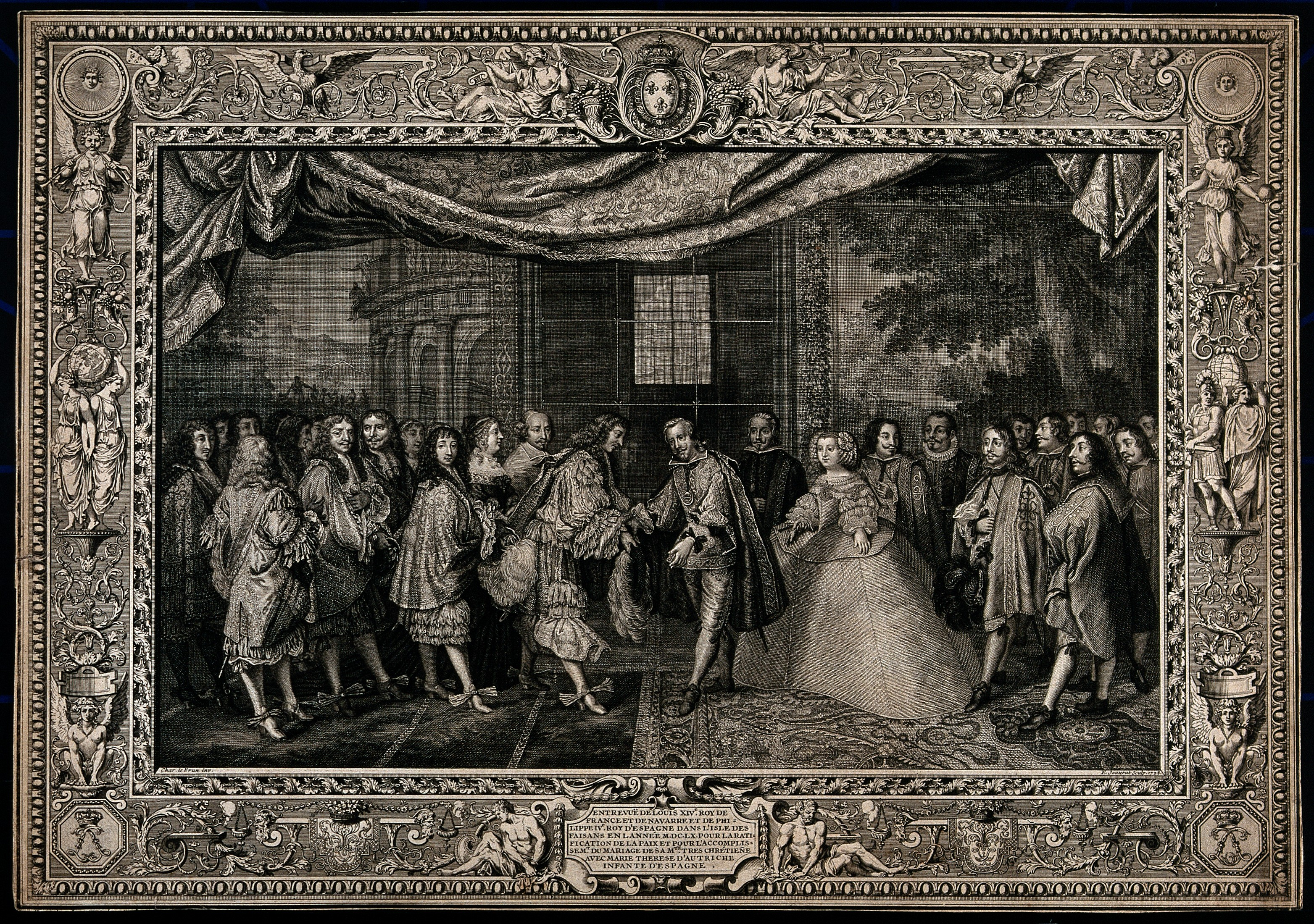
Edme Jeaurat, d'après Charles Le Brun
L'entrevue avec le roi d'Espagne après la Paix des Pyrénées, gravure.

La deuxième pièce de la tenture représente L'Entrevue avec le roi d'Espagne après la Paix des Pyrénées, dite aussi « rencontre de l'île des Faisans » les 6 et 7 juin 1660, pendant laquelle Philippe IV d'Espagne et Louis XIV se rejoignent sur cette petite île de la Bidassoa, à la frontière entre les deux royaumes, afin de ratifier la paix signée le 7 novembre 1659, et transmettre au roi de France sa future épouse l'infante Marie-Thérèse (leur mariage avait eu lieu par procuration le 4 juin 1660). Au centre de la composition prennent place les deux souverains, à l'instant où ils se jurent solennellement l'exécution du traité. Ils sont accompagnés des plénipotentiaires : don Luis de Haro (vêtu de noir) côté espagnol, et le cardinal Mazarin côté français. On remarque l'infante Marie-Thérèse, encore vêtue selon la mode espagnole, d'une grande robe de satin blanc en broderies de jais. Elle porte dans les cheveux un bouquet d'émeraudes en poires et diamants, que lui avait offert le roi. Dans la délégation espagnole, on distingue le peintre Diego Velasquez (maréchal des Logis du roi d'Espagne, il avait été l'ordonnateur des décors de la grande tente de conférence, côté espagnol), don Pasro d'Aragon, le marquis d'Aytonne, le marquis de Malepique, le marquis de Lèche (fils de Luis de Haro), le comte de Moserci, ainsi que don Fernando Voues de Canto-Carrero et Pimentel. Du côté français, outre Mazarin, sont représentés Anne d'Autriche et sa dame d'honneur la duchesse de Navailles, Monsieur frère du roi, Turenne, le maréchal de Grammont, et le prince de Conti.
La pièce suivante représente le mariage du couple royal, célébré dans l'église de Saint-Jean-de-Luz le 9 juin 1660. Y sont dressés deux hauts dais de velours violet fleurdelisés (ici Le Brun a retiré les fleurs de lys des dais), le velours recouvrant également les tapis, chaises et carreaux. Le roi est vêtu de noir, tandis que la reine est en grand habit royal, portant une couronne fermée. Au centre est représenté Jean Dolce, évêque de Bayonne, au moment où il remet l'anneau au roi. Derrière le roi sont représentés le cardinal Mazarin (son parrain, faisant office de Grand Aumônier), ainsi que la reine-mère entourée de Monsieur et du duc de Vendôme. Derrière la reine sont représentés Joseph Zongo Ondoleï, évêque de Fréjus (en bleu), ainsi que mesdemoiselles de Valois et d'Alençon (filles de Gaston d'Orléans) portant la traîne de la reine. À leurs côtés figure la grande Mademoiselle, dont la traine est portée par Philippe Mancini, duc de Nevers.
La quatrième pièce représente L'Audience du comte de Fuentès, cérémonie tenue dans le Grand Cabinet du roi au Louvre le 24 mars 1662, à la suite d'un incident diplomatique survenu à Londres entre les ambassades française et espagnole. Ici, le Grand Cabinet du roi n'est pas représenté tel quel par Ballin, l'auteur du carton peint d'après Le Brun. On distingue à gauche la Diane à la biche et l'Apollon du Belvédère (qui ne se trouvaient pas dans cette pièce du palais) ainsi que deux tableaux de Carrache aux murs : La Pêche et La Chasse (aujourd'hui au musée du Louvre), qui n'ont été offerts au roi qu'en 1665. On remarque également une balustrade qui se trouvait en réalité dans la chambre de parade. En revanche, on observe la présence au centre d'un buste en marbre de Minerve, et d'un grand vase d'argent contenant un oranger (un grand vase des Arts libéraux de Veaucourt). Du côté du roi sont représentés Monsieur le duc d'Orléans, et Piccolomini (le nonce du pape), avec à l'arrière le duc de Saint-Aignan. Face au roi, le comte de Fuentès vient présenter les excuses du roi d'Espagne, tandis que derrière lui prennent place divers ambassadeurs, ainsi que le prince de Condé, et au centre le comte d'Armagnac (alors grand Écuyer de France).
La pièce suivante est la première à traiter d'un événement martial. Elle représente L'Entrée du roi dans Dunkerque. La ville avait été prise par Turenne après la bataille des Dunes le 14 juin 1668. Le roi y était entré une première fois en 26 juin, mais avait cédé la ville aux Anglais, en accord avec un traité d'alliance. La ville est par la suite rétrocédée à la France par le roi Charles II, moyennant la somme de 3 500 000 livres, et Louis XIV y exécute une seconde entrée solennelle, qui est le moment choisi ici. Le roi montre la ville avec son bâton de commandement, suivi de Turenne, du maréchal de Saint-Aignan François de Beauvilliers, et du duc d'Orléans.
La sixième pièce représente Le renouvellement de l'Alliance suisse, qui avait été signée le 24 septembre 1663 à Soleure, mais nécessitait une confirmation à Paris. La délégation suisse avait été reçue au Louvre le 11 novembre 1663, mais la pièce représente ici l'acte solennel tenu le 18 novembre dans la cathédrale Notre-Dame. Au centre de la composition prend place le cardinal Barberini (grand aumônier de France) et l'évêque de Chartres Ferdinand de Neufville de Villeroy. Derrière le roi sont représentés Olivier Lefèvre d'Ormesson, Monsieur frère du roi, le Prince de Condé, le duc d'Enghien, et le duc de Vendôme (de dos). Derrière le délégué des treize cantons suisses Jean-Henri Waser, bourgmestre de Zurich, sont notamment figurés Antoine de Graffenried, ainsi que Monsieur de Sainctot, introducteur des ambassadeurs (représenté de dos). Le Brun a représenté le roi et le bourgmestre prêtant serment en même temps, alors qu'en réalité Louis XIV a attendu que les treize délégués s'exécutent. Dans les tribunes à droite, on remarque la présence de la reine Marie-Thérèse, de la reine-mère Anne d'Autriche, et d'Henriette d'Angleterre. Le décor de la cathédrale est sensiblement le même que celui figuré dans la pièce du Mariage du roi : Le Brun a représenté quatre pièces des Actes des Apôtres de Raphaël (La Pêche miraculeuse et La donation des clefs à saint Pierre à gauche, et La mort d'Ananias et la Prédication de saint Paul à Athènes à droite). On remarque également les mêmes ornements de l'autel.

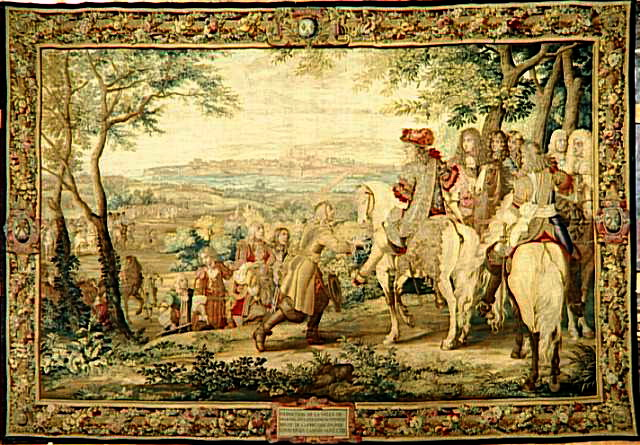
Manufacture des Gobelins, d'après Charles Le Brun, La réduction de Marsal.

La septième pièce évoque la Réduction de Marsal le 1er septembre 1663, faisant suite au siège de la ville. La scène représentée montre l'envoyé du duc de Lorraine (le prince de Lixen, Jacques-Henri de Lorraine) remettant les clefs de la ville au roi. Le roi est à cheval, accompagné de son frère le duc d'Orléans, du duc de Guiche, du maréchal de la Ferté, et de Vauban, qui a dirigé les travaux du siège. Le prince de Lixen est accompagné de divers plénipotentiaires lorrains.
La pièce suivante représente L'Audience du nonce Chigi, neveu du pape Alexandre VII, venu remettre des lettres de créances de son oncle à Fontainebleau, le 28 juillet 1664, à la suite d'un affrontement entre la France et le Saint Siège ayant entraîné l'occupation des États avignonnais. La scène se passe dans la chambre du roi à Fontainebleau, où est installé le roi, assis dans l'alcôve, écoutant le cardinal lire la lettre du pape. Derrière le roi prennent place le duc de Navailles (capitaine de la Garde écossaise), le duc de Guise (grand chambellan), et le duc de Saint-Aignan (premier gentilhomme de la chambre). Monsieur, frère du roi, apparaît au premier plan à droite. Derrière le cardinal Chigi sont représentés le duc d'Harcourt, grand écuyer (qui en tant que prince étranger a le droit d'être représenté la tête couverte dans la pièce de tapisserie), et Monsieur de Bonneuil, introducteur des ambassadeurs, qui apparaît de dos. La cheminée au centre de la pièce est plus simple que dans le carton peint préparatoire. Le mobilier de la chambre se compose notamment d'un grand cabinet d'ébène, et la salle est ornée d'une tenture murale décorative, ornée de grands rinceaux, festons et enfants d'or. Le tissu du lit, des sièges et des coffres était originellement en Gros de Naples blanc orné de broderies d'oiseaux et de fleurs de la Chine. Le Brun s'est permis de changer les couleurs des tissus. À gauche apparaît l'un des quatre grands guéridons d'argent créés par Bonnaire.
La neuvième scène évoque Le siège de Tournai tenu en juin 1667, pendant la guerre de Dévolution. La pièce place la scène au 21 juin, tandis que le roi, représenté à l'arrière-plan, est personnellement engagé dans les combats, et s'expose au feu des ennemis pour reconnaître le terrain. On reconnaît à ses côtés Turenne tentant de le retenir et qui avait, selon les mots de Quincy dans son Histoire militaire de Louis XIV, menacé de quitter son commandement si le roi ne se décidait pas à se mettre à l'abri. La ville capitule quatre jours plus tard.
L'engagement héroïque du roi dans la bataille apparaît également dans la pièce représentant Le siège de Douai, où le 4 juillet 1667, le roi prend part aux opérations, aux côtés du maréchal de Duras et de Turenne. Le Brun s'est attaché à décrire au premier plan des officiers et des gendarmes blessés juste à côté du roi.
La onzième pièce de la tenture illustre La prise de Lille, le 18 août 1667. Le marquis d'Humières (qui a pris la ville au nom du roi), accueille Louis XIV (monté sur un cheval « Isabelle » et tenant le bâton de commandement) et sa troupe, composée de Monsieur frère du roi, Turenne, et Vauban. La ville capitule dans la nuit du 27 au 28 août. À l'arrière-plan sont figurés l'abbaye de Fives, et au loin la ville de Lille.
La pièce suivante représente le combat du canal de Bruges, du 31 août 1667, où la défaite du commandant espagnol, le comte de Marsin, marque la fin de la campagne de Flandres. Le roi est représenté aux côtés du prince de Condé et du marquis de Créquy (de dos, en rouge), avec le marquis de Bellefonds.

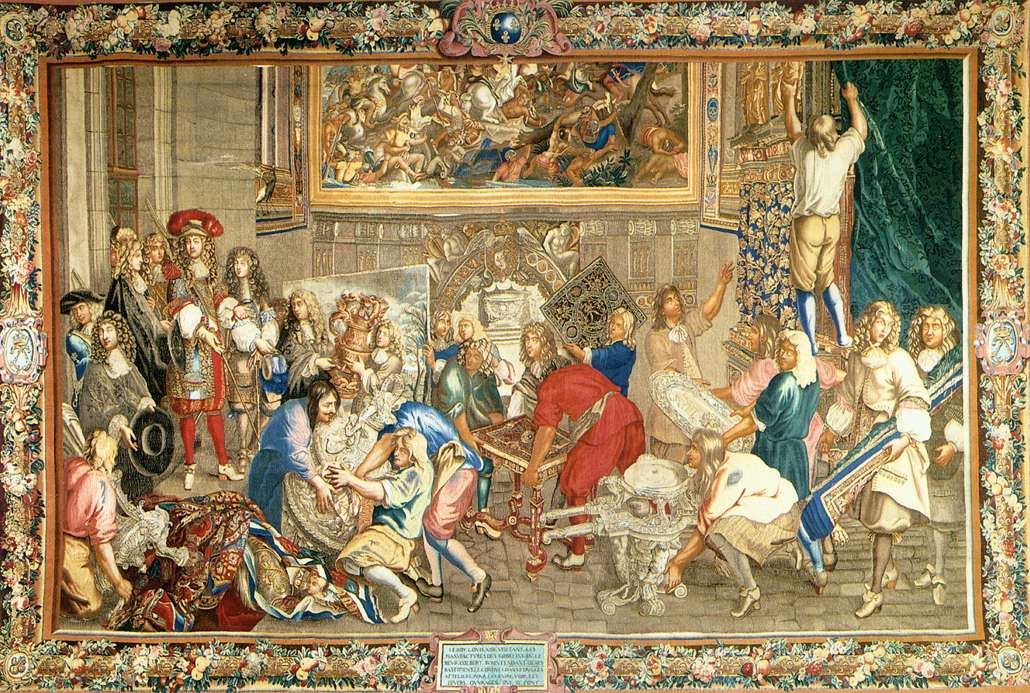
Manufacture des Gobelins, d'après Charles Le Brun, La visite du roi aux Gobelins
Versailles, musée national du château.

La treizième pièce de la tenture est sans doute la plus célèbre et la plus fréquemment commentée, car elle illustre le mécénat royal de Louis XIV et glorifie son action auprès de la manufacture des Gobelins, où la tenture a été tissée. Elle représente La visite du roi aux Gobelins le 15 octobre 1667, dans un moment d'accalmie entre deux opérations militaires. Le roi et sa suite apparaissent sur le perron, dans la cour de la manufacture, aux côtés de Monsieur le duc d'Orléans, du Grand Condé, du duc d'Enghien, de Colbert (représenté de profil), et de Le Brun lui-même, mis en avant de face, tenant son chapeau à la main. Devant le souverain, Le Brun a créé un échantillon des plus prestigieuses créations de la manufacture. Au fond de la cour est représenté l'arc de triomphe bâti spécialement pour l'occasion, surmonté du carton du Passage du Granique de la tenture de l'Histoire d'Alexandre. Près du roi, on peut reconnaître Claude de Villiers et son fils présentant un grand vase en or. À droite, Domenico Cucci et Caffieri achèvent d'installer l'un des grands cabinets à colonnes torses, ornés de pampres de vigne en cuivre doré et pilastres d'écaille (plus tard signalés dans la collection du duc d'Aumont). Au premier plan, Du Tel soutient l'un des quatre brancart d'argent. Un grand plat ovale en argent (représentant La prise de Dôle, davantage que celle de Tournai pourtant citée dans les inventaires) est porté par Monsieur Merlin. Au premier plan à gauche est figuré un grand vase en argent (qui apparait également dans la tenture des Maisons royales, dans la pièce représentant Le château de Madrid). À l'extrême gauche apparaît une torchère de Bonnaire. Au centre de la composition, on distingue une riche table, créée par les Magliorini, Branchi, et Giachetti. Au fond, non loin du roi, on peut reconnaître Baudouin Yvart présentant un grand tableau. À l'extrême droite apparaissent peut-être Delacroix (tenant un tapis enroulé) et Mozin. Sur les murs, de part et d'autre de l'arc, on distingue deux pièces de la suite des Maisons royales. Cette pièce, particulièrement célèbre, est l'une des illustrations les plus fastueuse du riche mécénat de Louis XIV, évoquant notamment l'impressionnante collection de mobilier d'argent du roi, fondue en grande partie en 1689 et aujourd'hui totalement disparue.
La dernière pièce de la tenture représente La prise de Dole, le 14 février 1668, montrant la capitulation de la ville, précédant de peu la fin de la « première » conquête de la Franche-Comté, qui aboutira à la signature du traité d'Aix-la-Chapelle le 25 mai 1668. Le roi se tient aux côtés du prince de Condé, du duc de Roquelaure, et du duc d'Enghien, tandis qu'un officier à pied reçoit ses ordres.
La réalisation des compositions est confiée à Charles Le Brun, qui est chargé de concevoir des dessins préparatoires très précis, qu'il propose dès la fin de l'année 1662. Six des quatorze dessins de Le Brun sont aujourd’hui connus : Le Sacre, Le siège de Tournai, Le siège de Douai, L'audience du nonce Chigi, Le combat au canal de Bruges, et La visite du roi aux Gobelins ce dernier dessin étant simplement réalisé au crayon noir, tandis que les autres sont conçus au crayon lavé d'encre de Chine. Ces dessins, de précisions inégales, ne sont pas toujours identiques aux cartons peints définitifs.
L'artiste est aidé dans sa tâche par Adam Frans Van der Meulen, spécialiste des paysages, qui avait été nommé peintre ordinaire du roi en 1664 et avait accompagné Louis XIV dans ses campagnes militaires, croquant sur le vif les scènes de batailles et les paysages des Flandres (dont il est originaire) livrant un grand nombre d'aquarelles, de dessins à l'encre, à la mine de plomb ou à la sanguine, ou simplement ébauchées à la pierre noire (conservés principalement au musée du Louvre, aux Gobelins, et à l'École des Beaux-Arts à Paris).
Le Brun et Van der Meulen réalisent ensuite de petites esquisses peintes (qui sont présentées au roi), ainsi que des portraits d'après le modèle, réalisés pour ressembler parfaitement aux personnages réels représentés dans la tenture. C'est ainsi que le musée du château de Versailles conserve un Portrait de Turenne, sans doute préparatoire à la composition représentant L'entrevue de l'île des Faisans, ainsi qu'un portrait de Louis XIV au pastel, peut-être préparatoire à l'effigie du roi dans Le siège de Douai. On connait également des études de détails réalisées par Van der Meulen (notamment Quatre selles et Le carrosse de la reine, réalisées en vue d'une composition représentant L'Entrée de la reine à Douai, jamais tissée). De nombreuses petites esquisses peintes par Van der Meulen nous sont parvenues : sur les neuf petits tableaux cités par le peintre dans son mémoire, on conserve les esquisses de La prise de Lille, Le combat au canal de Bruges (exemplaires au Louvre et à Versailles), Le renouvellement de l'alliance suisse, et L'entrée de la reine à Douai, ainsi que Le siège de Lille (exemplaires au musée des Beaux-Arts de Dijon et à Versailles), ainsi que deux peintures plus ambiguës (originales ou copies d'atelier ?) de la Réduction de Marsal et du Siège de Douai.
Sur la base des projets de Le Brun, des dessins à grandeur d'exécution sont réalisés, avec une mise au carreau pour les traduire en cartons peints. Les cartonniers des Gobelins peignent ensuite les compositions de chaque pièce, soit deux jeux de cartons (pour les tentures de hautes et de basses lisses). Pour la tenture de haute lisse, les cartons sont réalisés par Baudouin Yvart (Le Sacre, Versailles, musée national du château), Antoine Mathieu le père (L'Entrée à Dunkerque est conservé aux Gobelins, et L'audience du nonce Chigi est à Versailles), Henri Testelin (La réduction de Marsal et La prise de Dole, tous deux à Versailles) et Pierre de Sève le jeune (L'Audience du comte de Fuentès et La visite du roi aux Gobelins sont conservés aux Gobelins, Le renouvellement de l'alliance suisse et Le combat au canal de Bruges sont à Versailles).
Les cartons de la tenture de basse lisse (très repeints au XVIIIe siècle) sont réalisés par François Bonnemer, Simon Renard de Saint-André, Van der Meulen et Claude Ballin. Les cartons sont ensuite découpés en bandes afin de faciliter le travail des lissiers (ce qui a considérablement dégradé l'état de conservation des cartons aujourd'hui conservés, pour la majorité à Versailles ou aux Gobelins). Dès 1664, Colbert charge la Petite Académie (ancêtre de l'Académie des Inscriptions et Belles Lettres) de rédiger les cartouches descriptifs devant expliciter le sens de chaque scène, placés au centre de la bordure inférieure des pièces tissées. On ne connait pas de dessins préparatoires aux bordures des tapisseries, particulièrement riches concernant les tentures de hautes lisses. Le Brun était assisté de Guillaume Anguier pour ces travaux décoratifs.
À l'origine, Le Brun avait proposé trois projets : l'un correspondant à la tenture actuelle, composée de scènes historiques simples. Un second projet proposait d'intégrer des scènes historiques ornées de figures allégoriques, évoquant les campagnes du Rhin et de Hollande (en 1672), dont un seul carton (Le Passage du Rhin par Van der Meulen) a été achevé. Enfin, une dernière solution consistait à inclure des « scènes galantes » à la tenture, dont quatre dessins (sans doute de Van der Meulen) ont été conservés (Paris, musée du Louvre).
À la fin du règne de Louis XIV, sept nouveaux sujets sont choisis pour compléter la tenture des nouveaux événements marquants de la vie de Louis XIV. Seuls trois seront effectivement réalisés et incorporés à la tenture déjà existante : L'établissement de l'hôtel royal des Invalides (dont le carton est peint par Pierre Dulin), la Réparation faite par le doge de Gênes (dont le carton est réalisé par Claude-Guy Hallé), et le Baptême du Dauphin (carton peint par Joseph Christophe).
La première tenture (réalisée en haute-lisse, à fils d'or), est mise sur le métier en 1665 et 1680. En 1676-1677, les 12 premières pièces sont inventoriées dans les collections royales. Elles seront rejointes en 1681 par La visite du roi aux Gobelins, et L'audience du comte de Fuentès. La tenture de l'Histoire du Roi sera remise sept fois sur les métiers des Gobelins (en haute ou basse lisse) jusqu'en 1741.

### Autres commandes et dernières années

#### Le dernier rival: Pierre Mignard

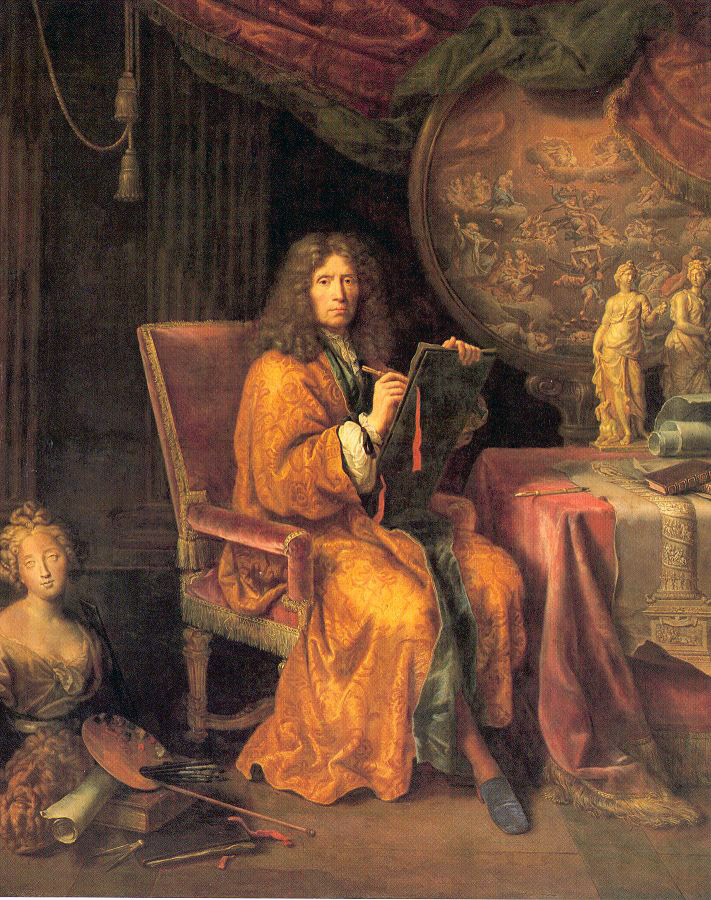
Pierre Mignard, Portrait de l'artiste (1612-1695), 1690,
Paris, musée du Louvre.

Le Brun connaît une importante rivalité pleine de jalousie et d’hostilité avec Pierre Mignard. Ce dernier connaît en effet un grand succès en tant que portraitiste de cour mais aussi en tant que décorateur d’églises et d’hôtels particuliers, comme les fresques de la coupole de l’église du Val de Grâce ou encore les décors de la galerie du château de Saint-Cloud. Cette réussite déplaît à Le Brun, alors figure artistique dominante de la cour, ce qui alimente les tensions entre lui et Mignard. Ce dernier refuse même d’entrer à l’Académie royale de peinture et de sculpture, dont Le Brun est directeur, pour lui préférer l’Académie de Saint-Luc, sa principale concurrente.
Cette opposition fut également entretenue dans le cadre d’une rivalité politique, celle existant entre les ministres Louvois et Colbert. Louvois avive en effet les tensions entre les deux peintres en devenant le protecteur de Mignard, Colbert étant le protecteur de Le Brun. À la mort de Colbert en 1683, Le Brun connaît d’ailleurs une relative disgrâce, tenu à l’écart des chantiers royaux au profit de Pierre Mignard. Ce dernier se voit en effet confier en 1685 les décorations de la petite galerie et de deux salons de l’Appartement du roi à Versailles, ainsi que les campagnes de sculptures pour le parc, les acquisitions des collections royales ainsi que les commandes des Gobelins. En 1689, Louvois passe enfin commande à Mignard d’un tableau, Les Reines de Perse aux pieds d’Alexandre, qui entend surpasser le talent de Le Brun sur ce sujet emblématique que celui-ci a avait déjà peint en 1660, connu parfois sous le titre de La famille de Darius aux pieds d’Alexandre.
La rivalité entre les deux peintres ne s'achève qu'à la mort de Le Brun à la suite de laquelle Mignard lui succède en tant que premier peintre du roi et directeur de l’académie royale de peinture et de sculpture.

#### Dernières commandes, dernières œuvres
En 1672 meurt le chancelier Séguier. L'Académie, sous l'impulsion de Le Brun, lui rend hommage en organisant une somptueuse cérémonie funèbre à l'église des Pères de l'Oratoire, rue Saint-Honoré. Le Brun dessine pour l'occasion un catafalque, décrit par madame de Sévigné et André Félibien, et connu par les gravures de Sébastien Leclerc et Gérard Audran.

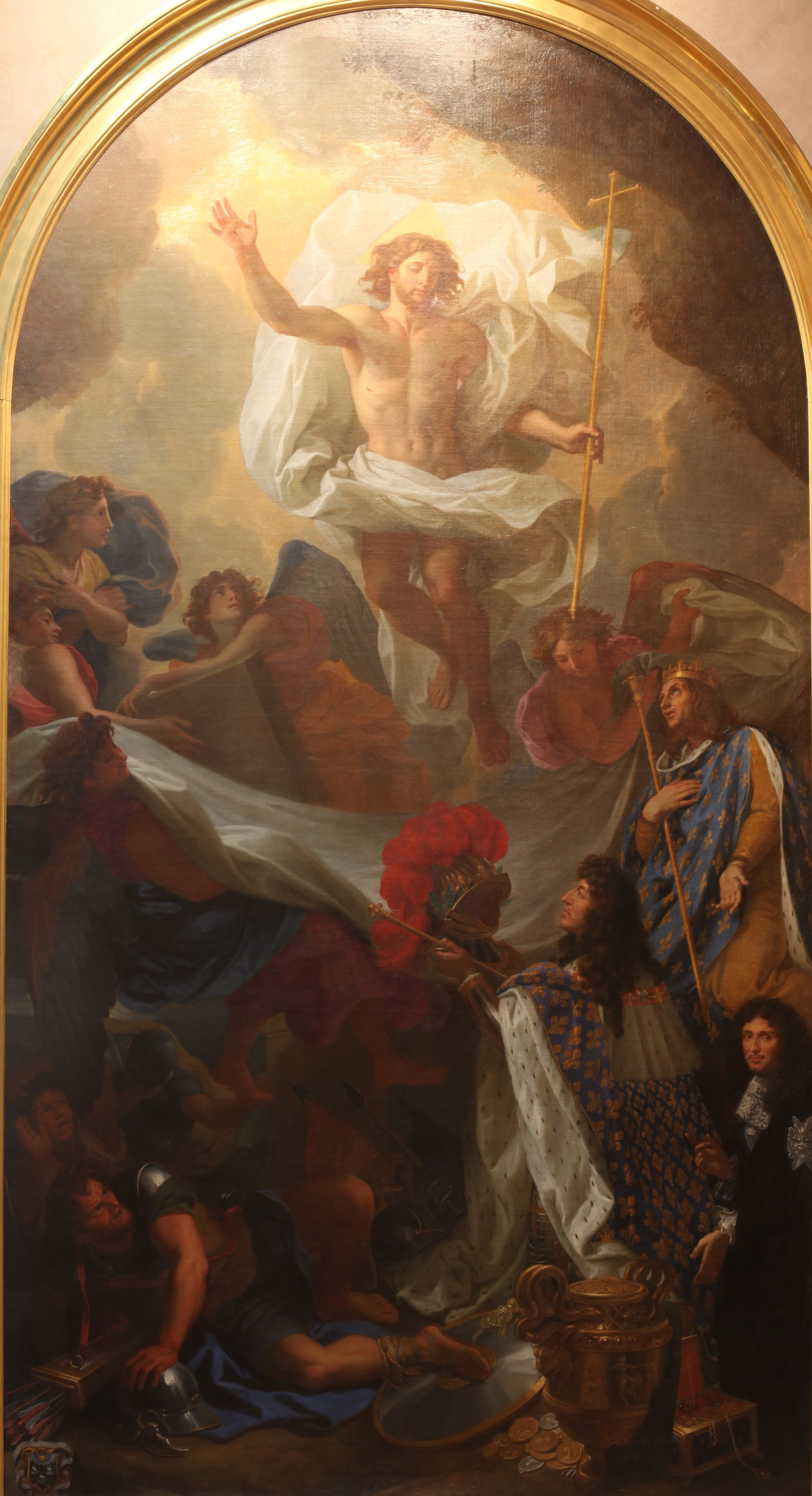
La Résurrection du Christ
1674 - 1676, Lyon, musée des Beaux-Arts.

En 1674, la corporation parisienne des merciers commande à Le Brun un grand tableau d'autel représentant La Résurrection du Christ, pour orner le maître-autel de l'église du Saint-Sépulcre, à Paris. Les merciers avaient pu bénéficier de la restitution par Louis XIV d'un prêt de 50 000 livres, et cette somme devait être employée pour l'ornement de leur chapelle. Une partie de ce fonds fut utilisée pour concevoir le maître-autel de l'église du Saint-Sépulcre, qui devait être magnifié par le tableau de Le Brun. La Résurrection du Christ (Lyon, musée des Beaux-Arts) est livrée à la corporation en août 1676, et installée sur le grand autel du chœur de l'église. Le grand tableau de Le Brun se place dans la tradition des grands ex-voto royaux réalisés au XVIIe siècle. Philippe de Champaigne avait réalisé un Vœu de Louis XIII (vers 1638, Caen, musée des Beaux-Arts) pour orner le maître-autel de la cathédrale Notre-Dame de Paris, avant son remplacement au début du XVIIIe siècle par un ensemble sculpté. Frère Luc avait également peint un tableau sur le même thème pour le couvent des récollets de Saint-Germain-en-Laye. Dans le tableau de Le Brun, l'artiste représente la Résurrection du Christ en partie supérieure, et en partie inférieure saint Louis (saint patron des merciers) présentant au Sauveur le roi Louis XIV, en armure et manteau royal. Le roi offre au Christ son sceptre et son casque. Dans le coin inférieur droit de la composition, le peintre a représenté Colbert, désignant de la main les richesses du royaume, et plus précisément le symbole du remboursement du prêt du roi aux merciers. Le vase posé sur le sol possède des anses en forme de couleuvres, emblèmes de Colbert. Le peintre a pris soin de diviser l'espace en deux zones distinctes : une zone céleste en partie supérieure, en forme de cercle (délimité par le jeu de draperie du linceul et par la forme cintrée du retable), et une zone terrestre en partie inférieure où prennent place à droite le roi, et à gauche les soldats romains effrayés par le miracle de la Résurrection. Le Brun s'inspire particulièrement de Nicolas Poussin et de son Miracle de saint François-Xavier (1641 - 1642, Paris, musée du Louvre) peint pour le chœur de l'église du Noviciat des Jésuites à Paris.
Dans l'inventaire après décès du peintre est mentionné un tableau représentant La Flagellation, placée dans la chambre de l'Horloge, dans les appartements des Gobelins que possédait l'artiste. L'inventaire mentionne également une copie de l'œuvre, réalisée par un collaborateur de Le Brun. Le style de plusieurs dessins préparatoires permet de dater le tableau des années 1670. Dans une lettre de la veuve de Le Brun, adressée à Louvois, on apprend que le tableau avait été peint dans les « heures de loisir », et ne répondait pas à une commande officielle. La copie de l'œuvre a été rendue à la famille après le décès de Le Brun, mais la version originale est restée dans les collections royales (on la retrouve à l'hôtel de la Surintendance en 1760). Bien que très remaniée au XVIIIe siècle, l'œuvre révèle pourtant le goût de Le Brun pour les mouvements impétueux, les regards farouches, et la violence de la narration. Le Christ, aux yeux révulsés, s'est effondré aux pieds de la colonne à laquelle il est attaché, et subit les assauts de ses bourreaux. Les passions exprimées par le jeu des mouvements, des lignes obliques, des coups de lumières, et surtout des visages des personnages, cherchent à éveiller les émotions du spectateur, sa compassion et son empathie pour la souffrance du Christ. Le tableau, exposé successivement dans les églises Saint-Nicolas-du-Chardonnet puis Saint-Bernard-de-la-Chapelle à Paris, est aujourd'hui conservé au dépôt des œuvres d'art de la ville de Paris.

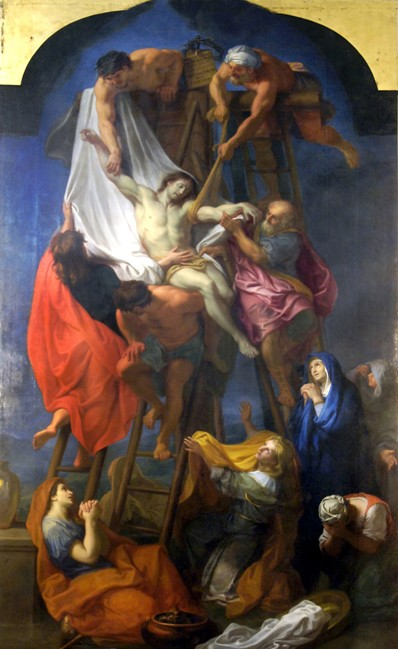
La Descente de Croix
1679 - 1684, Rennes, musée des Beaux-Arts.

En 1679, le maréchal de Villeroy commande à Le Brun une Descente de Croix (Rennes, musée des Beaux-Arts), destinée à orner le couvent des Carmélites de Lyon. Le tableau fait forte impression, et Louvois décide d'acquérir l'œuvre en 1684, pour orner la chapelle de Versailles. Le Brun est alors chargé d'en exécuter une autre version, qui sera installée chez les Carmélites. Cette grande composition de Le Brun, dernière grande œuvre religieuse de sa carrière, s'inscrit dans la filiation des grandes descentes de Croix baroques suivant le même schéma, depuis la célèbre composition de Daniele da Volterra, jusqu'à celle de Jean Jouvenet peinte en 1697 pour les Capucines de la place Louis-le-Grand (aujourd'hui à Paris, musée du Louvre). La toile de Le Brun s'inspire surtout de Rubens et de ses célèbres exemples : la Descente de Croix peinte pour les Capucins de Lille (1616 - 1617, Lille, musée des Beaux-Arts) et celle commandée en 1612 par la corporation des arquebusiers pour la cathédrale d'Anvers (1612 - 1614, Anvers, Cathédrale). Le Brun intègre des jeux de lumière dramatiques éclairant le Christ et le visage de la Vierge. Il démontre sa connaissance de l'expression des passions en donnant à chaque personnage un sentiment d'extase, de douleur, ou de ferveur. Le peintre démontre ici un réel talent de coloriste, en alliant subtilement les couleurs primaires structurant la composition, et jouant sur les effets de carnations (pâles pour les saintes femmes, basanées pour les hommes, verdâtres pour le corps du Christ mort). Les nombreuses répliques dont Le Brun reçut la commande témoignent du succès de l'œuvre : il exécuta une version pour les Jacobins de la rue Saint-Honoré, ainsi que pour le maréchal de Créqui.

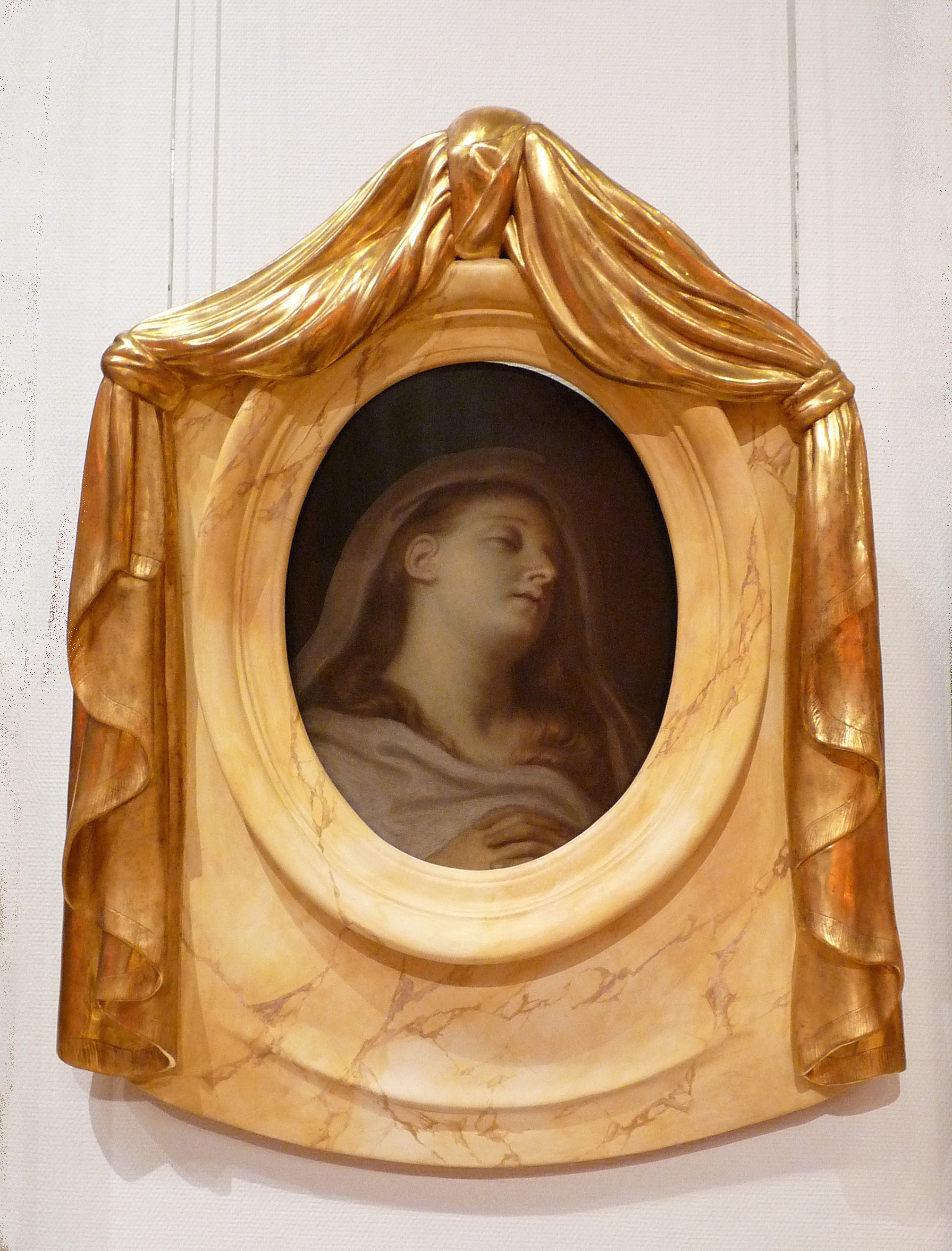
Portrait funéraire d'Henriette Sélincart
1680, Reims, musée des Beaux-Arts.

Le 1er septembre 1680 meurt, à l'âge de 36 ans, madame Silvestre, née Henriette Sélincart, au logement de son mari au Louvre. Le graveur Israël Silvestre et sa femme sont des amis intimes de Le Brun, qui a été le parrain de plusieurs de leurs enfants. Le Brun a d'ailleurs réalisé plusieurs portraits au pastel du couple. Henriette Silvestre est inhumée en l'église Saint-Germain-l'Auxerrois à Paris, dans un mausolée de marbre blanc érigé par l'architecte François d'Orbay. Charles Le Brun réalise alors un portrait funéraire de la défunte, devant orner le monument. Ce portrait, peint à l'huile sur marbre, est aujourd'hui conservé au musée des Beaux-Arts de Reims. Le Brun reprend en peinture un portrait au pastel (également au musée des Beaux-Arts de Reims) représentant Henriette au moment de sa mort. Par la vue de profil, la tête renversée sur l'épaule, les yeux mi-clos, la bouche entrouverte, les mains croisées sur la poitrine, ce portrait funéraire suggère un sommeil calme et serein. Un long voile encadre son visage, et répond au format ovale du tableau. Le Brun s'inspire ici de la Madeleine repentante (Paris, musée du Louvre) peint pour les Carmélites de la rue Saint-Jacques.
Alors que le pouvoir et l'influence de Le Brun vacillent, celui-ci peint en 1686 un tableau représentant Moïse défendant les filles de Jethro (Modène, Galleria Estense) qu'il amène à Versailles et présente au roi le 4 avril 1686. L'œuvre de Le Brun remporte un franc succès, et l'artiste exécute l'année suivante un deuxième tableau faisant office de pendant au premier, Le mariage de Moïse et Séphora (1687, Modène, Galleria Estense). Les deux tableaux, très admirés, sont aussitôt acquis par le roi et placés dans la chambre de billard à Versailles. L'artiste cherche à faire remarquer son talent toujours intact, dans une période de relative disgrâce, où celui-ci est tenu éloigné des grandes commandes officielles. Renouant avec le principe des tableaux de cabinets chers à Nicolas Poussin, Le Brun livre dans ces deux compositions un hommage à son maître. Le thème de l'Histoire de Moïse a été largement traité par Poussin, et Le Brun s'inspire manifestement de plusieurs compositions du peintre, dont Eliézer et Rébecca (Paris, musée du Louvre) et La mort de Saphire (Paris, musée du Louvre), toile précisément acquise par le roi en 1685, et que Le Brun a ainsi pu admirer. Le peintre affirme son talent dans l'expression des passions, et illustre le souci du « costume » dans de multiples détails historiques : dans Moïse défendant les filles de Jethro, l'artiste n'hésite pas à placer des dromadaires à l'arrière plan, et représente dans le ciel deux ibis poursuivant un de ces « serpents volants qui habitaient le désert de Madian ». Dans Le mariage de Moïse et Séphora, composition beaucoup plus calme et à la structure plus équilibrée, le peintre place les principaux protagonistes autour d'une table triangulaire, à côté d'un brûle-parfum, et accompagnés de musiciens et d'une statue de dieu lare accroupi inspiré des relevés de statues égyptiennes.
Le 9 juin 1667, Le Brun acquiert la concession d'une chapelle dans la partie gauche du déambulatoire de l'église Saint-Nicolas-du-Chardonnet, nouvellement construite près du quartier Latin. Le peintre fait de cette chapelle dédiée à Saint-Charles Borromée la chapelle privée de sa famille, ainsi que sa chapelle funéraire. À la mort de sa mère, Julienne Le Bé, en 1668, il entreprend de lui édifier un tombeau monumental contre le mur sud. La commande du tombeau est confiée au sculpteur Jean Collignon, qui travaille d'après des dessins de Le Brun (l'un est conservé au Louvre, un autre connu est en collection particulière). L'exécution commence dès 1668, et se poursuit jusque dans les années 1680. Le tombeau de Julienne Le Bé se distingue des autres monuments funéraires conçus et dessinés par Le Brun, par une force dramatique, un mouvement et un pathos qui emprunte beaucoup aux sculptures funéraires du baroque romain. La défunte est représentée en marbre blanc, enveloppée dans son linceul, les mains jointes et les yeux levés vers le ciel, surgissant de son tombeau au son de la trompette du Jugement dernier que tient l'ange de stuc situé au-dessus du monument. Derrière le tombeau, le mur est peint d'un ciel feint, entouré de rochers et d'élément végétaux faisant référence à l'atmosphère d'une grotte. Au-dessus de la corniche, deux enfants éplorés en stucs sont placés de part et d'autre d'une urne fumante, et entourés de guirlande de cyprès.
Pour l'autel de la chapelle, Le Brun a peint vers 1685 - 1690 un Saint Charles Borromée en prière (in situ), placé au-dessus d'un autel de marbre blanc, lequel était autrefois surmonté d'un relief en bronze de Girardon illustrant Saint Charles Borromée assistant les pestiférés (aujourd'hui à Troyes, musée des Beaux-Arts), réalisé d'après les dessins de Le Brun (conservés à Madrid et à Paris). Le tableau d'autel, cintré en partie supérieure, évoque la fin d'une procession destinée à libérer la ville de Milan d'une terrible épidémie de peste. Charles Borromée, agenouillé au premier plan, sur un emarchement, en prière devant un crucifix en bois, est précédé de plusieurs hommes tenant des flambeaux, dont un assistant qui, soulevant un pan de la robe du saint, découvre ainsi ses pieds ensanglantés par la longue marche.
Enfin, sur la voûte de la chapelle, Le Brun a peint dans un cadre rectangulaire un ciel feint où se détache L'archange Gabriel remettant au fourreau l'épée des vengeances célestes (in situ).

#### La mort

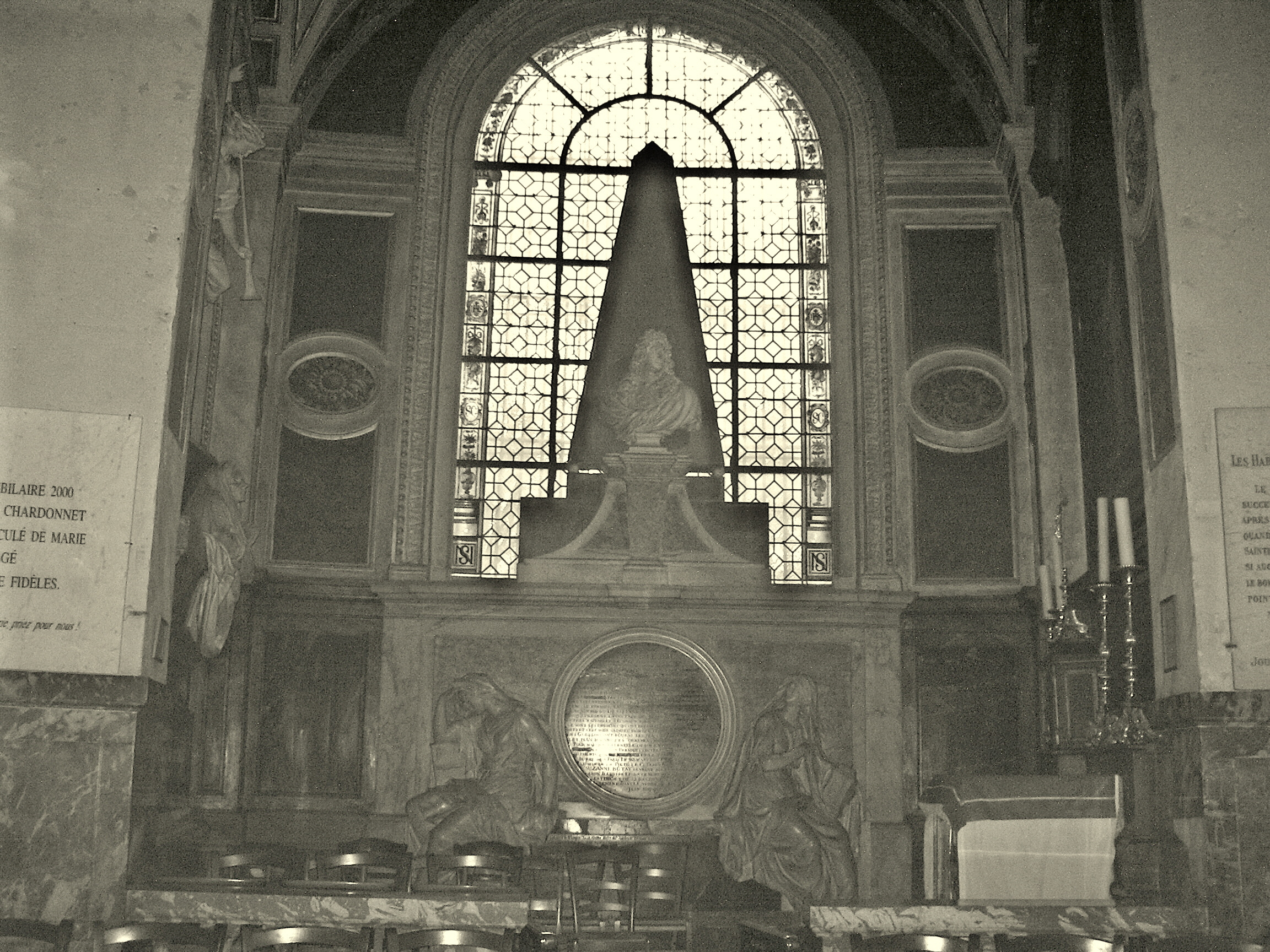
Antoine Coysevox, Monument funéraire de Charles Le Brun et Suzanne Butay, Paris, église Saint-Nicolas-du-Chardonnet.

Charles Le Brun décède le 12 février 1690, dans le logement qu'il occupe à l'hôtel de la Manufacture des Gobelins, à Paris. Ses obsèques ont lieu le 14 février, un convoi étant mis en place à l'église Saint-Hippolyte (sa paroisse), tandis que le lendemain a lieu son enterrement en l'église Saint-Nicolas-du-Chardonnet, dans la chapelle familiale. Son billet de décès indique : « Vous êtes priez d'assister au Convoy de Monsieur Le Brun, Escuyer, sieur de Thionville, Premier Peintre du Roy, Directeur des Manufactures Royales des Meubles de la Couronne aux Gobelins, Directeur, Chancelier et Recteur de l'Académie Royale de Peinture et de Sculpture, décédé en l'hostel desdites Manufactures, fauxbourg S. Marcel ; qui se fera Mardy, 14e jour de février 1690, à cinq heures du soir, en l'église S. Hypolite, sa Paroisse ; Et au Service et Enterrement qui se fera le lendemain Mercredy, 15e dudit mois, à dix heures du matin, en l'église S. Nicolas du Chardonnet, où il sera inhumé ; auquel lieu Messieurs et Dames s'y trouveront s'il leur plaist. »
Sa veuve, Suzanne Butay, commande au sculpteur Antoine Coysevox le tombeau de Le Brun, qui sera placé contre le mur du fond de la chapelle privée des Le Brun en l'église Saint-Nicolas-du-Chardonnet à Paris, à côté du tombeau de la mère dessiné par Le Brun et dont l'ange a été sculpté par Gaspard Collignon. Coysevox réalise un buste du peintre, placé devant un obélisque. Le soubassement du tombeau est orné de deux allégories évoquant La Peinture et La Religion, et est surmonté de deux anges tenant des flambeaux abaissés, les armes de Le Brun, des cassolettes fumantes et des guirlandes. Sous la Révolution, l'épitaphe est en partie martelée, laissant des traces toujours visibles aujourd'hui. Le monument sera démonté en 1799 et transporté au musée des Monuments Français d'Alexandre Lenoir, situé dans l'ancien couvent des Petits Augustins. Rendu à l'église quelques années plus tard, il est remonté par l'architecte Hippolyte Godde en 1818 dans la chapelle des Le Brun, et s'y trouve encore.

## Œuvres dans les collections publiques

### Décors

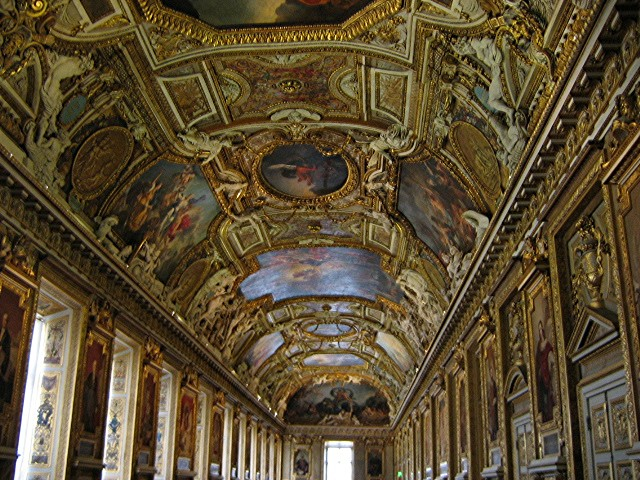
Galerie d'Apollon, musée du Louvre.

- Décor de la galerie d'Hercule de l'hôtel Lambert (1649) à Paris
- Cabinet doré de l'Hôtel La Rivière, Les Dieux assemblées sur l'Olympe, attendant Psyché enlevée par Mercure (1658 plafond transporté), Musée Carnavalet, Paris[301]
- Décor du château de Vaux-le-Vicomte (1658) : chambre du roi, Le Temps élevant au Ciel la Vérité
- L'Apothéose de Romulus, ensemble de huit peintures au plafond d'un salon de l'hôtel d'Aumont (vers 1658) à Paris
- Décoration du plafond de la galerie d'Apollon (1663-1677) au palais du Louvre
- Décor de la coupole du Pavillon de l'Aurore (vers 1673) au parc de Sceaux
- Dieu dans sa gloire (esquisse pour la troisième chapelle de Versailles 1675-1677), huile sur toile, 130 × 161 cm, Le Mans, musée de Tessé
- Peintures du plafond de la galerie des Glaces (1679) au château de Versailles
- Salon de la guerre, Château de Versailles[302]
  - L'Allemagne défaite, huile sur toile, 45 × 96 cm
  - La Hollande défaite, huile sur toile, 45 × 96 cm
  - Bellone en fureur, huile sur toile, 45 × 96 cm
- Salon de la Paix (1687 plafond), Château de Versailles[303]

### Tableaux
- Le Christ au linceul (1639-1640), huile sur toile, 76 × 155,8 cm, Dijon, musée des beaux-arts de Dijon[304].
- Martyre de saint Jean l'Évangéliste à la porte latine (1641-1642), huile sur toile, 282 × 224 cm, église Saint-Nicolas-du-Chardonnet, Paris
- La Déification d'Énée (1642-1645), huile sur toile, 81,3 × 97,7 cm, musée des beaux-arts de Montréal
- Mucius Scaevola devant Porsenna (1643-1645), huile sur toile, 95 × 133 cm, Mâcon, musée des Ursulines
- Le Christ mort sur les genoux de la Vierge (1643-1645 peint à Rome pour le chancelier Séguier), huile sur toile, 146 × 222 cm, musée du Louvre, Paris[305]
- Dédale et Icare (1645-1646), huile sur toile, 190 × 124 cm, Saint-Pétersbourg, musée de l'Ermitage[306]
- La Charité[307] (vers 1648), huile sur toile, 167 × 134 cm, musée des beaux-arts de Caen
- Marie Madeleine repentante renonçant à toutes les vanités de ce monde (1650), huile sur toile, 252 × 171 cm, Paris, musée du Louvre[308]
- Le Sommeil de l'Enfant Jésus (1655), huile sur toile, 87 × 118 cm, Paris, musée du Louvre[309]
- Jephté sur le point de sacrifier sa fille (1656), huile sur toile, 132 × 132 cm, Florence, musée des Offices[310]
- Le Sacrifice de Jephté (autre version), huile sur toile, Serpoukhov (Russie), musée d'art et d'histoire
- Pandore menée par les Dieux (1658), huile sur toile, 65,5 × 83 cm, Vic-sur-Seille, musée départemental Georges-de-La-Tour

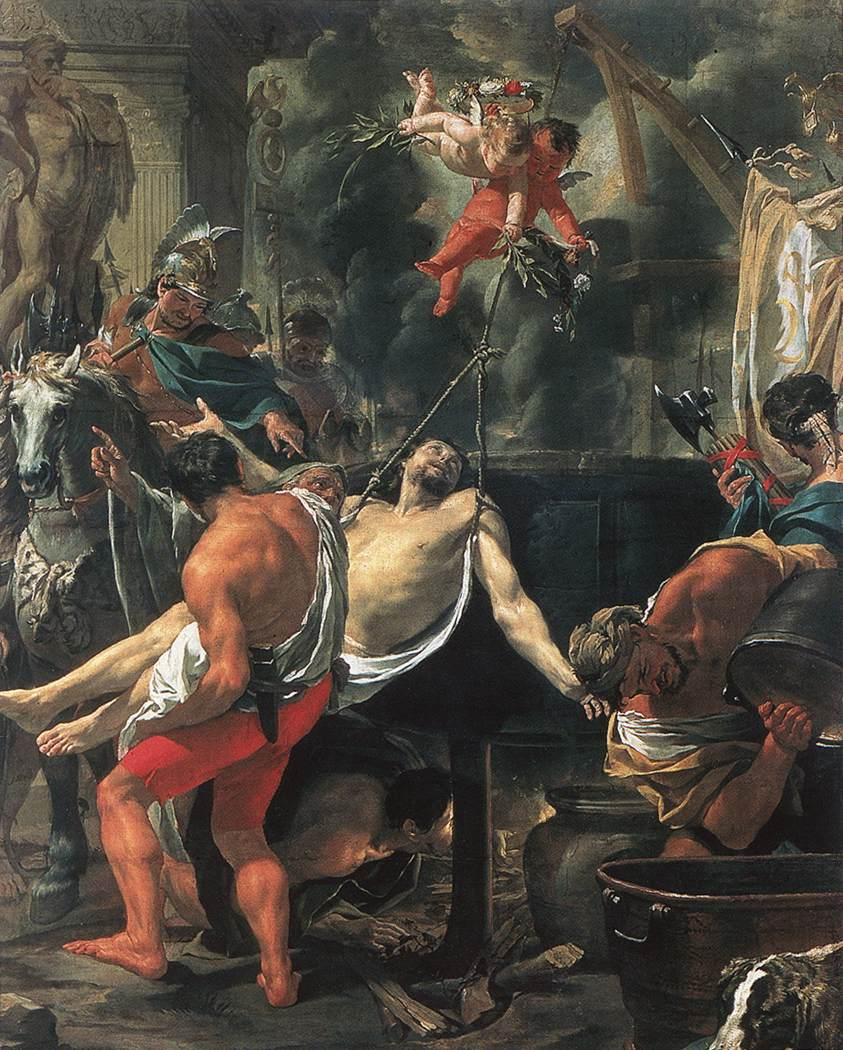
Martyre de saint Jean l'Évangéliste (1641-1642), église Saint-Nicolas-du-Chardonnet.
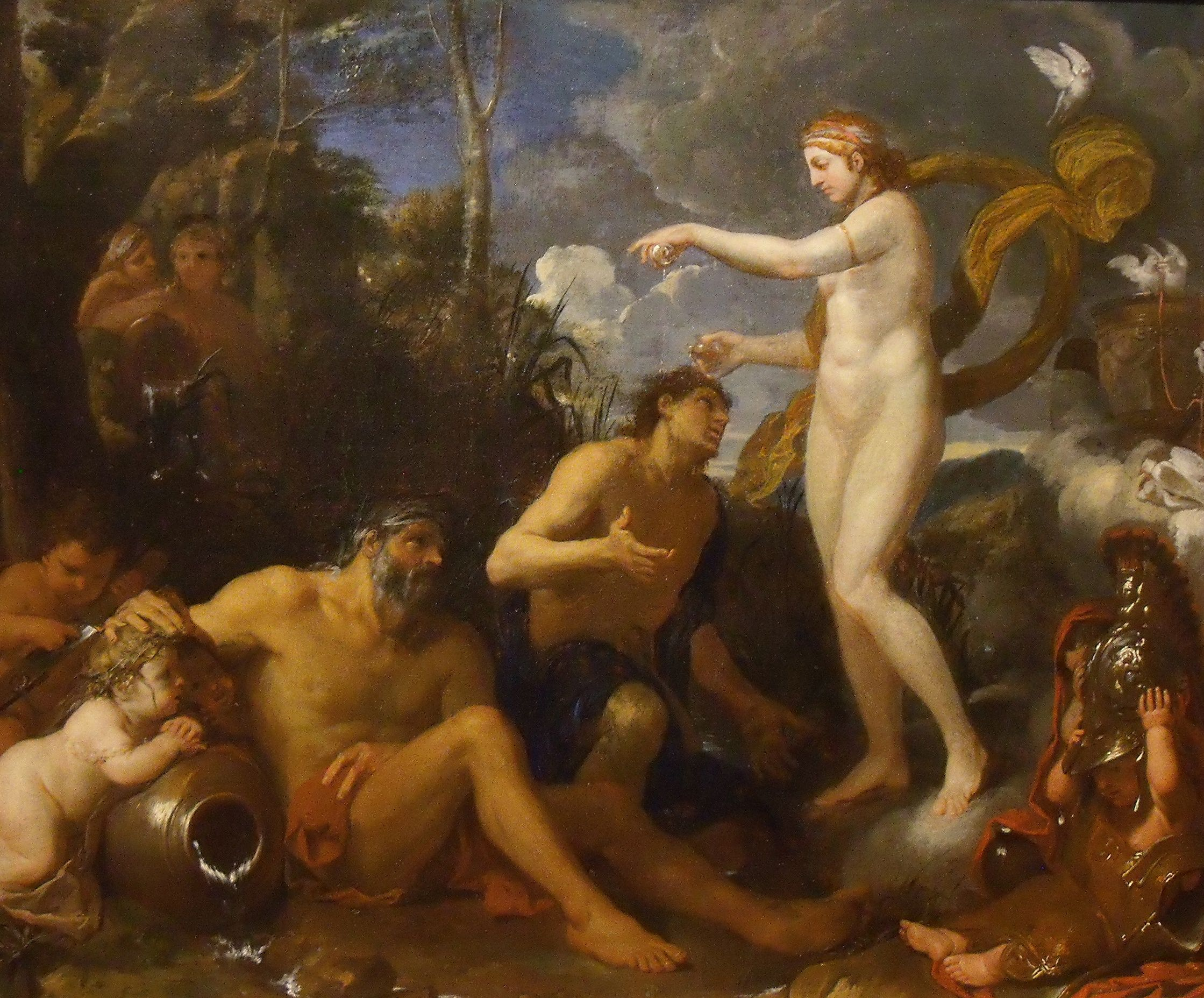
La Déification d'Énée (1642-1645), musée des beaux-arts de Montréal.
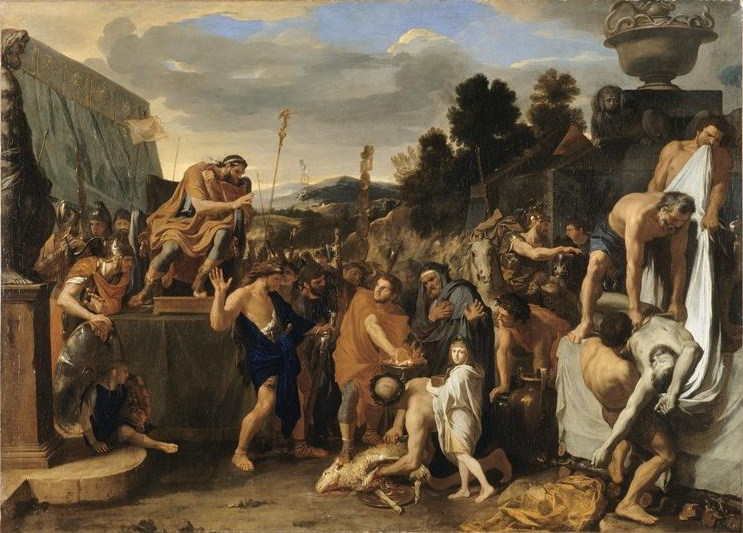
Mucius Scaevola devant Porsenna (1643-1645), musée des Ursulines de Mâcon.
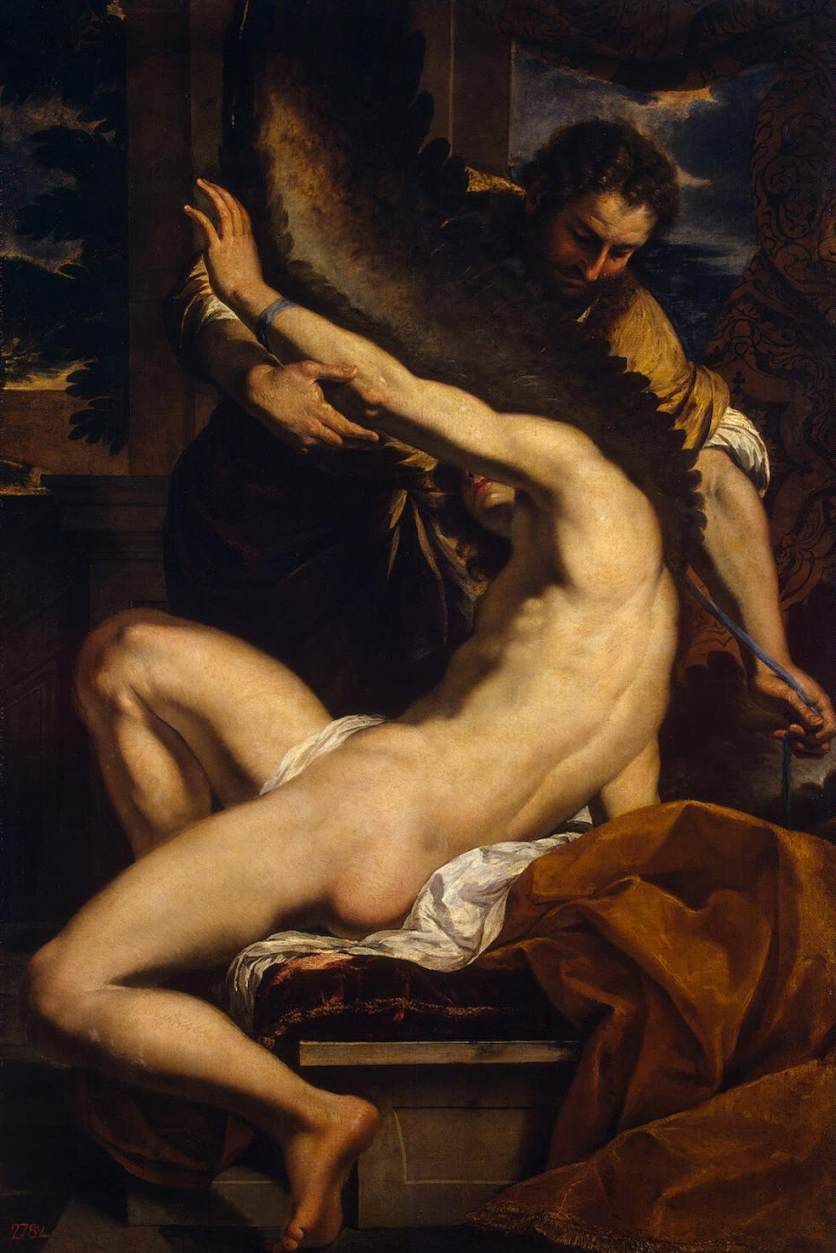
Dédale et Icare (1645-1646), musée de l'Ermitage.
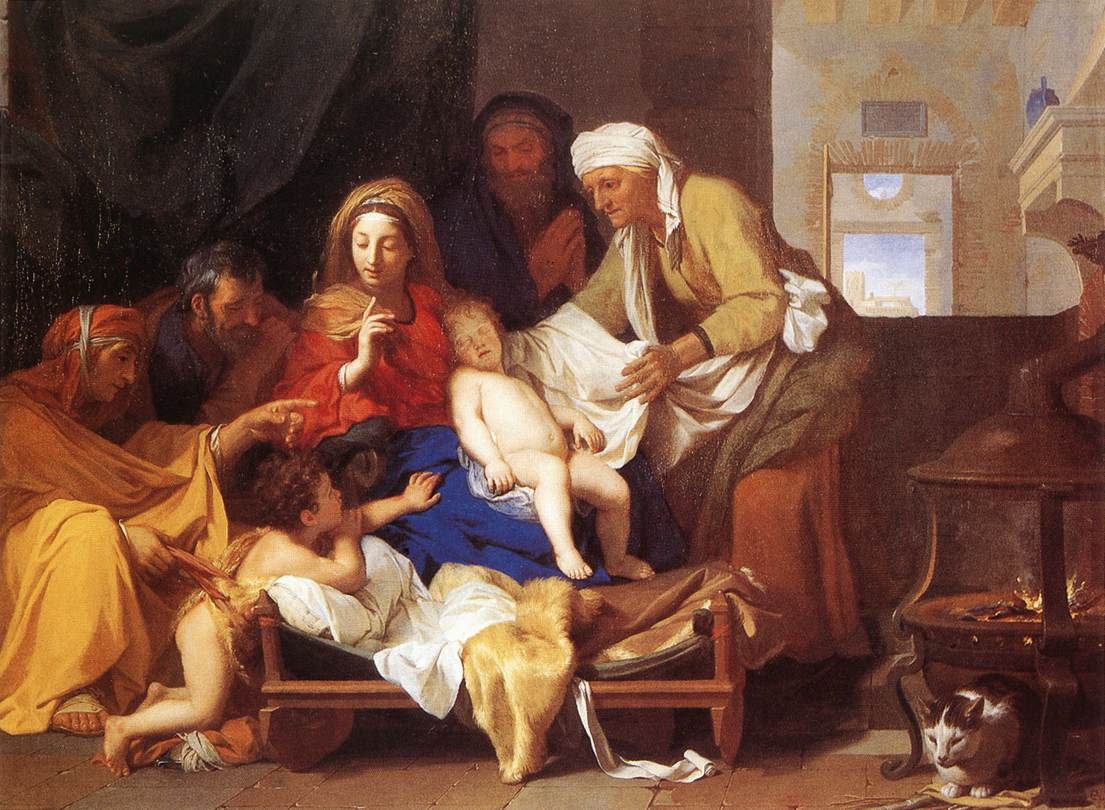
Le Sommeil de l'Enfant Jésus (1655), musée du Louvre.

Travail à la cour
- Portrait équestre de Pierre Séguier (1588-1672), chancelier de France (vers 1660), huile sur toile, 295 × 357 cm, Paris, musée du Louvre[311]
- Portrait de Louis XIV (1661-1662), huile sur toile, 67 × 57 cm, Versailles, musée national des châteaux de Versailles et de Trianon
- Le Roy gouverne par lui-même, 1661, huile sur toile, 103 × 99 cm, Versailles, musée national des châteaux de Versailles et Trianon
- Portrait de Turenne (1665), huile sur toile, 67 × 82 cm, Versailles, musée national des châteaux de Versailles et Trianon
- Les toiles de l'Histoire d'Alexandre, Paris, musée du Louvre
  - Entrée d'Alexandre dans Babylone ou Le Triomphe d'Alexandre (1665), huile sur toile, 450 × 707 cm[312]
- La Résolution prise de faire la guerre aux Hollandais, 1671, huile sur toile, 72 × 98 cm, Auxerre, musée des beaux-arts
- Le Royaume sur terre et sur mer (1672), huile sur toile, 72 × 98 cm, Auxerre, musée des beaux-arts
- La Résurrection ou Louis XIV présentant son sceptre et son casque à Jésus-Christ (1674-1676), huile sur toile, 480 × 265 cm, musée des beaux-arts de Lyon[313]
- La Seconde Conquête de la Franche-Comté (1674), huile sur toile, 94 × 140 cm, Versailles, musée national des châteaux de Versailles et Trianon
- Prise de la ville et de la citadelle de Gand en six jours (1678), huile sur toile, 64 × 106 cm, Troyes, musée des beaux-arts
- La Hollande accepte la paix et se détache de l'Allemagne et de l'Espagne (1678), huile sur toile, 60 × 113 cm, Compiègne, musée Antoine-Vivenel
- Autoportrait (envoyé en 1684 au grand-duc de Côme III), huile sur toile, 80 × 65 cm, musée des Offices, Florence[314]
- Le Portement de Croix (1688), huile sur toile, 153 × 214 cm, musée du Louvre, Paris[315]
- L'Adoration des bergers (1689), huile sur toile, 151 × 215 cm, musée du Louvre, Paris[316]
- Le Siège de Tournai (réalisé avec Anton Franz Van Der Meulen), XVIIe siècle ?, huile sur toile, 28 x 50 cm, musée des Beaux-Arts d’Orléans (volé au Conseil régional du Centre en 1991)[317].

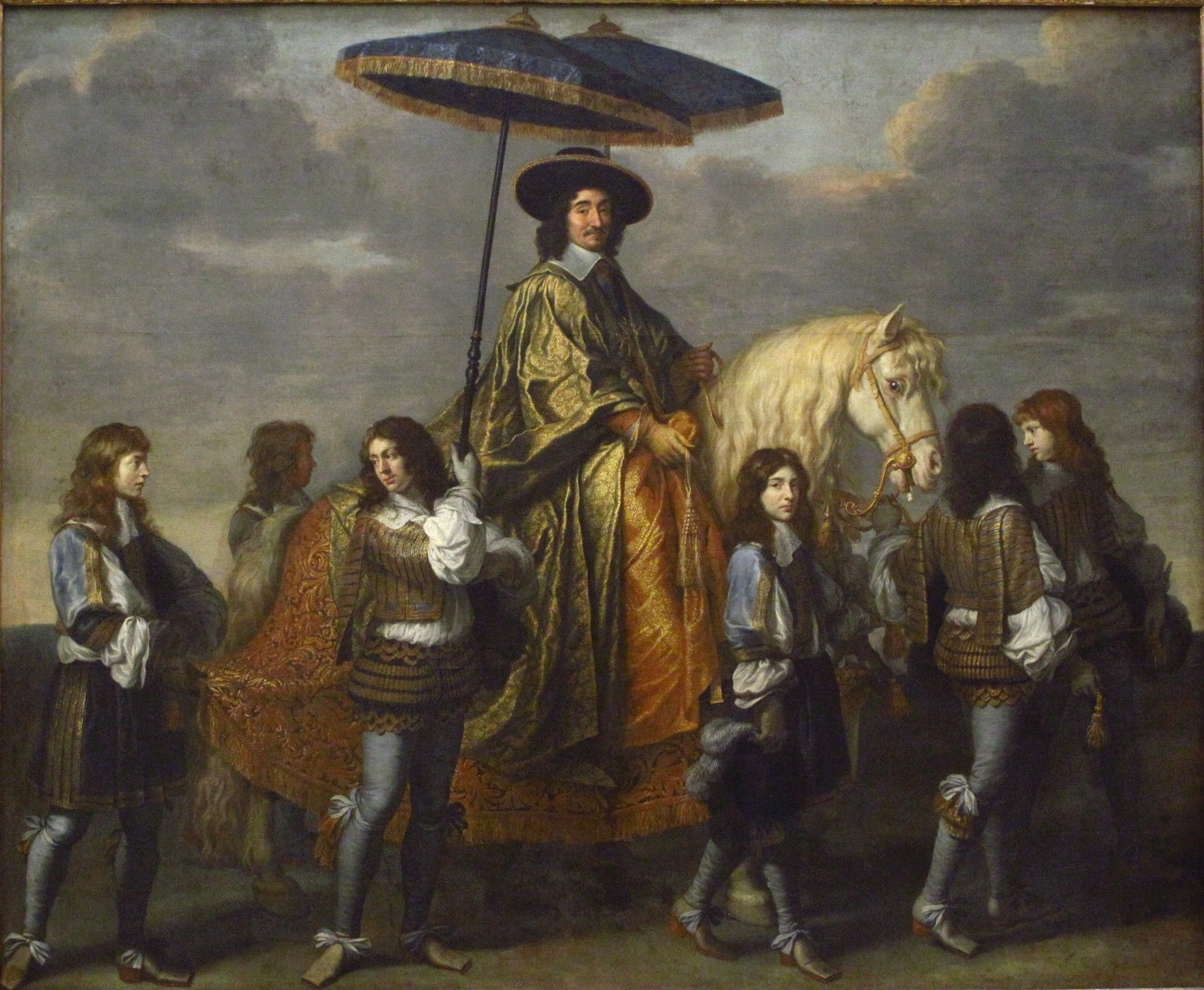
Le Chancelier Seguier (vers 1660), musée du Louvre.
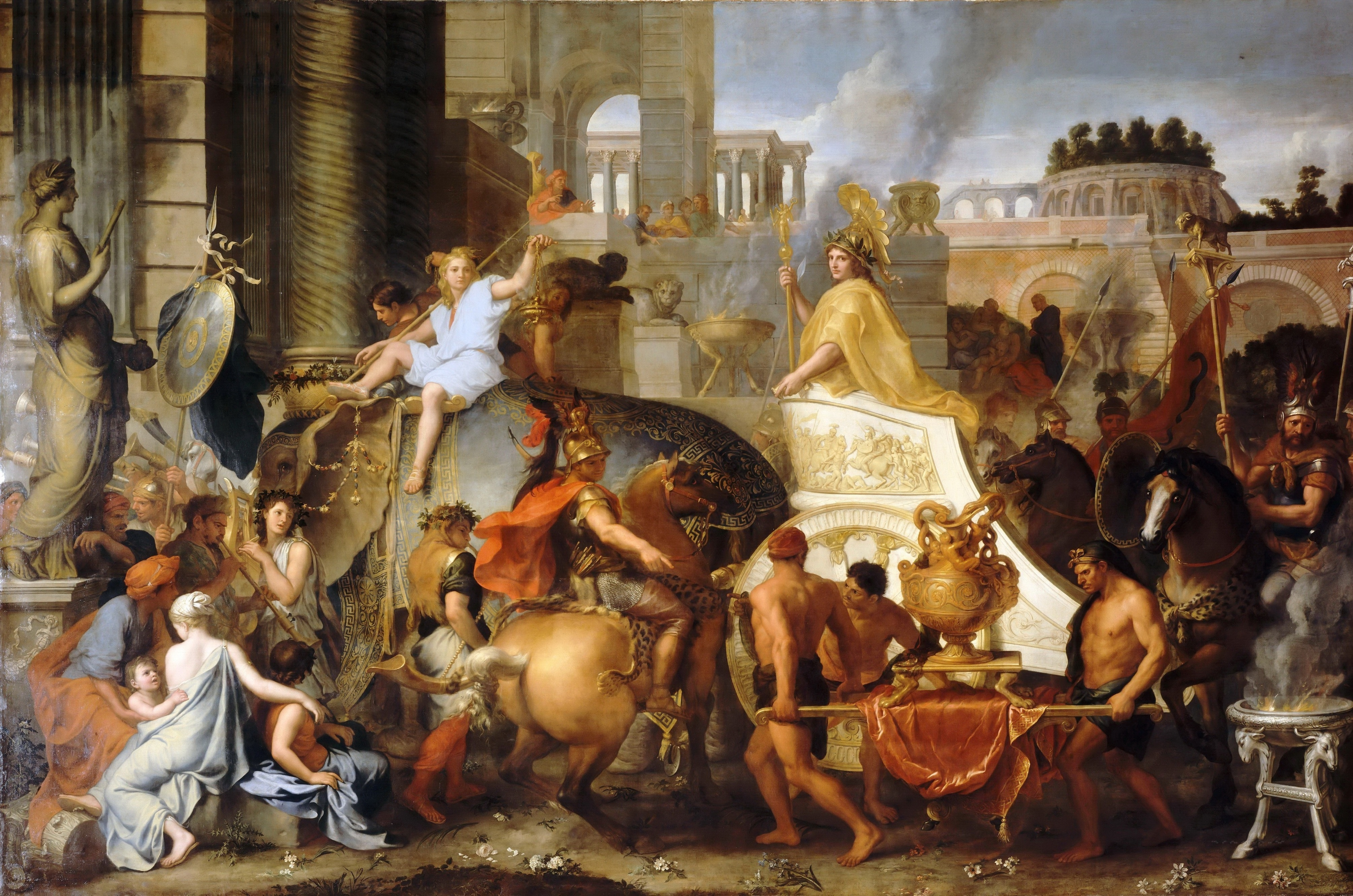
Alexandre dans Babylone (1665), musée du Louvre.
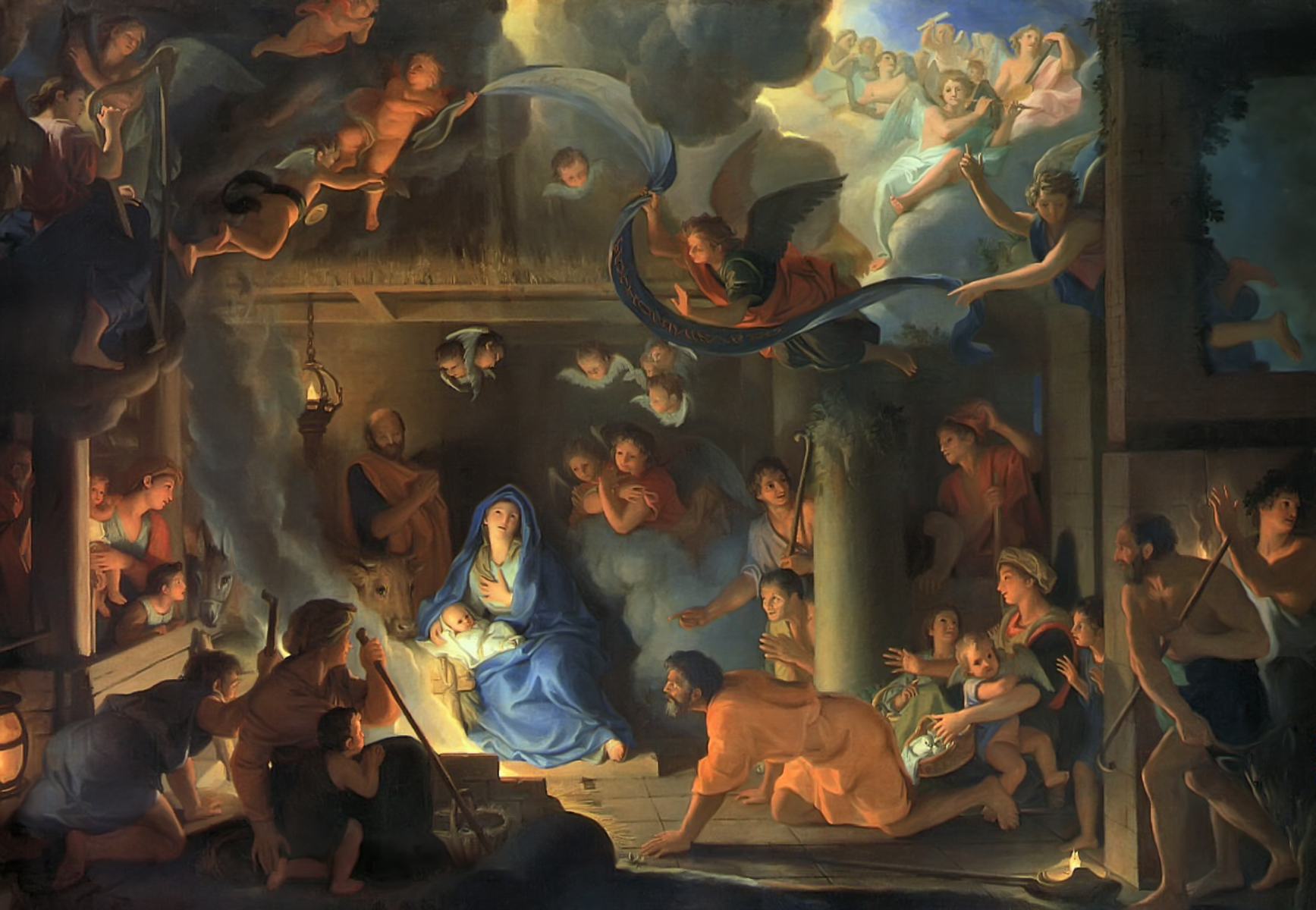
Adoration des bergers (1689), musée du Louvre.

Dates non documentées
- Série de quatre tableaux: L'Air, La Terre, Le Feu et L'Eau, musée des beaux-arts et d'archéologie de Châlons-en-Champagne
- Sainte Geneviève devant Paris, huile sur bois, 34,7 × 27,3 cm, musée des beaux-arts de Rouen
- Entrée du Christ à Jérusalem, huile sur toile, 153 × 214 cm, Saint-Étienne, musée d'art moderne
- La Chute des anges rebelles, huile sur toile, 162 × 129 cm, Paris, musée du Louvre
- Dieu dans sa gloire, huile sur toile, 60 × 102 cm, Versailles, musée national des châteaux de Versailles et Trianon
- Portrait funéraire d'Henriette Sélincart, huile sur marbre, 54 × 42 cm, musée des beaux-arts de Reims[318]

### Cartons de tapisserie

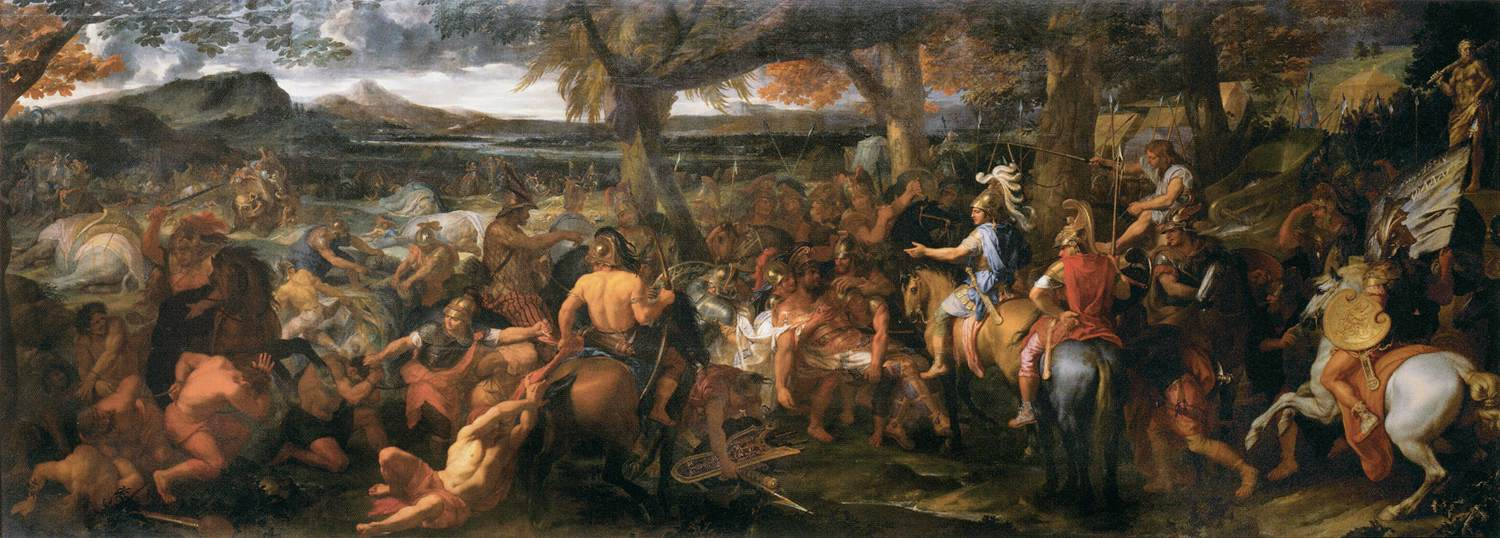
Alexandre et Porus (1665-1673)
carton de tapisserie
musée du Louvre.

- La Mort de Méléagre, avec François Bellin, 1659, Paris, musée du Louvre
- La Bataille d'Arbèles (1669), huile sur toile, 470 × 1 265 cm, Paris, musée du Louvre[319]
- Alexandre et Porus (1665-1673), huile sur toile, 470 × 1 265 cm, Paris, musée du Louvre[320]

### Dessins

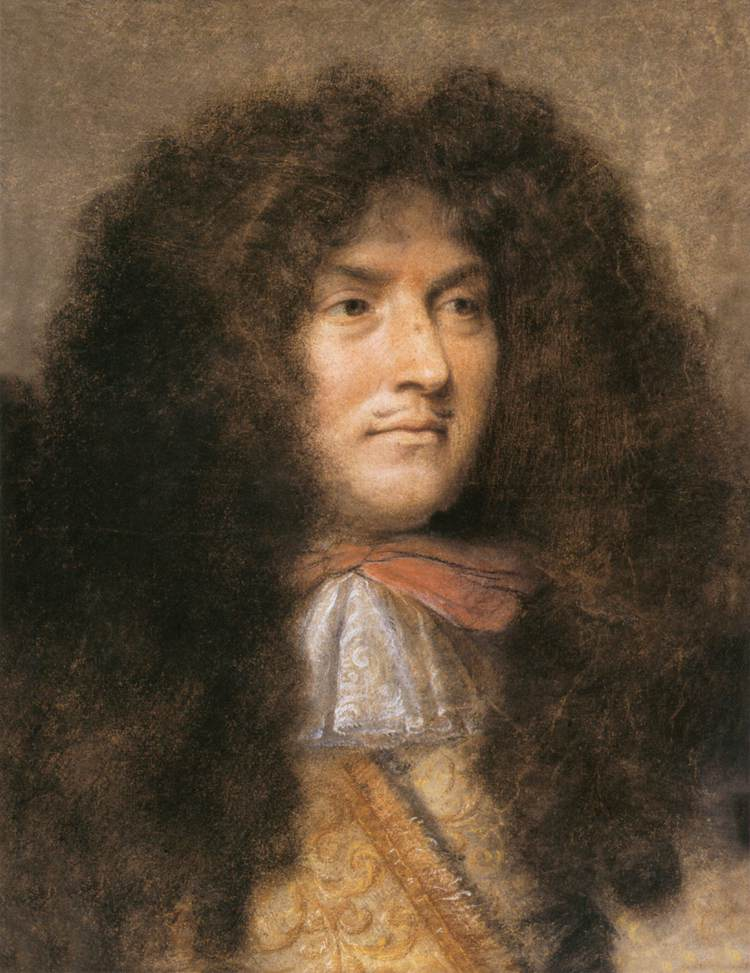
Portrait de Louis XIV, pastel sur papier gris, Paris, musée du Louvre.

- Tête de Méduse entre deux cornes d'abondance, pierre noire sur papier beige. H. 0,230 ; L. 0,416 m[321]. Beaux-Arts de Paris. Ce dessin est préparatoire à un élément de décor de l'hôtel du Chastelet dans la galerie du second étage, commandé par le frère de Jean-Baptiste Lambert de Thorigny, propriétaire initial de l'hôtel, en 1644 et commencé par Charles Le Brun en 1646 à son retour à Paris. La Méduse ne présente pas de visage hideux mais au contraire un ovale presque parfait dont l'expression inquiète et tourmentée est accentuée par la bouche entrouverte. La technique à la pierre noire rend subtilement compte des effets de matière de cette ornementation en stuc[322].
- Femme nue à mi-corps, se penchant vers la gauche, le regard tourné en haut à droite, le bras gauche étendue : étude pour une des Heures, sanguine rehauts de blanc sur papier beige. H. 0,144 ; L. 0,195 m[323] ; Femme nue à mi-corps et étude de tête de femme : étude pour l'Aurore, sanguine et rehauts de blanc sur papier beige. H. 0,184 ; L. 0,235 m[324] ; Femme drapée assise : étude pour Cérès, sanguine, pierre noire avec rehauts de blanc sur papier beige. H. 0,348 ; L. 0,235 m[325]. Beaux-Arts de Paris. Ces trois études se rapportent à des décors pour des hôtels particuliers réalisés par Charles Le Brun entre 1650 et 1658, dont le plafond présentant Apollon quittant Thétis pour rejoindre son char préparé par les Heures (musée Carnavalet) pour l'hôtel de Jérôme Nouveau, surintendant des postes, et le décor de l'hôtel de la Rivière, encadré par l'artiste à partir de 1652. Ce sont des études de détail pour les compositions représentant l'été incarné par Cérès (dans un médaillon), (plafond), dit aussi Le Lever du jour.
- Figure d'homme drapé, tête vue de face et étude de bras, sanguine sur papier beige. H. 0,315 ; L. 0,249 m[326]. Beaux-Arts de Paris. Ce dessin est une étude de détail, préparatoire à la figure d'un des tortionnaires du Martyre de saint Étienne (Notre-Dame de Paris), second May commandé à l'artiste en 1651. L'artiste reste très fidèle au texte des Actes des Apôtres et au récit qu'en fait la Légende dorée. Il réalise sur cette feuille une étude d'après le modèle vivant, représentant tout le corps de l'homme, ce qui tend à montrer qu'il avait l'intention de le représenter de manière plus complète que dans la version finale où il est en partie caché derrière Étienne.
- Femme ailée, les bras levée, sanguine et lavis brun sur papier beige. H. 0,415 ; L. 0,257 m[327]. Beaux-Arts de Paris. Ce dessin est préparatoire à une figure en stuc blanc et doré qui s'insère dans le décor réalisé par Nicolas Legendre et François Girardon d'après Charles Le Brun au château de Vaux-le-Vicomte dans la chambre du roi, à droite de la lunette de Jupiter. Le Brun s'établit d'ailleurs au château à la fin de l'année 1658 pour préparer ces décors. L'attitude d'ensemble de la figure est arrêtée avec précision sur cette feuille. La technique à la sanguine mélangée au lavis est caractéristique de l'artiste de cette époque et permet de souligner le modelé des volumes, du corps et des vêtements. Les indications d'ombres et de lumière permettent d'orienter l'artiste qui va exécuter le stuc sur les parties à traiter en ronde-bosse.
- L'Ordre rétabli dans les finances (1662), pierre noire, 247 × 218 cm, Paris, musée du Louvre
- La fureur des duels arrêtée (1662), pierre noire avec rehauts de craie blanche, 198 × 278 cm, Paris, musée du Louvre.
- Étude pour la portière de Mars, sanguine, pierre noire et lavis brun sur papier beige. H. 0,450 ; L. 0,275 m[328]. Beaux-Arts de Paris. Ce dessin est un projet pour une des pièces de la Portière des Renommées, un ensemble de tapisseries de la manufacture de Maincy confié à Le Brun en 1662. L'écusson placé au centre de La Portière de Mars (conservée au Mobilier national), montre que cette pièce était destinée à Louis XIV. Cette feuille fait l'état des premières pensées de Le Brun pour ce projet et montre son étude de certains effets comme le foisonnement des palmes et des étendards.
- Rétablissement de la navigation (1663), pierre noire, 247 × 217 cm, Paris, musée du Louvre
- Protection accordée aux Beaux-Arts (1663), pierre noire, 247 × 218 cm, Paris, musée du Louvre
- Défaite des Turcs en Hongrie par les troupes du roi, 1664, 222 × 170 cm, Paris, musée du Louvre
- La réparation de l'attentat des Corses (1664), pierre noire avec rehauts de craie blanche, 178 × 156 cm, Paris, musée du Louvre
- La Hollande secourue contre l'évêque de Munster (1665), pierre noire avec rehauts de craie blanche, 184 × 156 cm, Paris, musée du Louvre
- Portrait de Louis XIV (1667), Pastel sur papier-beige, 52 × 40 cm, Paris, musée du Louvre[329].
- La Renommée, pierre noire, lavis d'encre de Chine et aquarelle bleue, trait d'encadrement à la plume, à l'encre noire. Mise au carreau à la sanguine. H. 0,184 ; 0,290 m[330]. Beaux-arts de Paris. Cette allégorie fait partie avec certitude du corpus des études préparatoires que l'on puisse rattacher au travail de Le Brun pour l'ensemble des quatre-vingt-treize tapis tissés dès 1668 par les ateliers de la manufacture de la Savonnerie destinés à couvrir le parquet de marqueterie de la Grande Galerie du Louvre[331].
- * Étude pour le Roy armé sur terre et sur mer (1672), Versailles, musée national des châteaux de Versailles et Trianon
- La colère, pierre noire (vers 1678), Paris, musée du Louvre.
- Louis XIV recevant les ambassadeurs des nations éloignées, pierre noire et lavis d'encre de Chine. H. 0,318 ; L. 0,233 m[332]. Beaux-Arts de Paris. Alors peintre du roi, Le Brun se voit confier la décoration de la voûte de la grande galerie de Versailles (1679-1684), présentant l'histoire militaire, diplomatique et civile des dix-huit premières années du règne personnel de Louis XIV. Sur les retombées de la voûte, l'artiste place des médaillons qui représentent la réorganisation des royaumes, les succès diplomatiques et les grands travaux. Ce dessin est préparatoire à l'un de ces médaillons destiné à recevoir une scène peinte sur toile marouflée représentant un succès diplomatique de Louis XIV, sa réception des ambassadeurs des nations éloignées. L'artiste y esquisse à la pierre noire l'essentiel de sa composition.
- La Réception des ambassadeurs de Siam par Louis XIV, pierre noire et lavis d'encre de Chine. H. 0,536 ; L. 0,807 m[333]. Beaux-Arts de Paris. Ce dessin décrit un évènement mémorable du règne de Louis XIV, celui de la réception des ambassadeurs siamois à la Galerie des Glaces le 1er septembre 1686. Le traitement rigoureux du sujet, l'exécution très soignée de la composition et le format monumental de la feuille laissent supposer que ce projet correspond à une commande précise de décor mural ou de tapisserie dont nous n'avons plus trace aujourd'hui. La venue de ces personnalités étrangères est l'occasion pour l'artiste d'étudier en détail leurs physionomies et leurs costumes.

Dates non documentées
- Trois femmes drapées, Paris, musée du Louvre
- Victoire ailée, couchée sur des nuages, pierre noire avec rehauts de craie blanche, 170 × 280 cm, Paris, musée du Louvre
- Hercule assis tenant sa massue, pierre noire, 125 × 157 cm, Paris, musée du Louvre
- Cinq études de masques, pierre noire et trace de craie, 209 × 45,4 cm, Paris, musée du Louvre
- La jalousie, pierre noire, plume et encre noire, 19,9 × 25,5 cm, Paris, musée du Louvre
- Le pleureur, pierre noire, 26 × 21,3 cm, Paris, musée du Louvre
- Étude d'anatomie pour la figure du roi dans le passage du Rhin, pierre noire avec rehaut de craie, 43,9 × 29,1 cm, Paris, musée du Louvre
- L'Apothéose d'Hercule, pierre noire et lavis gris, 44,5 × 29,1, Paris, musée du Louvre
- Le roy gouverne par lui-même, pierre noire et lavis gris, 80,7 × 53,3, Paris, musée du Louvre
- Thèse de Charles d'Orléans-Longueville, sanguine et lavis brun, 104 × 70 cm, Lille, palais des beaux-arts
- Apothéose d'Hercule, pierre noire, plume, encre brune, lavis brun, lavis de sanguine et rehauts de blanc, 32,6 × 46 cm, Paris, musée du Louvre

Dessins préparatoires à des sculptures
- Étude d'ensemble pour un monument à la gloire de Louis XIV, pierre noire et sanguine, Paris, musée du Louvre
- Louis XIV à cheval, projet pour le médaillon du salon de la Guerre, pierre noire et lavis gris, Paris, musée du Louvre
- L'enlèvement de Cybèle par Saturne ou la Terre, pierre noire et lavis, 33,7 × 21,4 cm, Paris, musée du Louvre
- Les Quatre Saisons, pierre noire et lavis gris, 32,3 × 49,8 cm, Paris, musée du Louvre
- L'Aristocratie, pierre noire et lavis gris, 27,1 × 11,6 cm, Paris, musée du Louvre

### Publications
- Henry Jouin, « Charles Le Brun peintre (1619-1690) sur Saint Michel terrassant le démon par Raphaël », dans Conférences de l'Académie royale de peinture et de sculpture : recueillies, annotées et précédées d'une étude sur les artistes écrivains, Paris, A. Quantin imprimeur-éditeur, 1883 (lire en ligne), p. 1-11
- Méthode pour apprendre à dessiner les passions (1698), livre posthume qui eut une grande influence sur l’art du XVIIIe siècle

### Redécouverte d'une œuvre de jeunesse
Le 23 janvier 2013, la découverte du Sacrifice de Polyxène, œuvre de jeunesse de Le Brun, est annoncée par les conseillers artistiques du Ritz, Wanda Tymowska et Joseph Friedman. Le tableau, daté de 1647, ornait la suite Coco Chanel du célèbre palace parisien depuis semble-t-il plus d'un siècle,.

### Commémoration
Un timbre premier jour représentant une sanguine réalisée pour l'ébauche d'une fresque de la galerie des glaces de Versailles, a été émis par les services philatéliques de la poste française, le 28 avril 1973 .

### Armoiries
Charles Le Brun porte : d'azur, à la fleur de lis d'or ; au chef cousu de sable, chargé d'un soleil d'or.

### Monographies, mémoires, études, thèses
- Georges Guillet de Saint-George, « Charles Le Brun », dans Mémoires inédits sur la vie et les ouvrages des membres de l'Académie royale de peinture et de sculpture publiés d'après les manuscrits conservés à l'École impériale des Beaux-Arts, t. 1, Paris, J. B. Dumoulin, 1854 (lire en ligne), p. 1-72
- Anne Le Pas de Sécheval, « Le testament de Charles Le Brun : le sanctuaire de la chapelle de la Sorbonne, entre union des arts du dessin et inspiration romaine », Bulletin monumental, t. 179, no 3,‎ 2021, p. 277-293
- Olivier Bonfait, Lynda Frenois, Bénédicte Gady (et al.), Nouveaux regards sur Charles Le Brun, actes du colloque, Paris, école du Louvre, Lens, musée du Louvre-Lens, Vaux-le-Vicomte, château, 26-28 mai 2016. (consulter en ligne)
- Wolf Burchard, The Sovereign artist. Charles Le Brun and the Image of Louis XIV, Londres, Paul Holberton publishing, 2016.
- Gaëlle Lafage, Charles Le Brun décorateur de fêtes, Presses Universitaires de Rennes, 2015.
- Sylvain Kerspern, « Le Brun énigmatique. Le Supplice de Mézence, enjeux d'une esquisse. », in dhistoire-et-dart.com, 16 février 2013 (consulter en ligne)
- Bénédicte Gady, L'ascension de Charles Le Brun. Liens sociaux et production artistique, Paris, Éditions de la Maison des sciences de l'homme, coll. « Passages » (no 29), 2011 (ISBN 978-2-7351-1169-5). .
- (en) Louis Marchezano, Christian Michel, Printing the Grand Manner : Charles Le Brun and monumental prints in the age of Louis XIV, Los Angeles, Getty Research Institute, 2010.
- Thomas Kirchner, Le héros épique. Peinture d'Histoire et politique artistique dans la France du XVIIe siècle, éditions de la Maison des Sciences de l'Homme, Paris, 2009.
- Jean Vittet, La Tenture de l'Histoire d'Alexandre Le Grand, RMN, 2008.
- Nicolas Milovanovic, Les Grands Appartements de Versailles sous Louis XIV, catalogue des décors peints, RMN, Paris, 2005.
- Lydia Beauvais, Musée du Louvre, département des Arts graphiques, Inventaire général des dessins, École française, Charles Le Brun, 1619 - 1690, Paris, 2000, 2 tomes.
- Jacques Lauga, Le décor peint de la Galerie des Glaces (peintures de Charles Le Brun) : histoire des restaurations, mémoire d'Études, école du Louvre, 1997.
- Raf Vanhoren, « Tapisseries bruxelloises d'après les modèles de Charles Le Brun : L'Histoire d'Alexandre le Grand », dans Catherine Arminjon et Nicole de Reyniès (dir.), La Tapisserie au XVIIe siècle et les collections européennes, Paris, Éditions du Patrimoine, coll. « Cahiers du patrimoine » (no 57), 1999 (ISBN 2-85822-279-7), p. 61-68.
- (en) Jennifer Montagu, The Expression of the Passions : the origin and influence of Charles Le Brun's Conférence sur l'expression générale et particulière, Yale University Press, New Haven, 1994.
- Jennifer Montagu, « Les œuvres de jeunesse de Charles Le Brun : l'influence de Simon Vouet et d'autres », dans Simon Vouet (Actes du colloque), Paris, 1992, p. 531–543.
- Michel Gareau, Charles Le Brun. Premier peintre du roi Louis XIV, Paris, Hazan, 1992 (ISBN 2-85025-290-5). .
- Daniel Meyer, L'Histoire du Roy, Paris, Réunion des musées nationaux, 1980 (ISBN 2-7118-0139-X). .
- Dominique Dandraël, Charles Le Brun portraitiste, DEA sous la dir. d'Antoine Schnapper, Paris IV Sorbonne
- Jacques Thuillier, Le Brun et Rubens, Bruxelles, musées royaux des Beaux-Arts de Belgique, 1967.
- Camilo Rodon y Font, Adolphe Hullebroeck, Charles Le Brun, Paris, C. Béranger, 1941.
- Pierre Marcel, Charles Le Brun, coll. Les Maîtres de l'art, Plon, Paris, 1909.
- Henry Jouin, Charles Le Brun et les arts sous Louis XIV, éd. Laurens, Paris, 1889 (consulter en ligne).
- Claude Nivelon, Vie de Charles Le Brun et description détaillée de ses ouvrages, 1699 - 1704, manuscrit, BNF, man. fr. 12987 (nouvelle édition chez Droz, 2004) (consulter en ligne consulter en ligne l'édition de 2004)

### Catalogues d'expositions
- Bénédicte Gady, Nicolas Milovanovic, Charles Le Brun (1619-1690), cat. exp. Lens, musée du Louvre-Lens, 18 mai - 29 août 2016, Paris, Lienart, 2016.
- Nicolas Milovanovic et Alexandre Maral (dir.), La galerie des glaces : Charles Le Brun maître d'œuvre, Paris, Réunion des musées nationaux, 2007 (ISBN 978-2-7118-5453-0).
- Catalogue d'exposition, « Le Pavillon de l'Aurore : les dessins de Le Brun et la coupole restaurée », Sceaux, musée de l'Île-de-France, 2000, Paris, Somogy.
- Collectif (Lydia Beauvais, Claire Constans, Simone Hoog, Laure C. Starcky), Charles Le Brun 1619-1690. Le décor de l'Escalier des Ambassadeurs à Versailles : célébration du tricentenaire de la mort de l'artiste, Versailles, musée national du château, RMN, 1990 - 1991.
- (en) Catalogue d'exposition Courage and cruelty. Le Brun's « Horatius Cocles » and « The Massacre of the Innocents », Dulwich Picture Gallery, 1990 - 1991.
- Nicole Barbier, Sylvie Blottière, Le Brun 80, Rennes, musée des Beaux-Arts, 1980 - 1981.
- Jacques Thuillier et Jenniger Montagu (dir.), Charles Le Brun, 1619-1690 : peintre et dessinateur, Paris, Ministère d'Etat chargé des Affaires Culturelles, 1963 (BNF 37560568). .
- Catalogue d'exposition, Charles Le Brun : Premier Directeur de la Manufacture royale des Gobelins, Paris, manufacture des Gobelins, 1962.

### Articles de périodiques
- Anne Le Pas de Sécheval, « De la vision mystique à "l'invention mystique" du tableau d'autel dans les œuvres de Charles Le Brun et Eustache Le Sueur », dans Machinae spirituales. Les retables baroques dans les Pays-Bas méridionaux et en Europe. Contributions à une histoire formelle du sentiment religieux au XVIIe siècle, sous la dir. de Brigitte D'Hainaut-Zveny et Ralph Dekoninck, Bruxelles, Institut royal du Patrimoine artistique, 2014, p. 254-269.
- Bénédicte Bonnet Saint-Georges, « Le Metropolitan acquiert un tableau de Charles Le Brun », in La Tribune de l'Art, 19 avril 2013 (consulter en ligne)
- Anne Le Pas de Sécheval, « Le Crucifix aux anges de Charles Le Brun. Genèse et enjeux d'une commande d'Anne d'Autriche », Revue de l'Art, no 176,‎ 2012, p. 43-49 (ISSN 0035-1326). .
- Frédéric Jiméno, « Charles Le Brun et l’Espagne : réception artistique et politique d'un modèle français (1746-1808) », Julien Lugand (dir.) Les échanges artistique entre la France et l’Espagne (XVe-fin XIXe siècles), Perpignan, Presses universitaires de Perpignan, 2012, p. 275-292 (lire en ligne)
- Jean Vittet, « Un chef d'œuvre des Gobelins : la tenture de l'Histoire d'Alexandre le Grand par Charles Le Brun », L'Objet d'art, no 440,‎ novembre 2008, p. 66-75 (ISSN 0998-8041). .
- (it) Francesco Saracino, « Le Profezie di Charles Le Brun », in Storia dell'arte, 2008, 121, p. 93-122.
- Bénédicte Gady, « Charles Le Brun et les sculpteurs de Versailles : étude de la genèse des statues de l'aile du Midi », Versalia, no 11,‎ 2008, p. 85-98 (ISSN 1285-8412, lire en ligne, consulté le 11 mars 2023). .
- Jacques Lauga, « Histoire de la restauration du décor peint de Charles Le Brun à la voûte de la galerie des Glaces de Versailles », in La Revue du Louvre, 2007, 3, p. 74-82.
- Bénédicte Gady et Moana Weil-Curiel, « Un Amateur méconnu, ami de Charles Le Brun : le chanoine Guillaume Thomas », in Revue de l'Art, 2006, 153, p. 31-39.
- Claire Mazel, « Charles Le Brun et ses sculpteurs : les monuments funéraires », in Histoire de l'Art, 2005, 57, p. 55-66.
- Nicolas Milovanovic, « Le roi et son peintre : La famille de Darius de Charles Le Brun », Versalia, no 8,‎ 2005, p. 166-178 (ISSN 1285-8412, lire en ligne, consulté le 17 mars 2023). .
- Jean Habert et Nicolas Milovanovic, « Charles Le Brun contre Véronèse : la Famille de Darius et les Pèlerins d'Emmaüs au château de Versailles », in La Revue du louvre, 2004, 5, p. 63-72.
- Lydia Beauvais, « Les Patriarches sortant des limbes : deux tableaux de Charles Le Brun pour la chapelle du château de Sceaux », in La Revue du Louvre, 2004, 1, p. 74-80.
- Nicolas Milovanovic, « La Résurrection de Charles Le Brun : un exemple de propagande colbertienne ? », in Cahiers du musée des Beaux-Arts de Lyon, 2003, p. 24-29.
- Alain Mérot, « Le triomphe de Charles Le Brun », in « Vaux-le-Vicomte », Connaissance des Arts hors série, 2003, p. 36-49.
- Lydia Beauvais, « Charles Le Brun : un exemple d'allégorie réelle à la voûte de la galerie de Versailles : L'Ordre rétabli dans les finances », in La Revue du Louvre, 2002, 5, p. 41-48.
- Stéphane Loire, « Charles Le Brun à Rome (1642 - 1645) : les dessins d'après l'antique », in Gazette des Beaux-Arts, 2000, 136, 1580, p. 73-102.
- (en) Edith Appelton Standen, « For minister or for king : two seventeenth century Gobelins tapestries after Charles Le Brun », in Metropolitan Museum journal, 1999, 34, p. 123-133.
- Lydia Beauvais, Claire Constans, « Le roi gouverne par lui-même, 1661 : une esquisse de Charles Le Brun pour la voûte de la Galerie des Glaces au château de Versailles », in La Revue du Louvre, 1999, 2, p. 56-61.
- Hélène Guicharnaud, « Charles Le Brun, "Les Nations de l'Amérique" », in L'Estampille L'Objet d'art, 1998, 330, p. 83-84.
- Barbara Brejon de Lavergnée, « De Simon Vouet à Charles Le Brun », in Revue de l'Art, 1998, no 122, p. 38-54 (consulter en ligne).
- Elena Karpova, « Les Compositions de Charles Le Brun dans la sculpture monumentale de Saint-Petersbourg », in Gazette des Beaux-Arts, 1997, 129, 1540 - 1541, p. 213-224.
- Antoine Schnapper, « La Fortune de Charles Le Brun », in La Revue de l'Art, 1996, 114, p. 17-22 (consulter en ligne).
- Lydia Beauvais et André Le Prat, « Un carton de Le Brun reconstitué. La figure de l'Afrique pour l'Escalier des Ambassadeurs à Versailles », in La Revue du Louvre, no 4, octobre 1995, p. 67-69.
- Lydia Beauvais, « Les dessins de Le Brun pour l'Histoire d'Alexandre », dans Revue du Louvre et des musées de France, 1990, 4, p. 285-295.
- Madeleine Jarry, « L'Histoire du roi, d'après Charles Le Brun et les Chasses de Louis XV d'après Jean-Baptiste Oudry : Deux grandes tentures de la Manufacture des Gobelins », in Versailles, no 71, 1980, p. 27-39.
- Gilles Chomer, « Charles Le Brun avant 1646 : contribution aux problèmes de sa formation et de ses œuvres de jeunesse », in Bulletin de la Société de l'Histoire de l'art français, 1977, p. 93-107.
- Albert Pomme de Mirimonde, « Le symbolisme musical dans les tapis de la Grande Galerie du Louvre dessinés par Charles Le Brun », in La Revue du Louvre, 1973, 3, p. 161-168.
- Albert Pomme de Mirimonde, « Le symbolisme musical dans les tapis de la Grande Galerie du Louvre dessinés par Charles Le Brun », in La Revue du Louvre, 1973, 2, p. 95-104.
- (en) Jennifer Montagu, « The Descent from the Cross by Charles Le Brun », in Victoria and Albert Museum Bulletin, no 4, octobre 1968, p. 128-131.
- Hélène Demoriane, « Le Brun à Vaux », in Connaissance des Arts, no 195, mai 1968, p. 86-93.
- Jacques Thuillier, « Le Brun et Rubens », in Bulletin des Musées Royaux des Beaux-Arts de Belgique, 1967, p. 247-267.
- Daniel Wildenstein, « Les œuvres de Charles Le Brun d'après les gravures de son temps », in Gazette des Beaux-Arts, LXVI, 1965, p. 1-58.
- (en) Jennifer Montagu, « The early ceiling Decorations of Charles Le Brun », in The Burlington Magazine, no 726, septembre 1963, p. 395-407.
- (en) Jennifer Montagu, « The Institutio of the Eucharist by Charles Le Brun », in Journal of the Warburg and Courtauld Institutes, 1961, 35, 3 - 4, p. 309-312.
- Bernard de Montgolfier, « Charles Le Brun et les confréries parisiennes, le tableau des Merciers du Saint-Sépulcre », in Gazette des Beaux-Arts, octobre 1960, p. 195-206.
- Bernard de Montgolfier, « Charles Le Brun et les confréries parisiennes, une œuvre méconnue de la jeunesse du maître : Saint Jean l'Évangéliste à la porte latine », in Gazette des Beaux-Arts, avril 1960, p. 323-342.
- Donald Posner, « Charles Le Brun's Triumph of Alexander », in The Art Bulletin, 1959, p. 237-248.
- (en) Anthony Blunt, « The early work of Charles Le Brun » in The Burlington Magazine, 1944, t.I, p. 165-173 ; t.II, p. 186-194.
- Hubert Delesalle, « Réorganisation du musée des Gobelins : Charles Le Brun à la Manufacture Royale (1662 - 1690) », in Bulletin des musées de France, 1938, 4, p. 68-71.
- Emmanuel Miller, « Lettres inédites de Le Brun », in Gazette des Beaux-Arts, 1863, I, p. 272.
- Philippe de Chennevières, « Charles Le Brun », in Archives de l'Art français, I, 1851 - 1852, p. 54-60.

### Sources anciennes
- (nl) Cornelis de Bie, Het Gulden Cabinet, 1662, p. 319
- Charles Le Brun premier peintre du roy, dans Charles Perrault, Les Hommes illustres qui ont paru en France pendant ce siècle, chez Antoine Dezallier, 1697, tome 1, p. 91-92 (lire en ligne)
- Auguste Jal, Dictionnaire critique de biographie et d'histoire. Errata et supplément pour tous les dictionnaires historiques, d'après des documents authentiques inédits, 1872, Slatkine reprints, Genève, 1970, tome 2, L-Z,  p. 751-754 (lire en ligne)
- Jules Guiffrey, « Charles Le Brun », dans Scellés et inventaires d'artistes français du XVIIe et du XVIIIe siècle, t. 1, Paris, Charavay frères libraires de la Société de l'histoire de l'art français, 1884 (lire en ligne), p. 83-154

#### Bases de données et dictionnaires
- Ressources relatives aux beaux-arts :   - AGORHA
  - Art Institute of Chicago
  - Art UK
  - Bénézit
  - British Museum
  - Collection de peintures de l'État de Bavière
  - Cooper–Hewitt, Smithsonian Design Museum
  - ECARTICO
  - Grove Art Online
  - J. Paul Getty Museum
  - Kunstindeks Danmark
  - Musée des beaux-arts du Canada
  - Musée du Prado
  - Musée national du Victoria
  - Musée Städel
  - National Gallery of Art
  - National Portrait Gallery
  - Nationalmuseum
  - RKDartists
  - Royal Academy of Arts
  - Sandrart.net
  - Union List of Artist Names
- Ressources relatives au spectacle :   - Les Archives du spectacle
  - César
- Ressources relatives à la recherche :   - La France savante
  - Isidore
- Ressources relatives à la musique :   - Discogs
  - MusicBrainz
- Notices dans des dictionnaires ou encyclopédies généralistes :   - Britannica
  - Brockhaus
  - Den Store Danske Encyklopædi
  - Deutsche Biographie
  - Enciclopedia italiana
  - Gran Enciclopèdia Catalana
  - Hrvatska Enciklopedija
  - Internetowa encyklopedia PWN
  - Nationalencyklopedin
  - Store norske leksikon
  - Treccani
  - Universalis
  - Visuotinė lietuvių enciklopedija
- Notices d'autorité :   - VIAF
  - ISNI
  - BnF (données)
  - IdRef
  - LCCN
  - GND
  - Italie
  - CiNii
  - Espagne
  - Belgique
  - Pays-Bas
  - Pologne
  - Israël
  - NUKAT
  - Catalogne
  - Vatican
  - Norvège
  - Croatie